# Fenster der Kathedrale von Bourges
Die Fenster der Kathedrale von Bourges gehören mit den Fenstern der Kathedrale von Chartres zu den bedeutendsten Bleiglasfenstern, die aus dem Mittelalter erhalten sind. Die um das Jahr 1195 begonnene und dem heiligen Stephanus gewidmete Kathedrale Saint-Étienne in Bourges, der Hauptstadt des Département Cher in der französischen Region Centre-Val de Loire, wurde mit ihren Fenstern im Jahr 1862 als Monument historique in die Liste der Baudenkmäler in Frankreich (Base Mérimée) aufgenommen. Seit 1992 gehört die Kathedrale zum UNESCO-Welterbe. Die über 100 Fenster der Kathedrale sind eigens in der Base Palissy, dem Verzeichnis denkmalgeschützter Objekte in Frankreich, eingetragen.

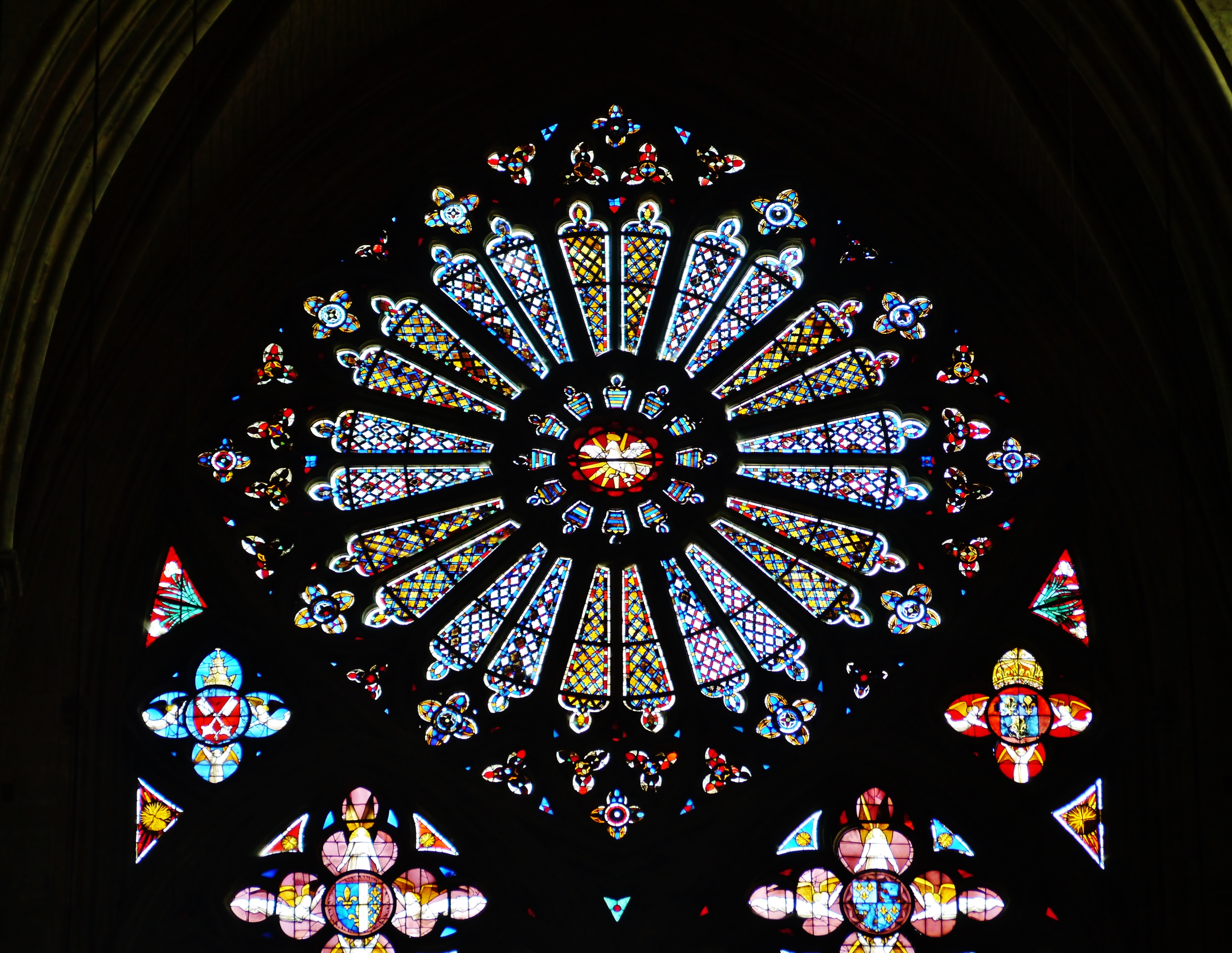
Rosette der Westfassade

## Geschichte
Die gotischen Fenster des Chorumgangs wurden vermutlich schon vor dem Jahr 1214 eingebaut, da bereits in diesem Jahr Messen in den Umgangskapellen erwähnt sind. Der Chor wurde vermutlich zwischen 1218 und 1225 fertiggestellt, die oberen Chorfenster entstanden spätestens um 1220 bis 1225. In der zweiten Hälfte des 13. Jahrhunderts wurde das Langhaus vollendet. Die unteren Fenster der Seitenschiffe werden um 1230 datiert, die oberen Fenster entstanden nach 1250. Ab Beginn des 15. Jahrhunderts ließen Mitglieder des Hofes und andere bedeutende Persönlichkeiten an den Chor und die Seitenschiffe des Langhauses Kapellen anbauen und mit großen Bleiglasfenstern im Stil der Renaissance ausstatten. Ende des 16. Jahrhunderts wurden die drei Fenster 0, 1 und 2 der Chorscheitelkapelle (Marienkapelle) erneuert. Zu Beginn des 17. Jahrhunderts wurde das Fenster 39 in der Montigny-Kapelle eingebaut.
Die Glasmaler, die die Fenster des 12. bis 17. Jahrhunderts ausführten, sind, mit Ausnahme von Guy de Dammartin (1340/1345–1398), der 1395 die Westrosette schuf, nicht durch Dokumente belegt. Aufgrund großer Ähnlichkeit mit anderen Arbeiten und Aufträgen in Bourges werden die Fenster 31, 32 und 46 dem Glasmaler Jean Lécuyer (um 1490–1556) zugeschrieben, das Fenster 39 in der Montigny-Kapelle wurde vermutlich von Louis Pinaigrier (1579–um 1626) aus der Pariser Glasmalerfamilie Pinaigrier ausgeführt. Für das Fenster 25 in der Kapelle Jacques Cœur dienten wahrscheinlich Kartons von Jacob de Litemont als Vorbild.
Ab 1843 fand erstmals eine Restaurierung der Fenster durch den Glasmaler Étienne Thevenot aus Clermont-Ferrand, der auch das Amt des Generalkonservators der Monuments historiques innehatte, statt. Weitere Restaurierungen wurden in den 1850er bis 1880er Jahren durch die in Paris ansässigen Glasmaler Nicolas Coffetier, Charles Leprévost, Louis Steinheil und dessen Sohn Adolphe durchgeführt. Zu Beginn des 20. Jahrhunderts erfolgten weitere Restaurierungen in der Glasmalereiwerkstatt von Francis Chigot in Limoges, von dem auch alle Fenster der Kathedrale im Jahr 1939 ausgebaut und nach dem Zweiten Weltkrieg ab 1946 in Zusammenarbeit mit dem Atelier Lorin in Chartres wieder eingesetzt wurden. Eine weitere Restaurierung einzelner Fenster erfolgte im Jahr 1976. In den 1980er und 1990er Jahren wurden weitere Restaurierungen durchgeführt.

## Anordnung und Bildprogramm
Die Kathedrale von Bourges ist in fünf Schiffe gegliedert und besitzt einen Chor mit einem doppelten Chorumgang und Umgangskapellen sowie an die Seitenschiffe angebaute Kapellen. Die Fenster sind auf drei Ebenen angeordnet, die Nummerierung der Fenster erfolgt nach dem französischen Schema des Corpus Vitrearum Medii Aevi.
Die unteren Fenster im Chorumgang, die aus dem 13. Jahrhundert stammen, bestehen aus kleinteiligen Szenen, auf denen Geschichten aus dem Alten und Neuen Testament sowie Legenden von Märtyrern und Heiligen dargestellt sind. Die Fenster bestehen aus einer Lanzette, deren Scheiben vielfältige Formen wie Quadrat, Kreis, Drei-, Vier- oder Achtpass sowie eine Kombination dieser Formen aufweisen. Auf manchen Fenstern sind auf den unteren Scheiben Handwerker wie Steinmetze, Kürschner, Metzger oder Bäcker dargestellt, die die jeweiligen Zünfte als Stifter der Fenster ausweisen.
Die Fenster der Seitenkapellen im Langhaus, die aus dem 15./16. Jahrhundert stammen, bestehen aus vier Lanzetten und einem abwechslungsreichen Maßwerk. Die Fenster weisen, mit Ausnahme des Dionysius-Fensters (Fenster 31) und des Laurentius-Fensters (Fenster 46), große Personendarstellungen auf, die in eine aufwändige Scheinarchitektur eingebettet sind. Auf den Fenstern sind die Apostel, die Evangelisten, die Kirchenväter sowie Märtyrer und Heilige dargestellt, meist mit den Stiftern der Fenster und ihren Schutzpatronen und den Wappen der Stifterfamilien.

## Fenster der unteren Ebene

### Untere Fenster im Chorumgang
Fenster aus dem 16. Jahrhundert (Fenster 0, 1, 2)

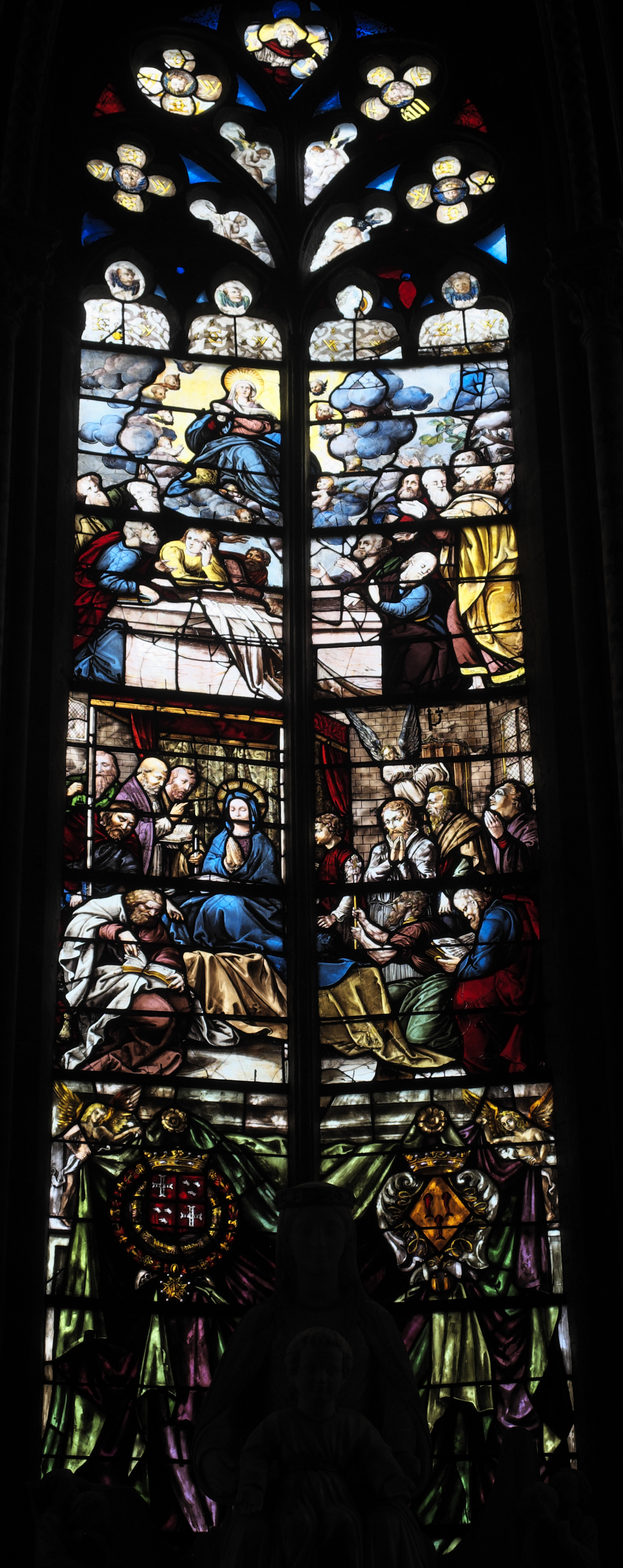
Fenster 0

Die Fenster 0, 1 und 2 in der Chorscheitelkapelle oder Marienkapelle stammen aus dem letzten Viertel des 16. Jahrhunderts. Sie nehmen vermutlich das Bildprogramm der ursprünglichen Fenster aus dem 13. Jahrhundert auf, an deren Stelle sie eingesetzt wurden. Die Fenster bestehen aus zwei Lanzetten und einem Maßwerk mit 21 Scheiben.
Fenster in der Marienkapelle
- Fenster 0

Das mittlere Chorfenster stellt unten den Marientod (auch als Pfingstszene interpretiert) und darüber die Aufnahme Marias in den Himmel dar. Im Maßwerk sind Engel und die Monogramme der Stifter, Claude de la Châtre und Jeanne Chabot, zu sehen. Die unteren Scheiben mit Wappen und Draperien sind moderne Ergänzungen.
- Fenster 1

Auf dem linken Chorfenster ist unten links die Verkündigung an Joachim und rechts an Anna durch einen Engel dargestellt, der ihnen die Geburt ihrer Tochter Maria vorhersagt. In der Szene darüber sieht man die Begegnung von Joachim und Anna an der Goldenen Pforte und oben Mariä Tempelgang.

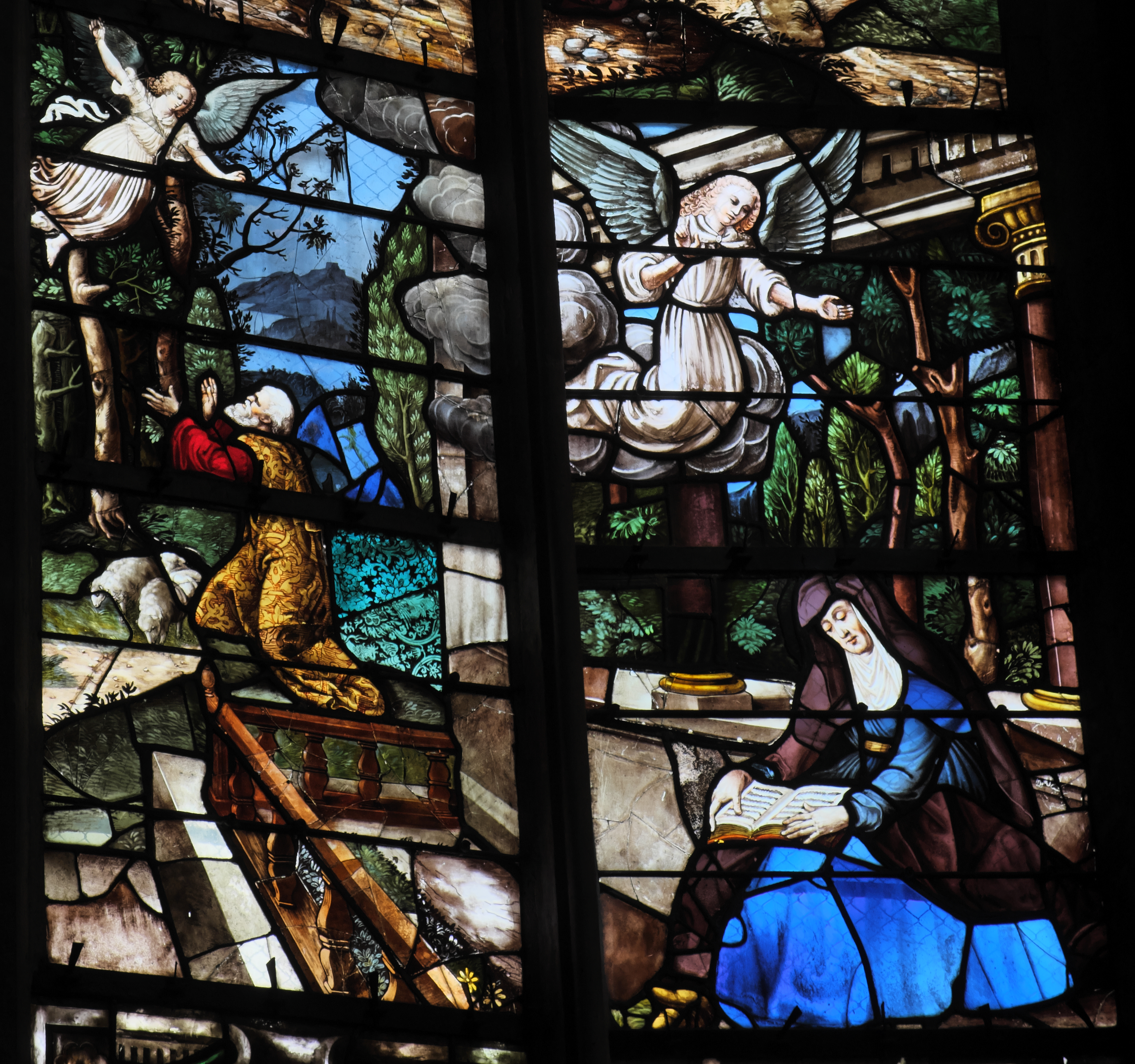
Verkündigung an Joachim und Anna
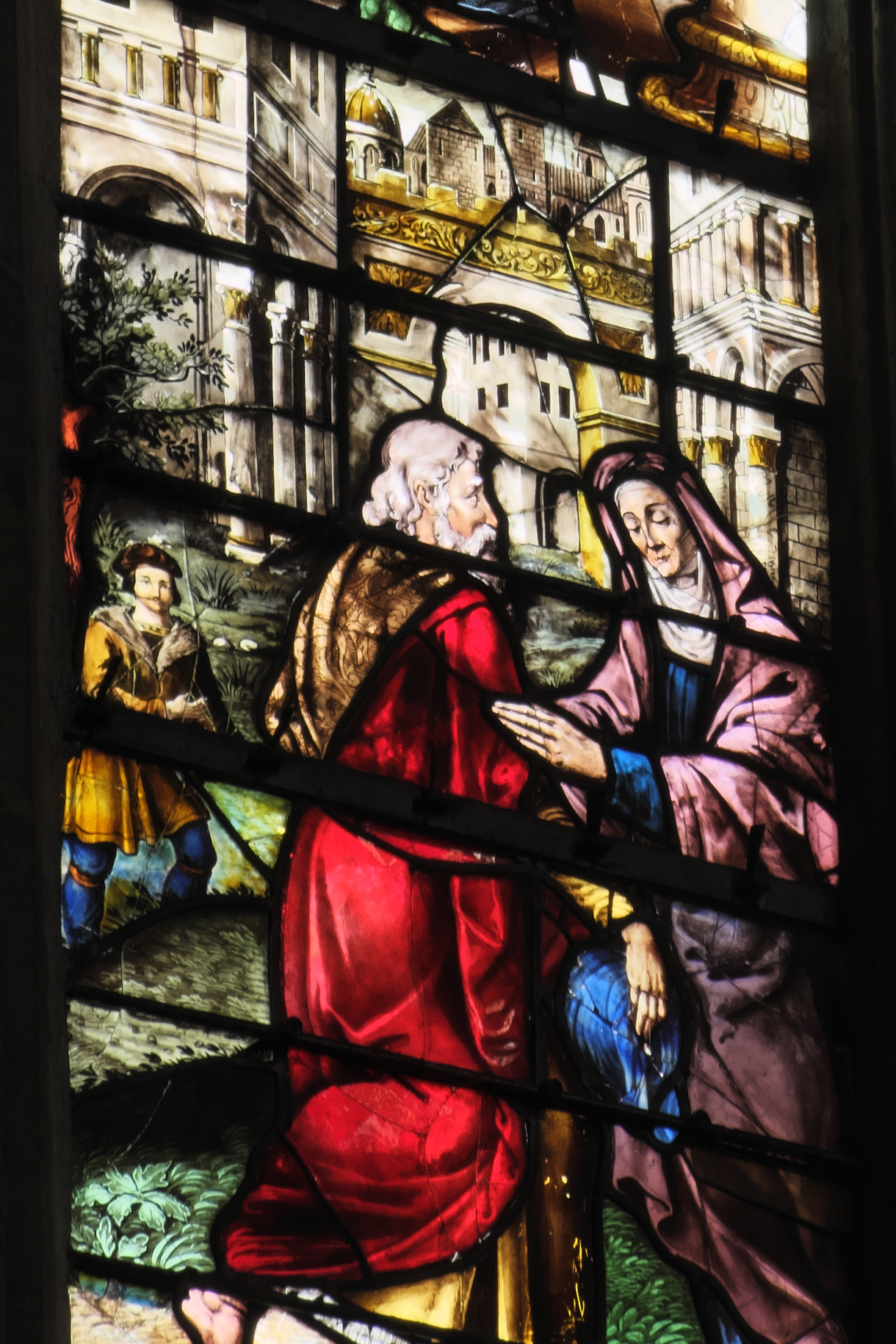
Begegnung an der Goldenen Pforte
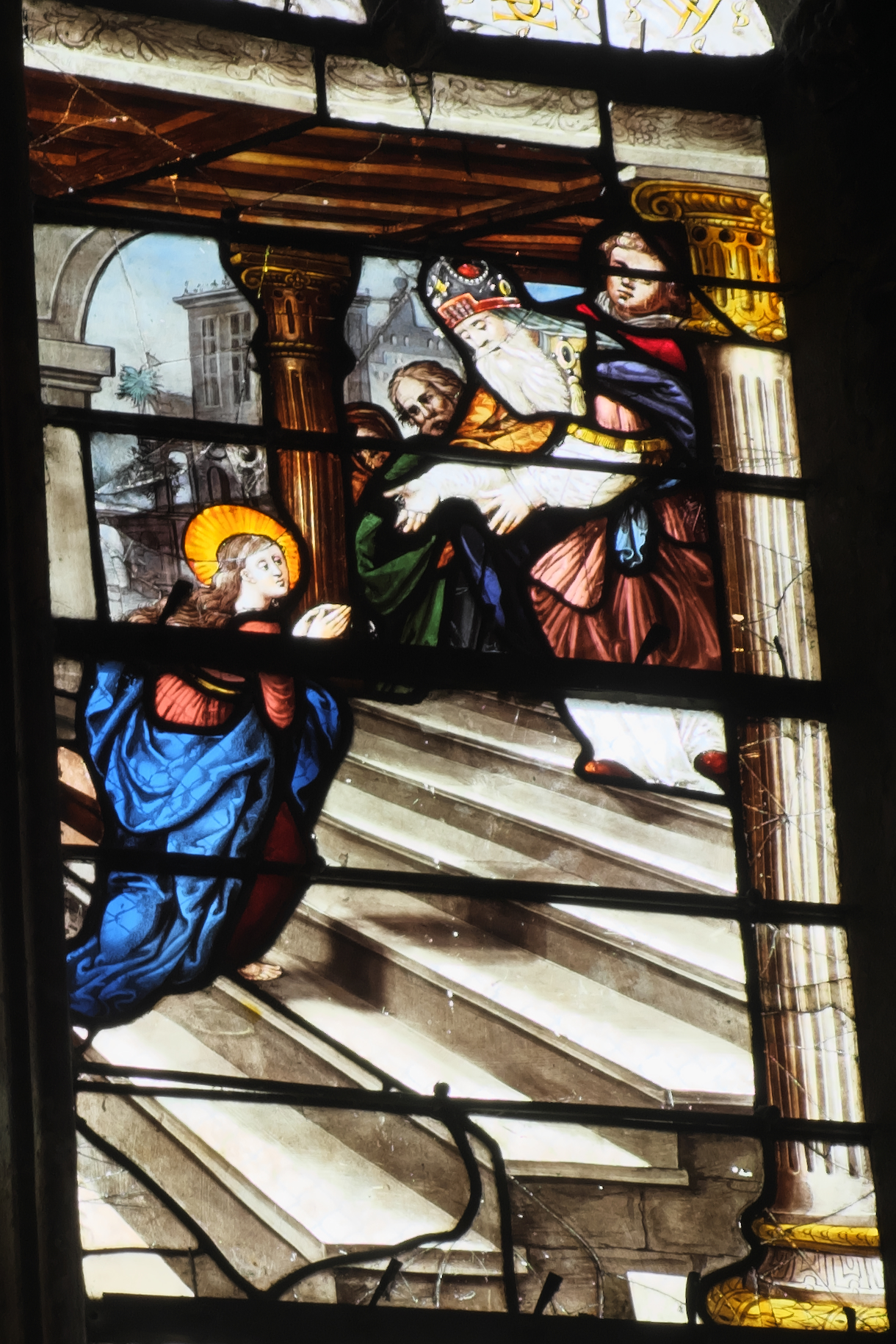
Mariä Tempelgang

- Fenster 2

Auf dem rechten Chorfenster ist unten die Verkündigung der Geburt Jesu an Maria durch den Erzengel Gabriel dargestellt, darüber die Anbetung der Heiligen Drei Könige und die Flucht nach Ägypten.

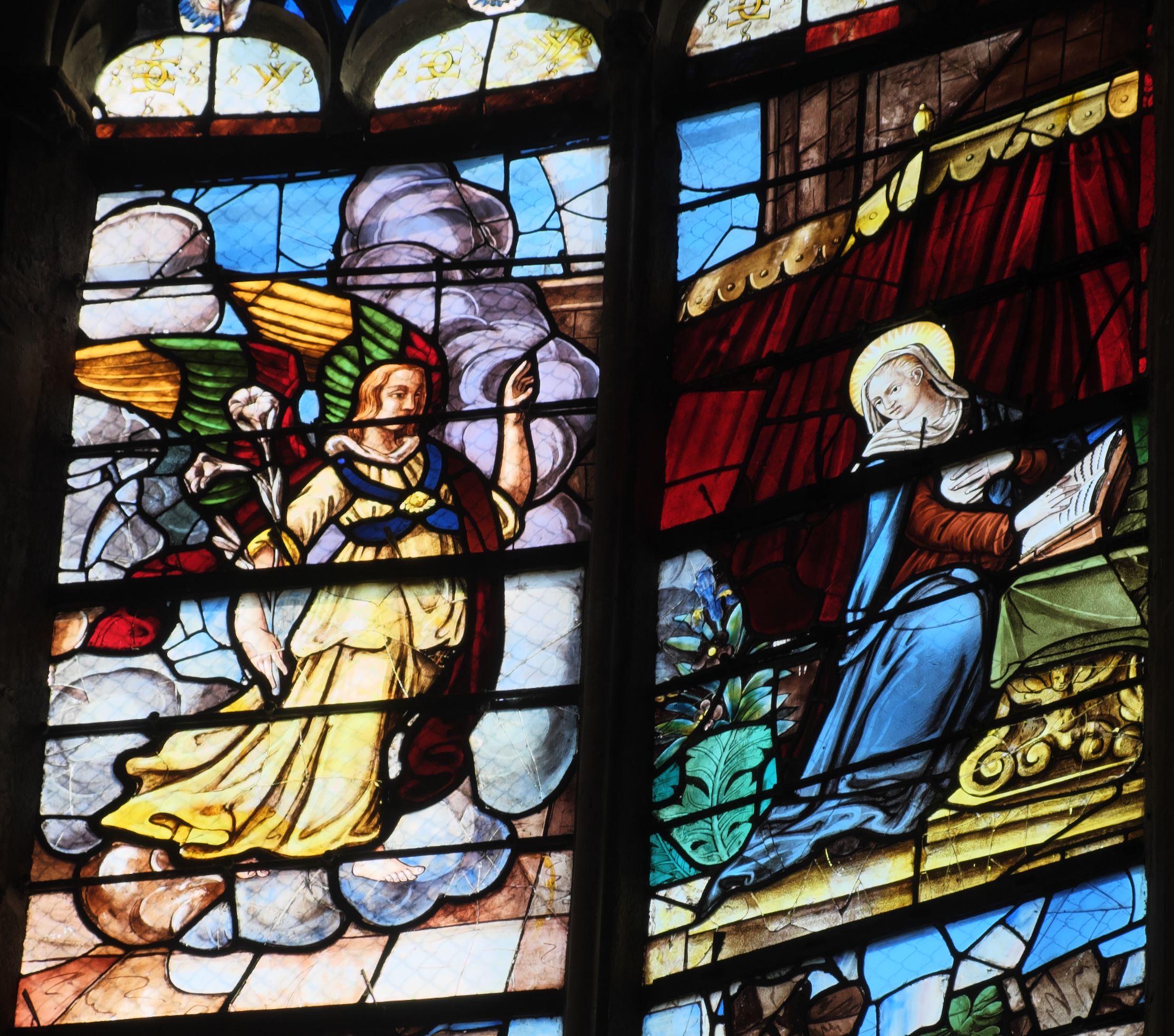
Verkündigung
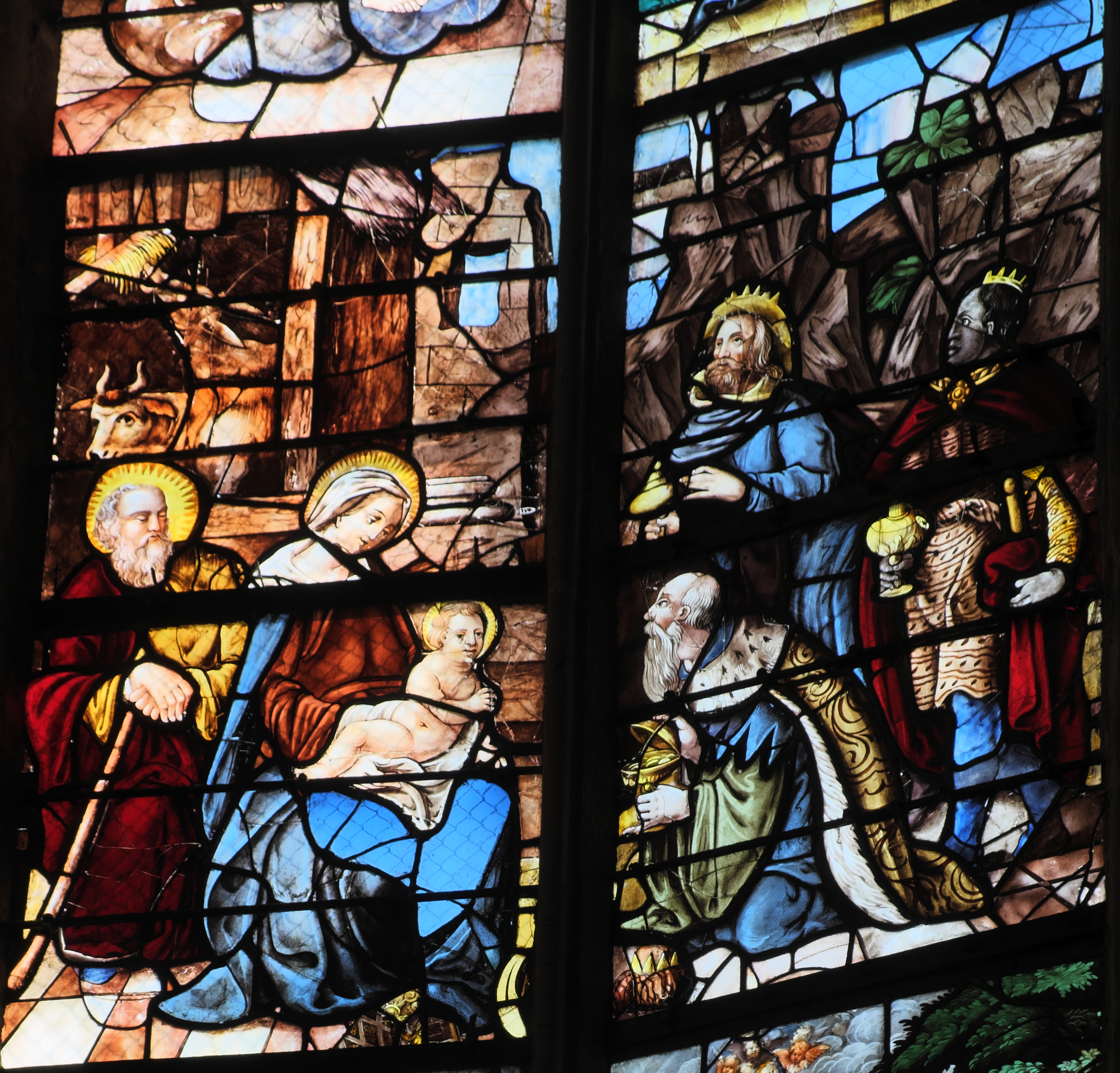
Anbetung der Heiligen Drei Könige
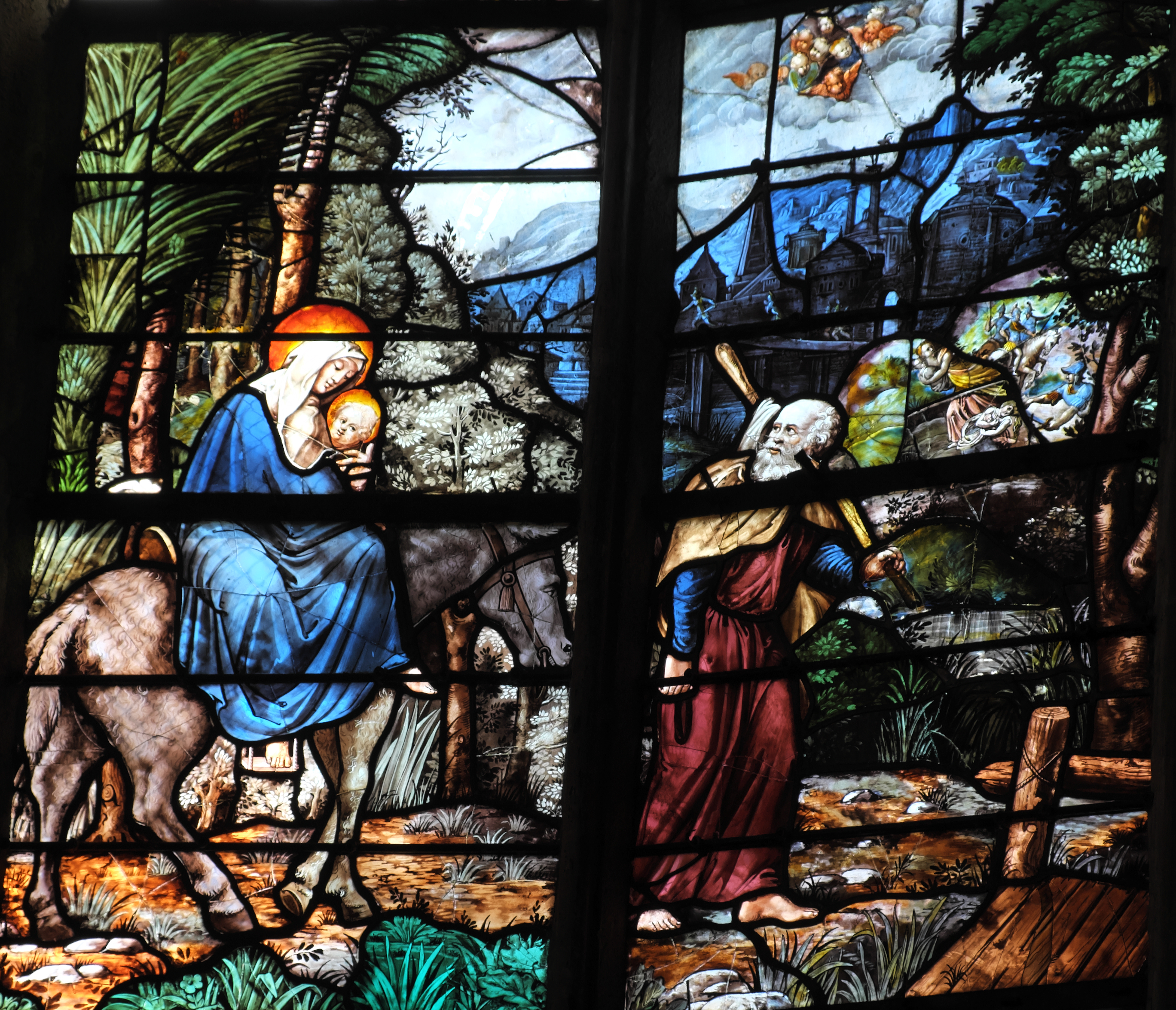
Flucht nach Ägypten

Fenster aus dem 13. Jahrhundert (Fenster 3 bis 24)

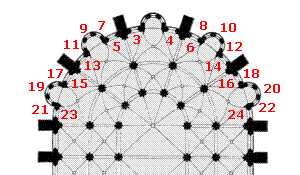
Fenster des 13. Jahrhunderts im Chorumgang

Die Fenster 3 bis 24 im Chorumgang wurden zwischen 1210 und 1215 geschaffen. Sie wurden im 19. Jahrhundert restauriert und teilweise ergänzt. An der Nord- und an der Südseite des Chorumgangs öffnen sich jeweils zwei Kapellen mit je drei Fenstern, die Kapelle der Unbefleckten Empfängnis (Chapelle de la Conception de la Vierge) mit den Fenstern 7, 9, 11 und die Kapelle des heiligen Nikolaus (Chapelle Saint-Nicolas), auch Heilig-Kreuz-Kapelle (Chapelle de la Sainte-Croix), mit den Fenstern 17, 19, 21 im Norden und die Kapelle des heiligen Stephanus (Chapelle Saint-Étienne) mit den Fenstern 8, 10, 12 und die Bettelordenskapelle (Chapelle Notre-Dame-des-Blancs-Manteaux, auch Chapelle Notre-Dame-la-Blanche) mit den Fenstern 18, 20, 22 im Süden.
Linke Seite (Nordseite)
Fenster 3

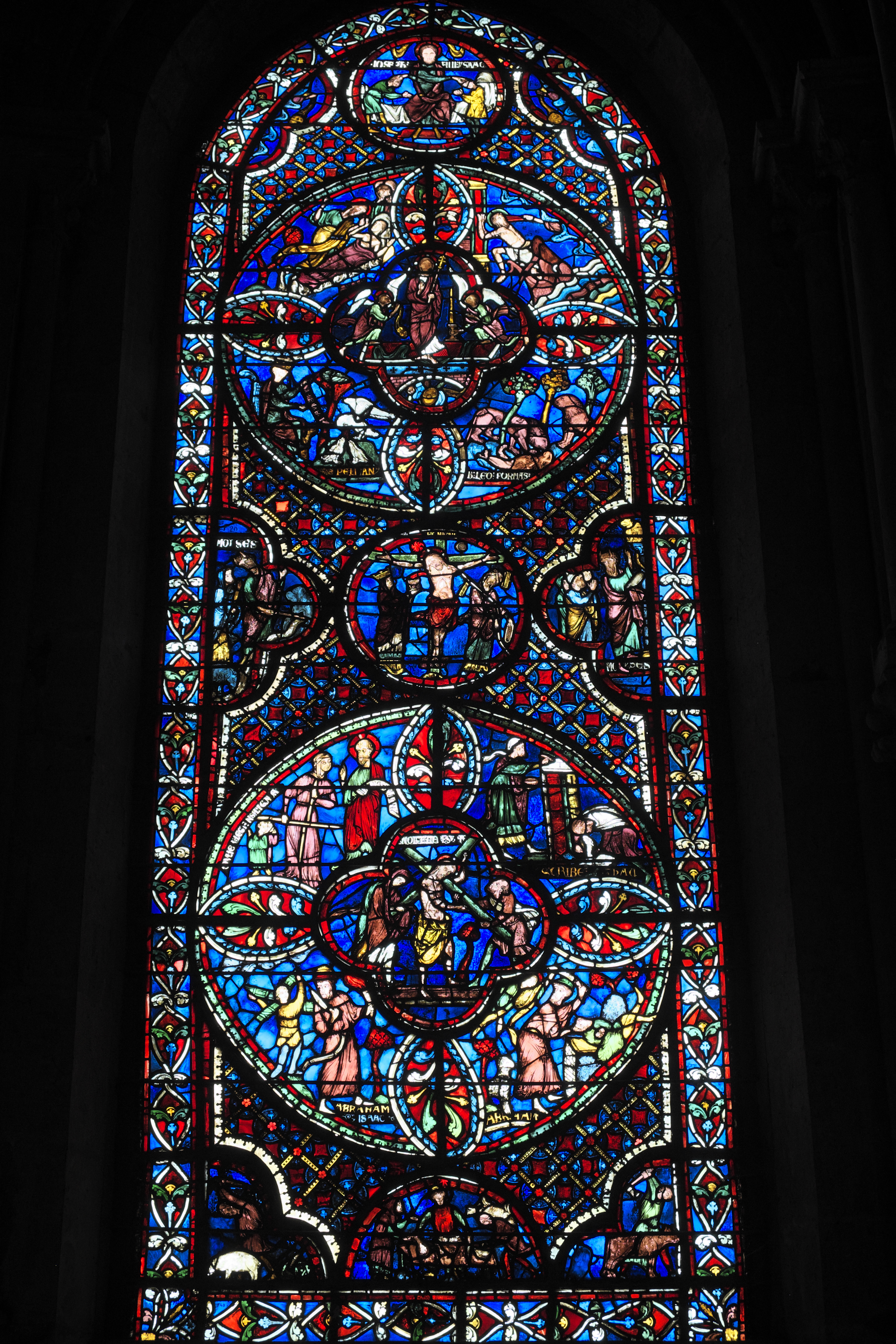
Fenster 3: Neuer Bund

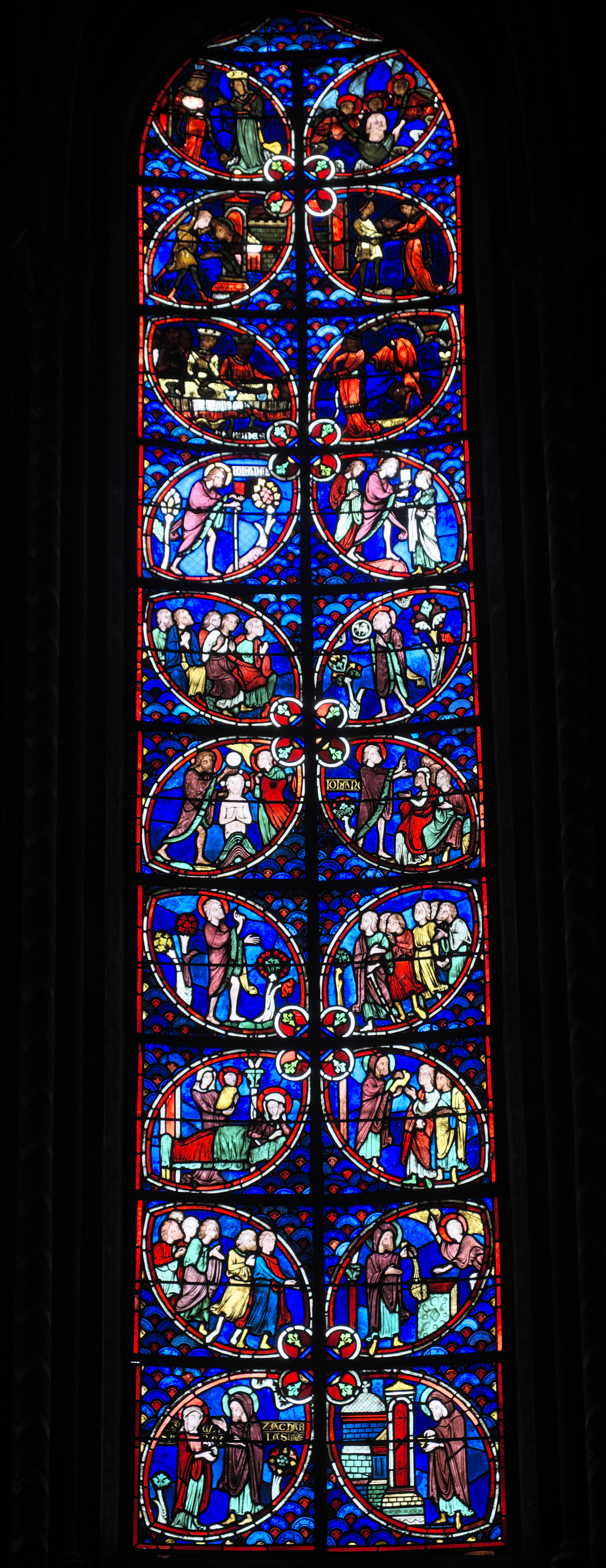
Fenster 20: Fenster mit der Legende Johannes des Täufers

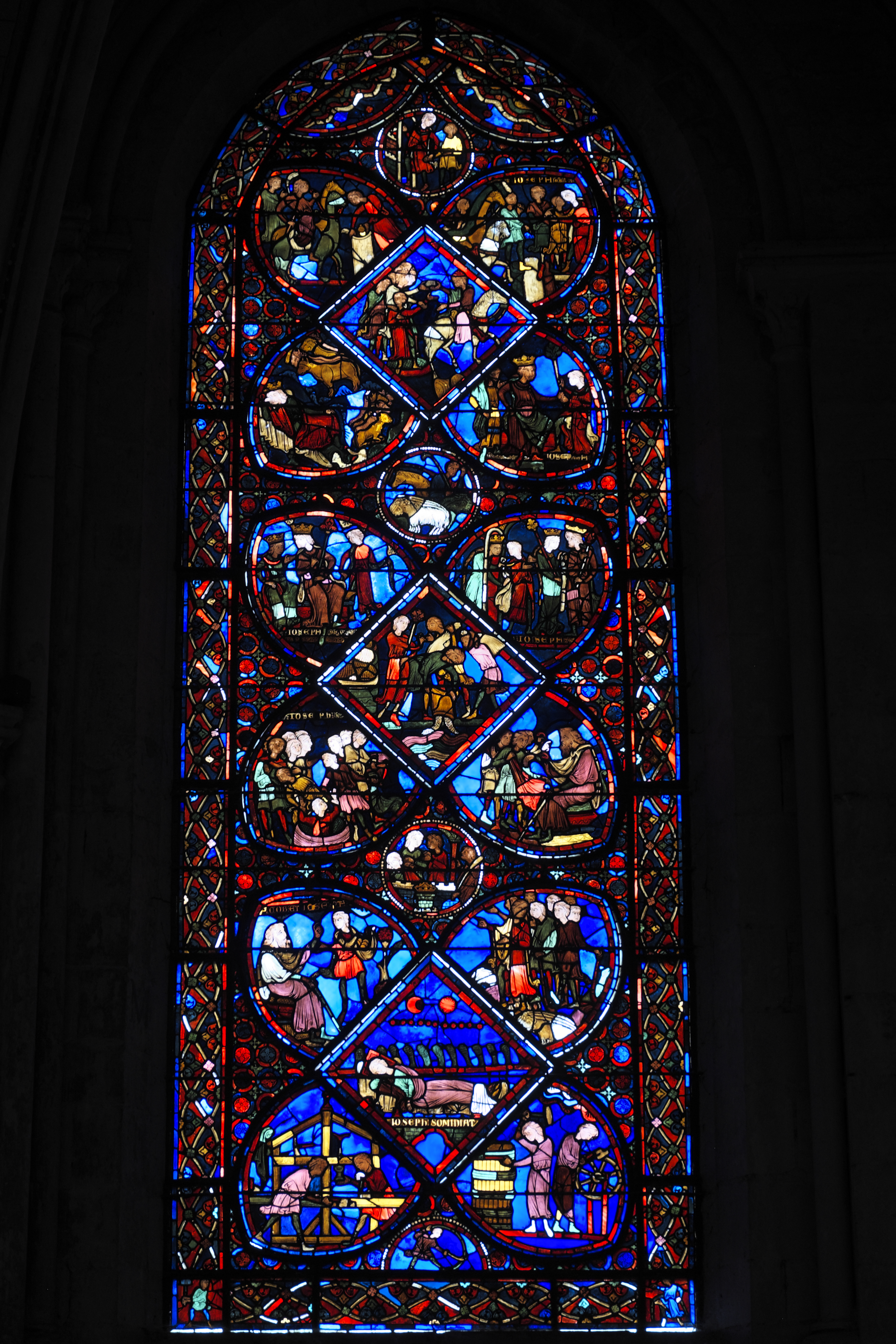
Fenster 24: Geschichte Josefs

Auf dem Fenster werden Szenen der Passion Jesu mit biblischen Erzählungen aus dem Alten Testament in Verbindung gebracht, sie sollen den Neuen Bund symbolisieren. Das Fenster besteht aus einer Lanzette mit zwei großen runden und zwei kleineren vierpassförmigen Scheiben, zwei kleineren Rundscheiben und zwei halben Vierpassscheiben. Auf der großen unteren Rundscheibe ist in der Mitte die Kreuztragung dargestellt, unten die Opferung Isaaks, links oben die Witwe von Sarepta und rechts oben das Tauzeichen, durch das nach der Offenbarung des Johannes die „Knechte Gottes“ gekennzeichnet werden (Offb 7,3-8 ). Auf der kleineren, mittleren Rundscheibe ist die Kreuzigung Christi dargestellt, die weibliche Figur auf der linken Seite, die eine Krone auf dem Haupt trägt und das Blut Christi mit einem Kelch auffängt, soll die Ecclesia (Kirche) symbolisieren, die weibliche Figur auf der rechten Seite, deren Augen verbunden sind, die Synagoge. Auf den seitlichen Szenen sieht man links Moses, der Wasser aus dem Felsen schlägt, und rechts Moses und das Goldene Kalb. Die obere Rundscheibe stellt die Auferstehung Christi dar, unten links sieht man einen Pelikan, der mit seinem Blut seine Jungen nährt, und unten rechts Löwen, oben rechts ist der Prophet Jonas zu erkennen, der aus dem Maul eines Wales entkommt. In der mittleren oberen Szene segnet Jakob, der Sohn Isaaks, seine Enkel, die Söhne seines Sohnes Josef. Auf den unteren Szenen sind Metzger dargestellt, links wird ein Schwein, rechts ein Kalb geschlachtet. Das Fenster wurde von der Zunft der Metzger gestiftet.

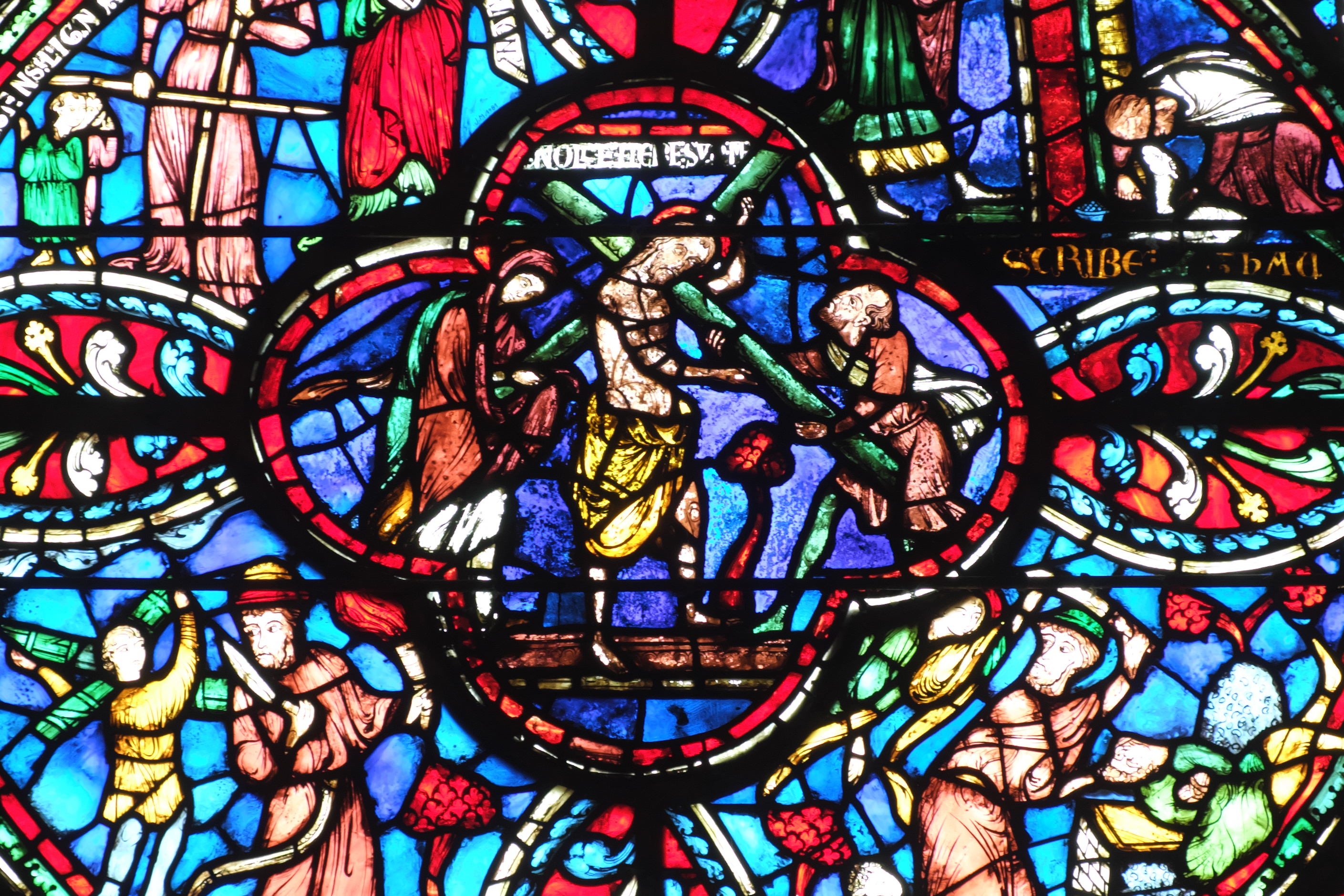
Kreuztragung
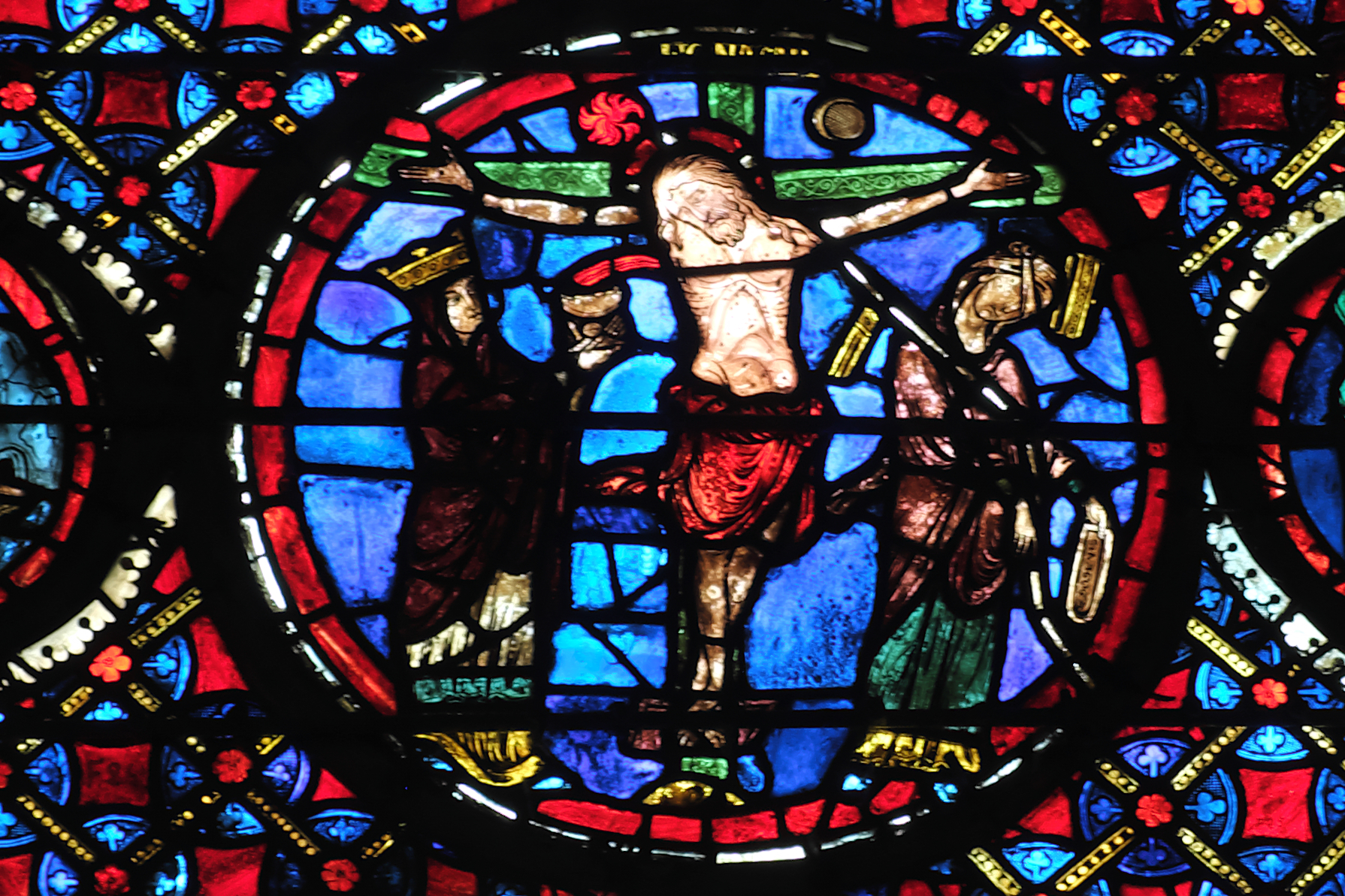
Christus am Kreuz, Ecclesia und Synagoge
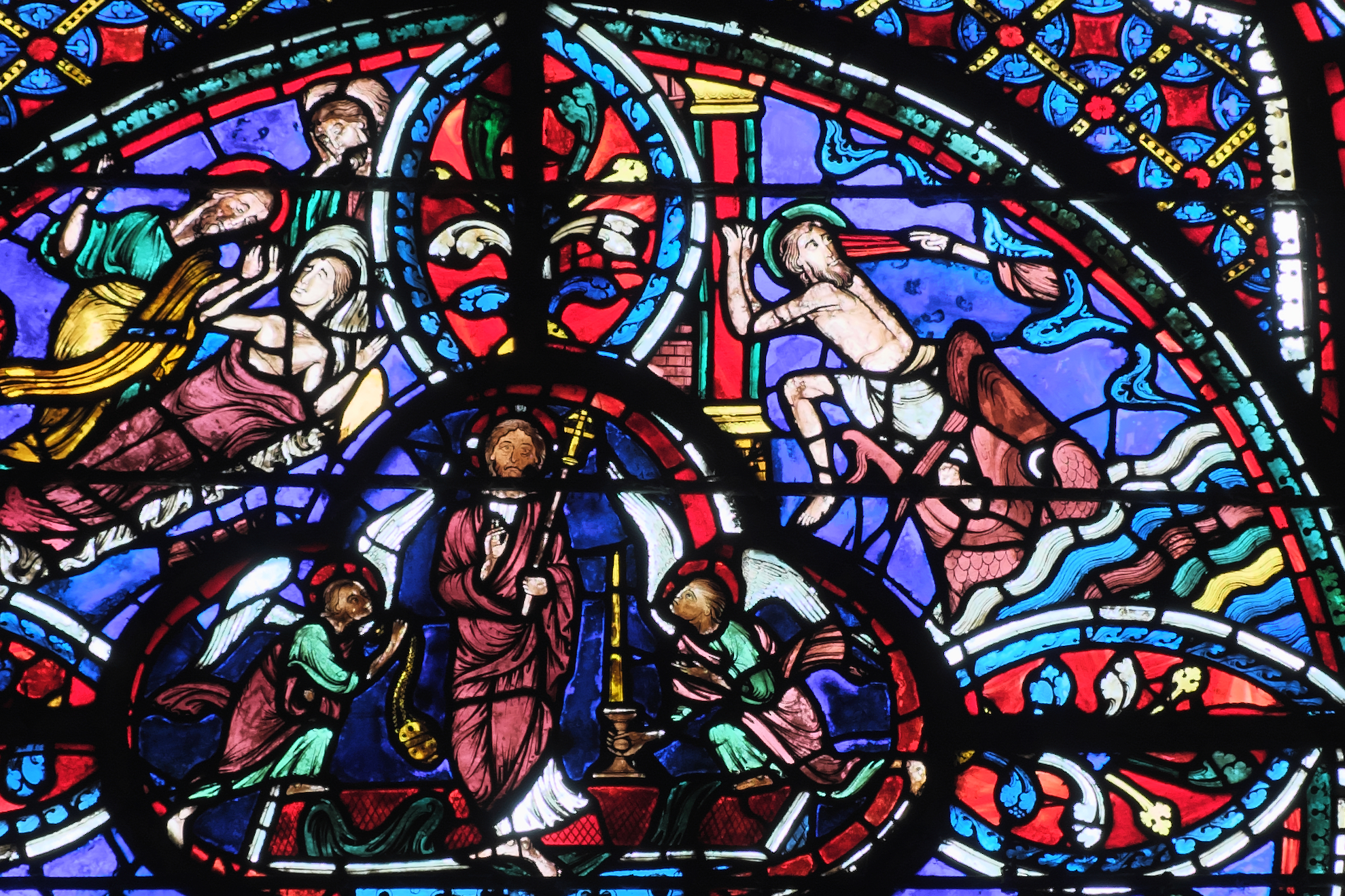
Auferstehung Christi (Mitte), Jonas und der Wal (oben rechts)
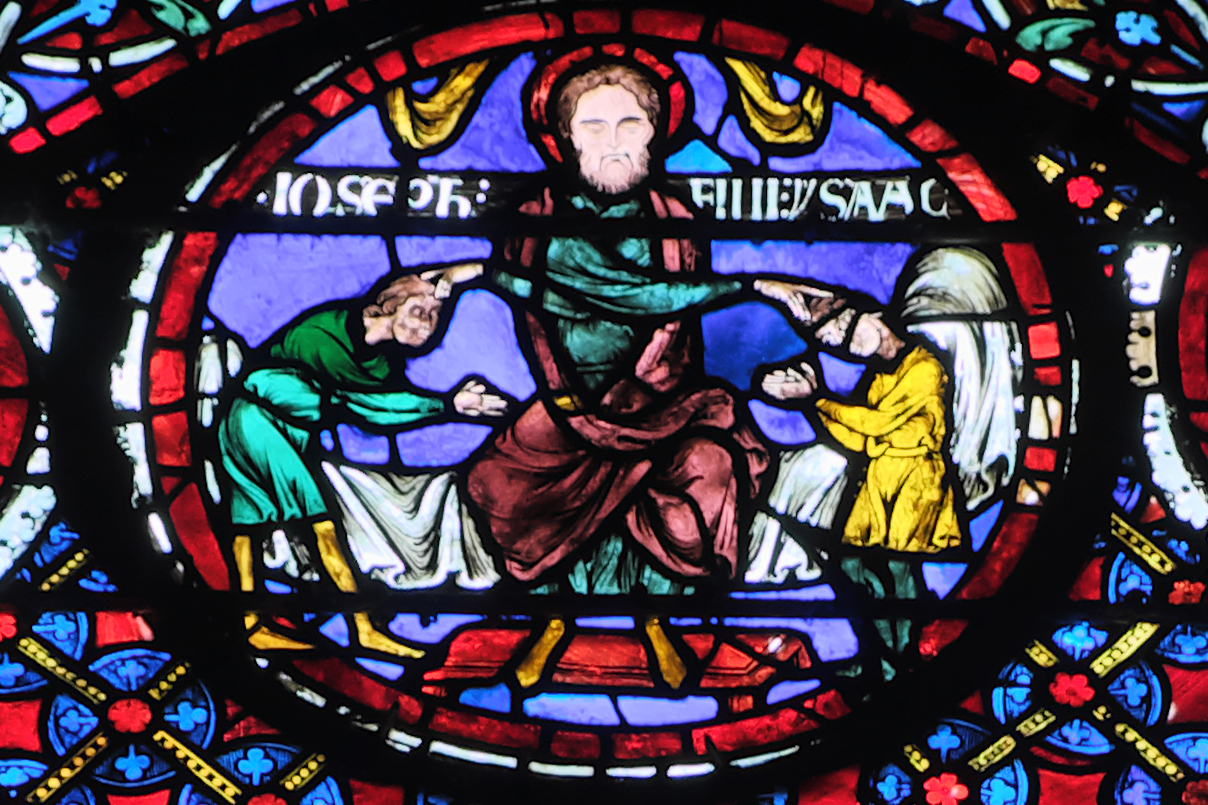
Jakob segnet die Söhne Josefs

Fenster 5

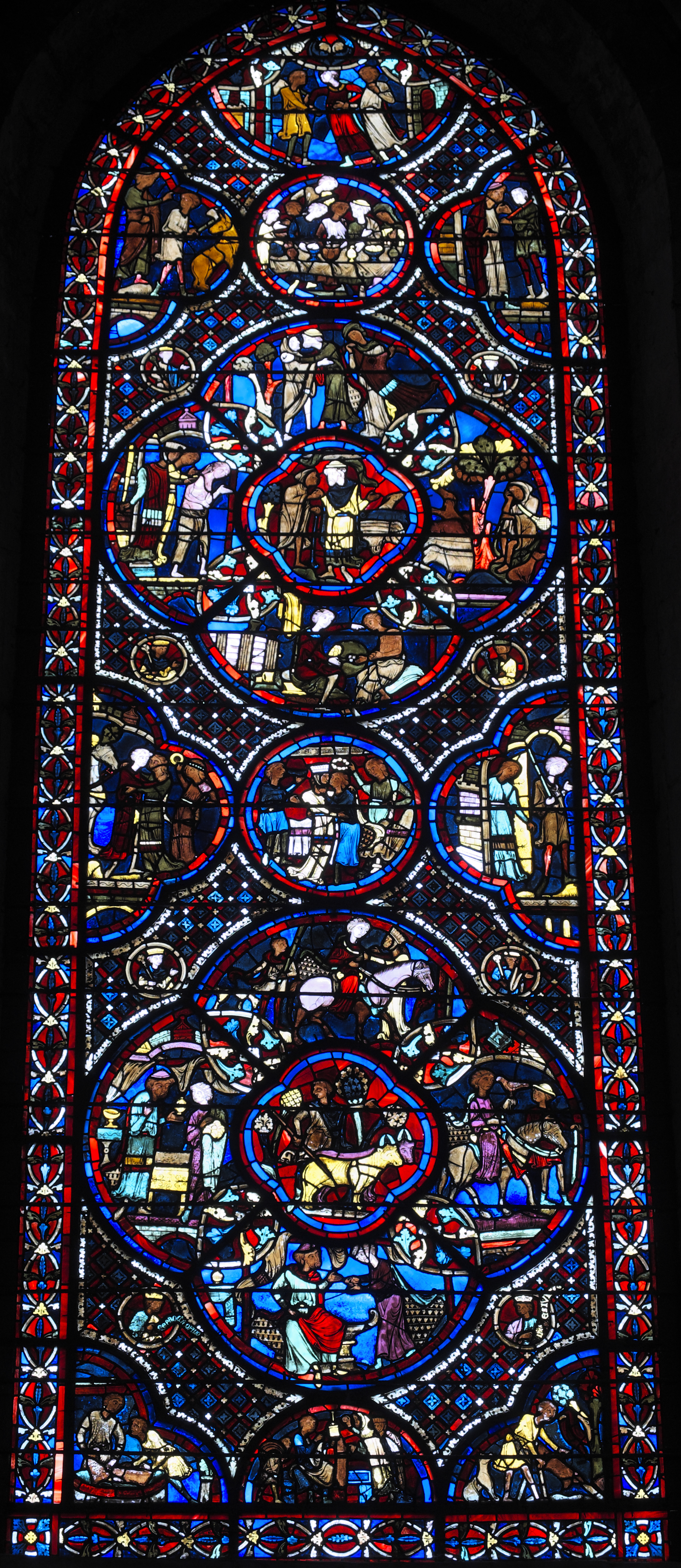
Fenster 5: Gleichnis vom verlorenen Sohn

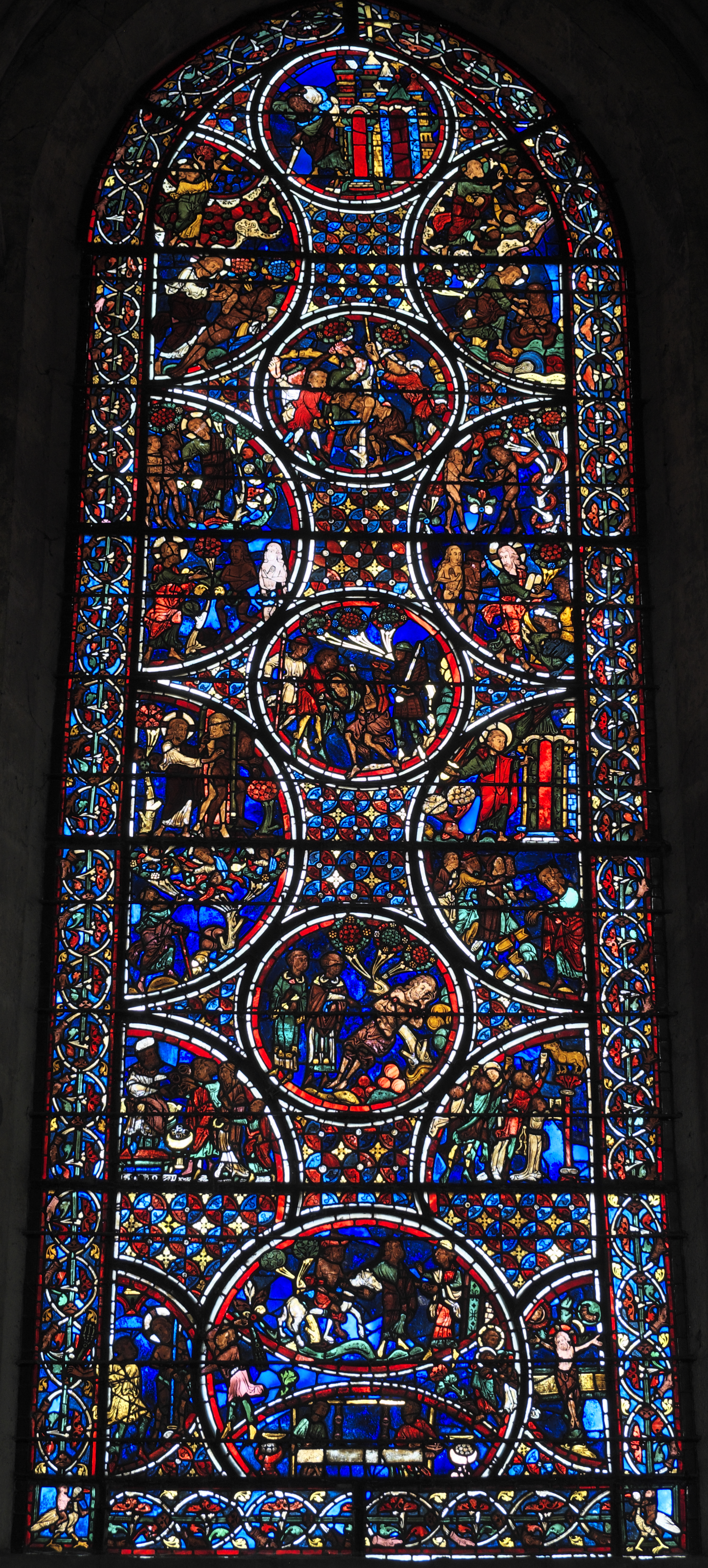
Fenster 13: Gleichnis vom barmherzigen Samariter

Thema des Fensters ist das Gleichnis vom verlorenen Sohn. Das einbahnige Fenster besteht aus zwei großen, in fünf Szenen unterteilten Vierpassscheiben, zwei kleineren Rundscheiben und Teilen von Vierpassscheiben. Auf der unteren Scheibe ist der Sohn zu sehen, der sich sein Erbe aushändigen lässt und aufbricht. Nach einem ausschweifenden Leben wird er von einer Frau weggeschickt, verliert seine Kleider beim Spiel, verdingt sich als Hirte und wird zum Bettler. Er kehrt zu seinem Vater zurück, der ihn mit einer herzlichen Umarmung freudig begrüßt und eine Ziege für ein Festmahl schlachten lässt. In der kleinen oberen Rundscheibe ist das Festmahl dargestellt, darüber ist zu sehen, wie der Vater den zurückgekehrten Sohn mit dem Bruder versöhnt. Die kleinen unteren Scheiben stellen Gerber mit ihren Fellen dar, die Stifter des Fensters.

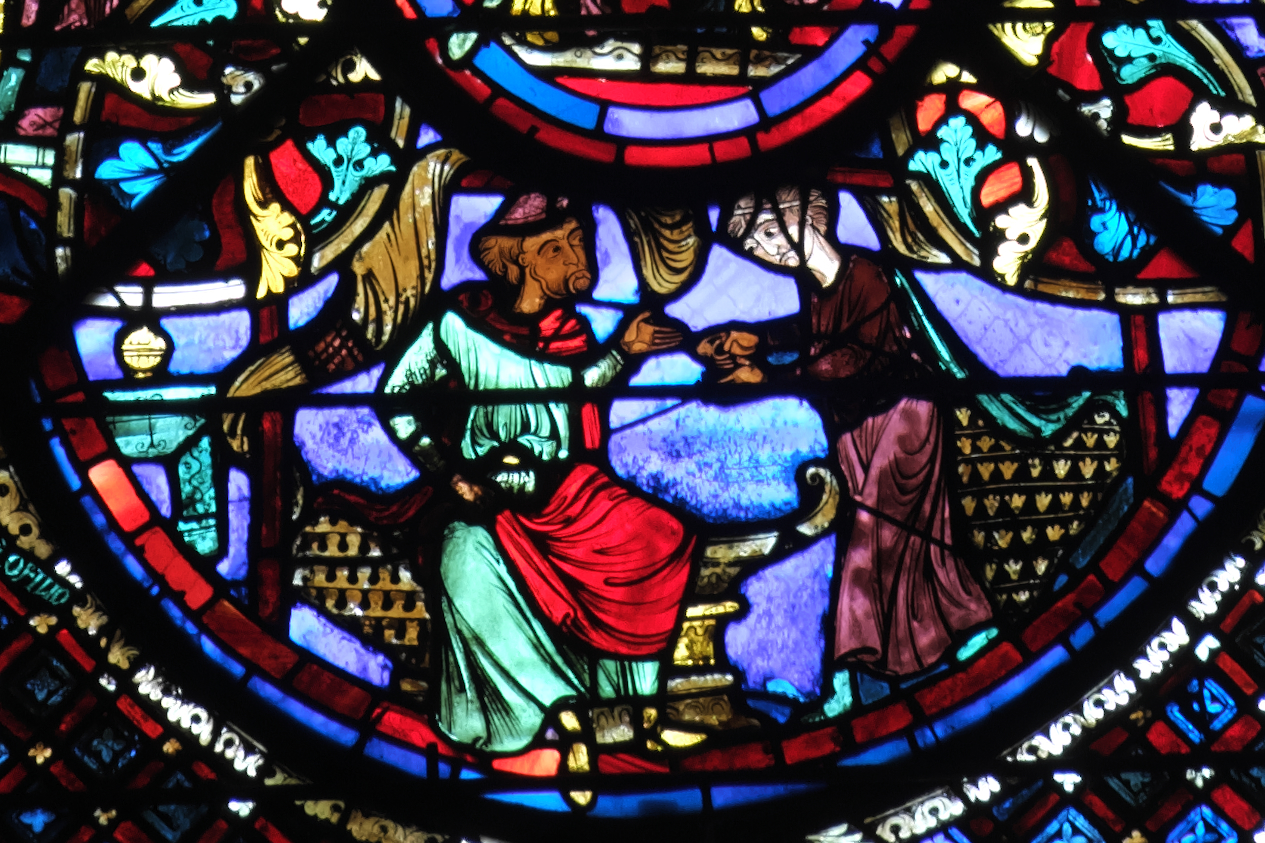
Abschied vom Vater
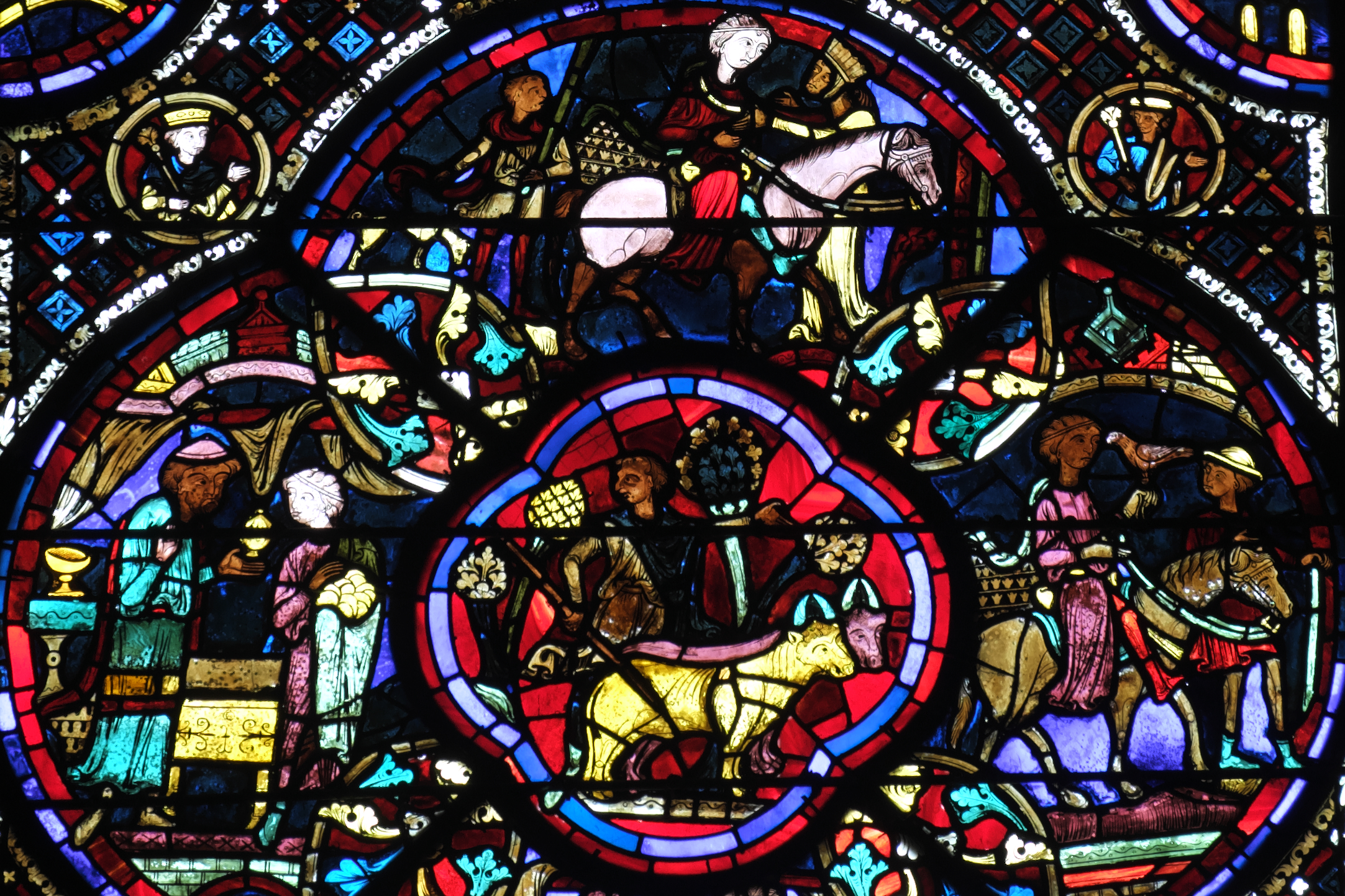
Aufbruch des verlorenen Sohnes
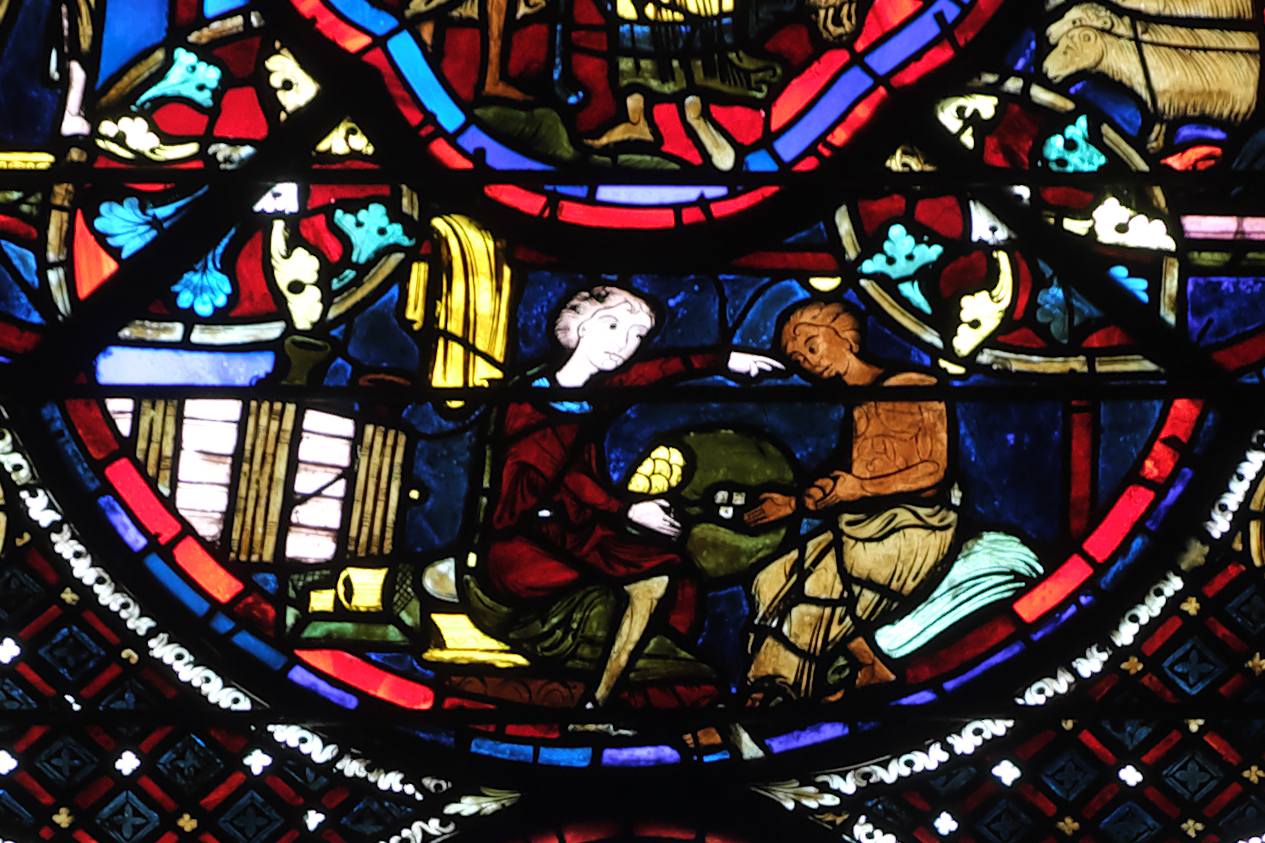
Verlust seiner Kleider beim Spiel
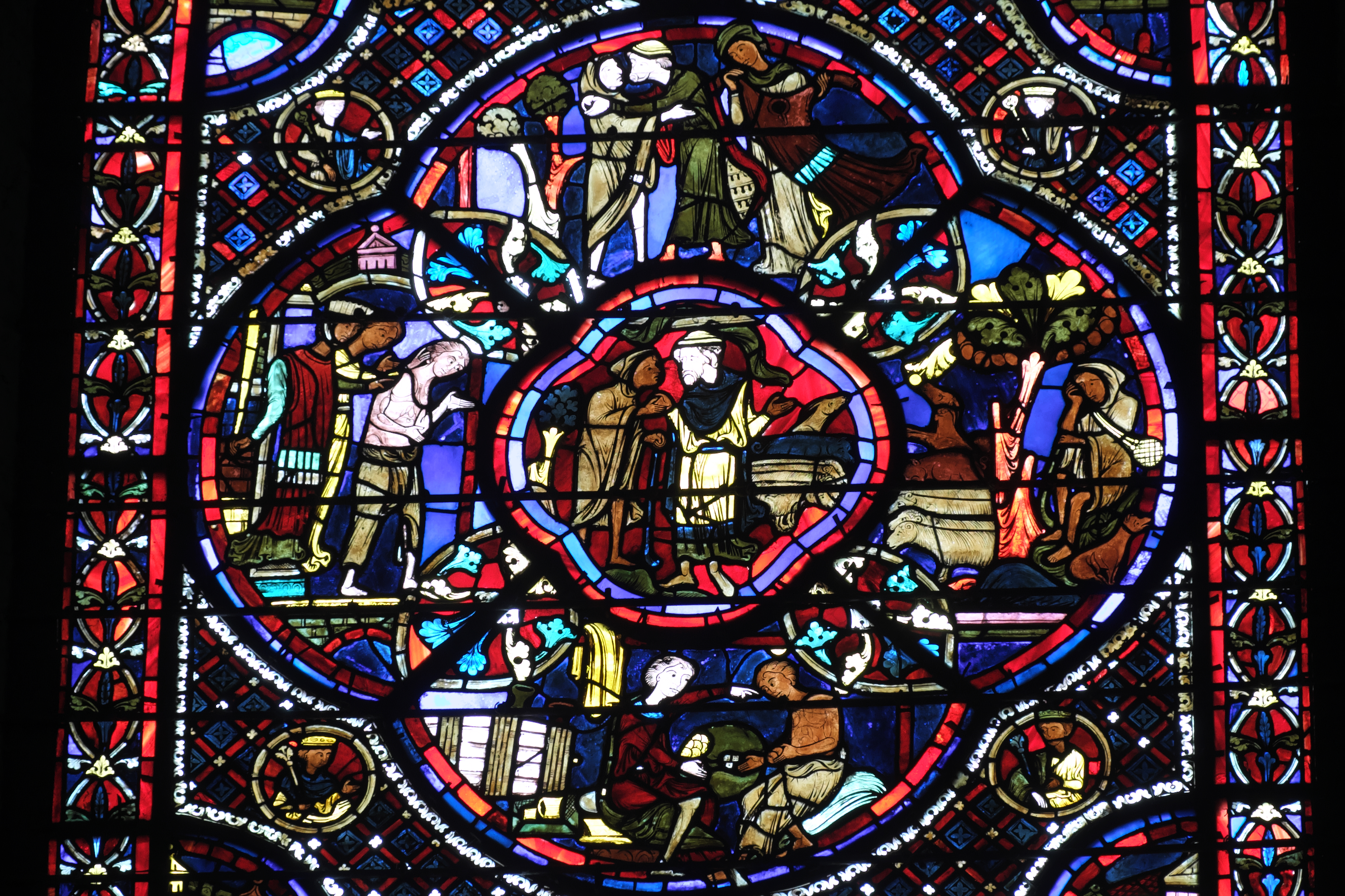
Rückkehr des verlorenen Sohns

Fenster in der Kapelle der Unbefleckten Empfängnis (Fenster 7, 9, 11)
- Fenster 7

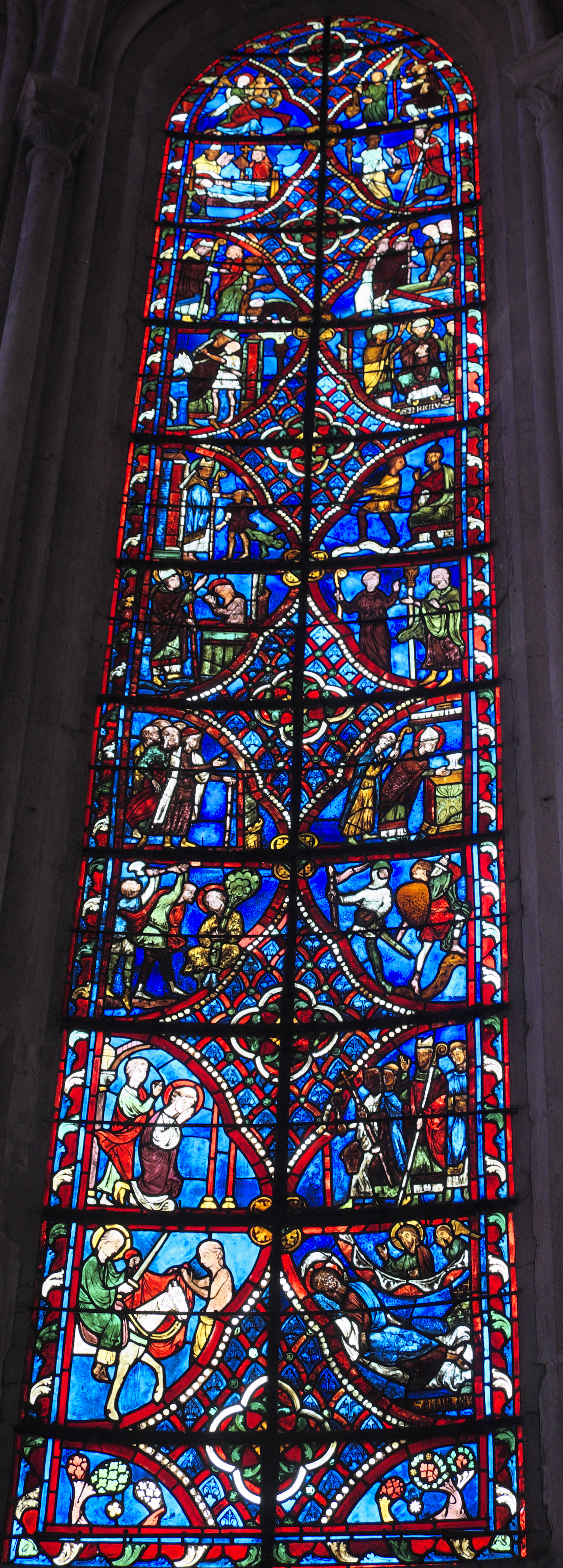
Fenster 7: Fenster des heiligen Martin

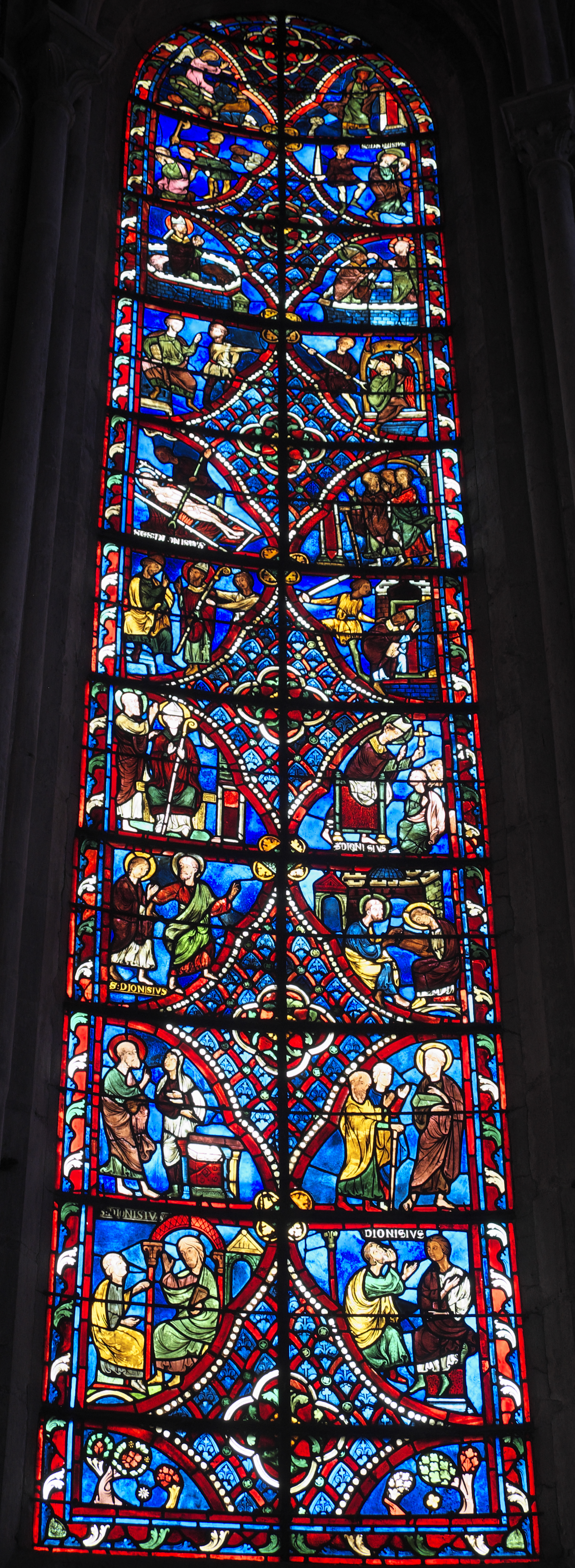
Fenster 11: Fenster mit der Legende des heiligen Dionysius

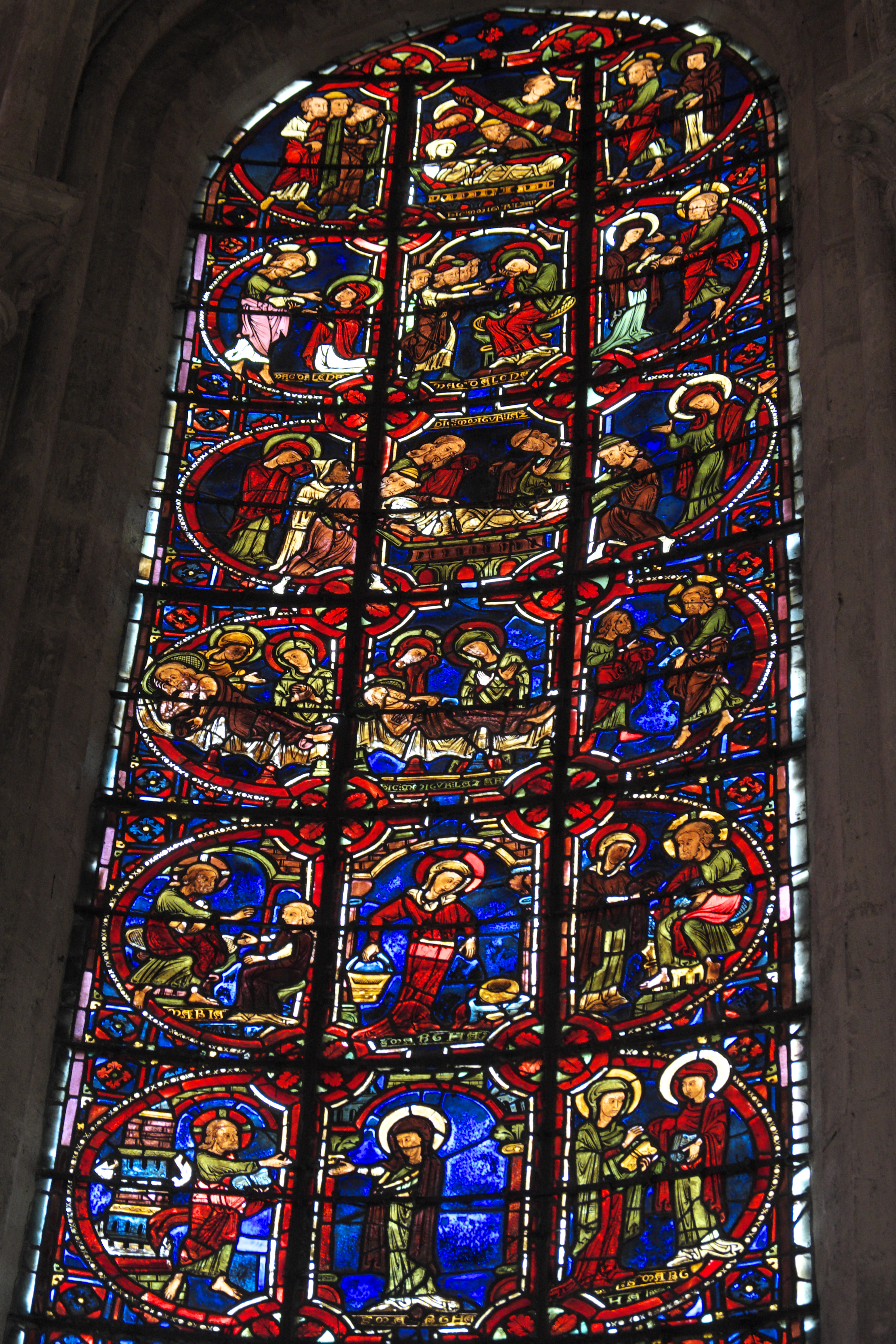
Fenster 17: Fenster mit der Legende der heiligen Maria Magdalena (sechs obere Bildebenen)

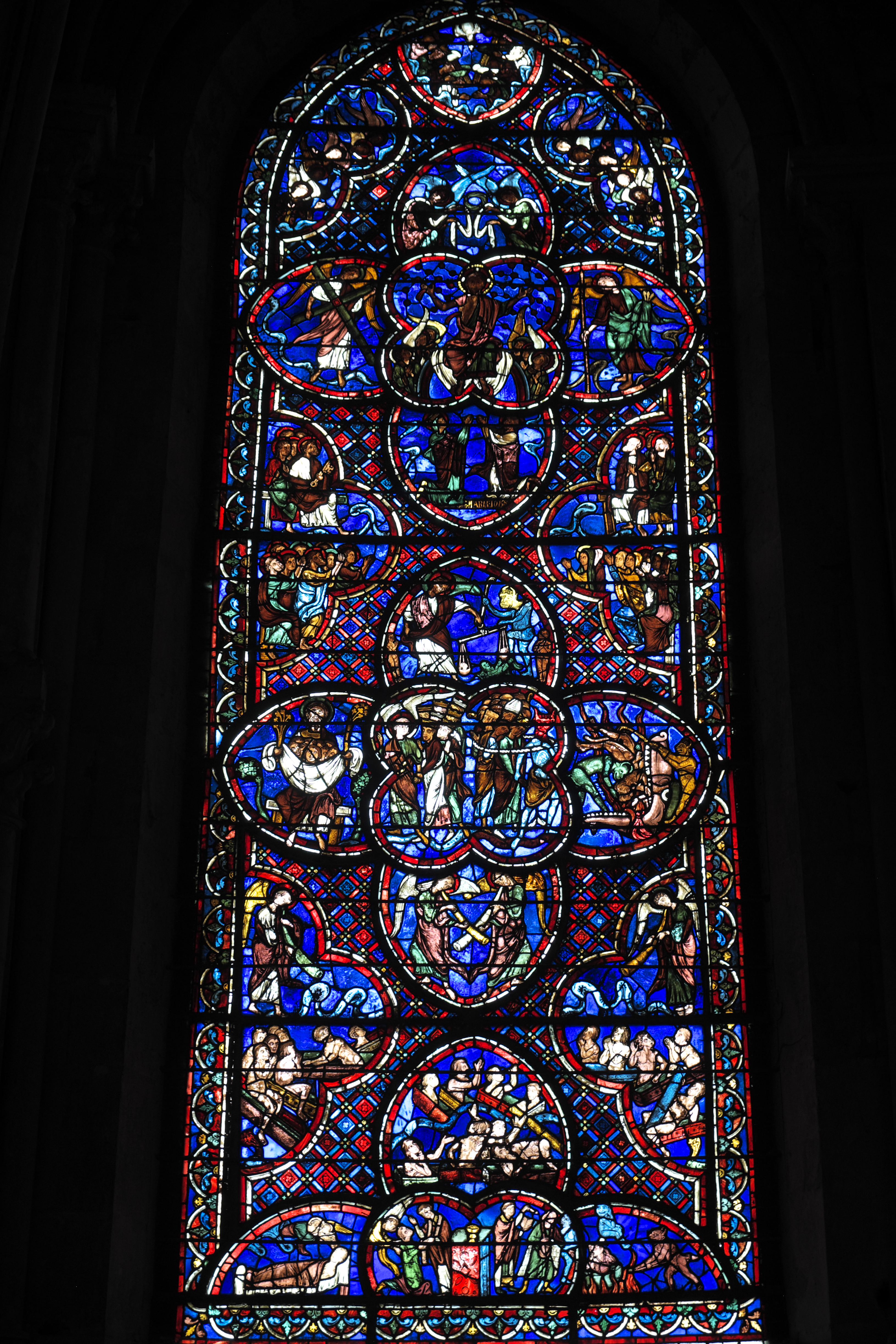
Fenster 4: Jüngstes Gericht

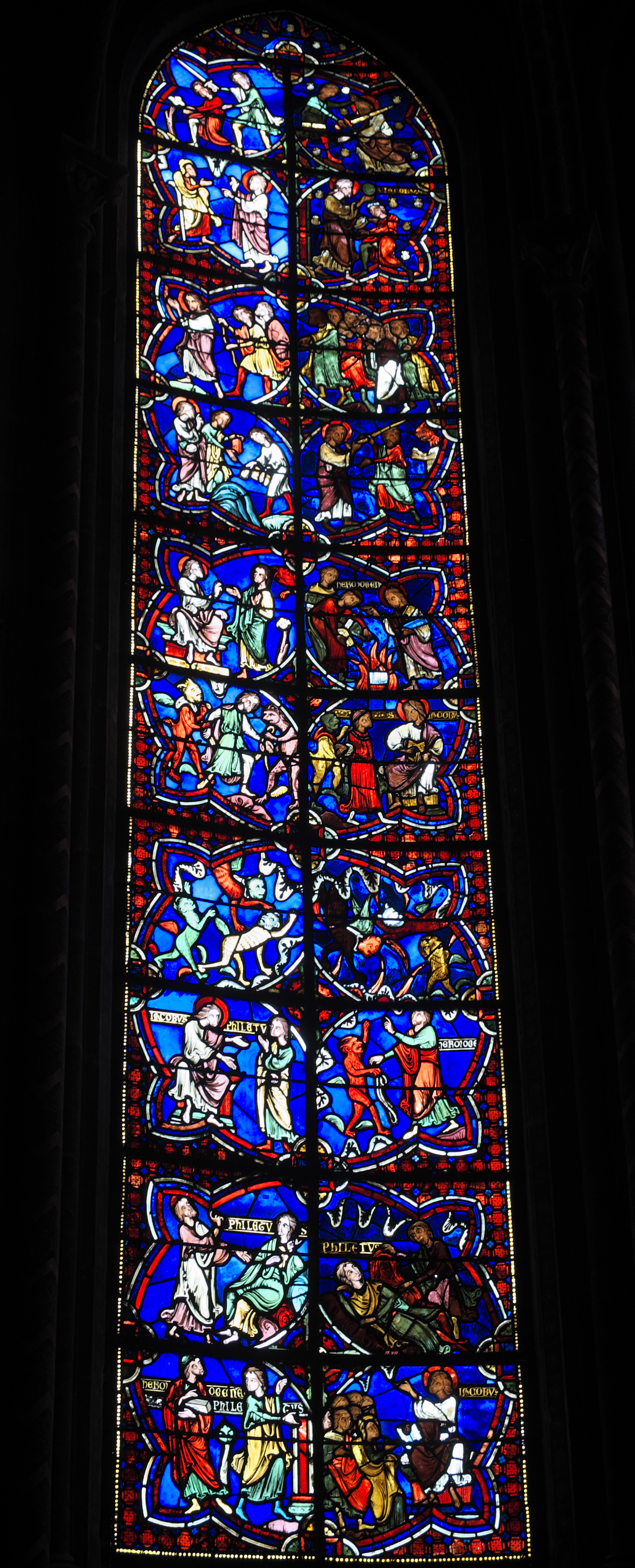
Fenster 18: Fenster mit der Legende des Apostels Jakobus des Älteren

Auf dem Fenster sind Szenen aus dem Leben des heiligen Martin von Tours dargestellt. Das Fenster ist in Quadrate und Vierpasshälften gegliedert, wobei sich eine Vierpasshälfte über zwei Quadrate erstreckt. Die unteren sechs Scheiben, wie die Darstellung, in der der heilige Martin seinen Mantel mit einem Bettler teilt, wurden im 19. Jahrhundert erneuert. Auf den oberen Scheiben ist der heilige Martin zu sehen, wie er eine Messe liest, wie er eine Taufe spendet, wie er den besessenen Knecht des Trierer Prokonsuls Tetradius heilt, worauf dieser sich zum christlichen Glauben bekehrt. Weiterhin sind die Einsetzung seines Nachfolgers Brictius als Bischof von Tours dargestellt sowie das Baumwunder, die Heilung eines Aussätzigen, die Wiedererweckung eines Kindes, der Tod des Heiligen und die Aufnahme seiner Seele bei Christus, dem ein weihrauchschwenkender Engel zur Seite steht.

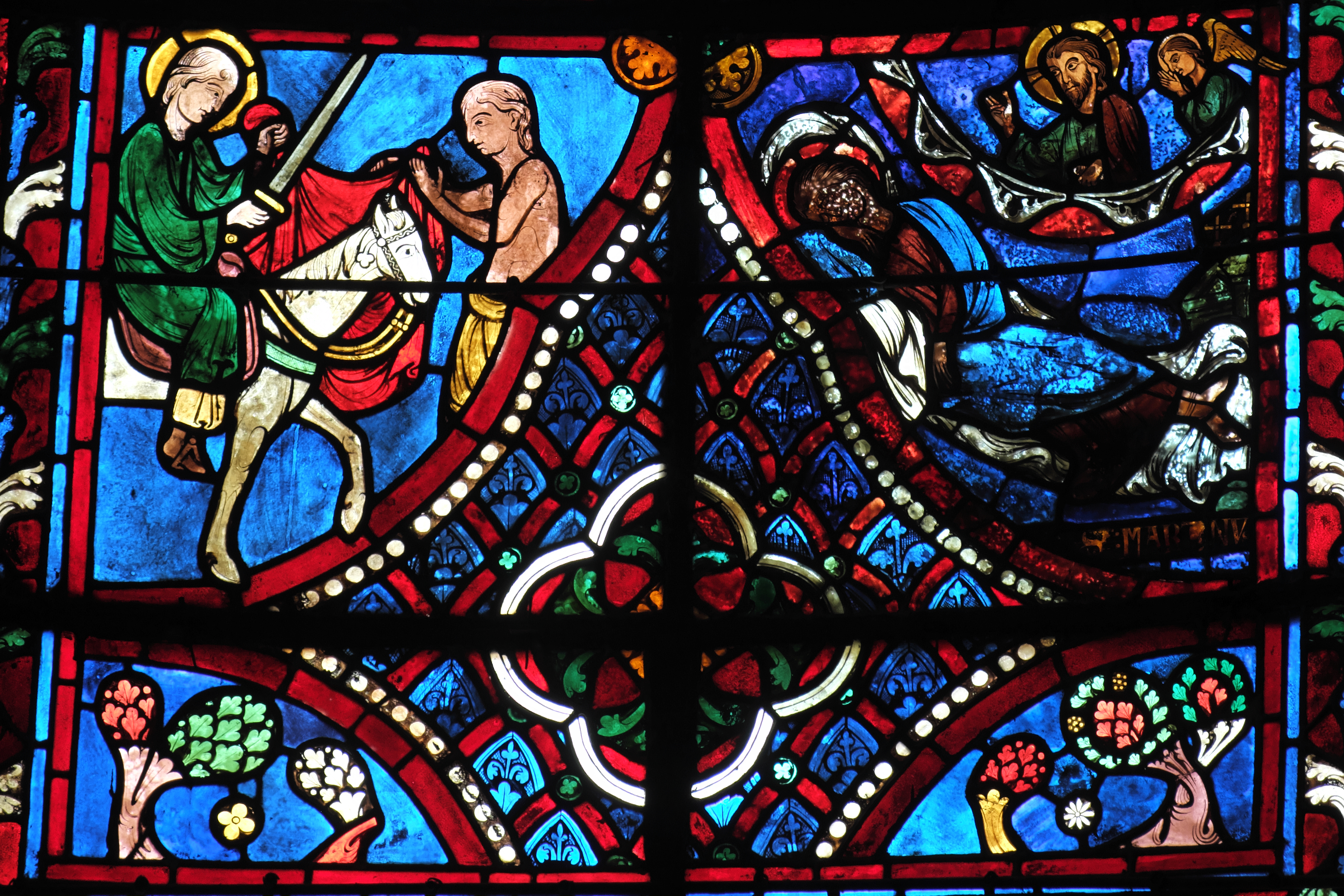
Martin teilt seinen Mantel mit einem Bettler
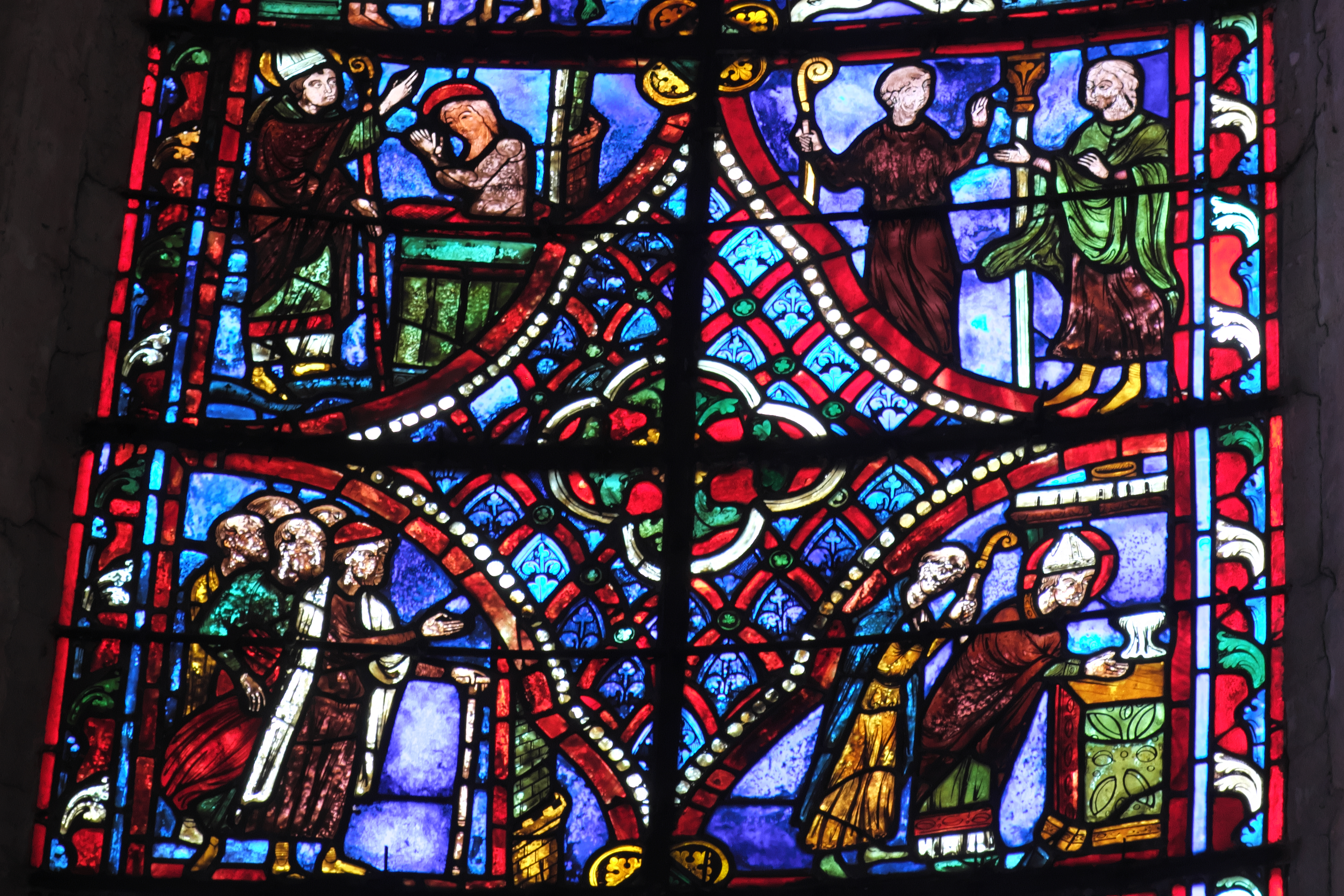
Martin liest eine Messe, spendet eine Taufe
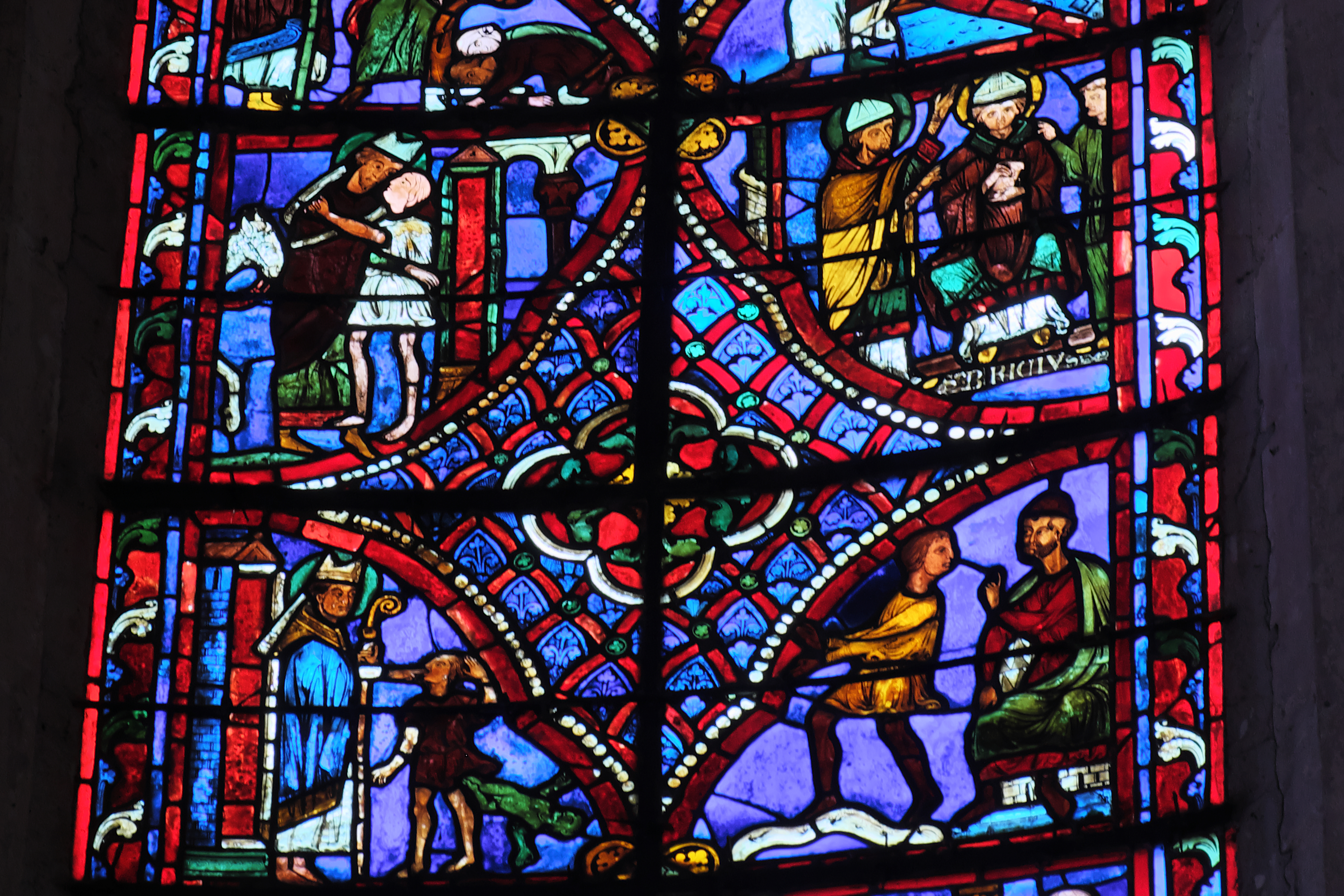
Einsetzung des heiligen Brictius
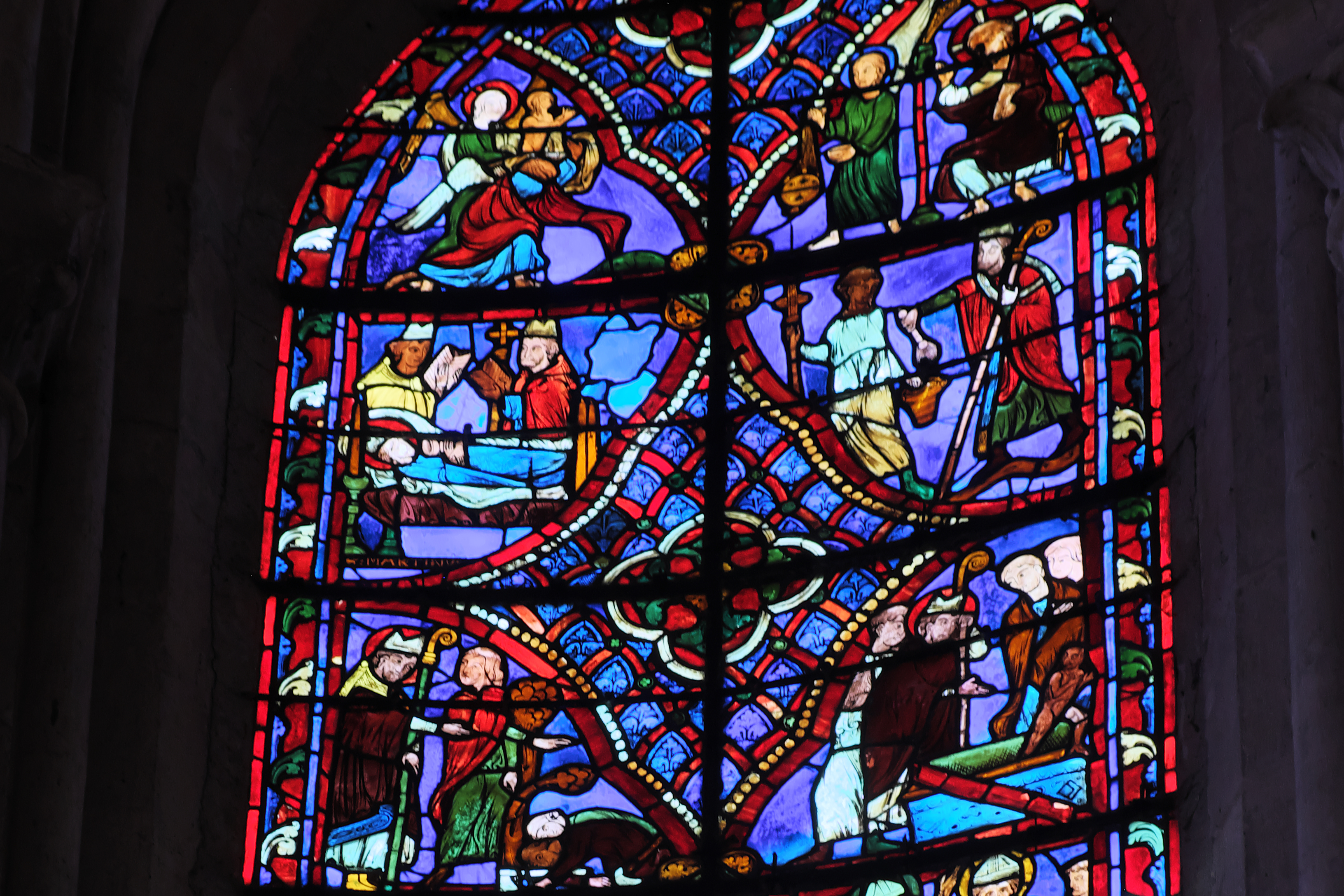
Tod des heiligen Martin

- Fenster 9

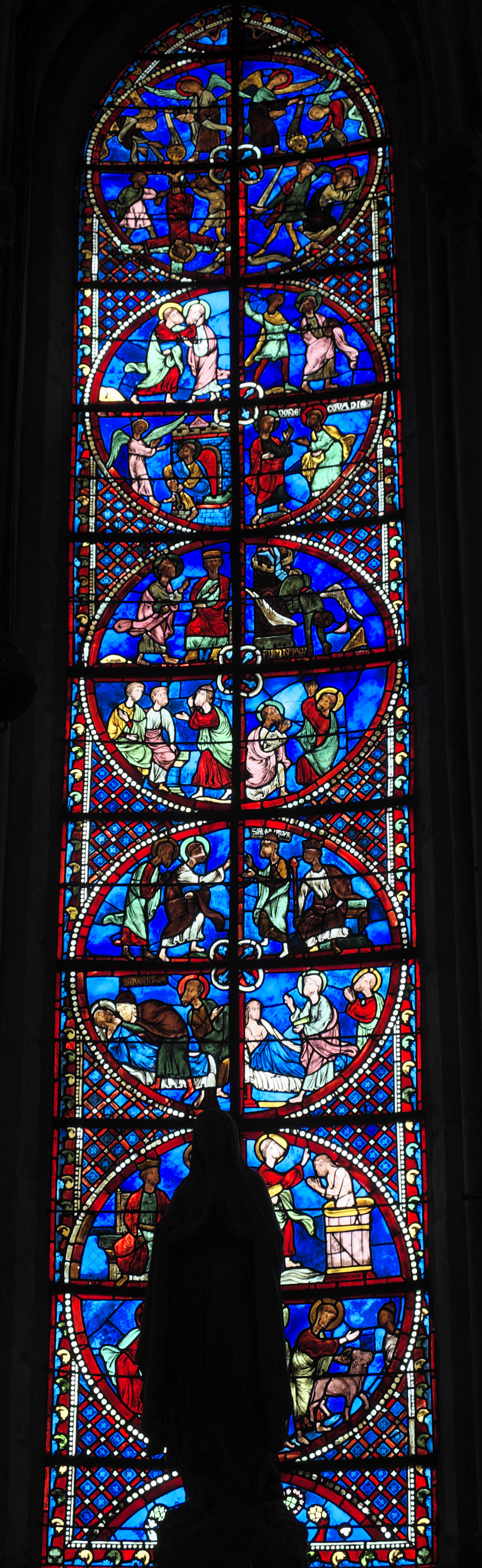
Fenster 9: Fenster der Apostel Petrus und Paulus

Das Fenster ist den Aposteln Petrus und Paulus gewidmet. Es wird durch fünf große, übereinander angeordnete Rundscheiben gegliedert, auf denen jeweils vier Szenen dargestellt sind. Unten sind die beiden Apostel mit dem Magier Simon dargestellt. In einer anderen Szene sieht man Petrus, den ein Engel aus dem Gefängnis befreit, und daneben, unter der Inschrift „DONE COVADIS“ (Domine, quo vadis? Herr, wohin gehst du?), die Begegnung des Apostels auf seiner Flucht aus Rom mit Jesus, dem er nach dem Evangelium des Johannes die Frage „Quo vadis?“ (Joh 13,36 ) gestellt haben soll. Auf der oberen Rundscheibe ist das Martyrium der Apostel dargestellt, Petrus wird mit dem Kopf nach unten gekreuzigt, Paulus wird mit dem Schwert enthauptet, darüber sieht man vier Engel, zwei Engel schwenken Weihrauchfässer.

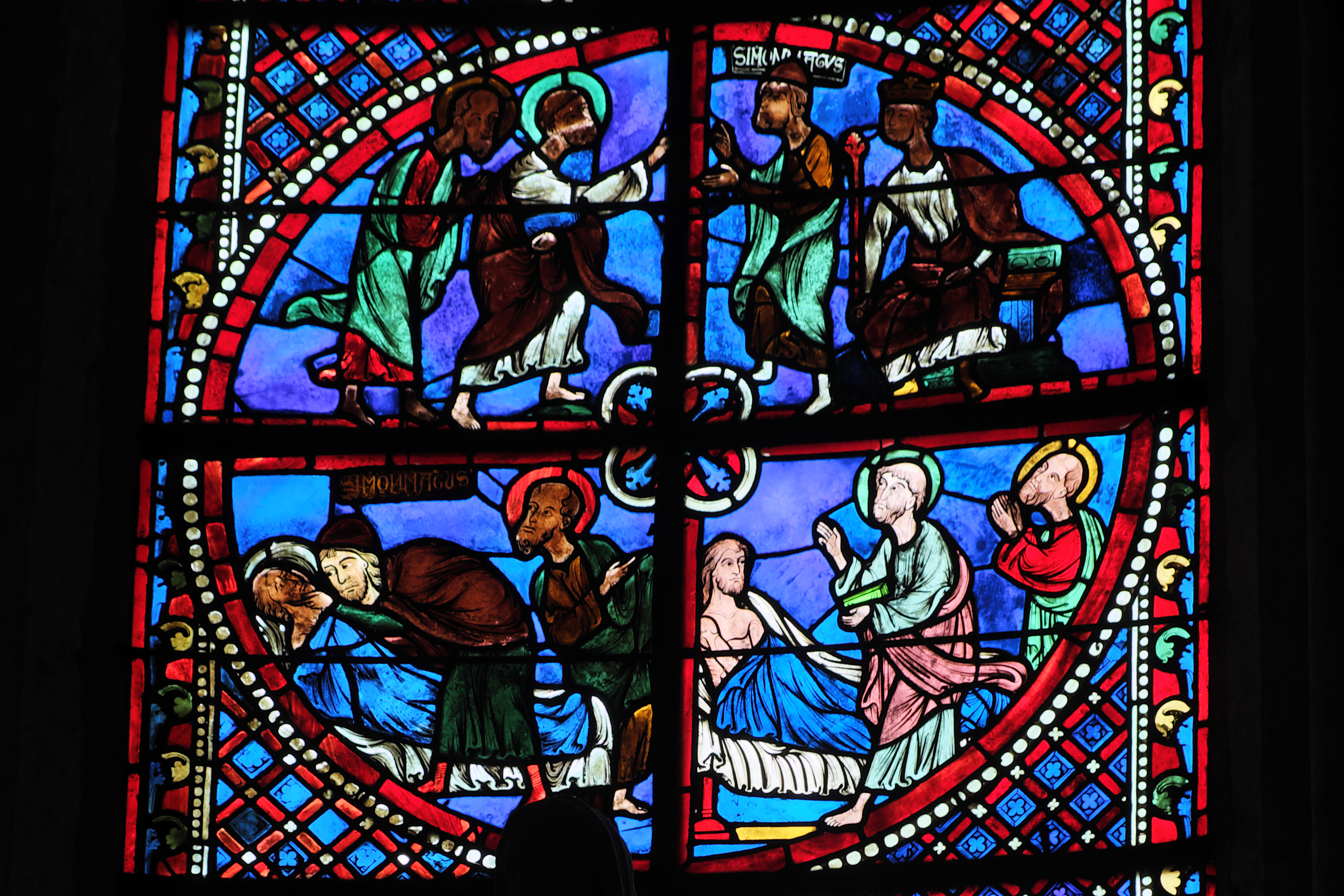
Petrus und Paulus mit dem Magier Simon
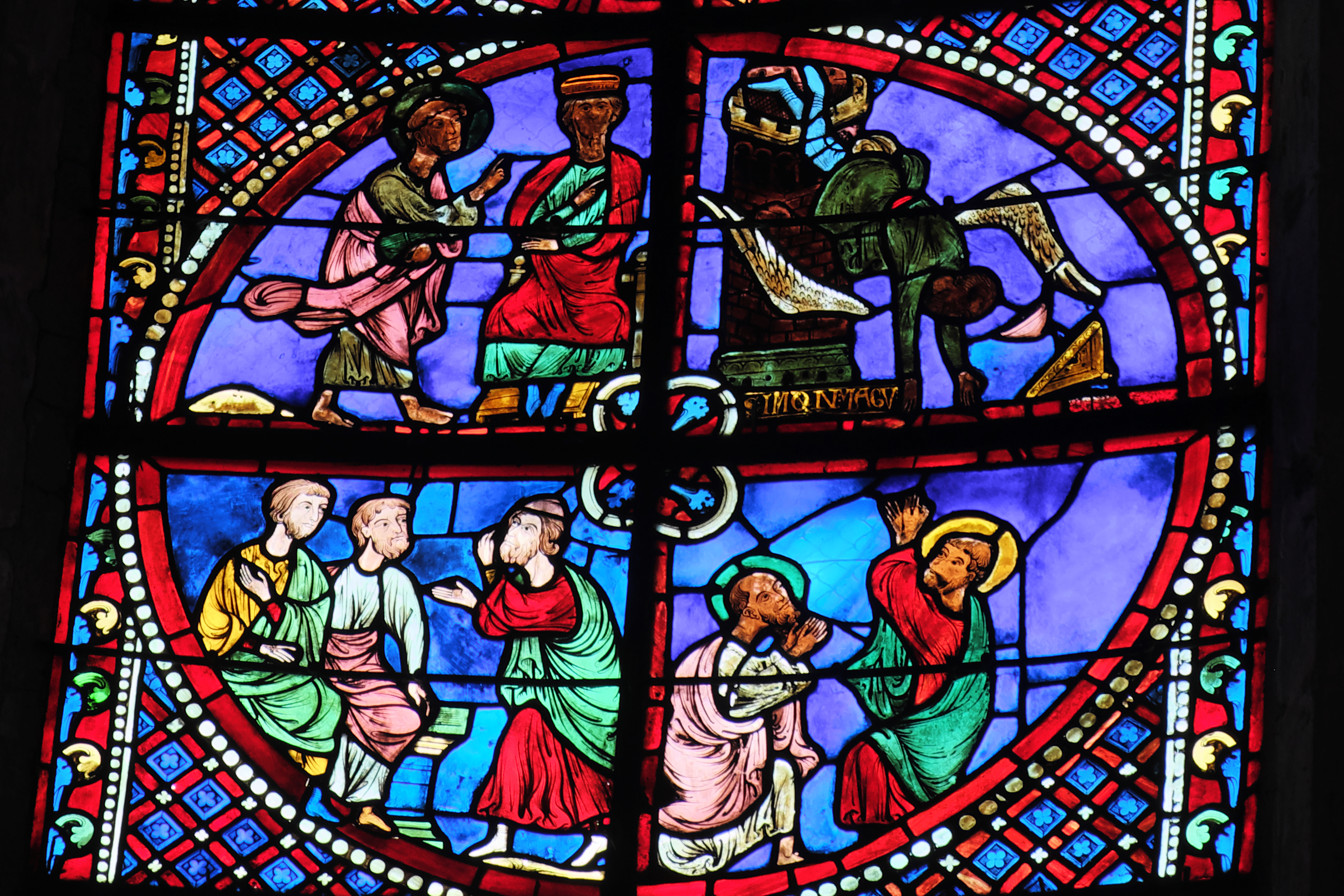
Petrus und Paulus mit dem Magier Simon
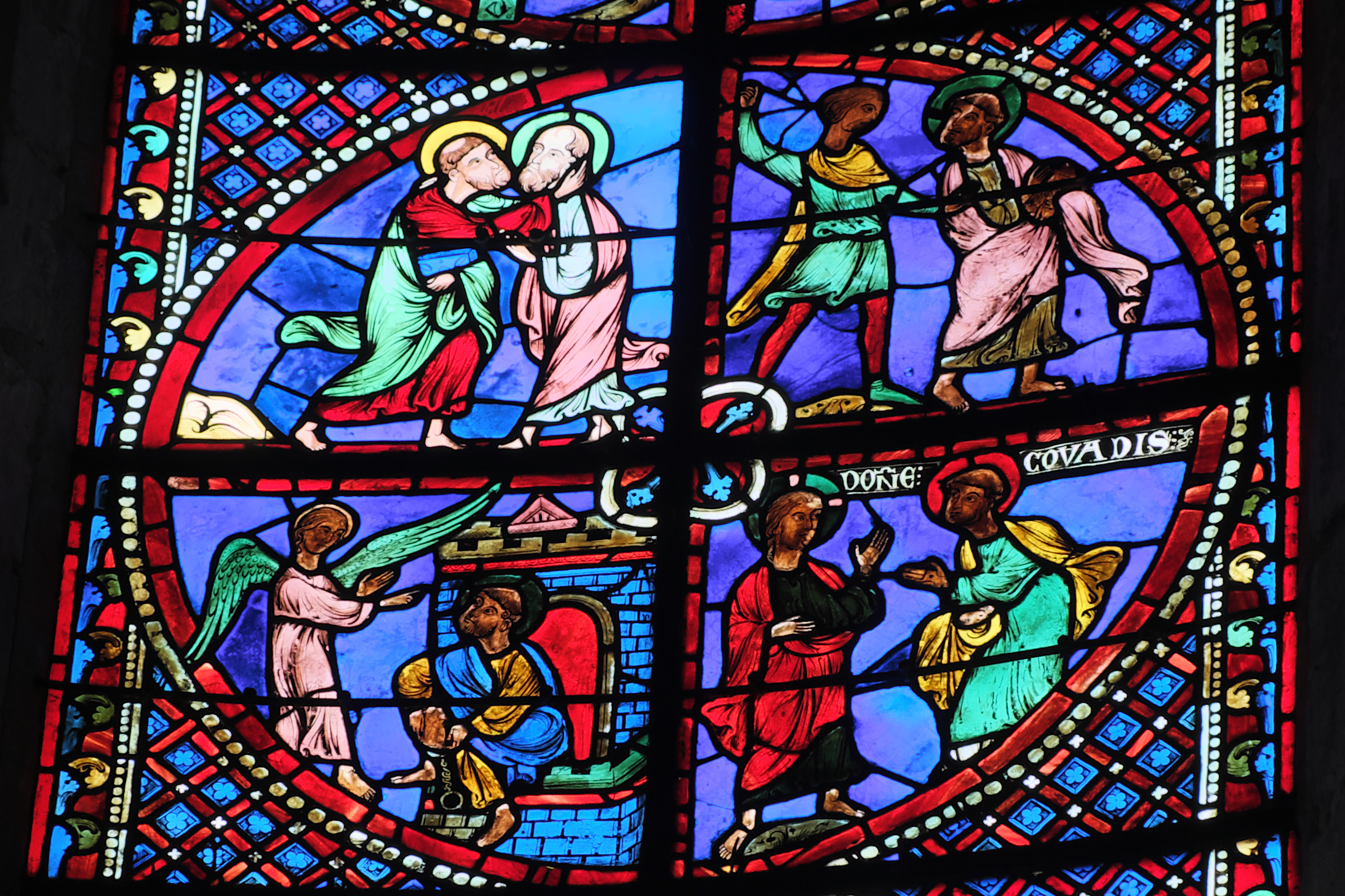
Quo vadis?
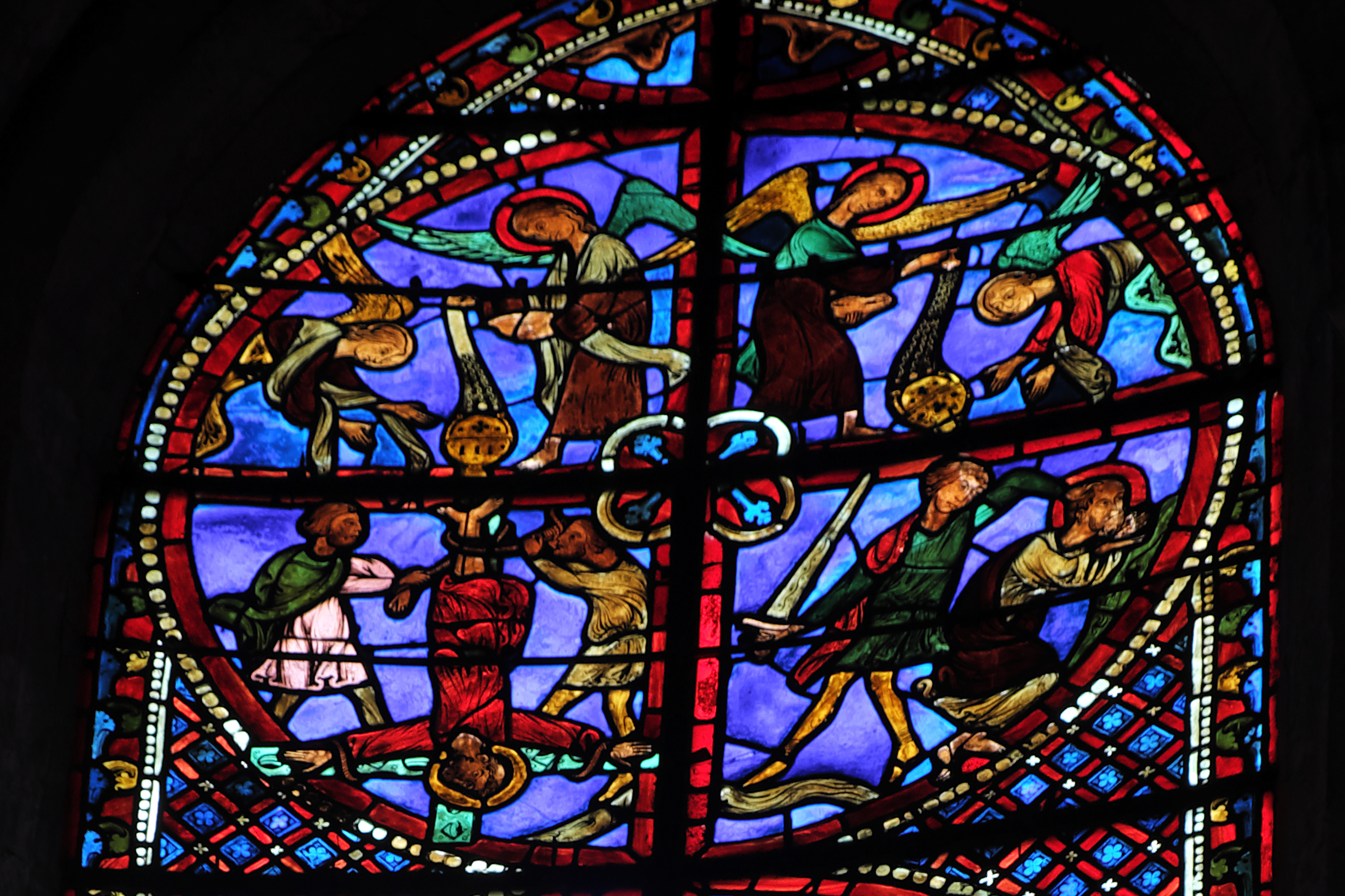
Martyrium der Apostel

- Fenster 11

Auf dem Fenster sind Szenen aus der Legende des heiligen Dionysius von Paris dargestellt. Das Fenster ist in fünf Ebenen mit zehn einander gegenübergestellten Vierpasshälften unterteilt. Die unteren drei Ebenen wurden im 19. Jahrhundert erneuert. Die unteren Szenen sind dem Wirken des heiligen Dionysius als Bischof gewidmet, in den oberen Szenen ist sein Martyrium dargestellt und seine Enthauptung mit dem Schwert sowie die Enthauptung seiner Begleiter Rustikus und Eleutherius mit einem Beil.

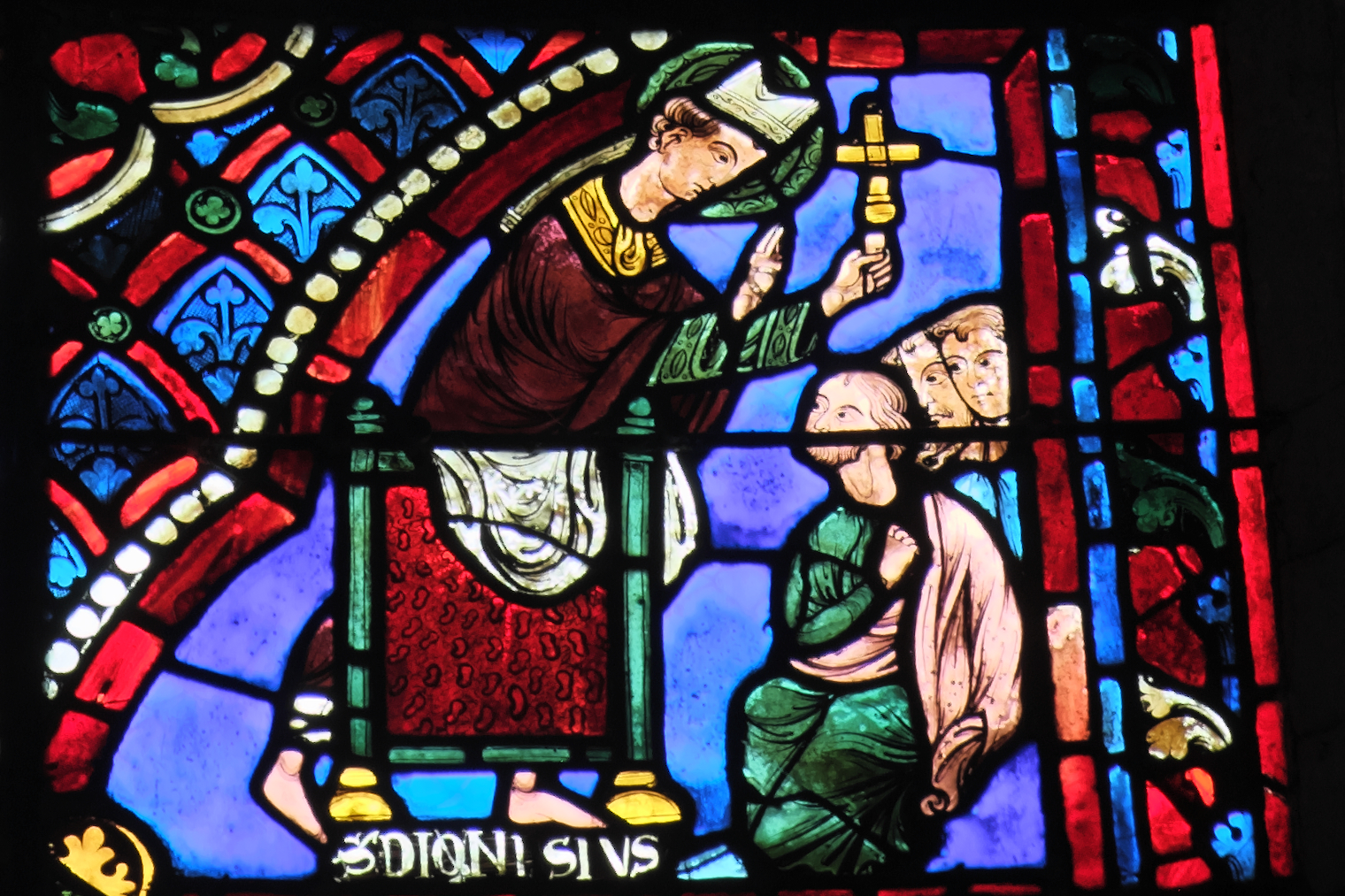
Heiliger Dionysius
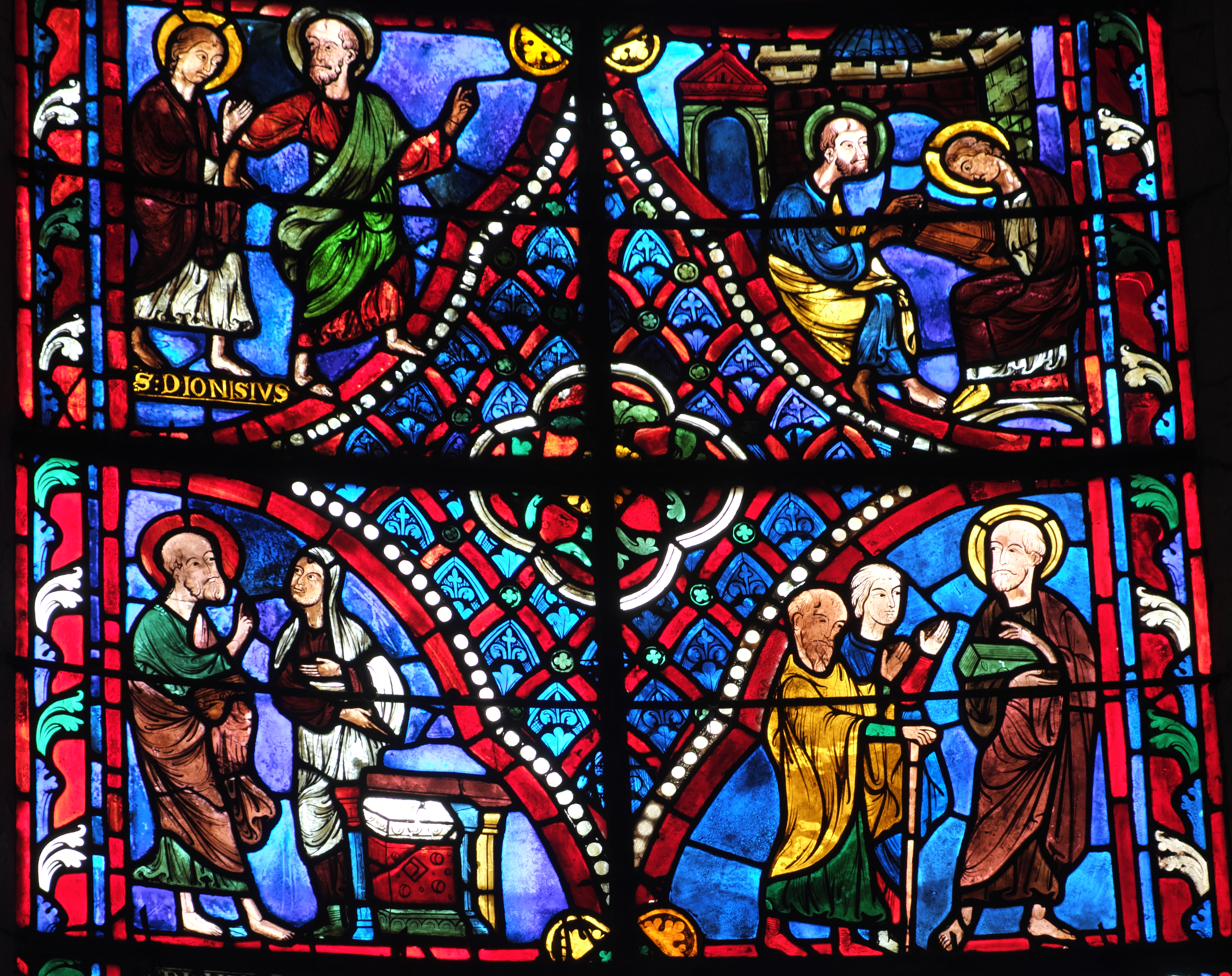
Szenen aus dem Leben des heiligen Dionysius
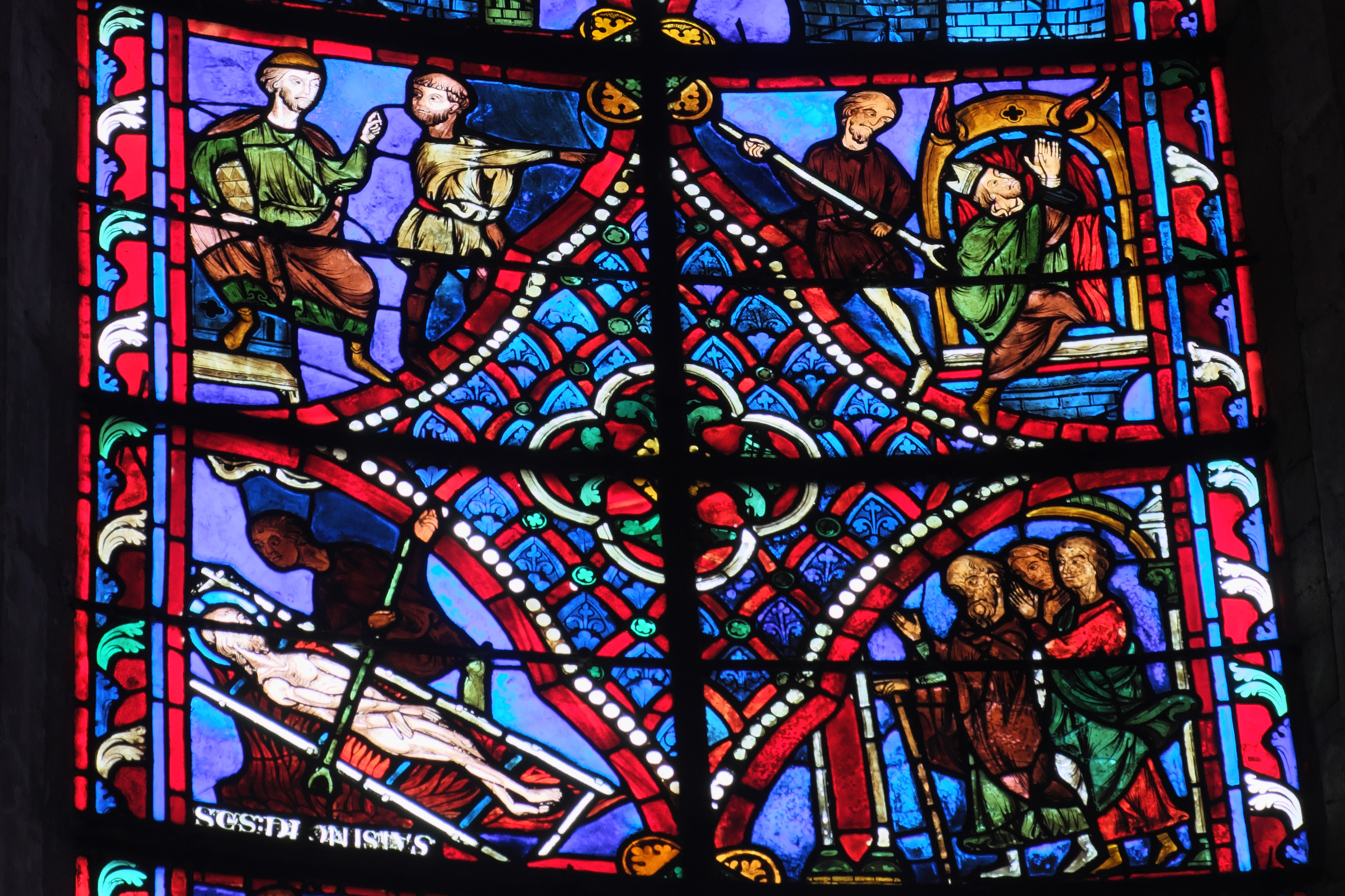
Martyrium des heiligen Dionysius
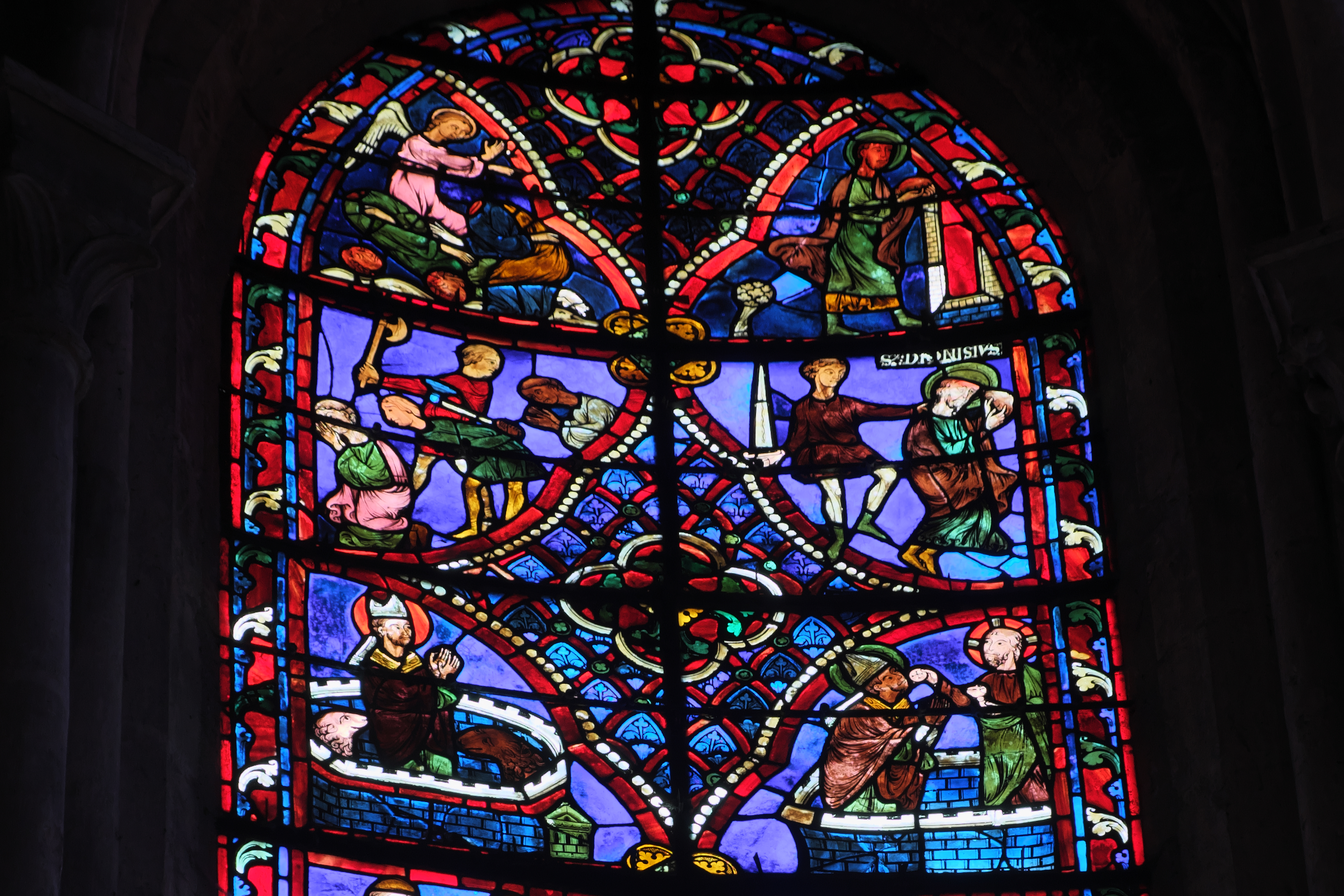
Enthauptung des heiligen Dionysius und seiner Begleiter

Fenster 13
Thema des Fensters ist das Gleichnis vom barmherzigen Samariter. Das einbahnige Fenster ist in vier Ebenen mit kleineren runden und größeren halbrunden Scheiben gegliedert. Auf den Szenen, von oben nach unten, sieht man einen Reisenden, der eine Stadt verlässt, er wird von Wegelagerern überfallen und beraubt, ein vorbeikommender Priester und ein Levite helfen ihm nicht, ein barmherziger Samariter nimmt sich seiner an. Auf den seitlichen oberen Szenen in den Halbkreisen sind die Erschaffung der Gestirne (Sonne und Mond), die Erschaffung von Eva aus der Rippe Adams, Adam und Eva im Paradies, der Sündenfall und die Vertreibung aus dem Paradies dargestellt, auf den unteren Szenen ist Moses mit den Gesetzestafeln und mit dem Goldenen Kalb zu erkennen, unten links ist die Geißelung und unten rechts die Kreuzigung Christi dargestellt. Die untere Scheibe, auf der zwei Weber am Webstuhl dargestellt sind, weist darauf hin, dass das Fenster von der Zunft der Weber gestiftet wurde.

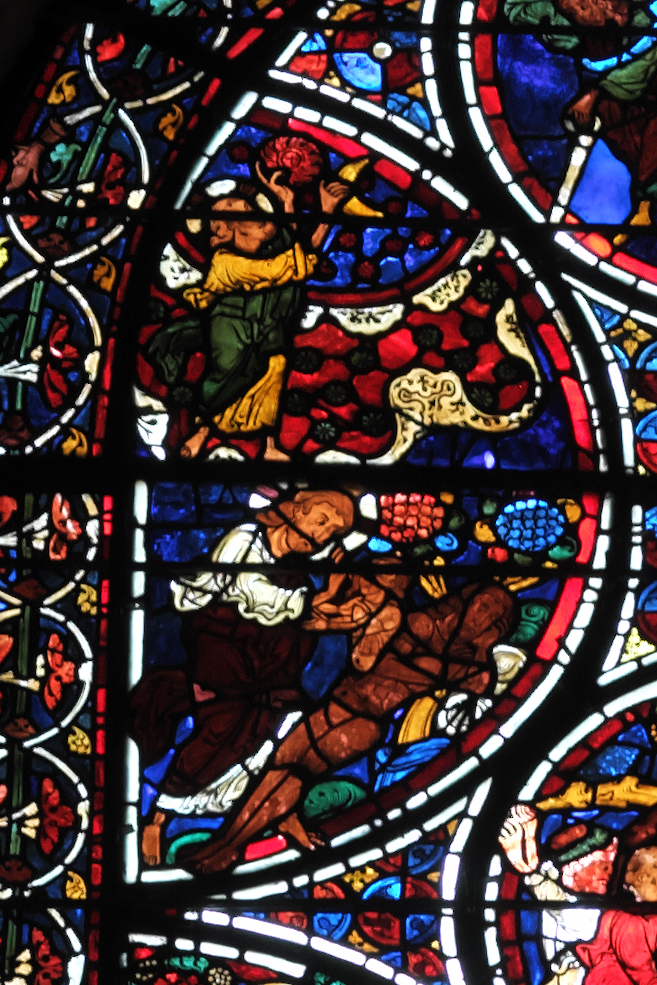
Erschaffung der Gestirne, Erschaffung Evas
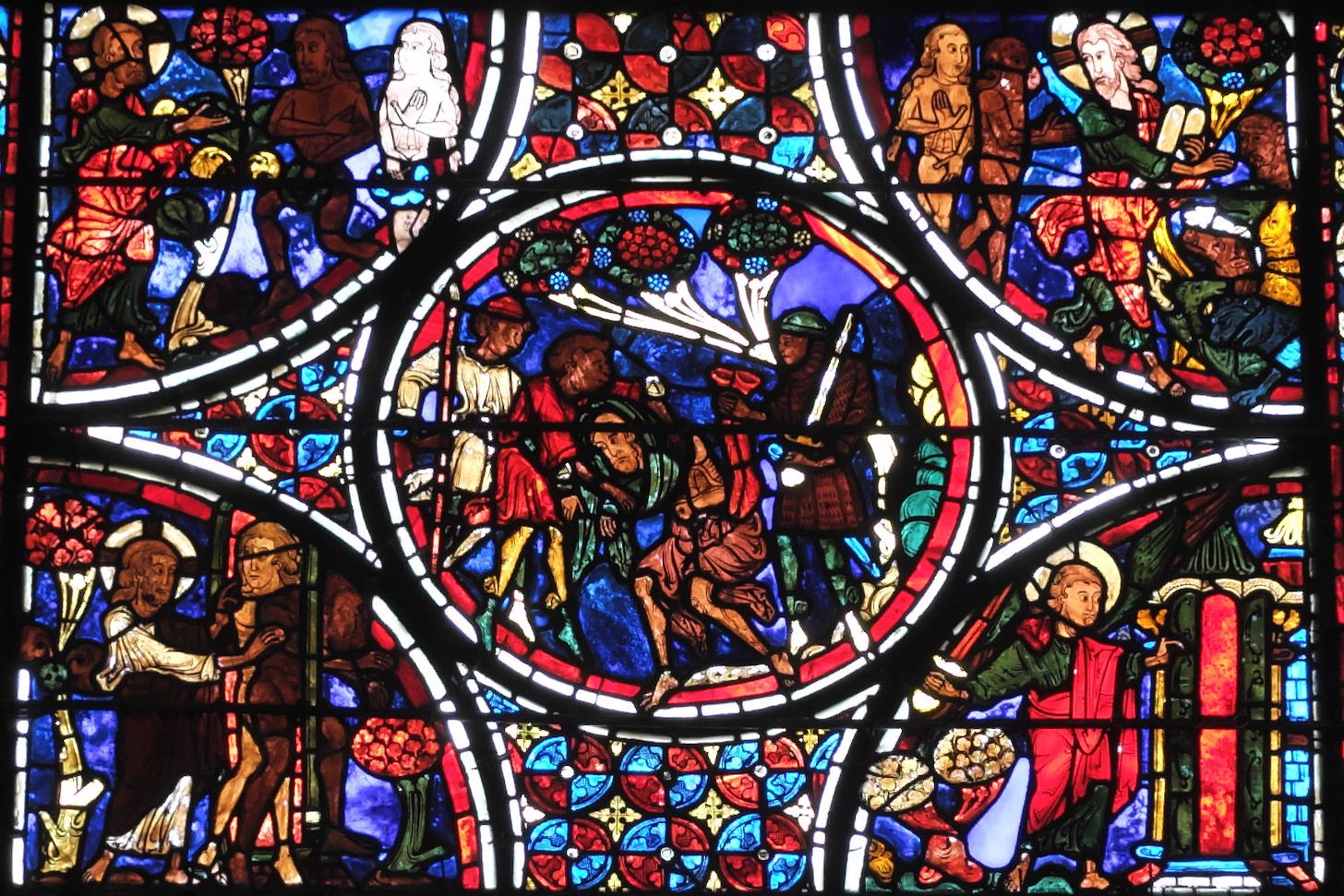
Beraubung des Reisenden
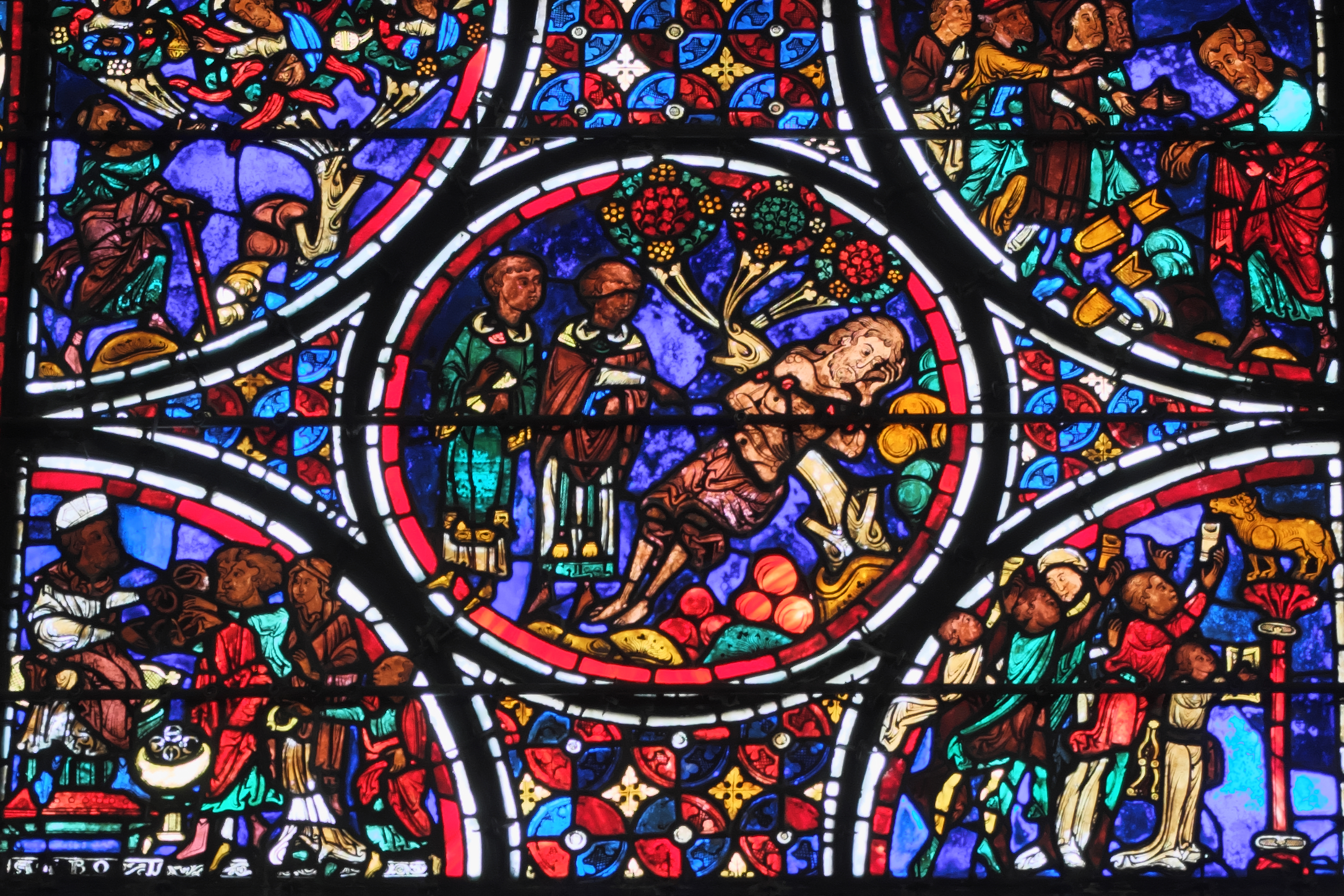
Priester und Levite gehen achtlos vorbei
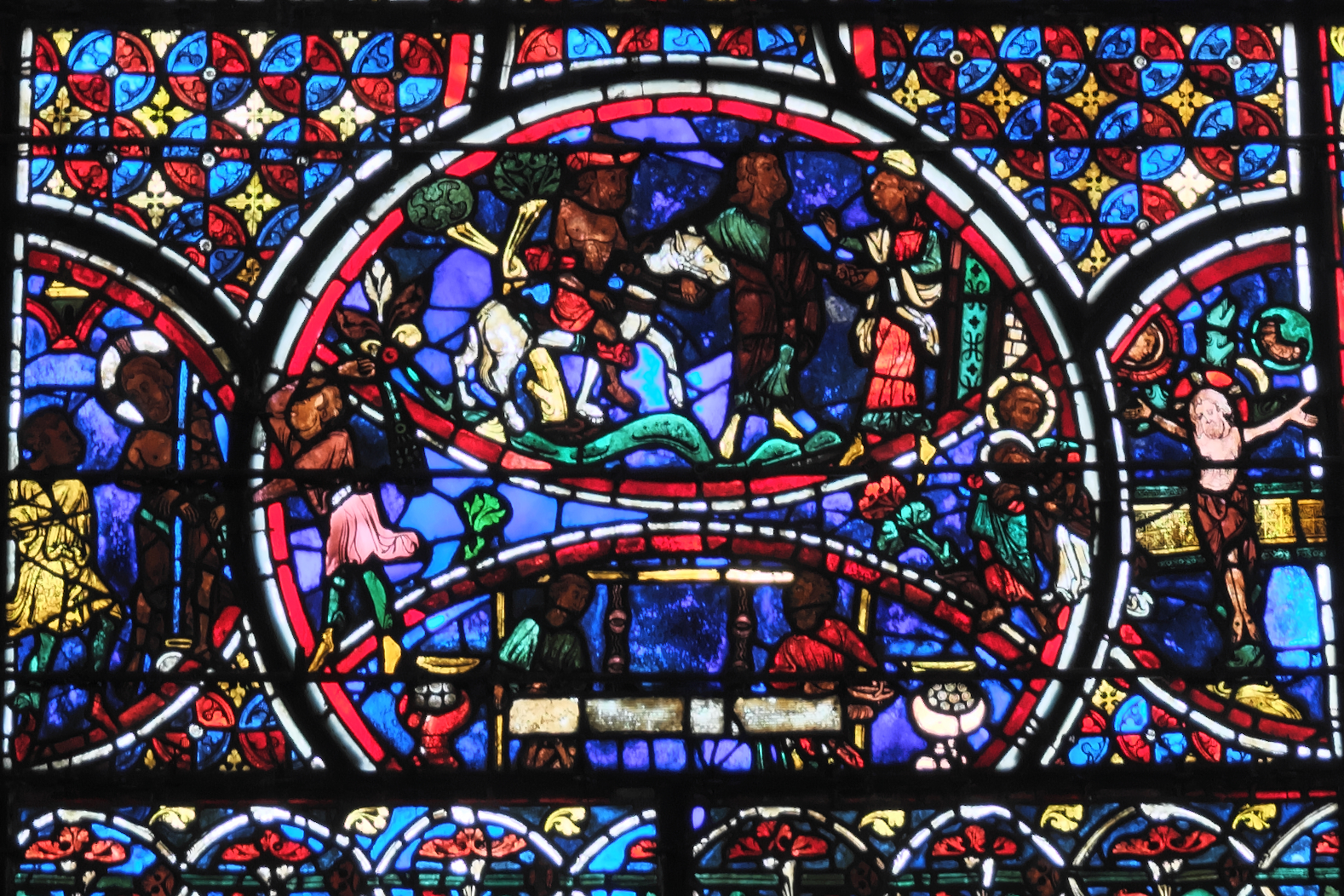
Barmherziger Samariter, darunter zwei Weber

Fenster 15

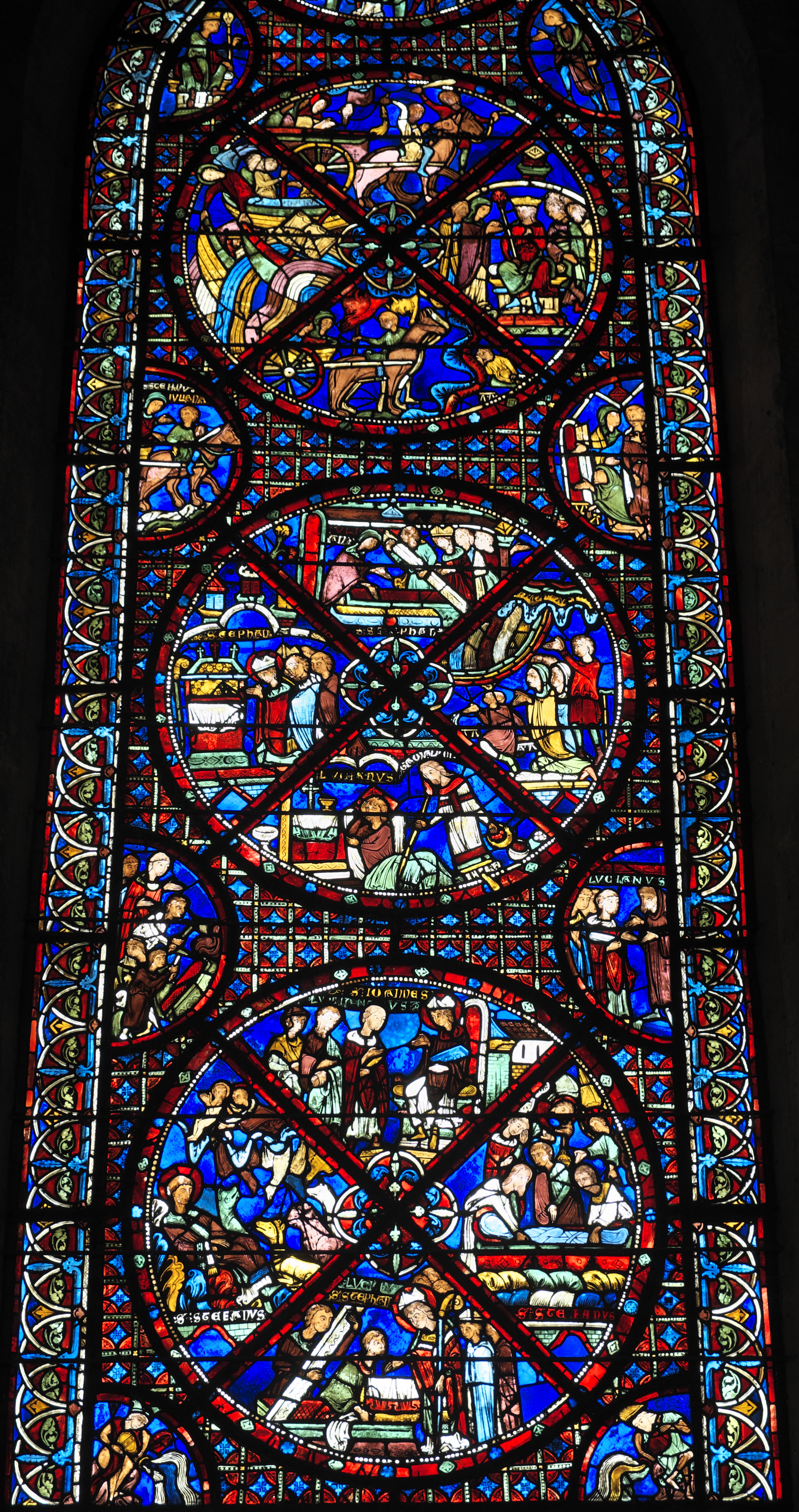
Fenster 15: Überführung der Gebeine des heiligen Stephanus

Das Fenster schildert die legendäre Auffindung und Überführung der Reliquien des heiligen Stephanus. Auf dem Fenster sind drei große Kreise angeordnet, die von Diagonalen in vier Felder unterteilt werden. Auf den unteren Szenen sind das Grab des Heiligen, das von Tieren bewacht wird, seine Seele, die über den Vögeln im Himmel schwebt, und die Auffindung der Gebeine des heiligen Stephanus durch Lukianos unter Anwesenheit des Bischofs Johannes II. von Jerusalem dargestellt. Auf den mittleren Scheiben sind der Presbyter Lukianos zu sehen, der im Traum auf das Grab des Märtyrers Stephanus hingewiesen wird, auf den oberen Szenen werden die Gebeine des Heiligen mit einem Pferdekarren überführt und von einem Bischof in Empfang genommen. Die beiden Figuren in den unteren Zwickeln, die Wasser aus Krügen gießen, erinnern an die Wasserträger, die das Fenster gestiftet haben.

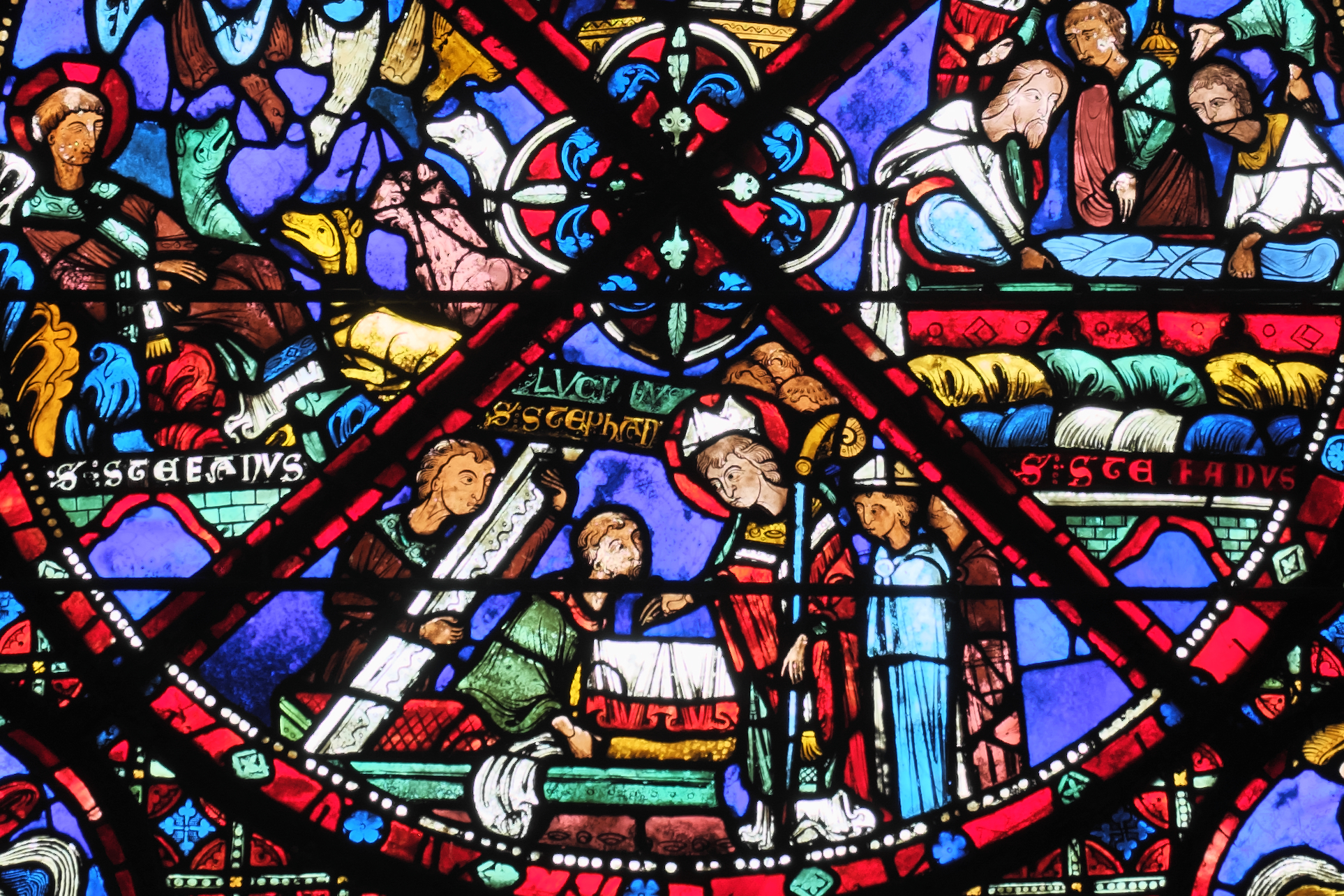
Auffindung der Gebeine des heiligen Stephanus durch Lukianos unter Anwesenheit des Bischofs Johannes
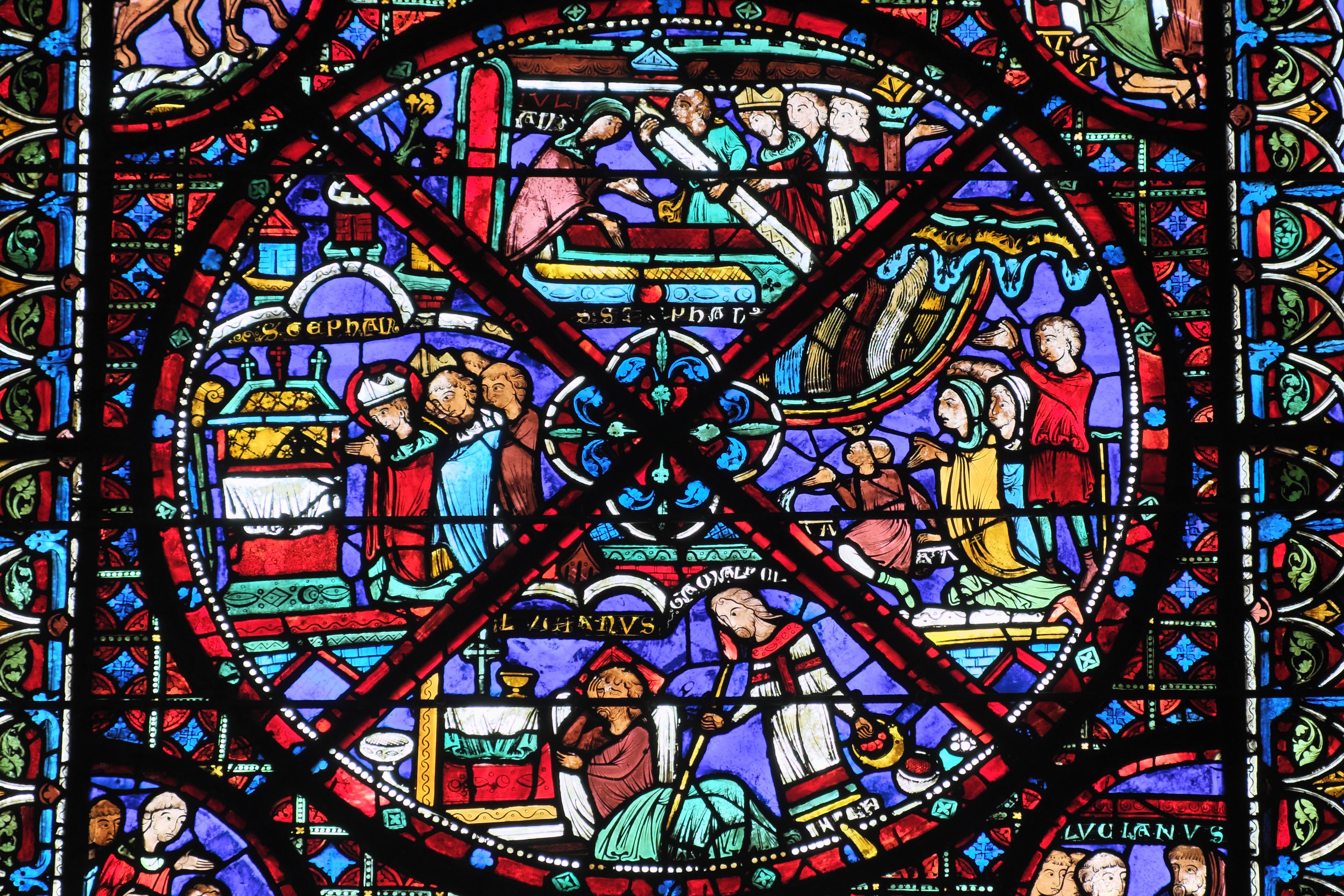
Traum des Presbyters Lukianos

Fenster in der Kapelle des heiligen Nikolaus (Fenster 17, 19, 21)
- Fenster 17

Auf dem Fenster sind Szenen aus der Legende der heiligen Maria Magdalena zu sehen. Auf zehn Bildebenen sind in der Mitte Quadrate angeordnet, die seitlich von Halbkreisen umgeben sind. Die Scheiben der beiden unteren Ebenen und die beiden rechten Scheiben der dritten Ebene wurden im 19. Jahrhundert erneuert. Auf der vierten Bildebene von unten ist das Gastmahl bei Simon dem Pharisäer dargestellt, bei dem Maria Magdalena Jesus die Füße wäscht. Auf der rechten Seite sieht man, wie Maria Magdalena die Füße Jesu mit ihren Haaren trocknet, und auf der linken Seite, wie sie Jesus die Füße salbt. Auf den darüberliegenden Szenen ist Jesus im Haus von Maria und Martha dargestellt, der Tod und die Wiedererweckung des Lazarus und der Tod Maria Magdalenas.

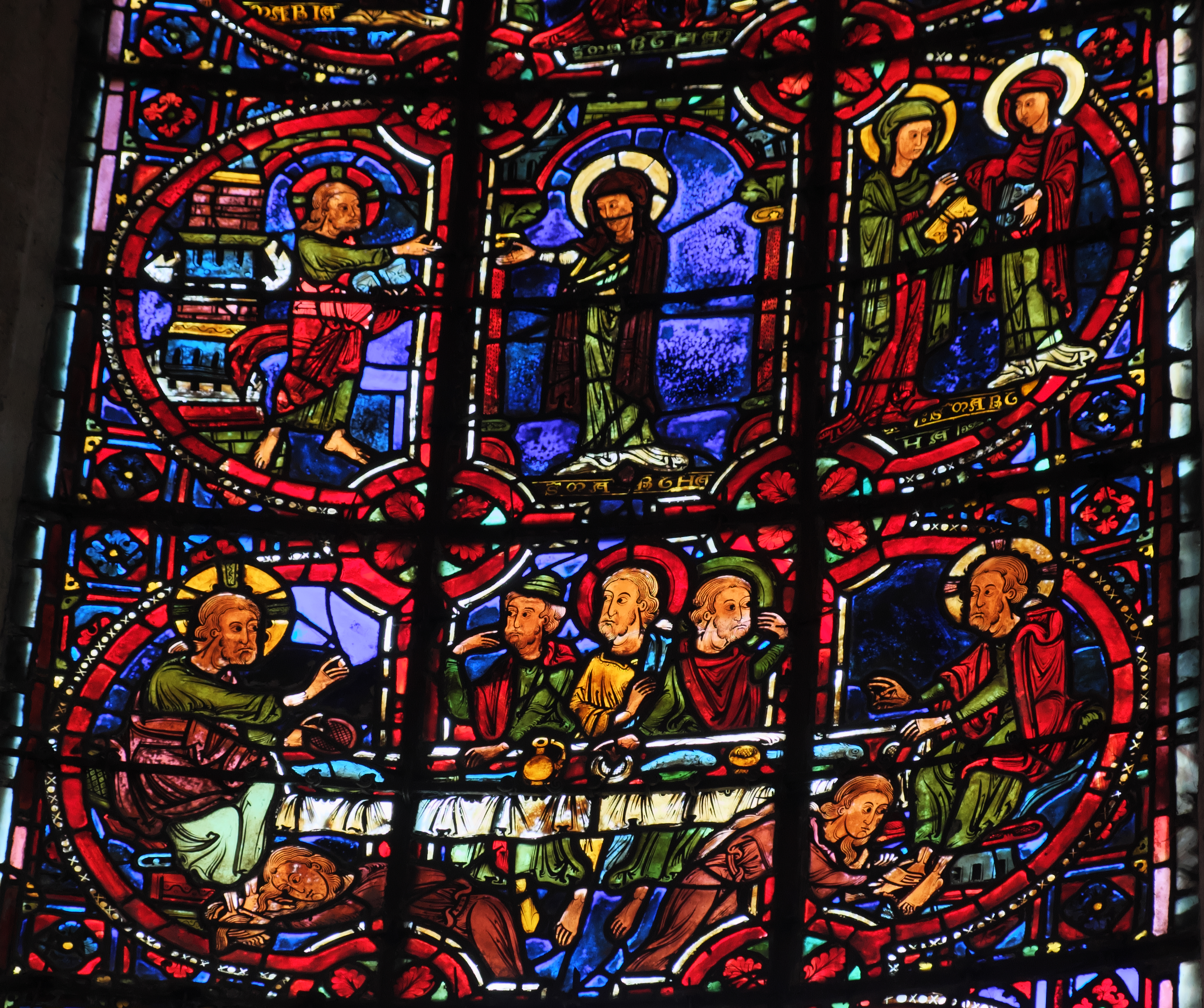
Gastmahl bei Simon dem Pharisäer
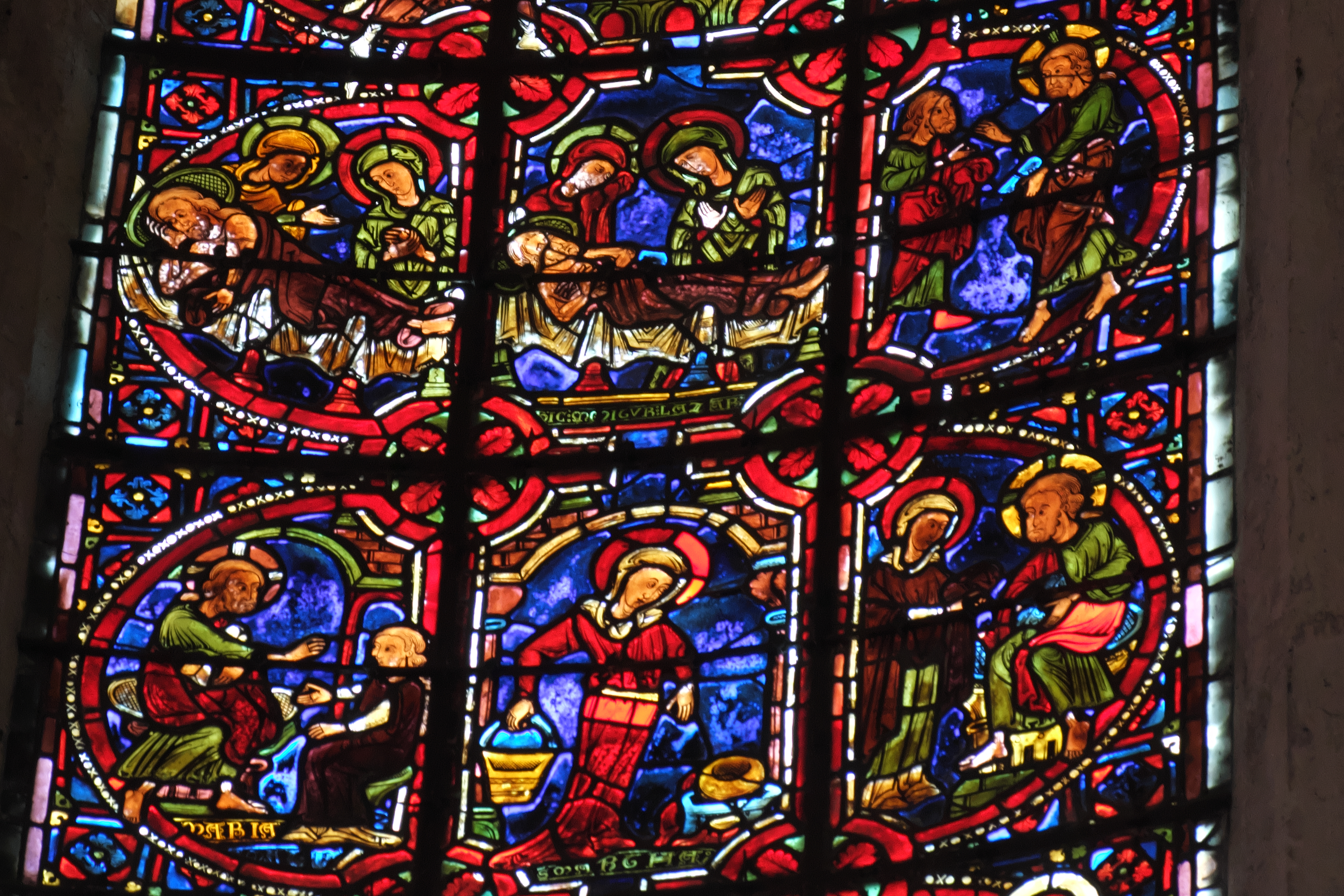
Jesus im Haus von Maria und Martha
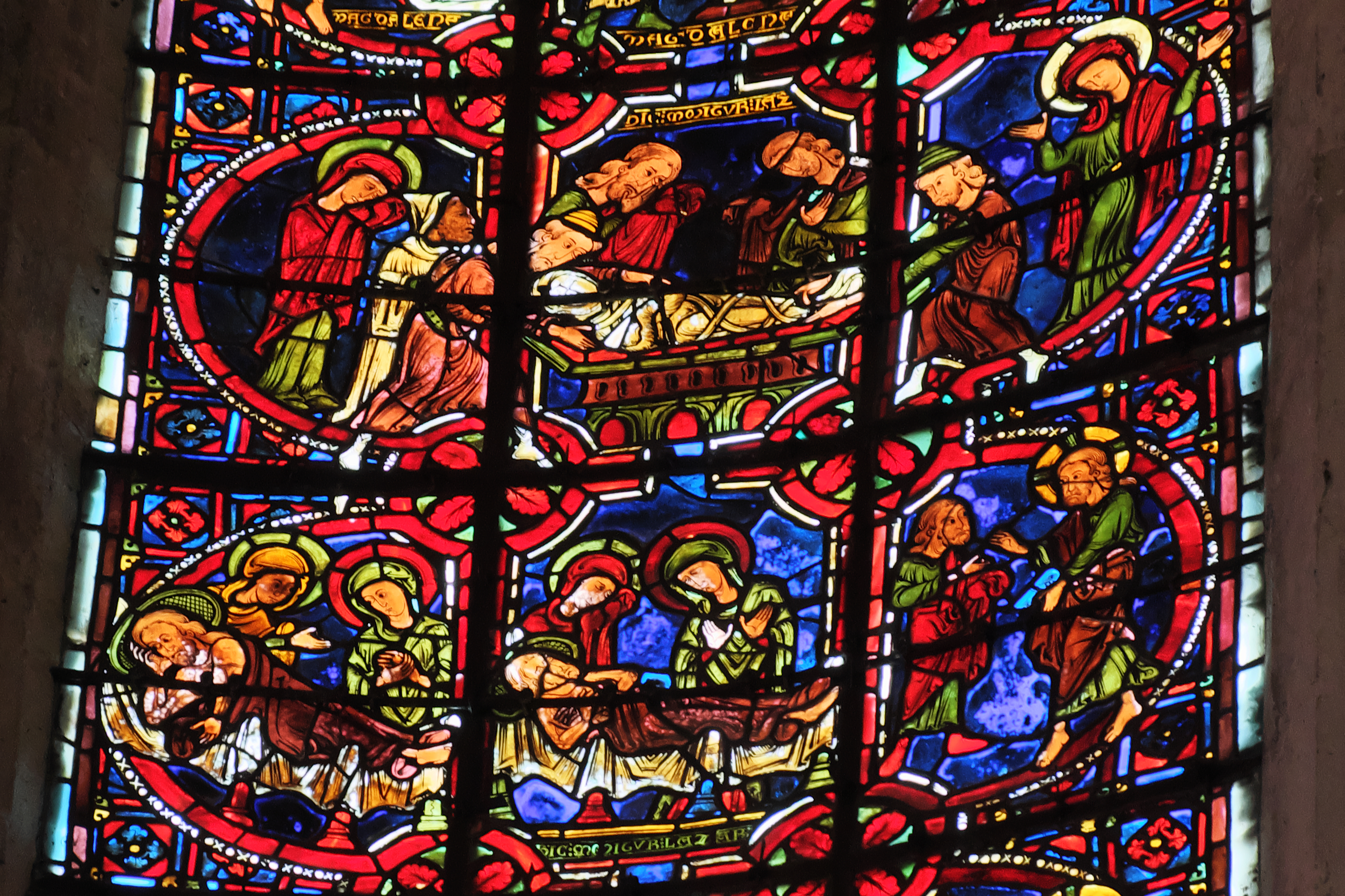
Tod und Wiedererweckung des Lazarus
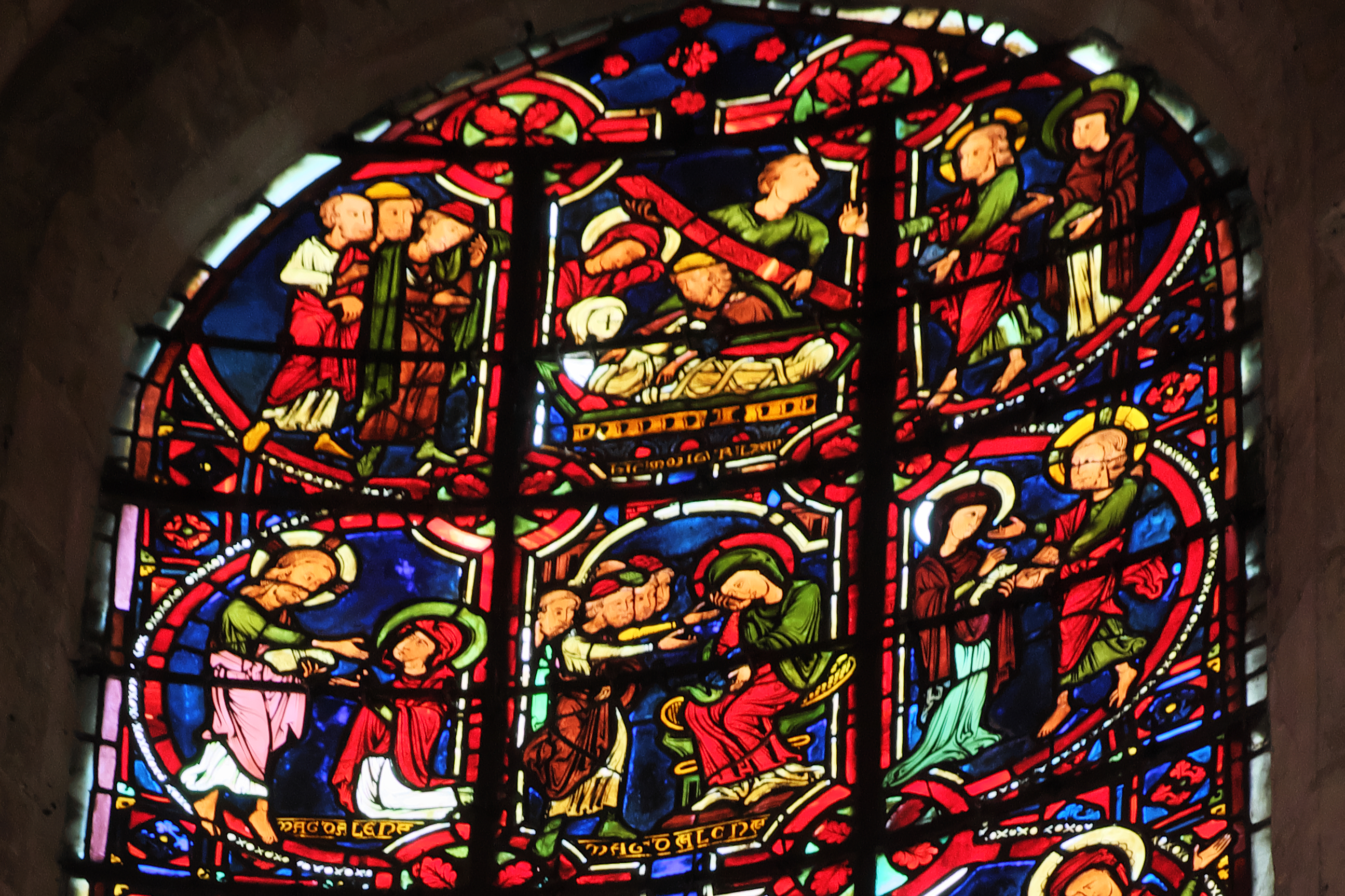
Tod Maria Magdalenas

- Fenster 19

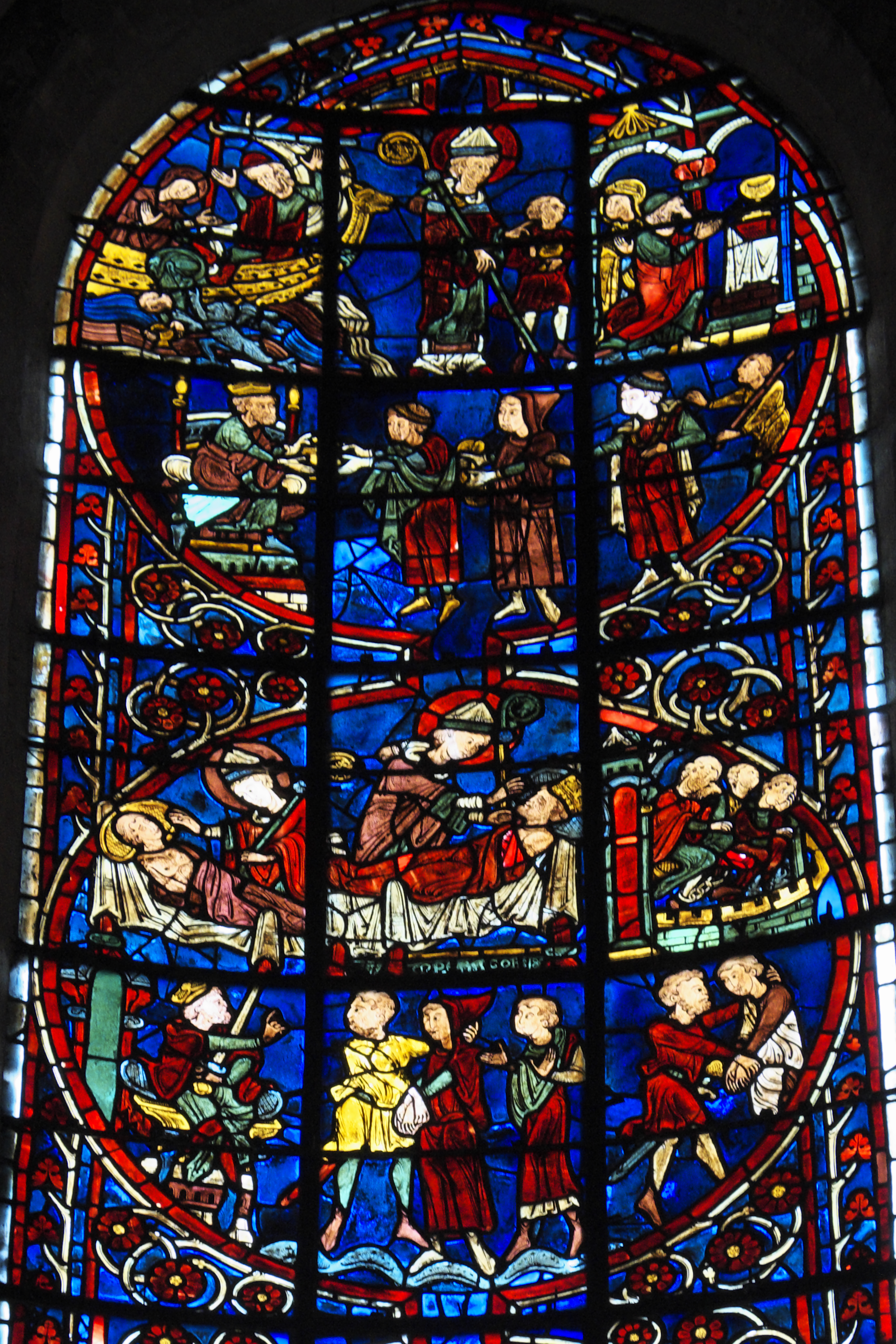
Fenster 19 (oben): Rettung der drei römischen Feldherrn, Rettung des ertrunkenen Sohnes

Auf dem Fenster werden Episoden aus der Legende des heiligen Nikolaus von Myra geschildert. Das Fenster ist in fünf große Rundscheiben mit je sechs Feldern unterteilt. Auf den unteren Scheiben sind die Geburt, Kindheit und Jugend des Heiligen dargestellt, darüber seine Wunder wie das der Wiedererweckung der drei Scholaren, die bereits in einem Salzfass eingepökelt waren, die Rettung der drei römischen Feldherrn, die unschuldig zum Tode verurteilt worden waren, und die Rettung des ertrunkenen Sohnes, dessen Vater einer Kirche einen minderwertigen Kelch stiften wollte.

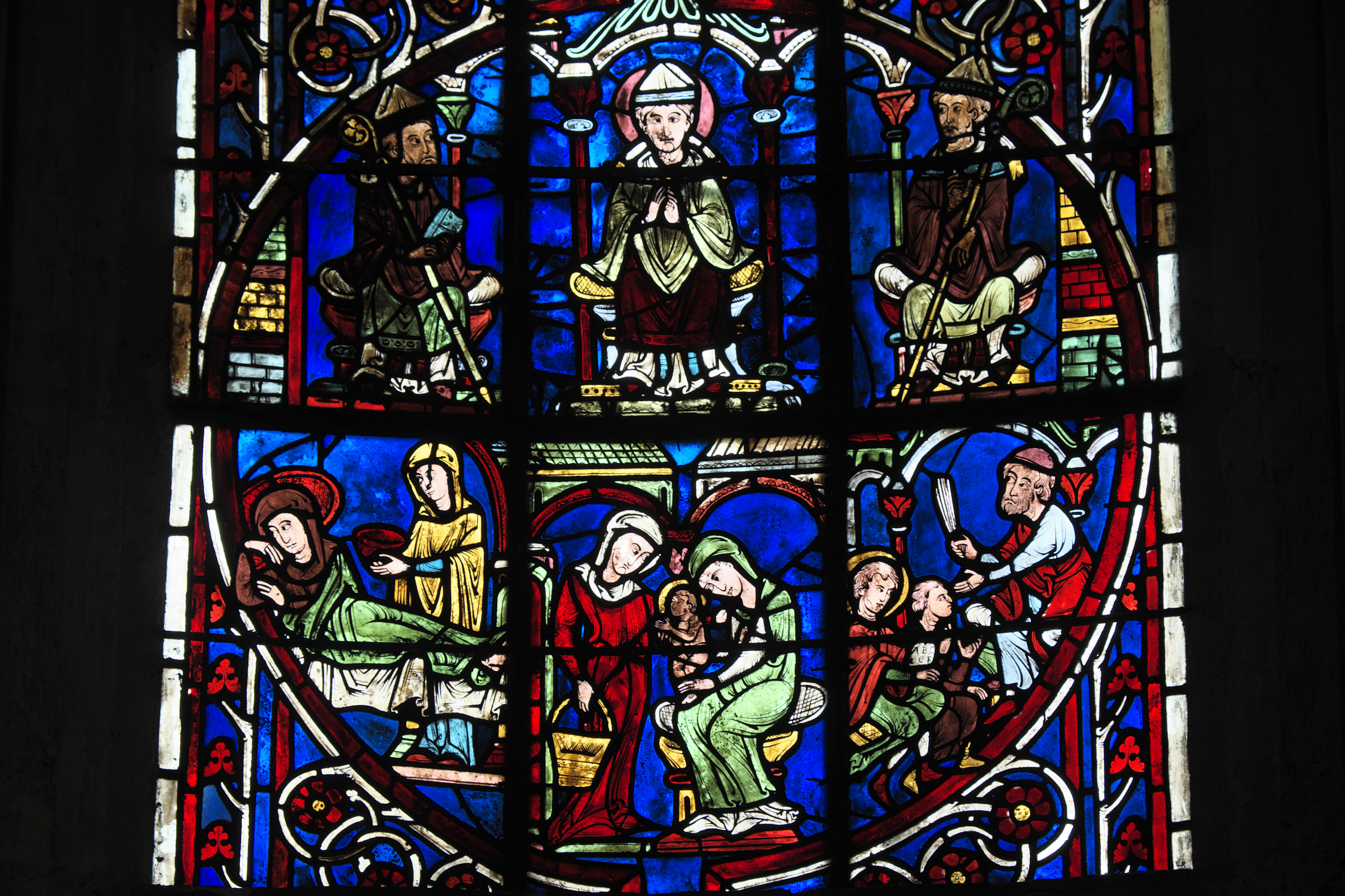
Geburt und Kindheit
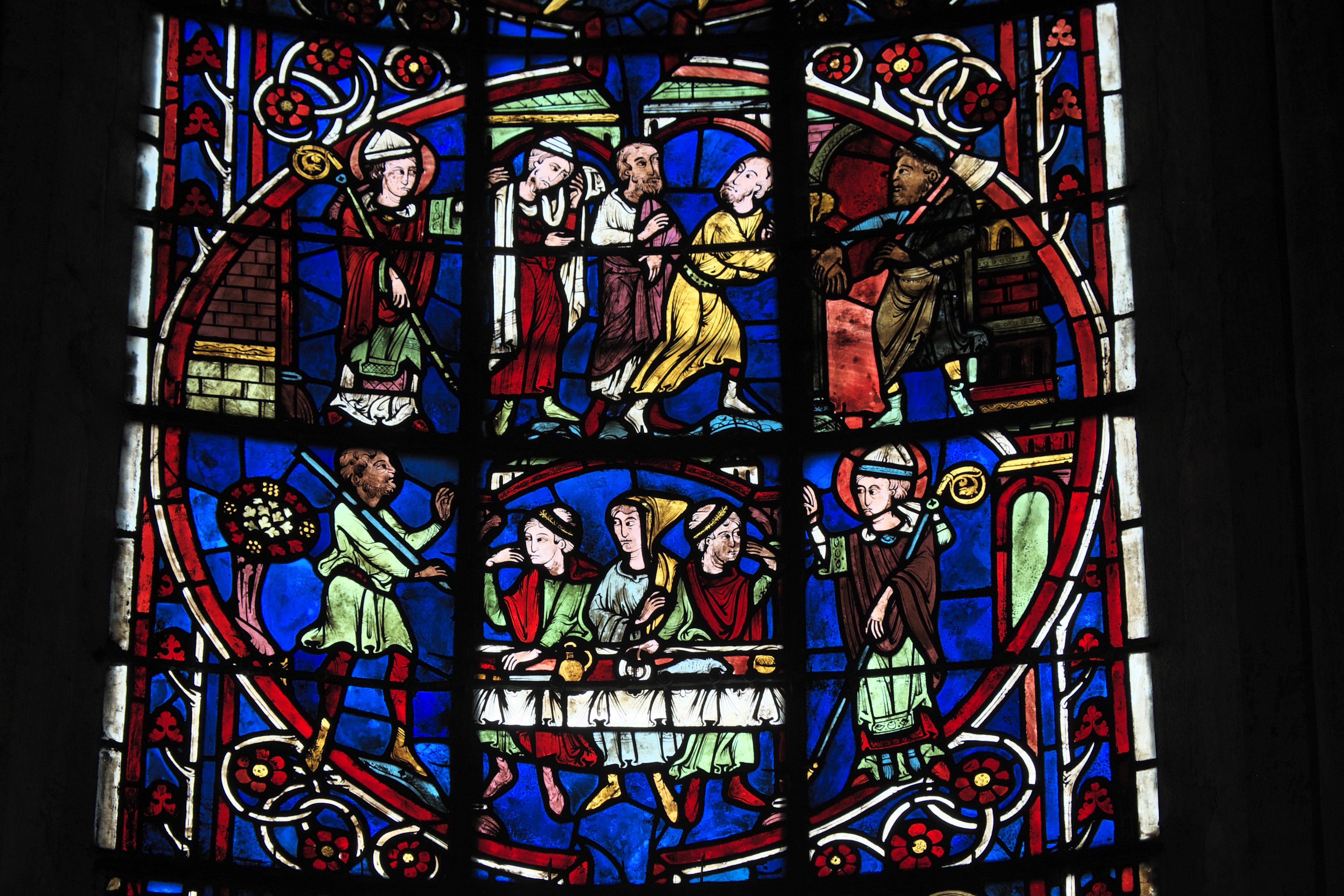
Rettung eines unschuldig Verurteilten vor der Hinrichtung mit dem Beil
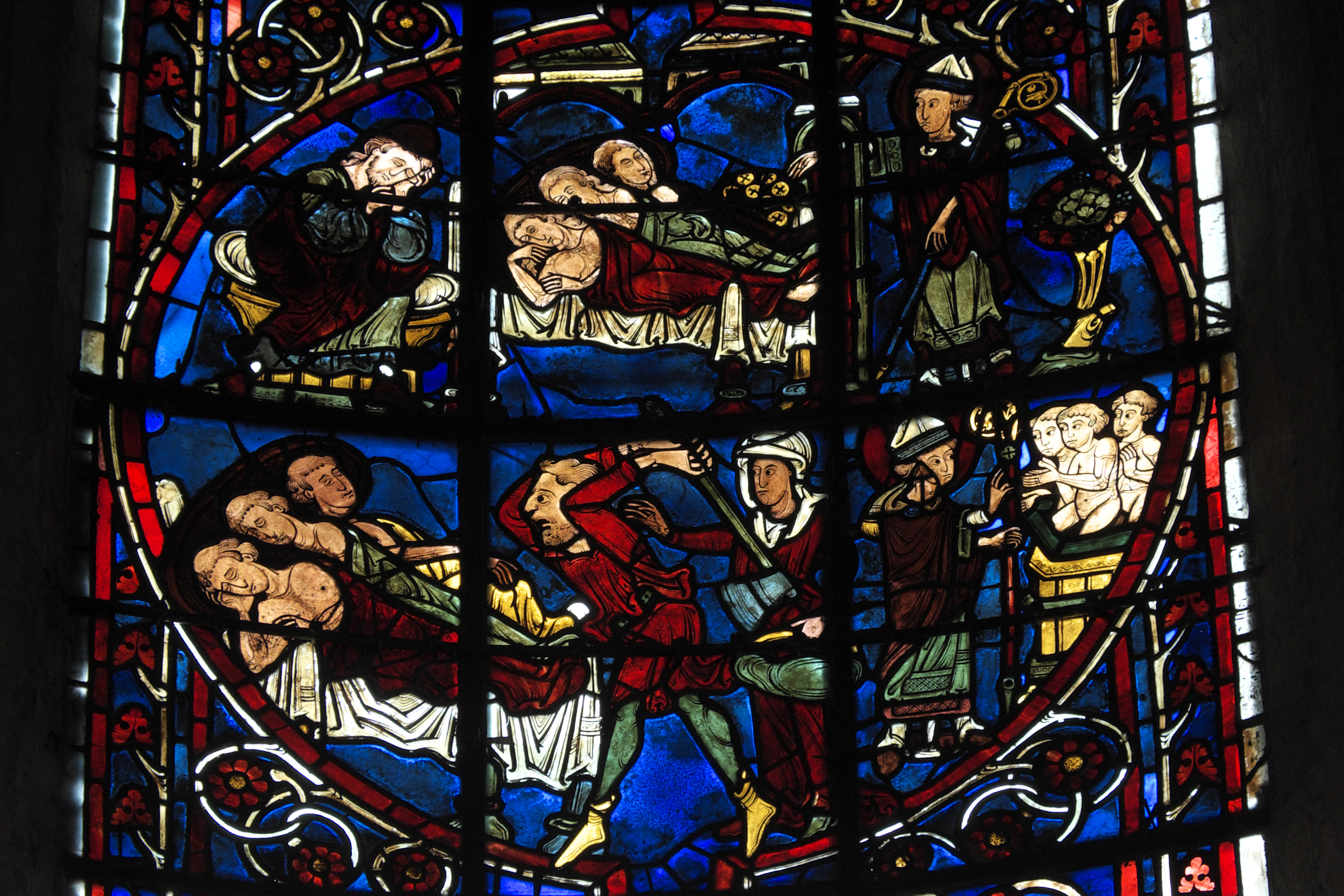
Wiedererweckung der drei Scholaren im Salzfass

- Fenster 21

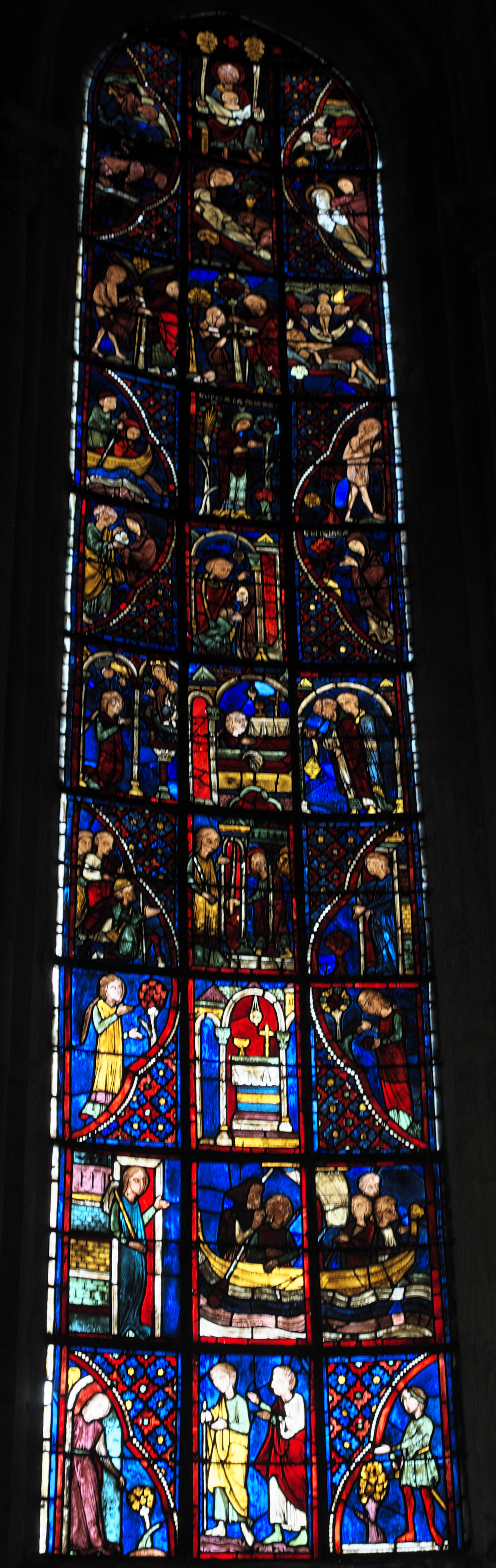
Fenster 21: Fenster mit der Legende von Maria der Ägypterin

Das Fenster ist in rechteckige Felder gegliedert und der Eremitin Maria von Ägypten gewidmet. Die helleren Scheiben unten wurden im 19. Jahrhundert erneuert und schildern ihre Pilgerfahrt nach Jerusalem. Sie zeigen Maria vor einer Kirche, zu der ihr zunächst der Zutritt verwehrt wird, schließlich betet sie vor einem Altar. In einer weiteren Szene hält sie drei Brote in Händen, mit denen sie sich in der Wüste ernährt. In einer anderen Szene wird sie nackt und am ganzen Körper behaart dargestellt. Sie empfängt durch den Mönch Zosimas die Kommunion, der zu ihr mit einem Boot über den Jordan fährt. Eine weitere Szene stellt ihren Tod dar, ihre Seele wird von zwei Engeln in einem Tuch aufgenommen. Ihr Leichnam wird von Zosimas in einem Grab bestattet, das von einem Löwen gegraben worden war. In der obersten Szene ruht ihre Seele in Abrahams Schoß, seitlich schwenken Engel Weihrauchfässer.

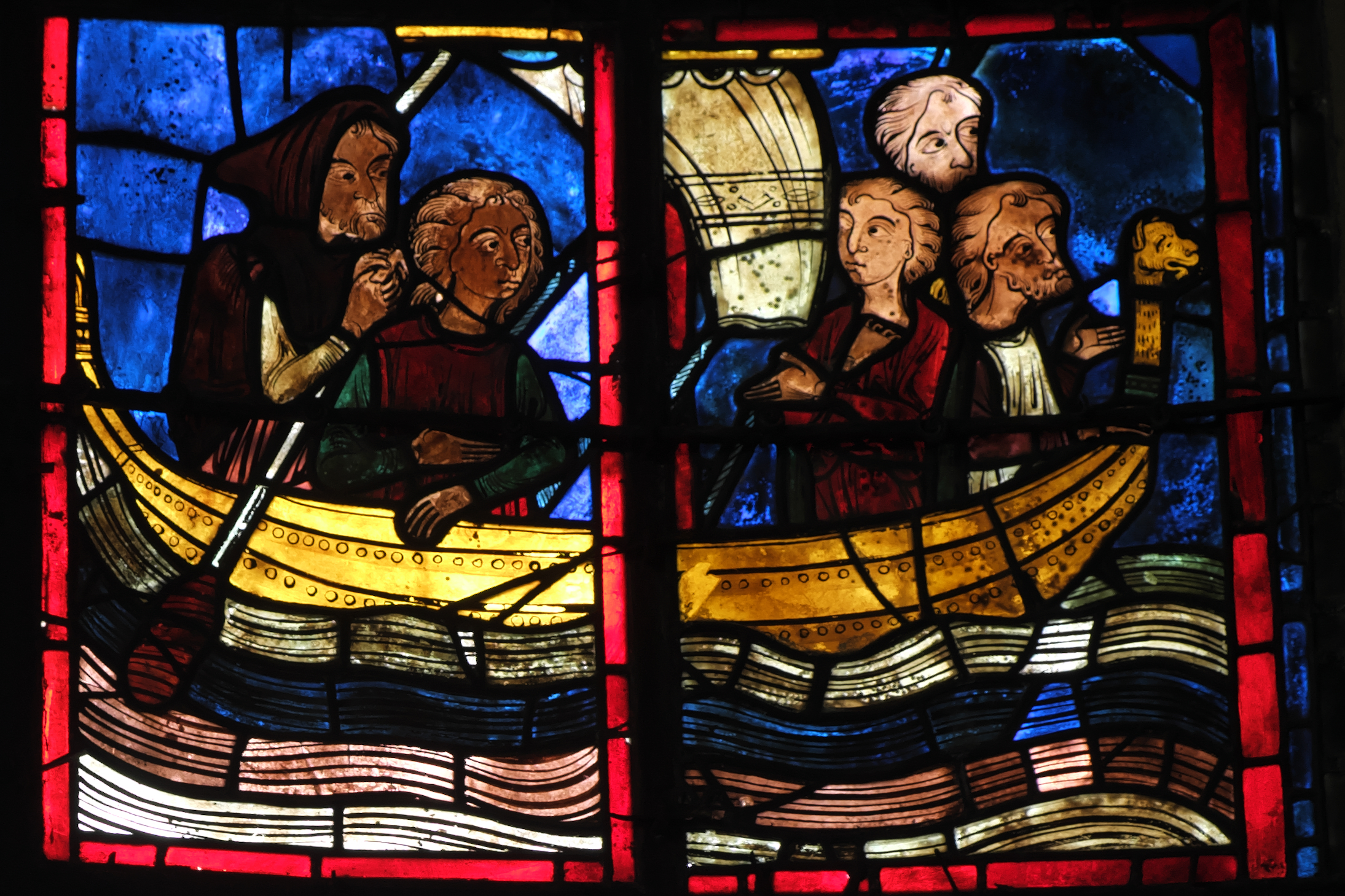
Pilgerfahrt nach Jerusalem
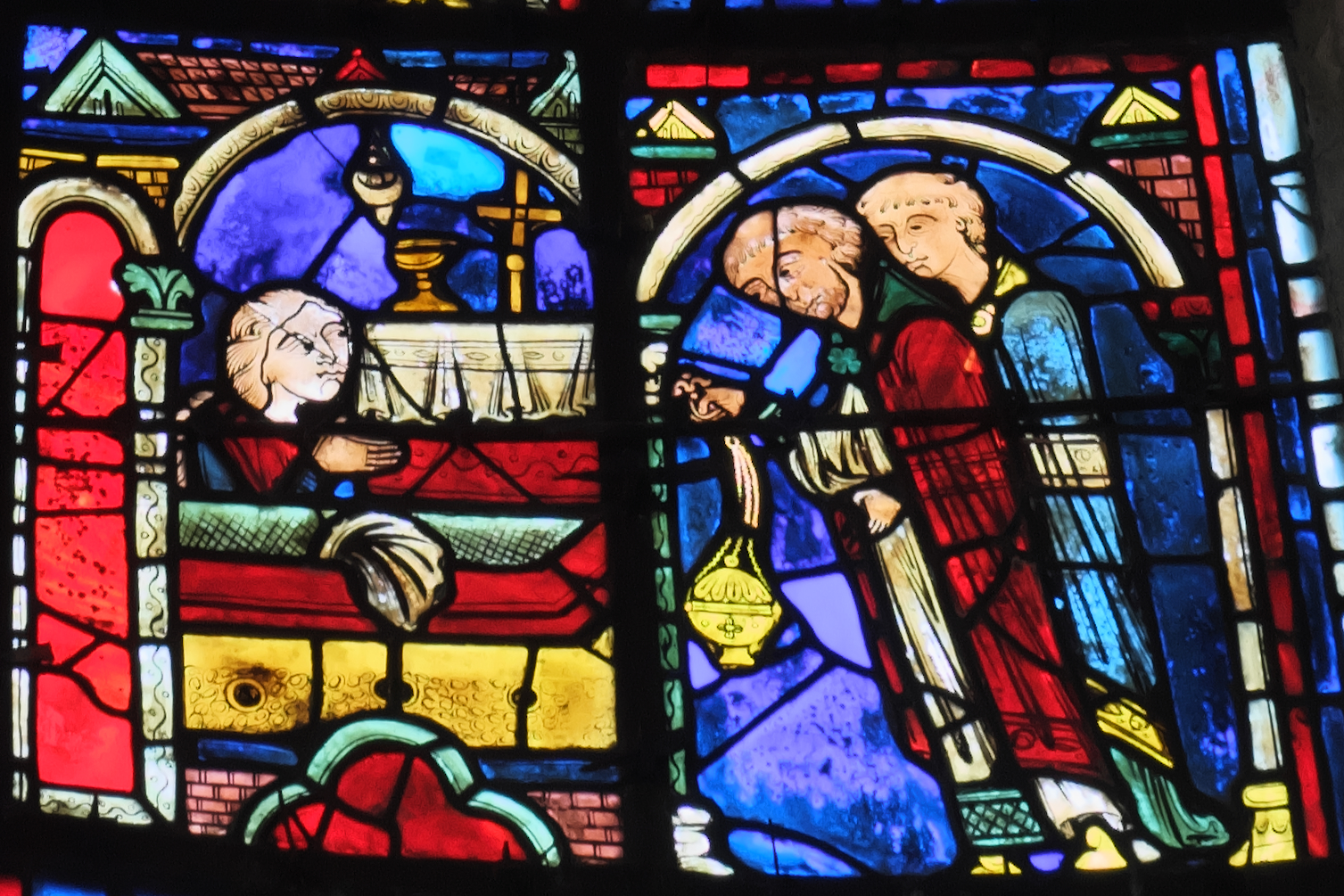
Maria betet vor einem Altar
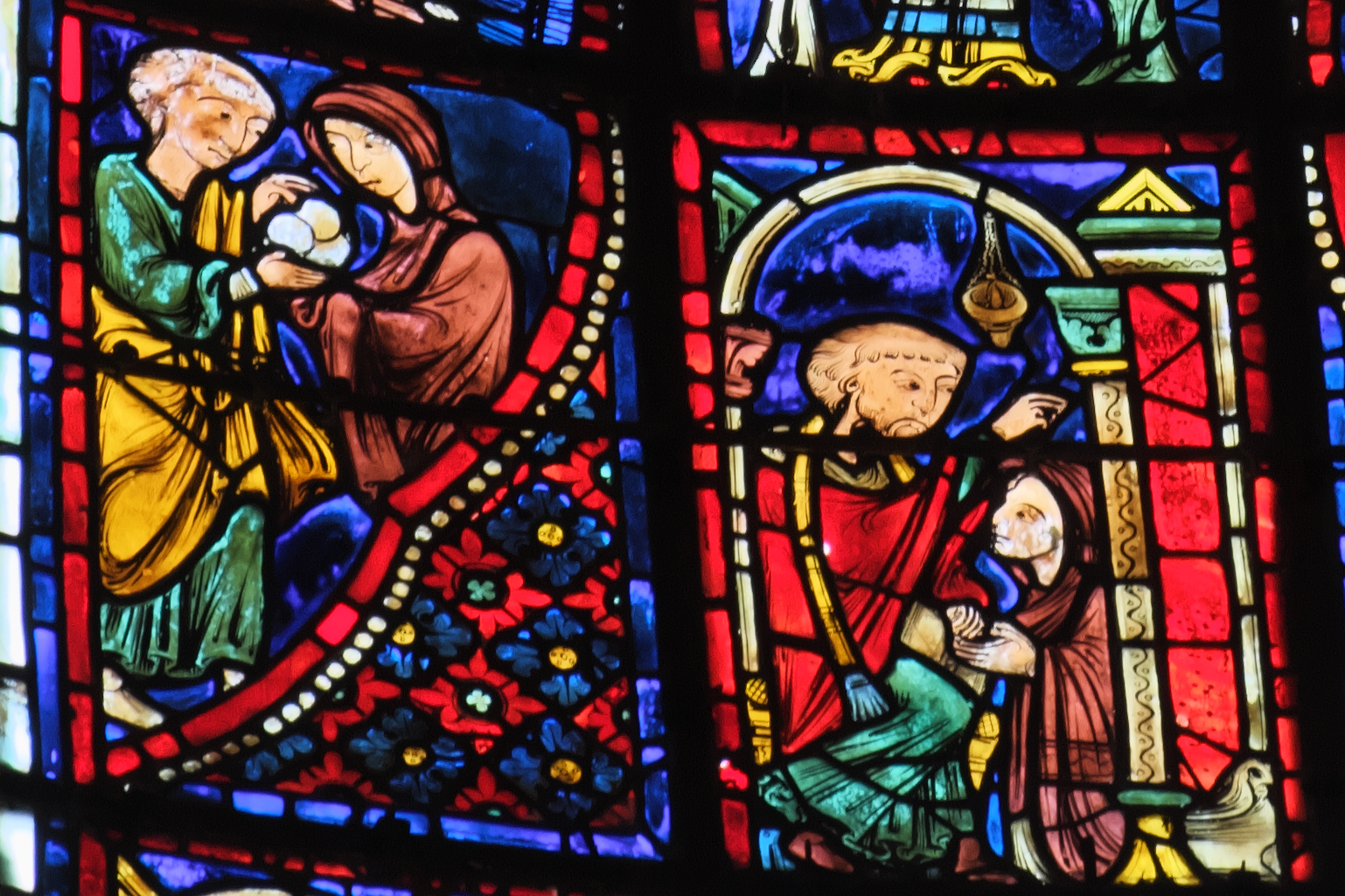
Maria bekommt drei Brote

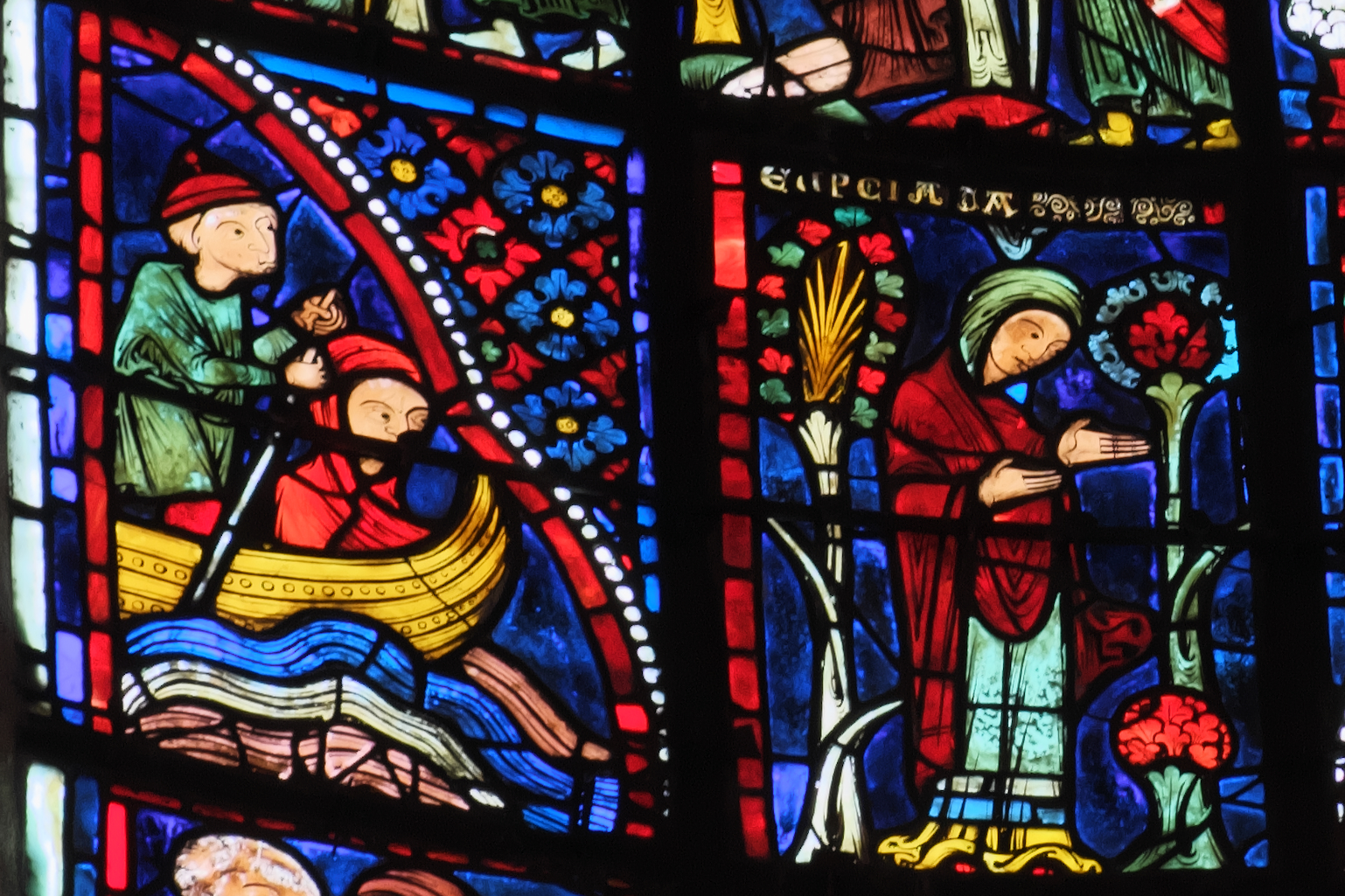
Zosimas überquert mit einem Boot den Jordan
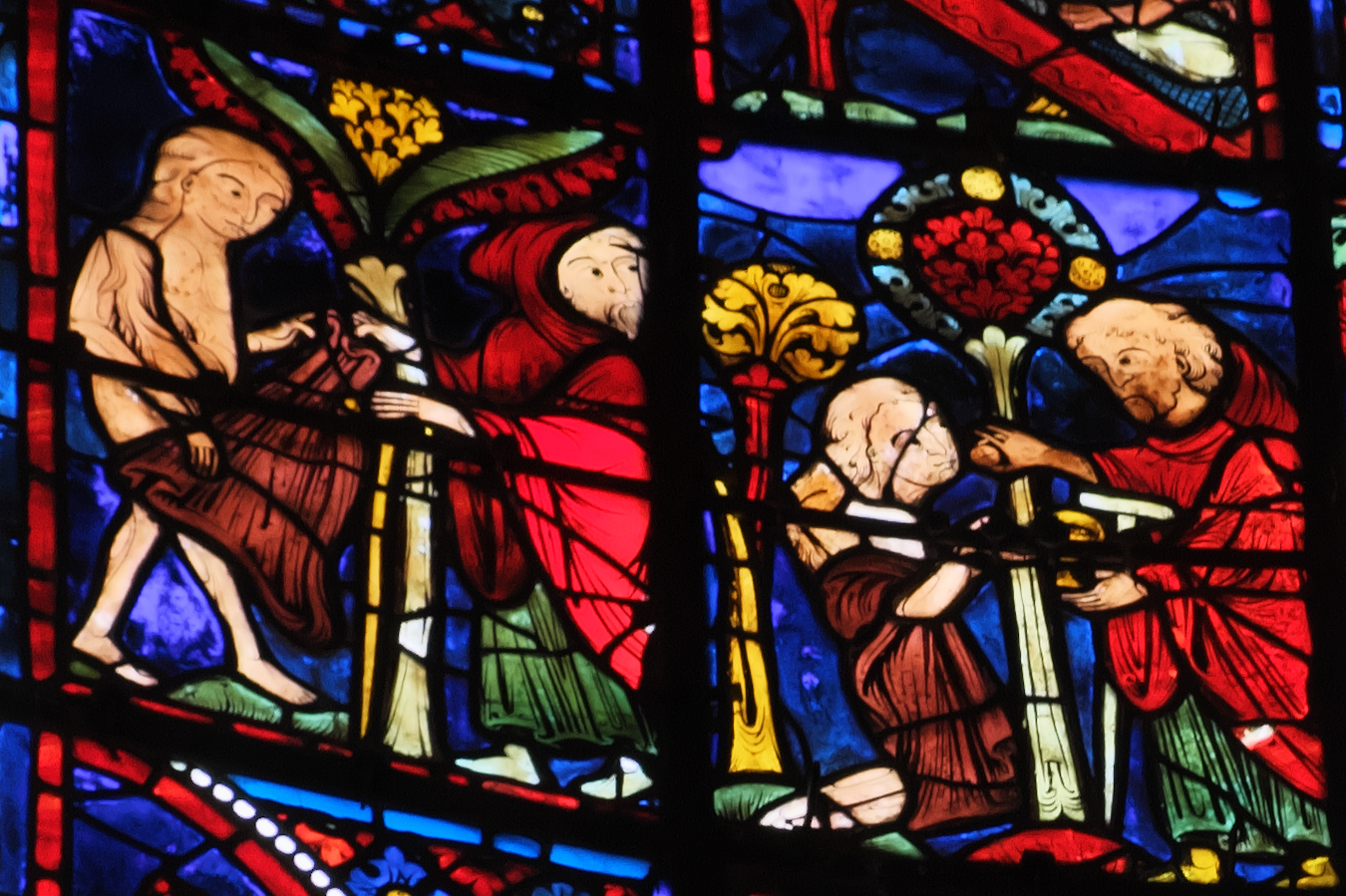
Maria und der Mönch Zosimas
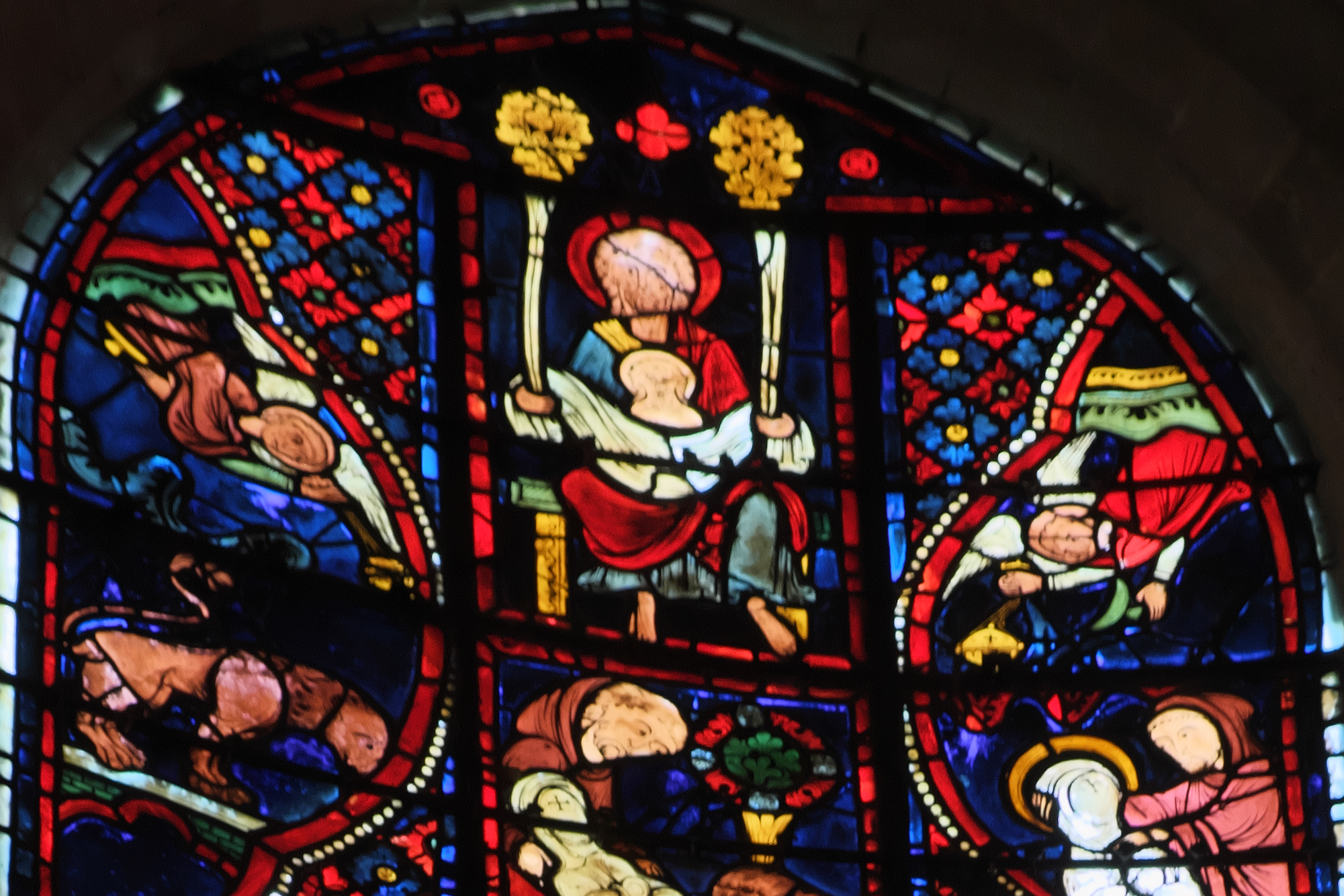
Marias Seele in Abrahams Schoß

Fenster 23

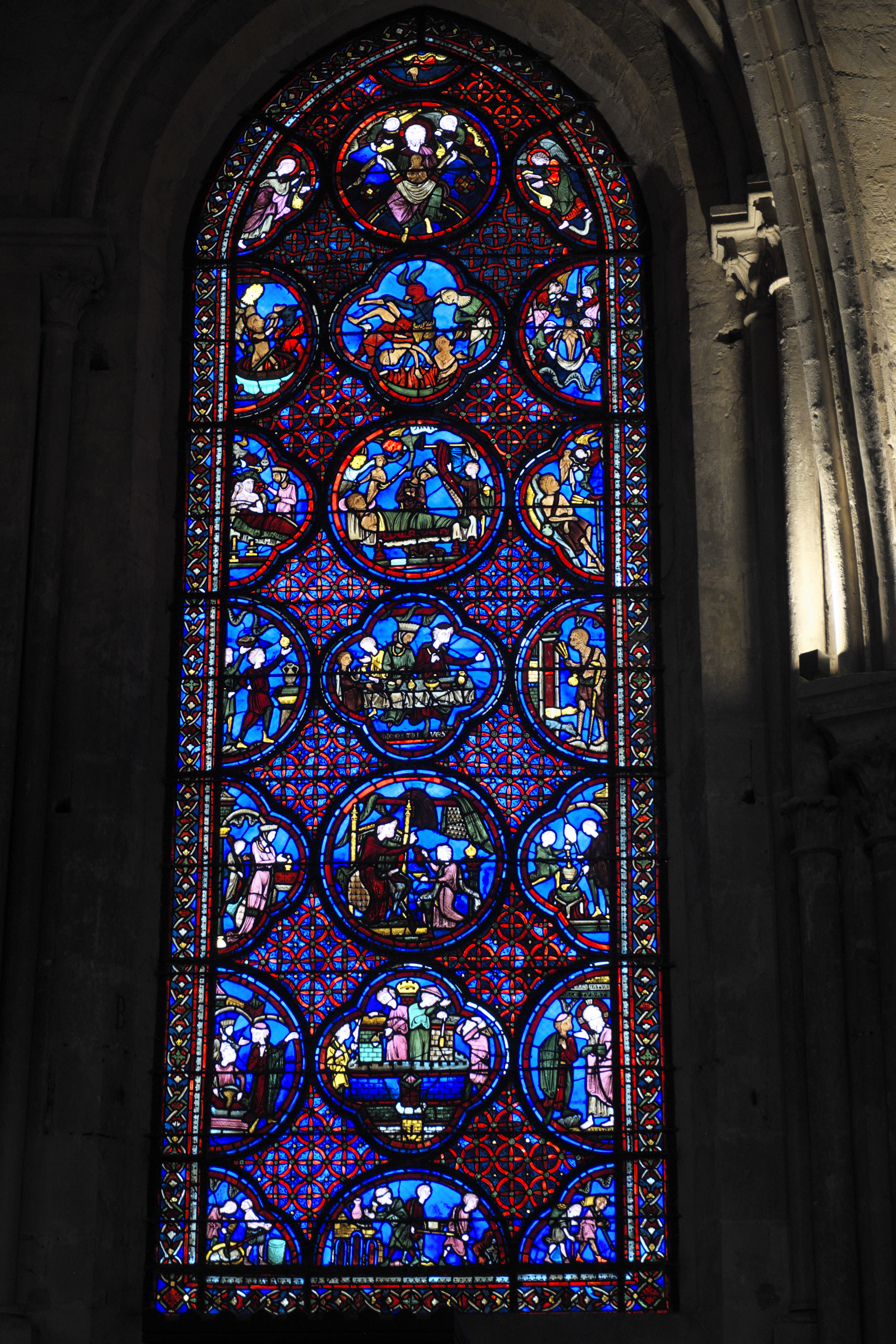
Fenster 23: Gleichnis vom reichen Prasser und vom armen Lazarus

Das Fenster ist dem Gleichnis vom reichen Prasser und vom armen Lazarus gewidmet. Auf dem Fenster sind in der Mitte Rund- und Vierpassscheiben und seitlich halbe Rund- und Vierpassscheiben übereinander angeordnet. Auf der vierten Bildebene ist eine festlich gedeckte Tafel zu sehen, links werden Speisen und Getränke herbeigebracht, rechts steht Lazarus, in Lumpen gehüllt, von Aussatz befallen und auf eine Krücke gestützt vor dem Haus des Reichen. Hunde lecken an seinen Wunden. In den darüberliegenden Szenen ist der Tod des Reichen und der Tod des armen Lazarus dargestellt. Die Seele des Reichen wird von Teufeln gepackt, während sich der Seele des armen Lazarus ein Engel annimmt. In einer weiteren Szenen sieht man, wie die Seele des Reichen im Feuer schmort und von Teufeln gequält wird, während die Seele des armen Lazarus behutsam von Engeln in einem Tuch getragen und schließlich von Christus, der auf dem Regenbogen thront und von weihrauchschwenkenden Engeln umgeben ist, aufgenommen wird. In der Spitze der Lanzette erscheint die Hand Gottes. Auf den unteren Scheiben sind Maurer, die Stifter des Fensters, bei ihrer Arbeit dargestellt.

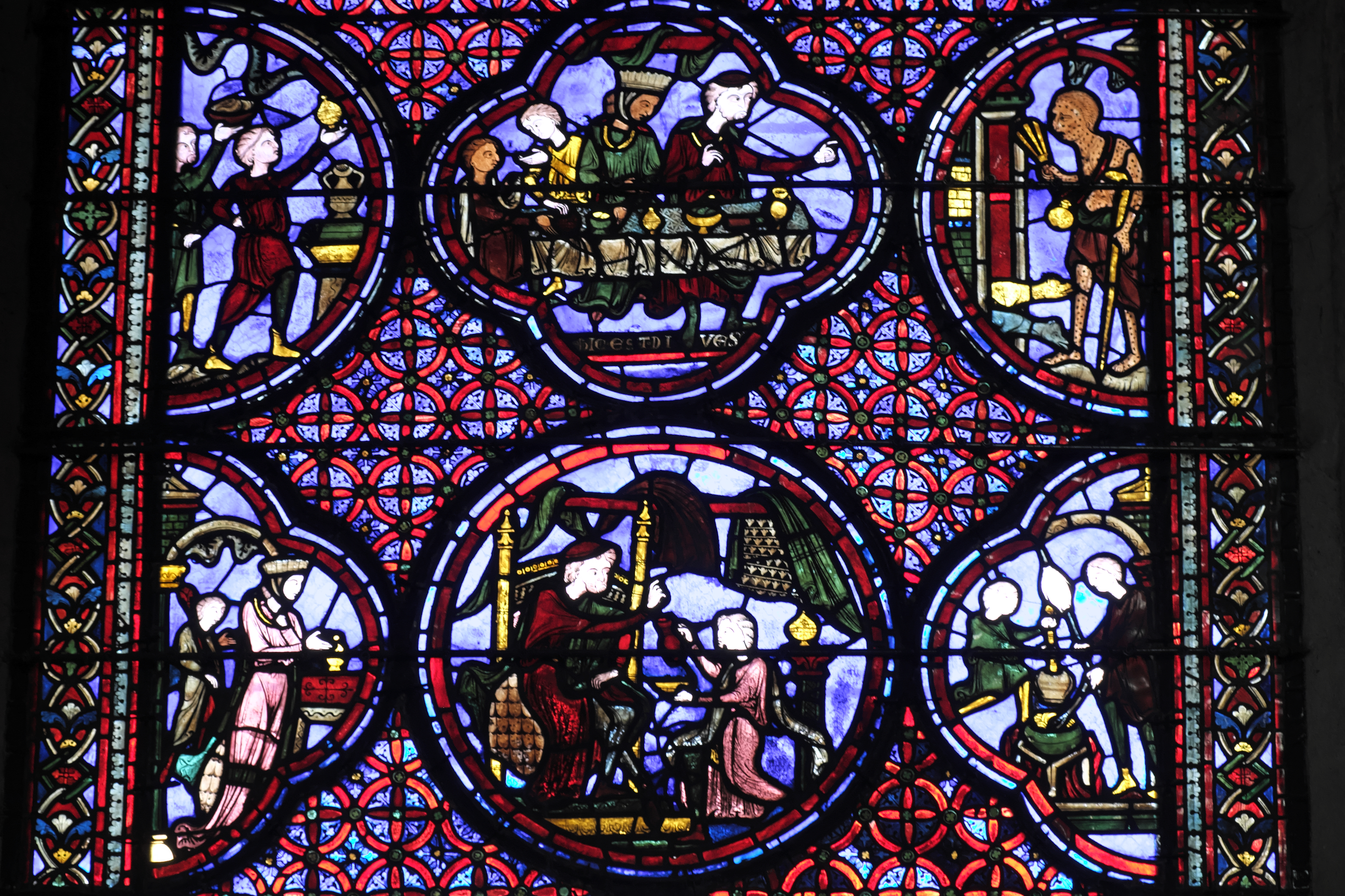
Festmahl im Haus des Reichen, der arme Lazarus vor dem Haus des Reichen
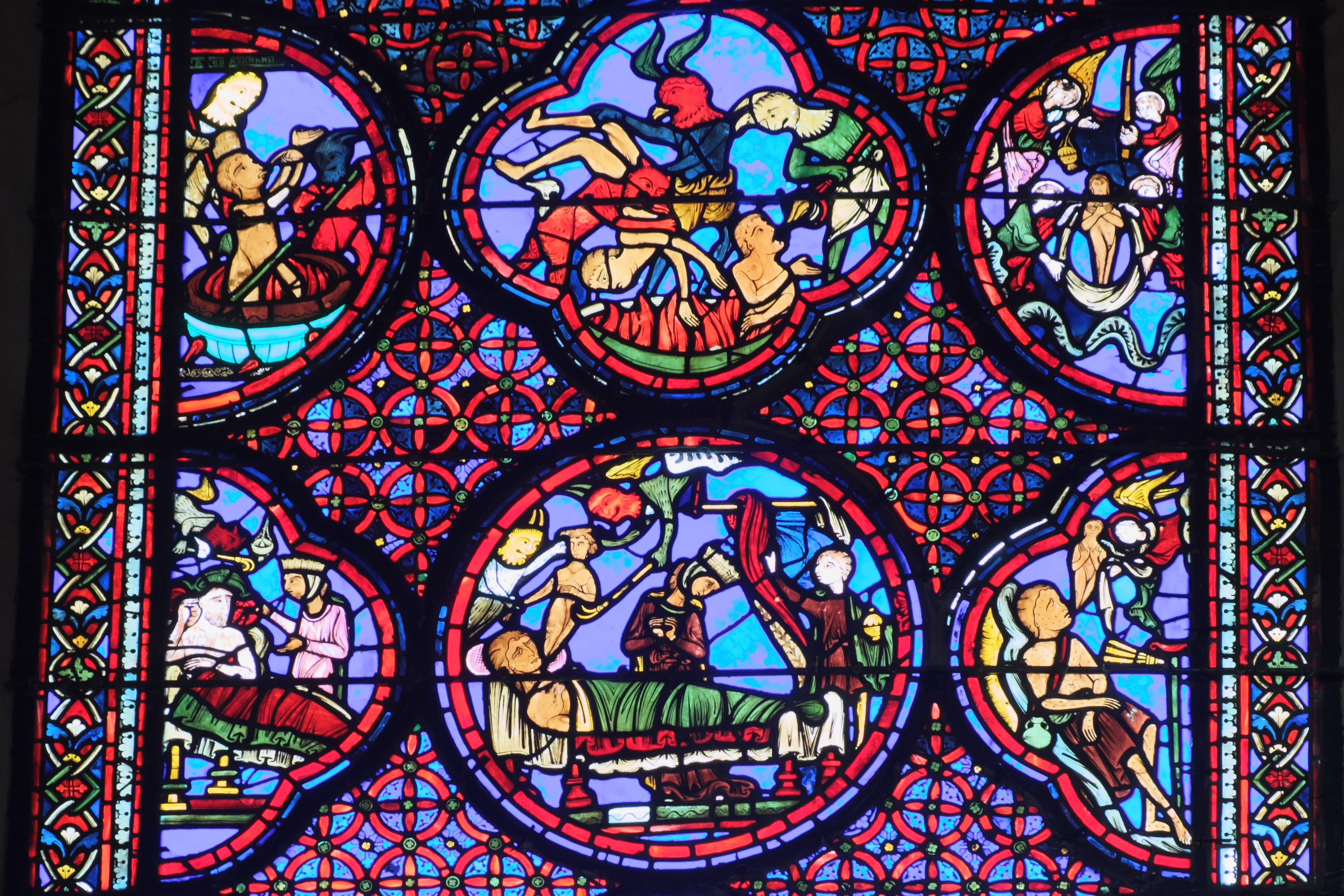
Tod des Reichen und Tod des armen Lazarus
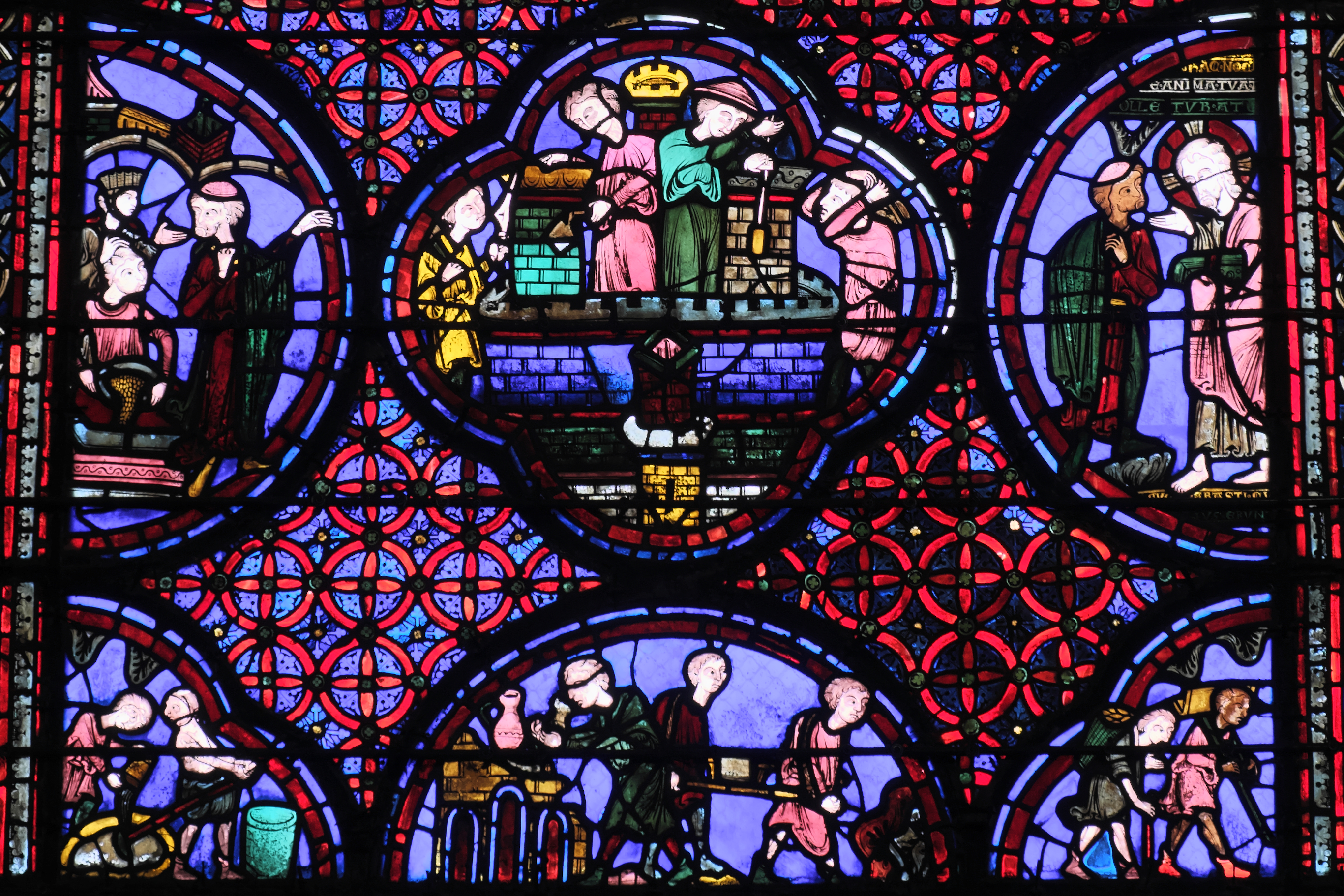
Maurer, die Stifter des Fensters

Rechte Seite (Südseite)
Fenster 4
Auf dem Fenster sind Szenen des Jüngsten Gerichtes dargestellt. Das Fenster besteht aus einer Lanzette mit einer Kombination von unterschiedlich großen ganzen und halben Vierpassformen. Auf den unteren Scheiben sind der Tod eines Gläubigen und der Tod eines Ungläubigen dargestellt. Auf der linken Seite wird die Seele des Gläubigen von einem Engel aufgenommen, rechts schmachtet der Ungläubige in einem Feuer, das von einem Teufel geschürt wird. Darüber blasen Engel in Posaunen und die Toten steigen aus ihren Gräbern. Auf der mittleren Vierpassscheibe werden die Erlösten, von einem Engel begleitet, links in Abrahams Schoß aufgenommen, rechts werden die Verdammten, von einem roten Teufel mit einer Kette zusammengebunden, in den Höllenschlund geführt, aus dem Flammen lodern. Darüber sieht man den Erzengel Michael, der in Gegenwart eines Teufels die Seelen wiegt, seitlich beten Heilige für die Seelen der Verstorbenen. In der Mitte der oberen Vierpassscheibe thront Christus als Weltenrichter, umgeben von Engeln, die die Leidenswerkzeuge in Händen halten. Zu Füßen Christi sind Maria und die Apostel dargestellt.

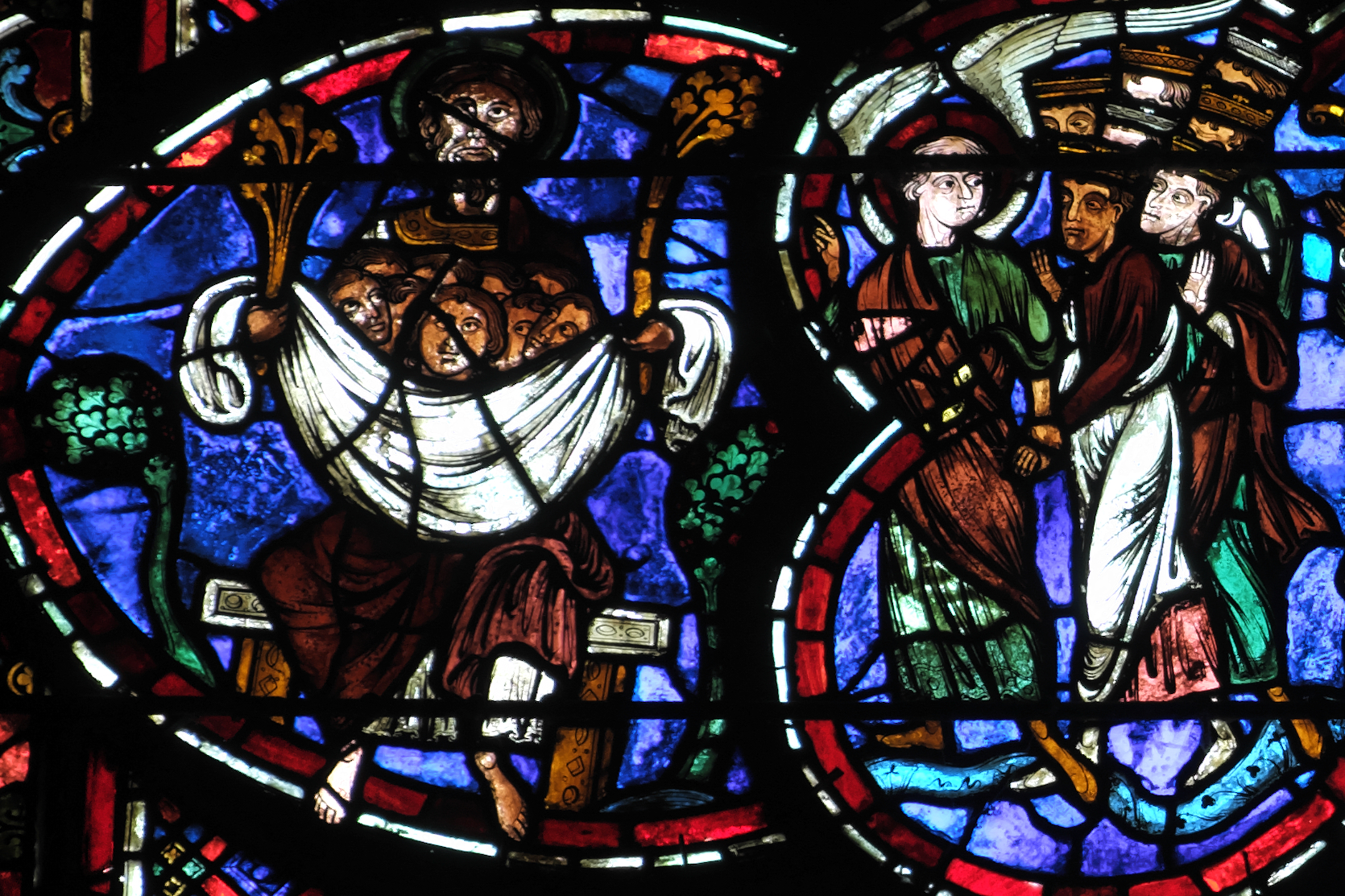
Erlöste in Abrahams Schoß
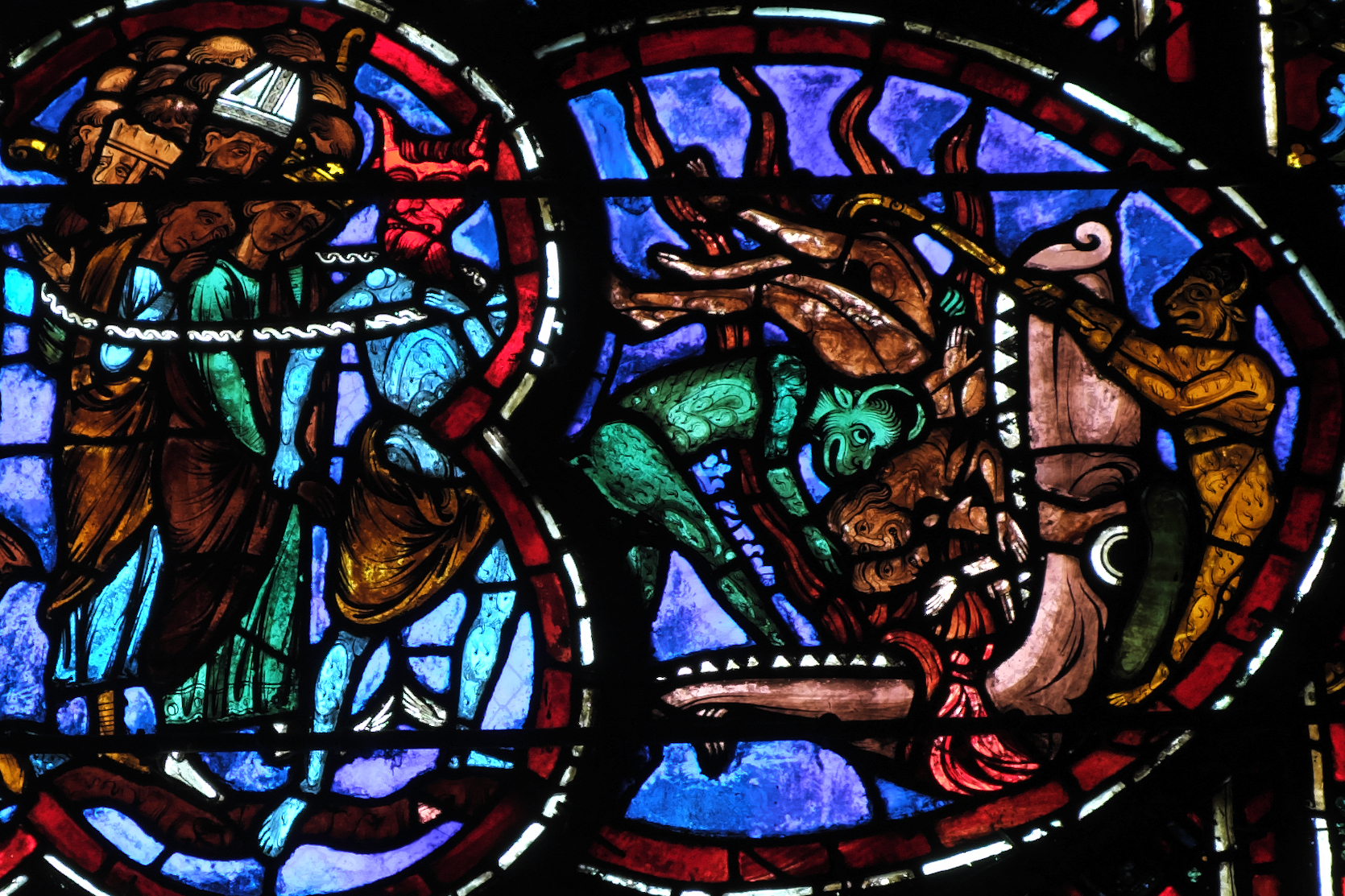
Verdammte und Höllenschlund
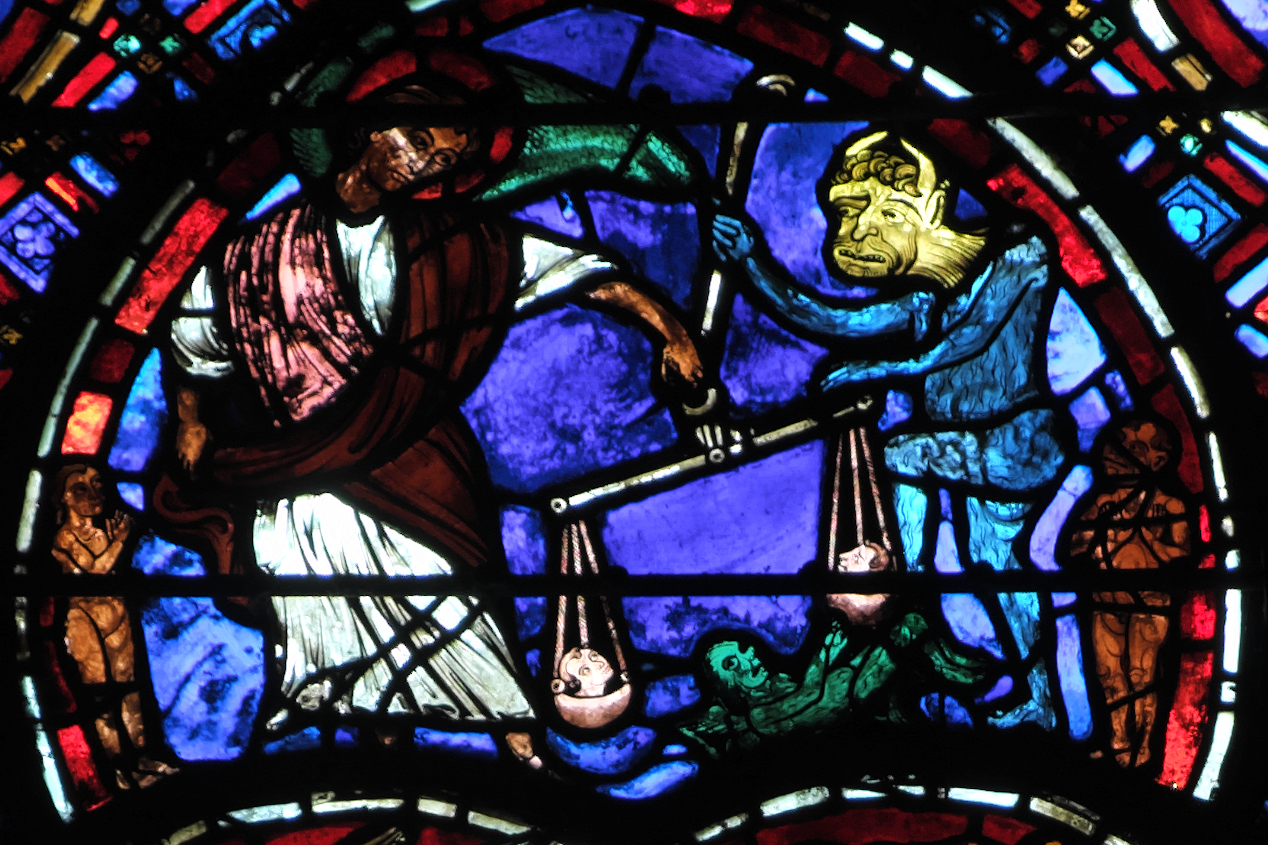
Erzengel Michael wiegt die Seelen
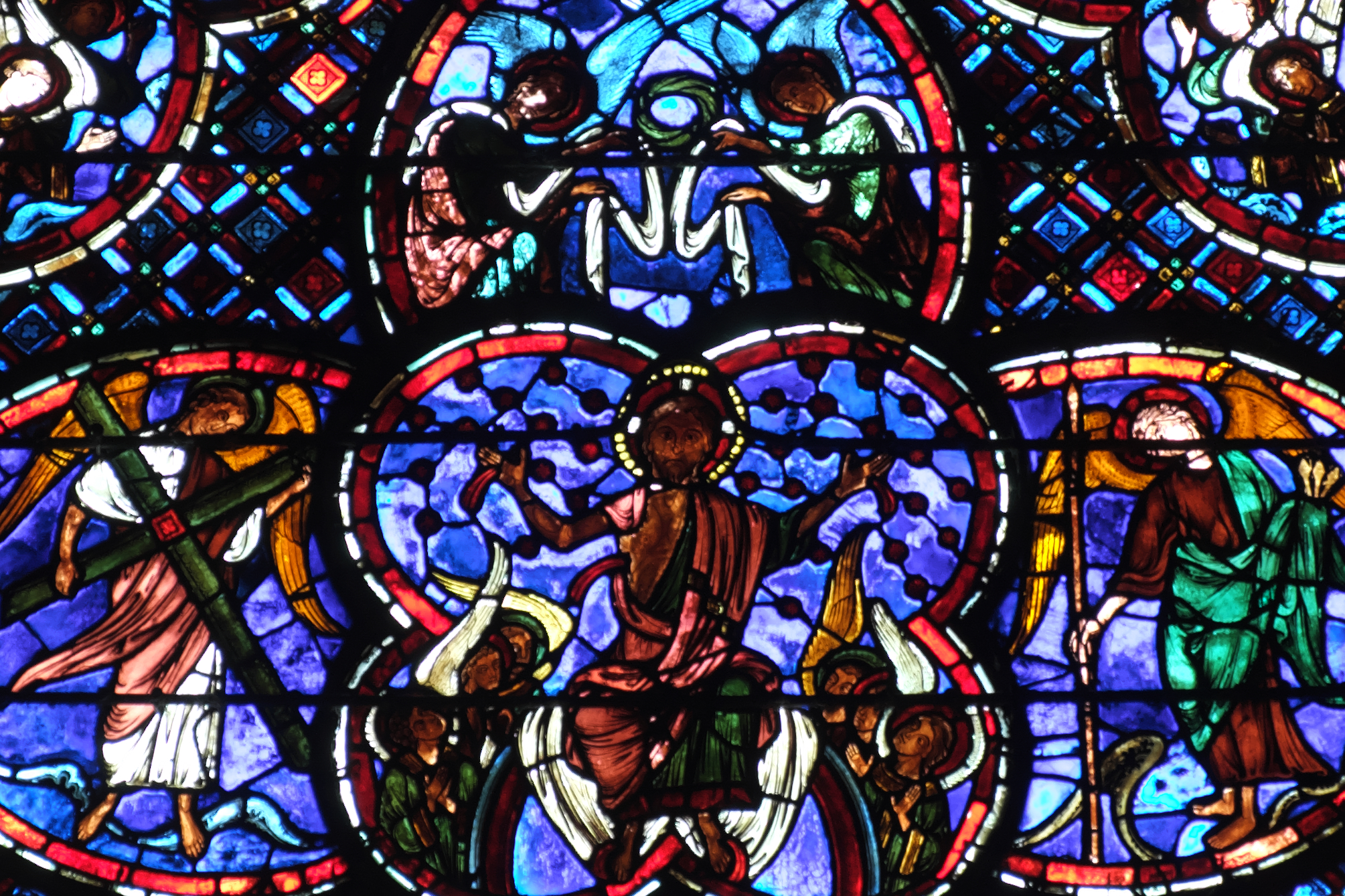
Christus als Weltenrichter

Fenster 6

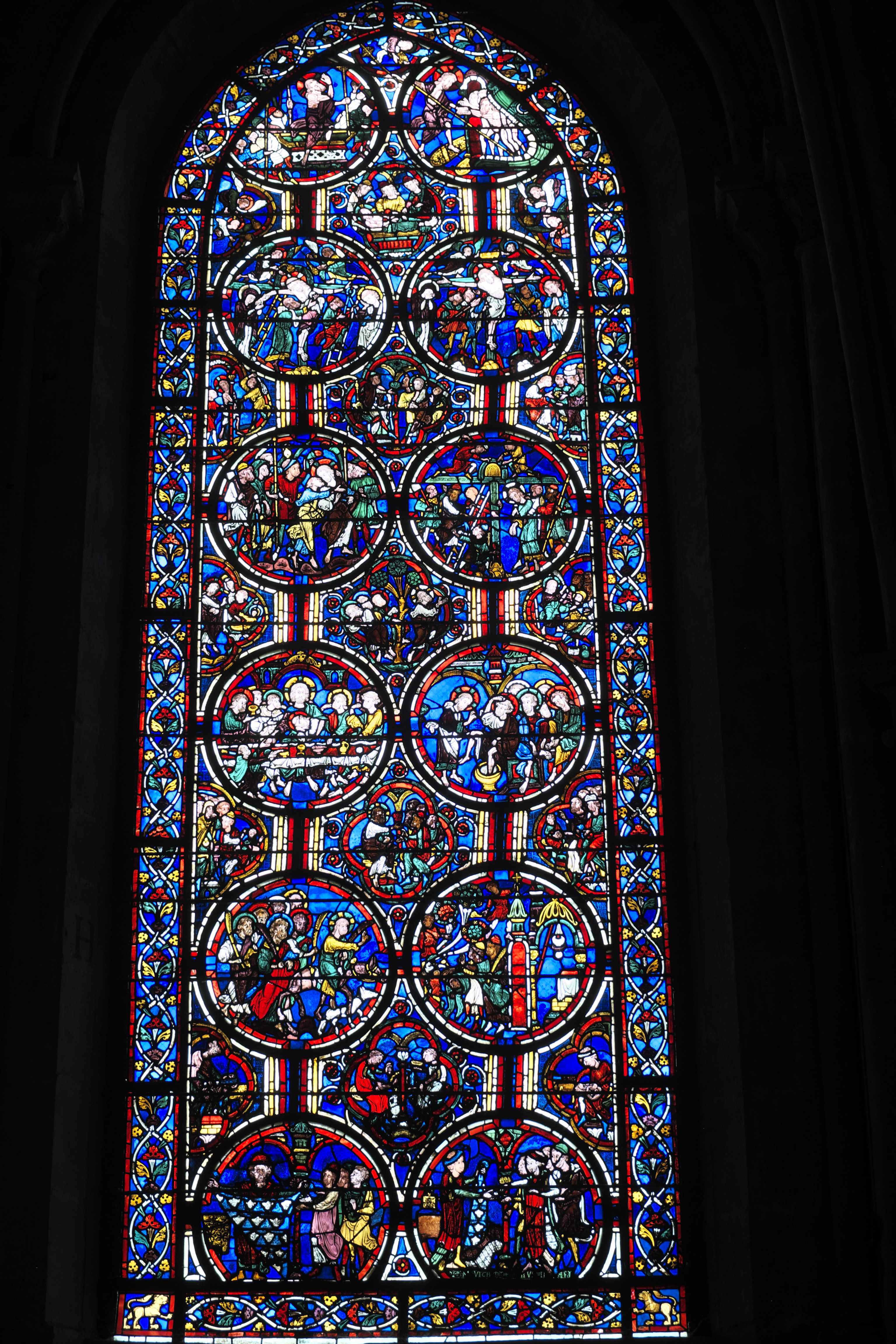
Fenster 6: Passionsfenster

Auf dem einbahnigen Fenster sind Szenen der Passion Jesu dargestellt. Unten, über den beiden Rundscheiben mit der Darstellung von Kürschnern, den Stiftern des Fensters, ist auf zwei Rundscheiben der Einzug in Jerusalem zu sehen, darüber auf der linken Seite das letzte Abendmahl und auf der rechten Seite die Fußwaschung des Apostels Petrus durch Jesus. Über den kleineren Scheiben mit den schlafenden Jüngern am Ölberg sieht man links den Judaskuss und rechts die Kreuzaufrichtung. Die kleineren Szenen darüber stellen in der Mitte die Gefangennahme Jesu, links die Geißelung und rechts Pontius Pilatus dar, der seine Hände in Unschuld wäscht. In der Kreuzigungsszene wird Jesus mit einer Lanze in die Seite gestoßen, auf einem Stab wird ihm ein Essigschwamm gereicht, rechts daneben ist die Kreuzabnahme dargestellt. Auf den oberen Szenen sind in der Mitte die Grablegung, links die Auferstehung und rechts die Höllenfahrt Jesu dargestellt.

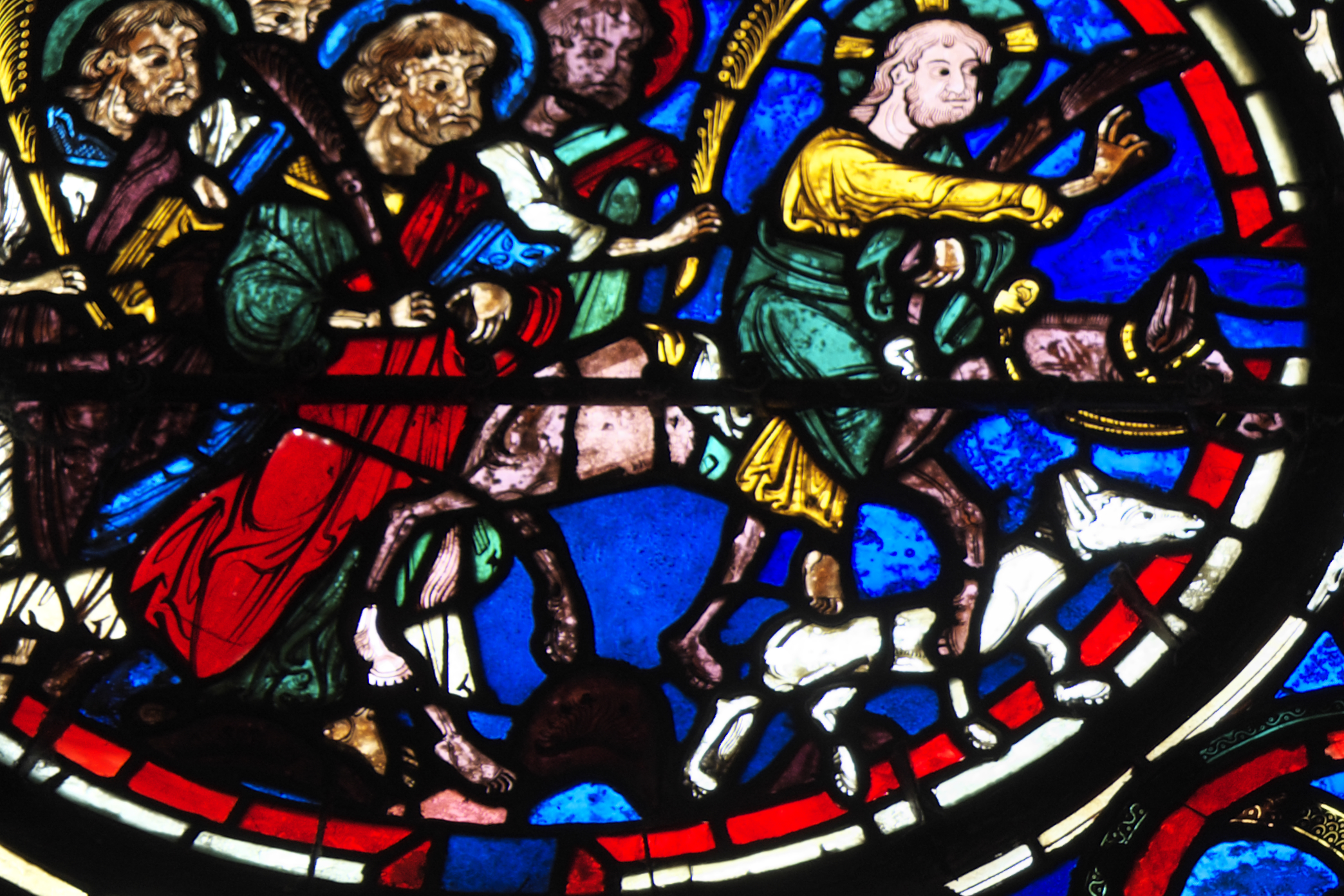
Einzug in Jerusalem
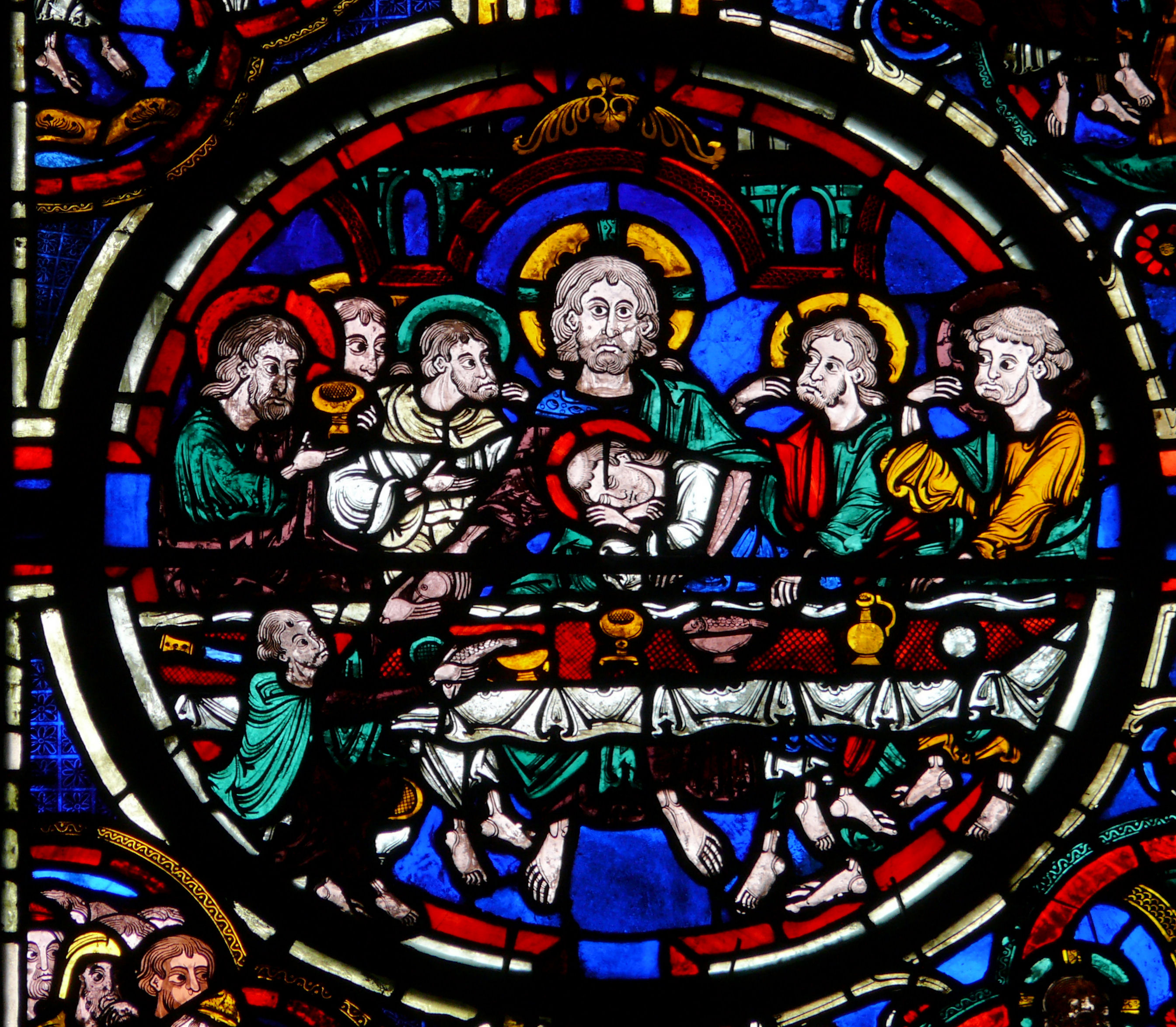
Abendmahl
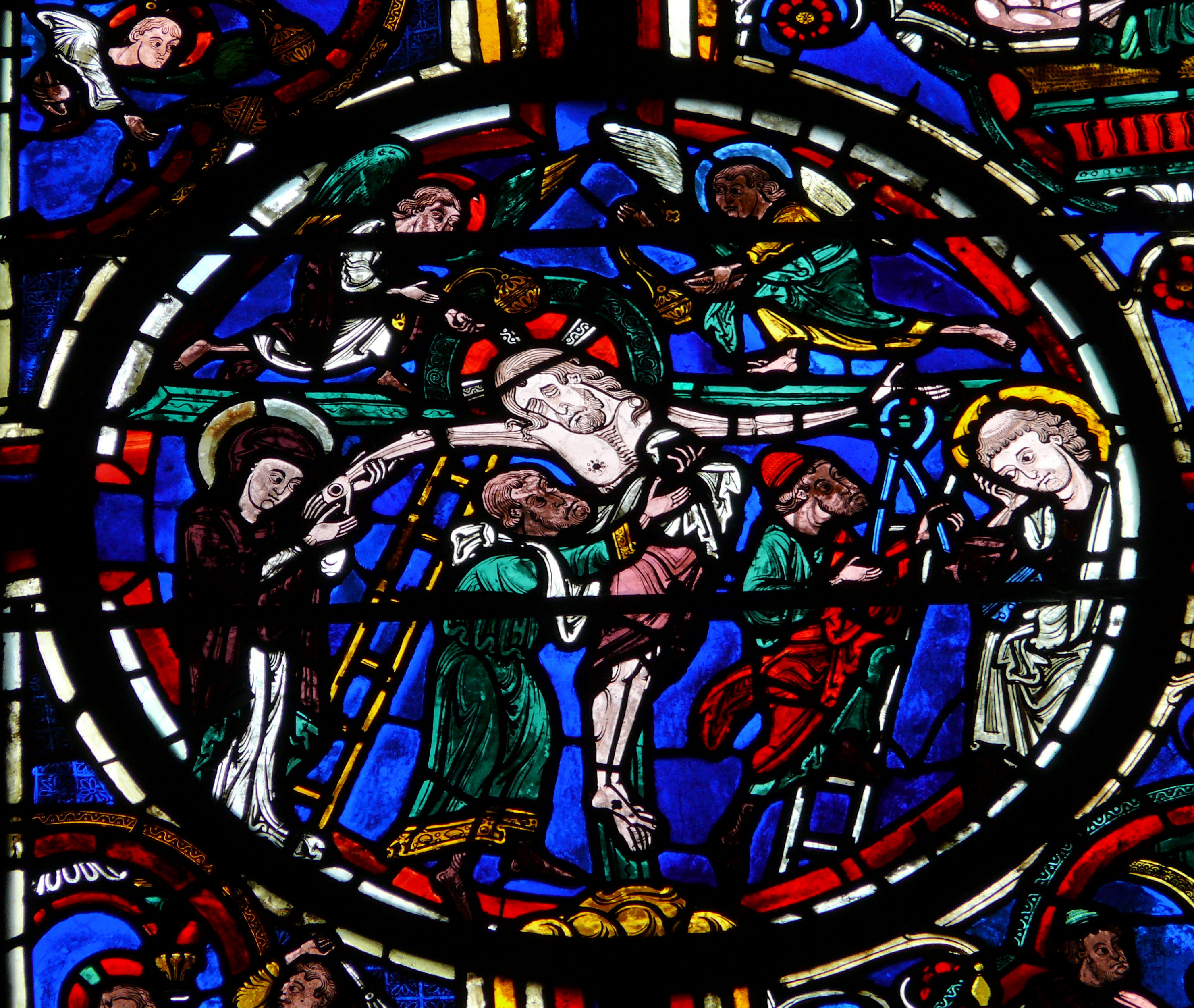
Kreuzabnahme
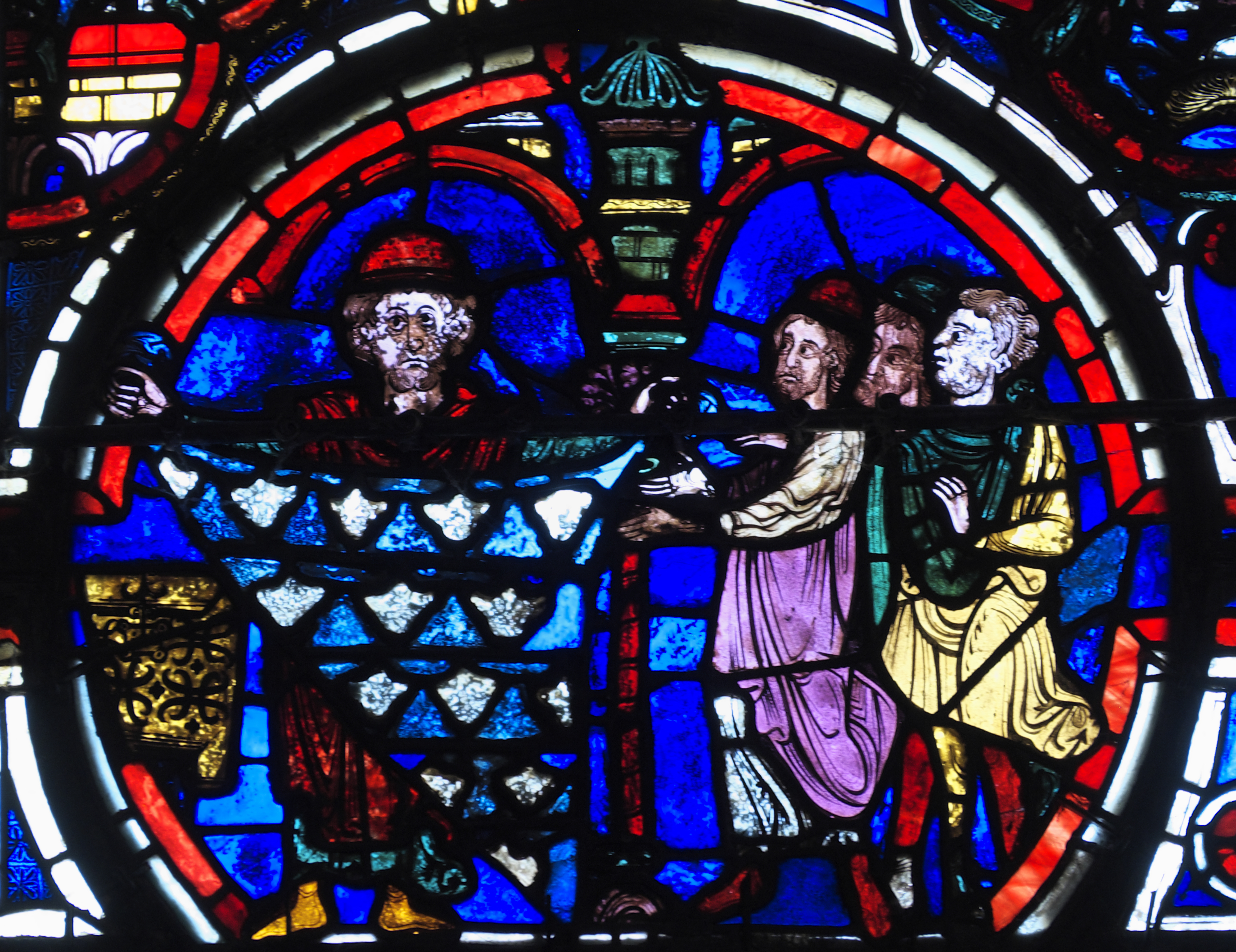
Kürschner

Fenster in der Kapelle des heiligen Stephanus (Fenster 8, 10, 12)
- Fenster 8

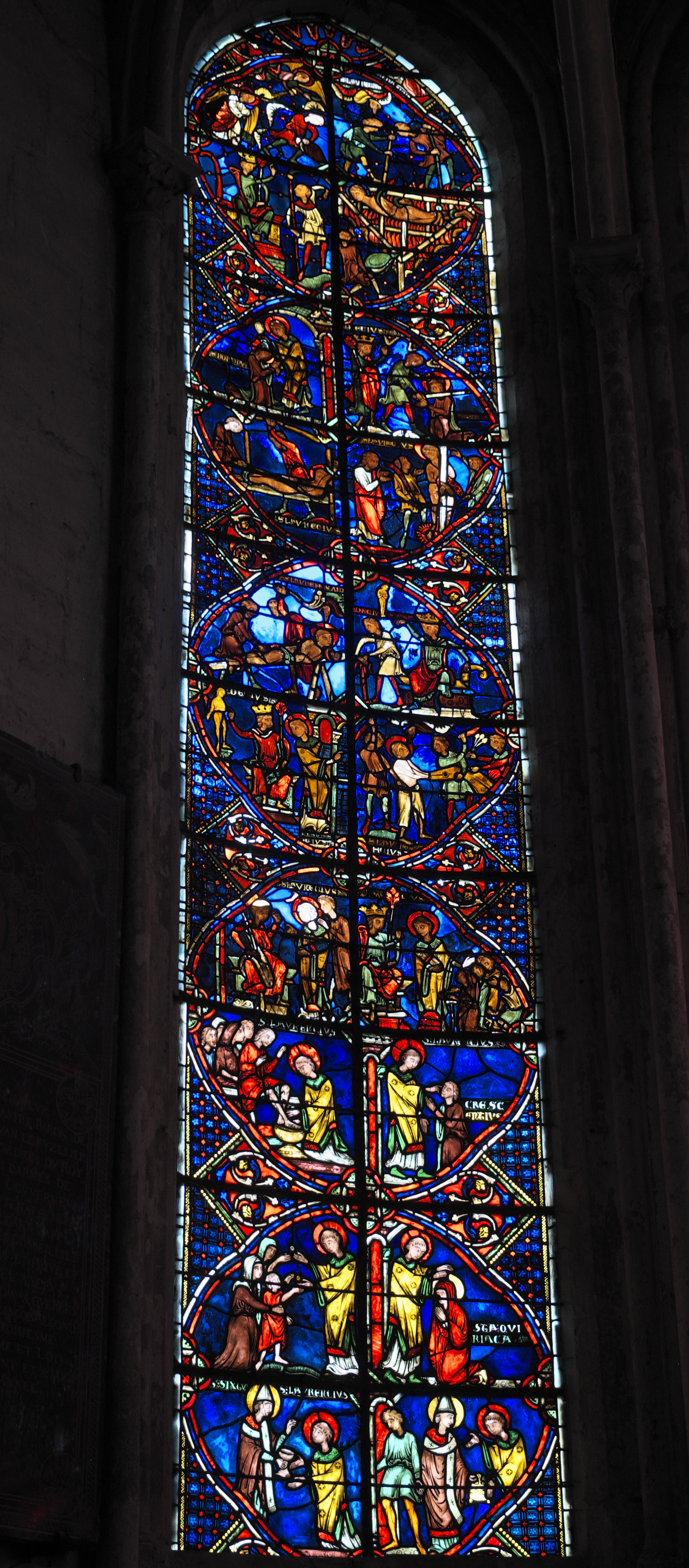
Fenster 8: Fenster des heiligen Laurentius

Das Fenster mit Episoden aus dem Leben des heiligen Laurentius ist in große Vierpassscheiben unterteilt, auf denen je vier Szenen dargestellt sind. Die unteren sechs Scheiben wurden im 19. Jahrhundert erneuert. Auf den darüberliegenden Scheiben weigert sich Laurentius vor dem römischen Kaiser Decius, Götzen anzubeten, er wird gefoltert und über brennendem Feuer auf einen Rost gebunden und anschließend begraben.

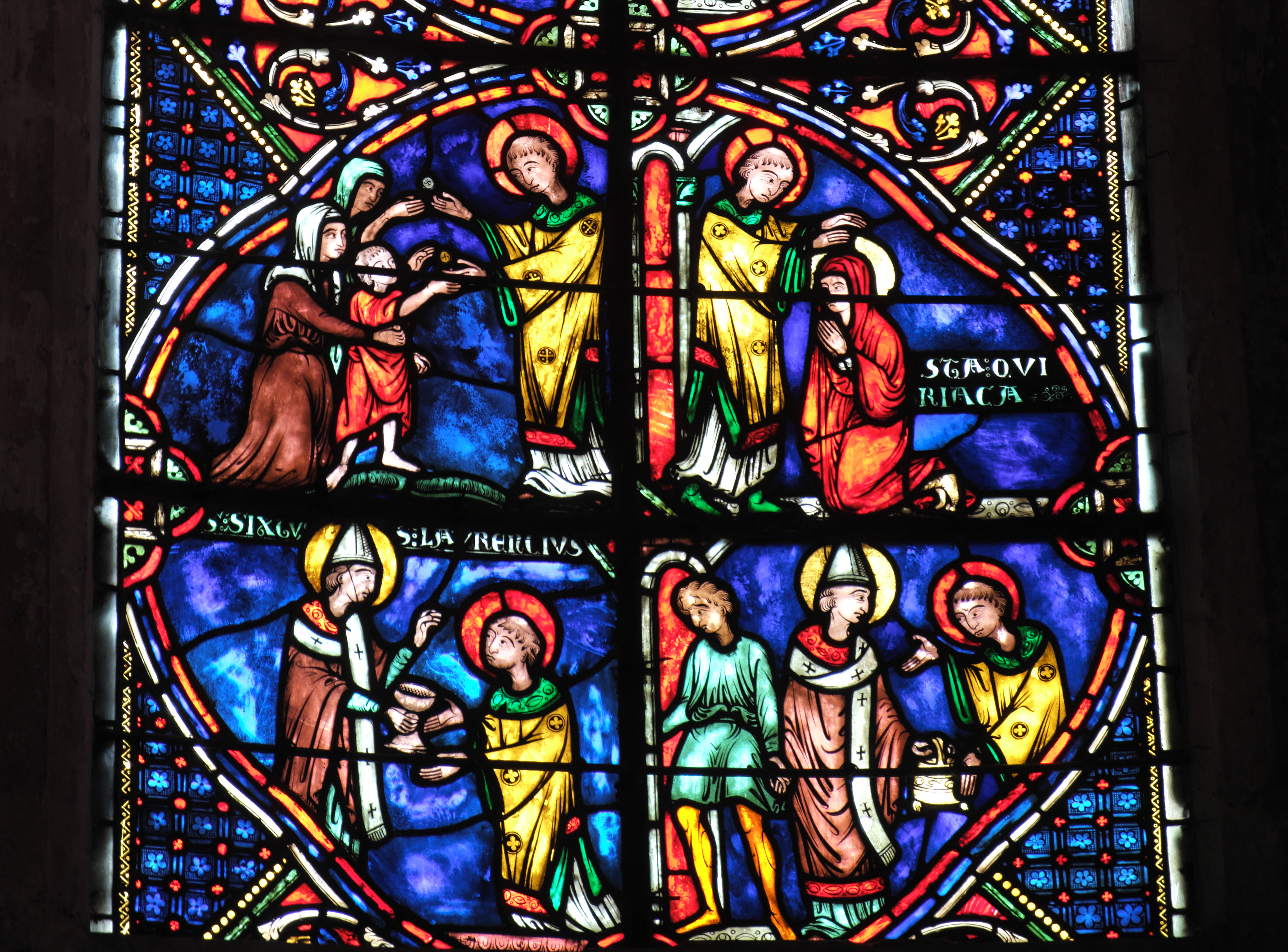
Szenen aus dem Leben des heiligen Laurentius, im 19. Jahrhundert erneuert
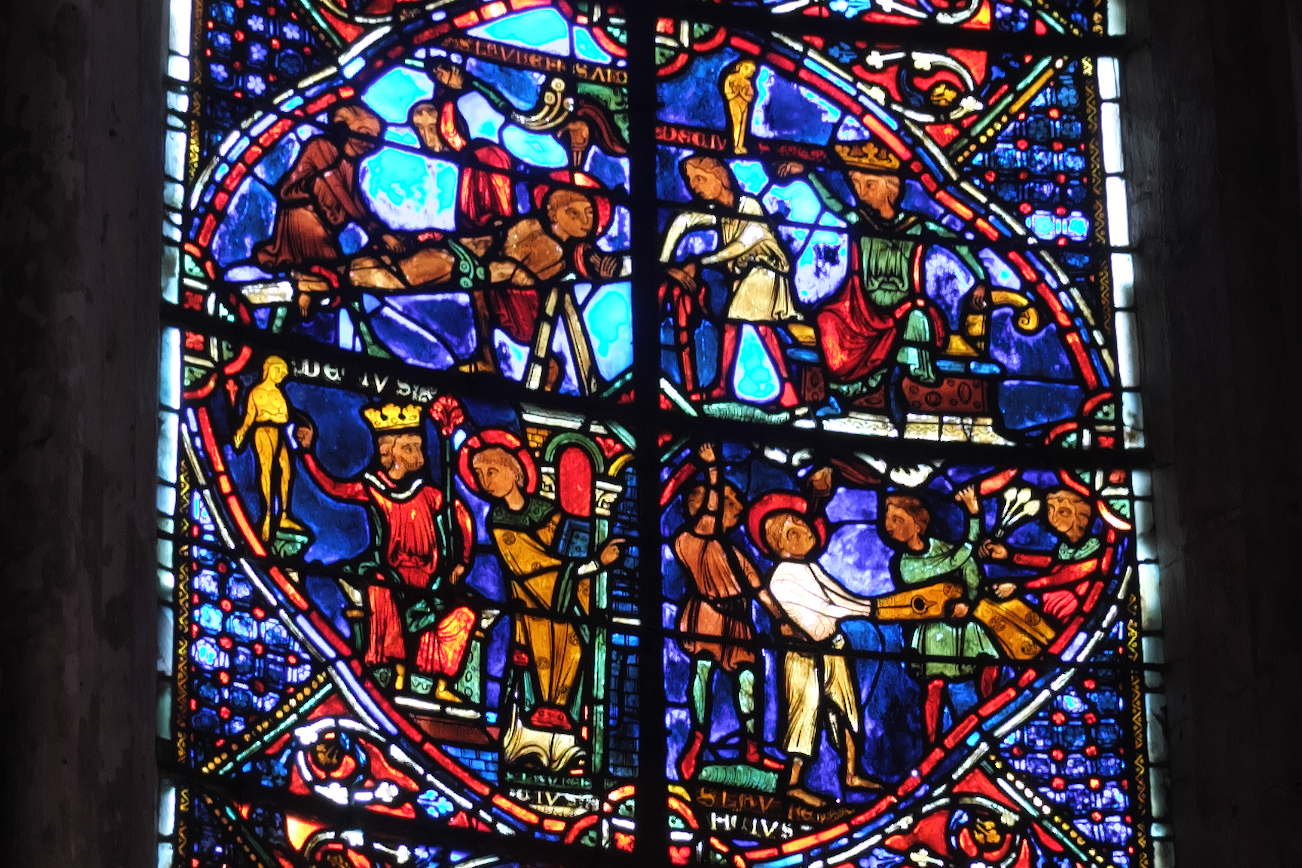
Laurentius weigert sich, Götzen anzubeten
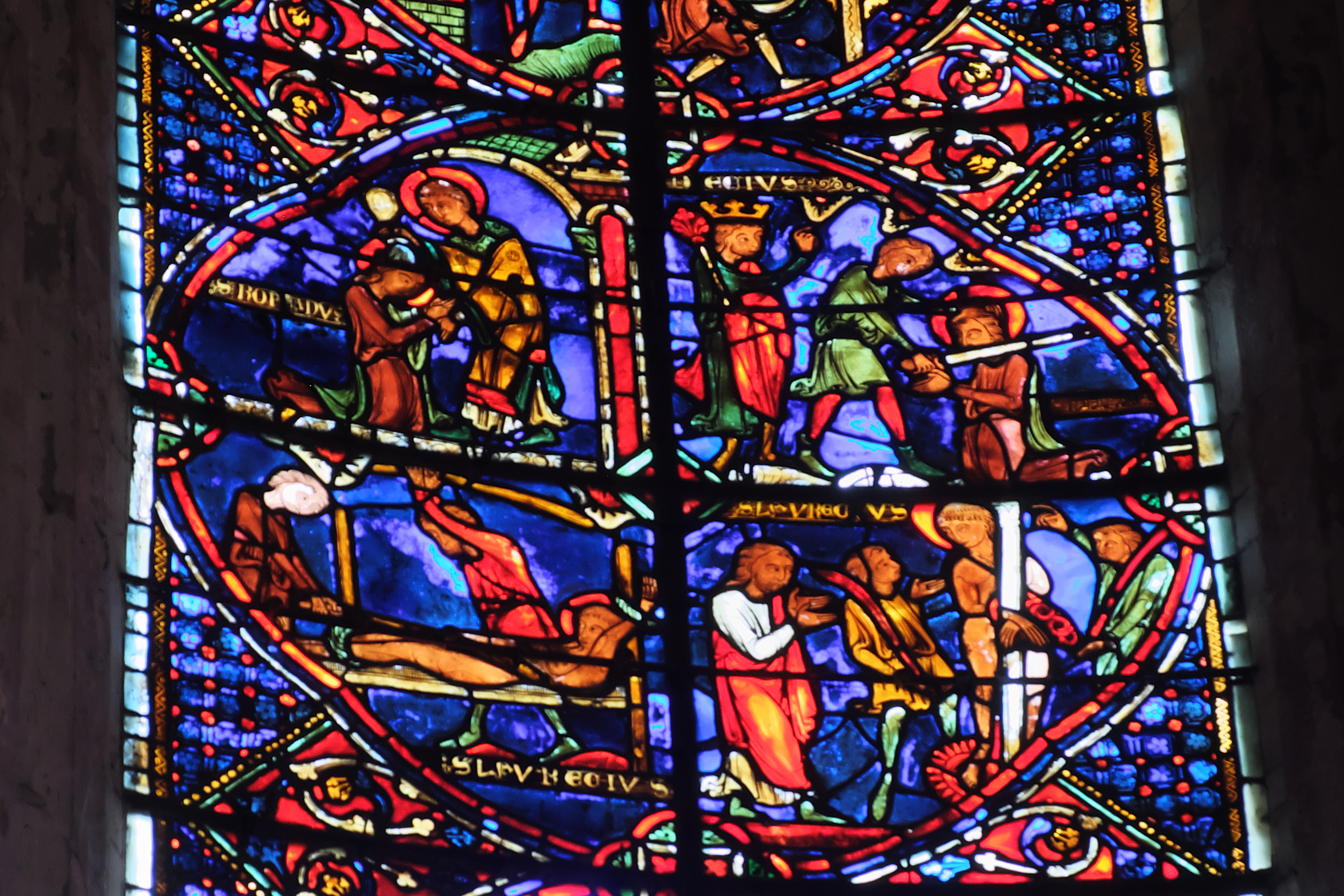
Martyrium des heiligen Laurentius

- Fenster 10

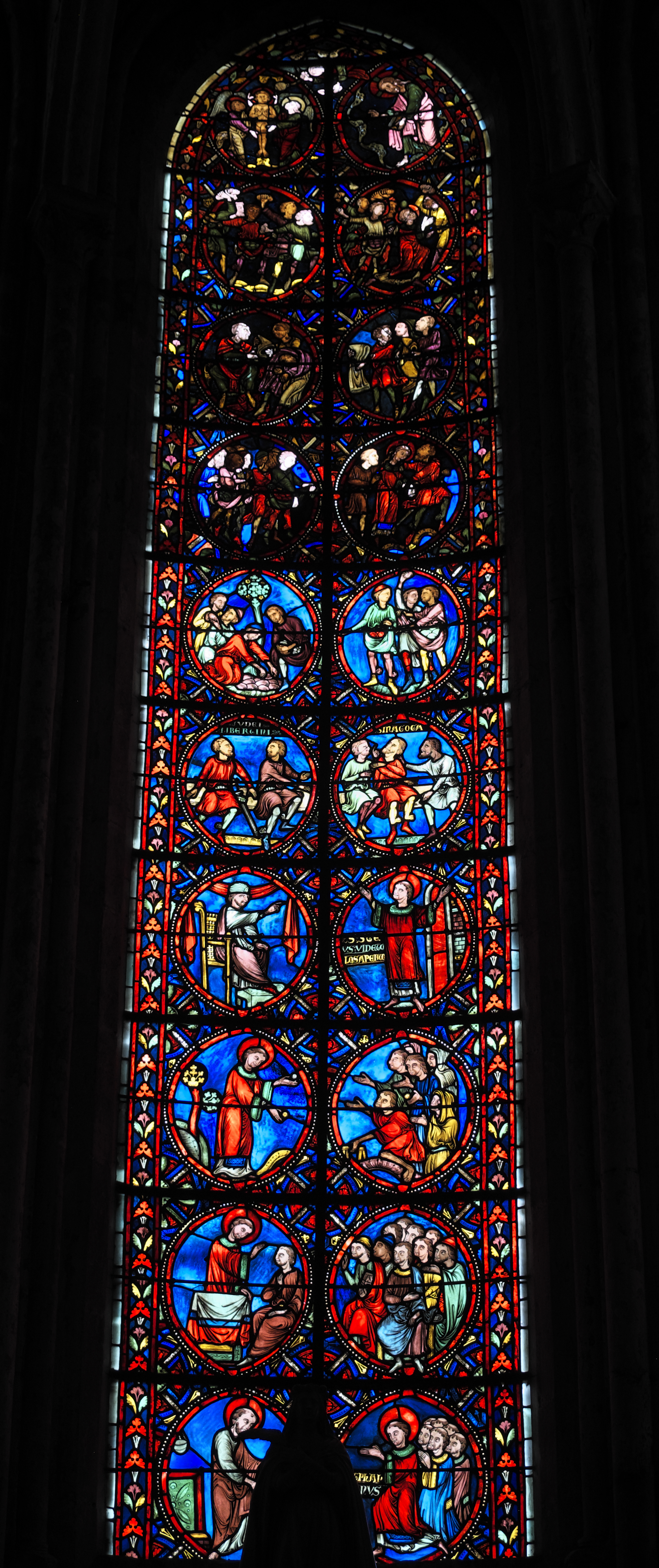
Fenster 10: Fenster mit der Legende des heiligen Stephanus

Das Fenster ist der Legende des heiligen Stephanus, des Schutzpatrons der Kathedrale, gewidmet. Auf 20 Rundscheiben sind Szenen seines Lebens dargestellt. Die unteren zwölf Scheiben wurden im 19. Jahrhundert erneuert. Die Scheiben ab der siebten Bildebene zeigen wie Laurentius gefesselt und aus der Stadt gebracht, wie er dem Hohenpriester vorgeführt und wie er gesteinigt wird. Auf den obersten Scheiben wird seine Seele von zwei Engeln in Empfang genommen und Christus präsentiert.

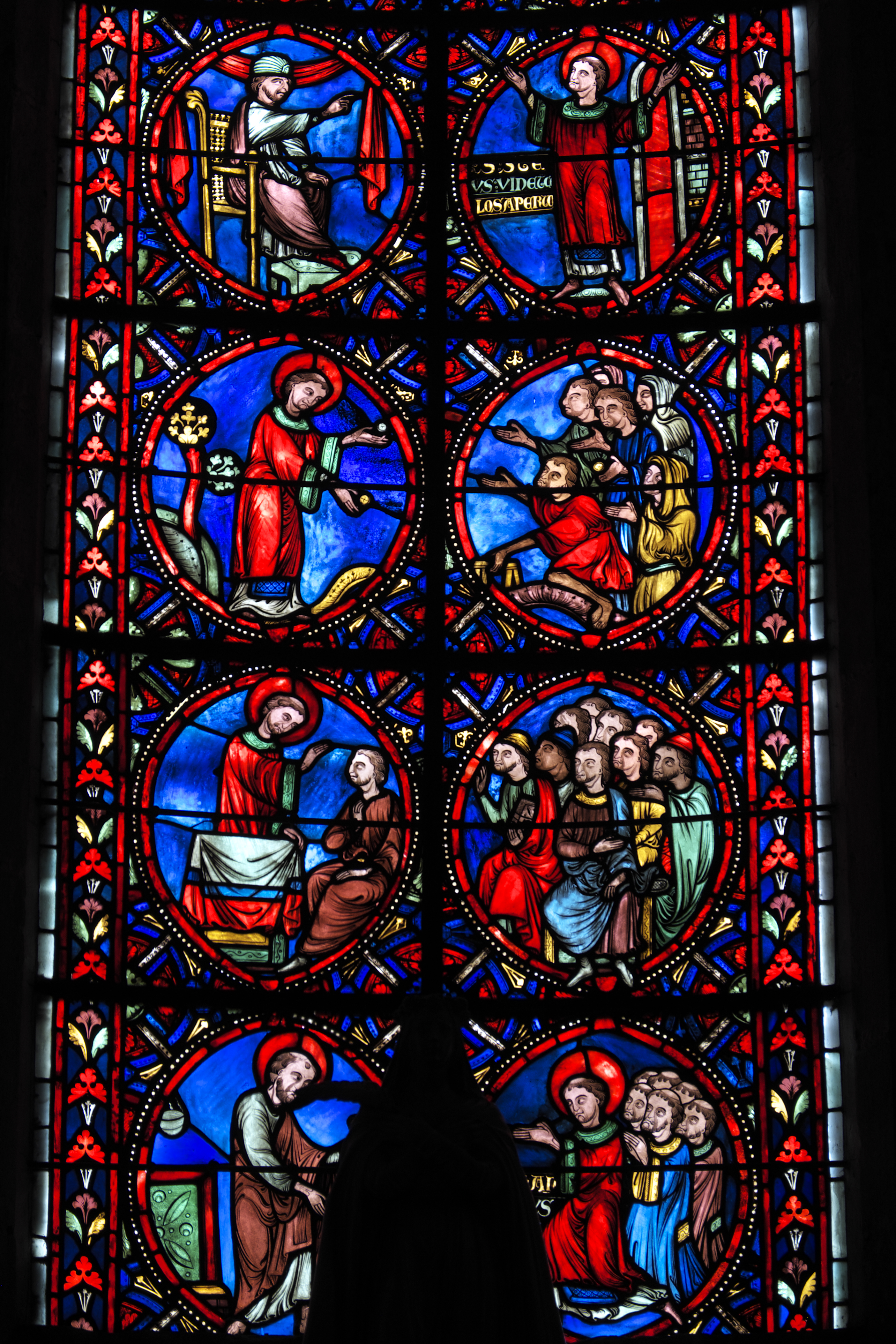
Szenen aus dem Leben des heiligen Stephanus, im 19. Jahrhundert erneuert
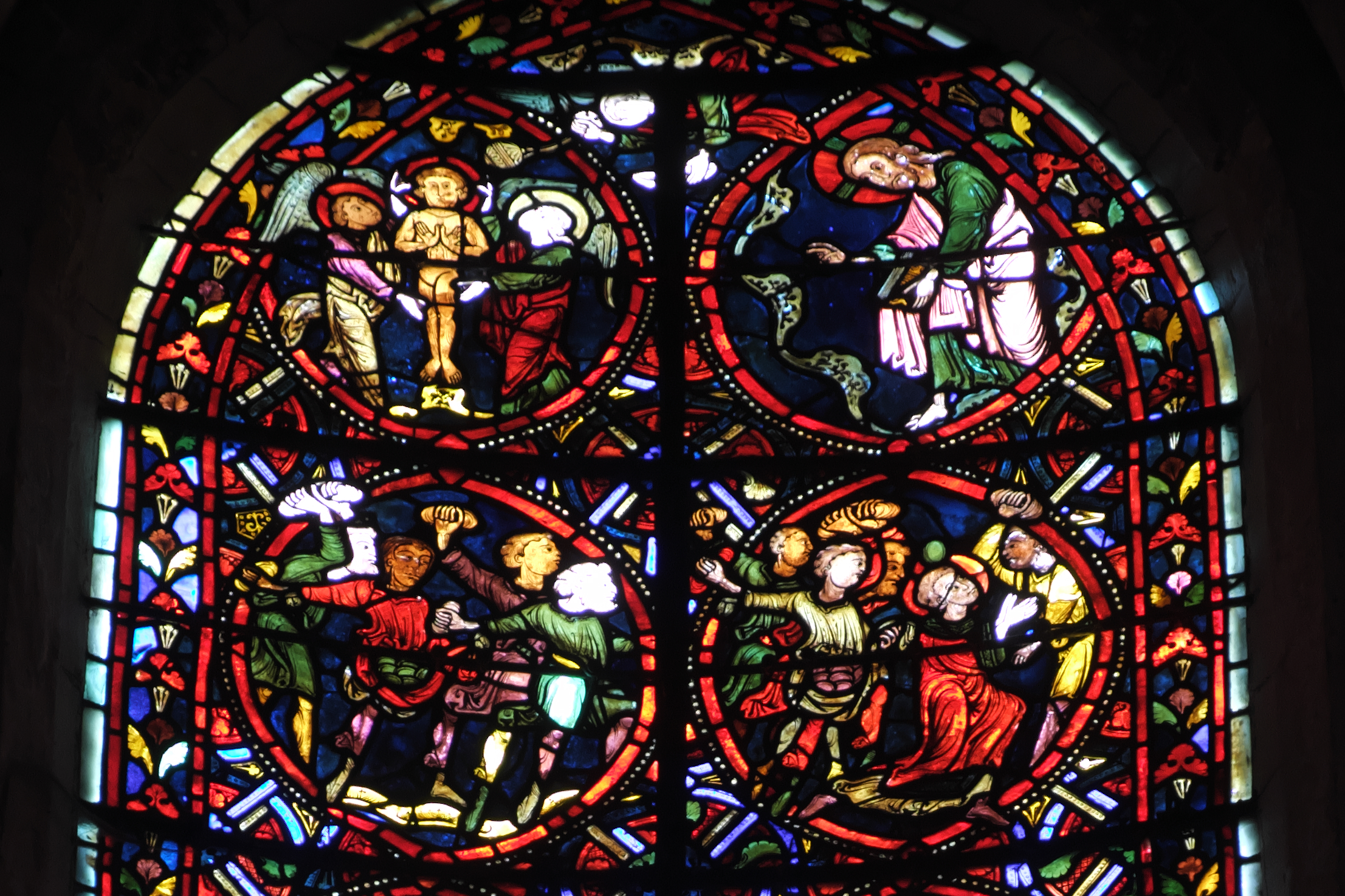
Martyrium des heiligen Stephanus und Aufnahme seiner Seele von zwei Engeln

- Fenster 12

Das Fenster ist dem heiligen Vinzenz gewidmet. Es wird durch große Vierpassscheiben mit jeweils vier Szenen gegliedert. Die unteren sechs Scheiben wurden im 19. Jahrhundert erneuert. Auf den aus dem 13. Jahrhundert erhaltenen Scheiben ist das Martyrium des Heiligen und sein Tod dargestellt. Sein Leichnam wird wilden Tieren dargeboten, von denen er aber verschont wird, schließlich wird er mit einem Mühlstein um den Hals ins Wasser geworfen.

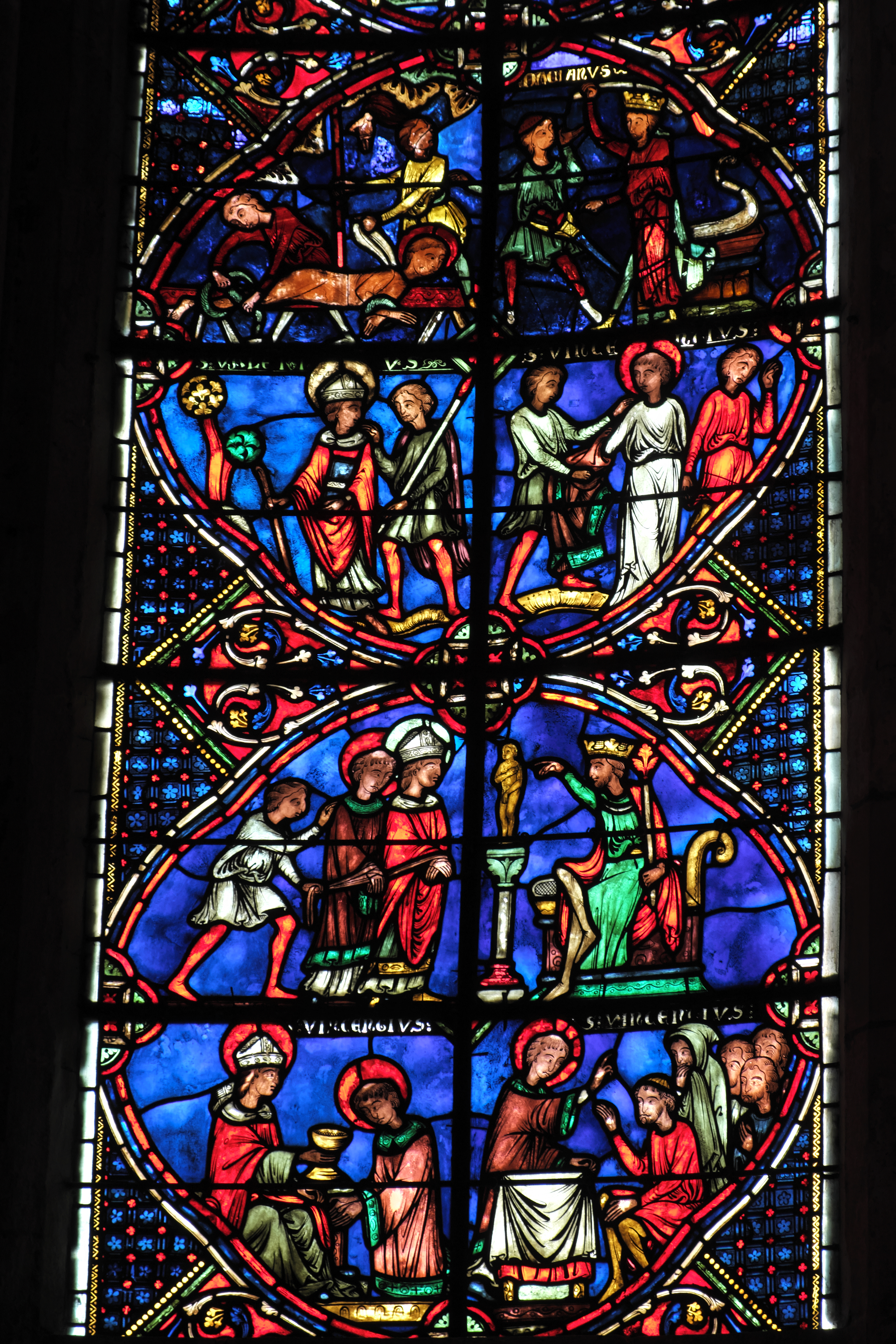
Vinzenz weigert sich, Götzen anzubeten, und wird gefoltert
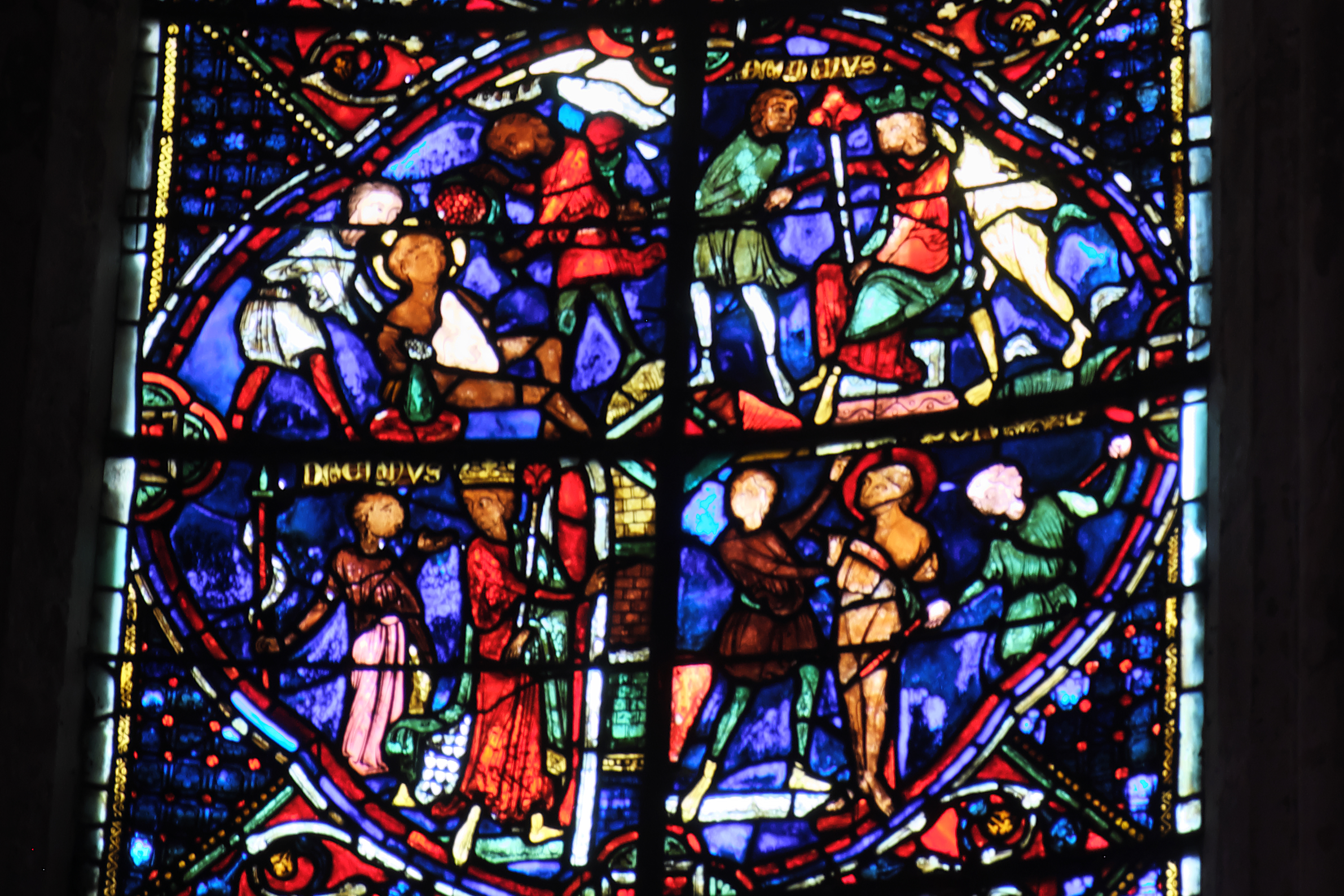
Martyrium des heiligen Vinzenz
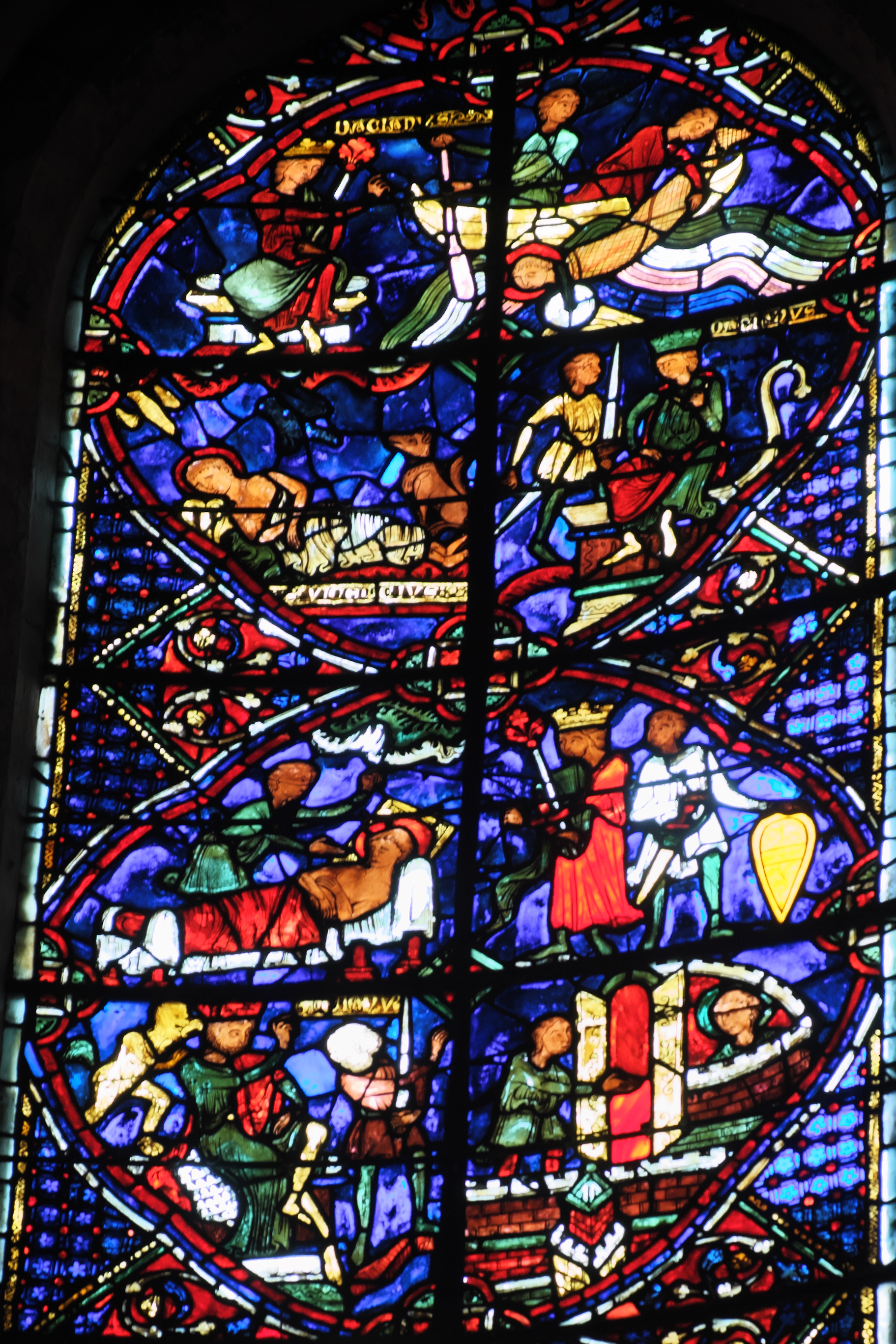
Sein Leichnam wird ins Wasser geworfen

Fenster 14

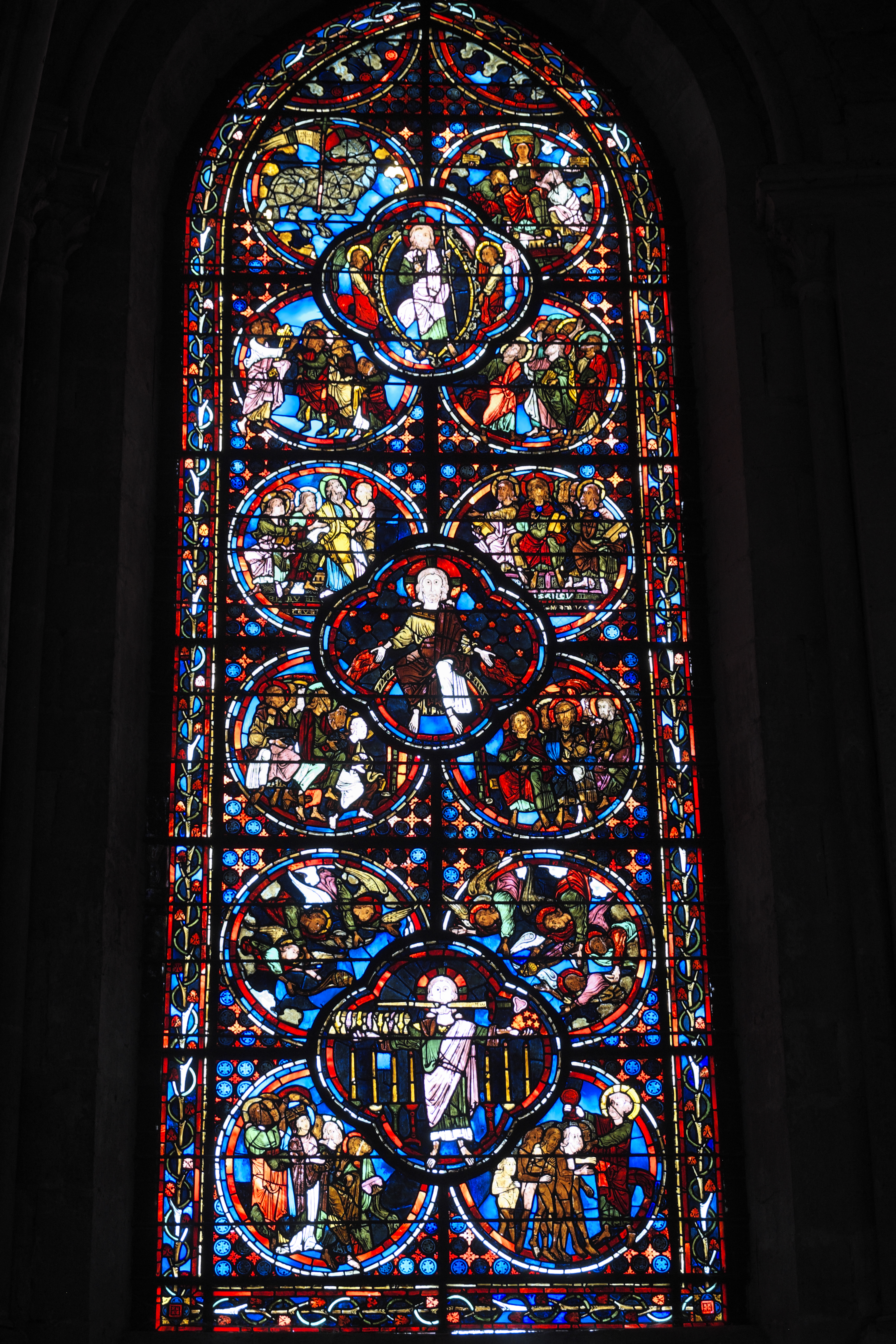
Fenster 14: Fenster der Apokalypse

Die Motive des Fensters sind teilweise der Offenbarung des Johannes entnommen. Auf drei quadratischen Feldern ist jeweils in der Mitte eine Vierpassscheibe angeordnet, die von vier Rundscheiben umgeben ist. Auf allen drei Vierpassscheiben ist Christus dargestellt, auf der unteren Scheibe mit einem Schwert im Mund, umgeben von sieben goldenen Leuchtern, auf der linken Seite das Buch mit sieben Siegeln: „Als ich mich umwandte, sah ich sieben goldene Leuchter und mitten unter den Leuchtern einen gleich einem Menschensohn. (...) In seiner Rechten hielt er sieben Sterne und aus seinem Mund kam ein scharfes, zweischneidiges Schwert.“ (Offb 1,12-16 ) Die mittlere Vierpassscheibe stellt den thronenden Christus dar, der seine Wundmale zeigt und von dessen Händen Flammen ausgehen. Auf der oberen Vierpassscheibe ist der auferstandene Christus dargestellt, von einer Mandorla umgeben, die von zwei Engeln gehalten wird.
Auf den vier kleinen unteren Rundscheiben ist unten links Maria von Aposteln umgeben, unten rechts tauft der Apostel Paulus eine Gruppe von unbekleideten Personen, auf den beiden oberen Scheiben sieht man Engel mit Weihrauchfässern. Die vier kleinen Rundscheiben des mittleren quadratischen Feldes stellen die Apostel dar. Auf den Rundscheiben des oberen Quadrates sieht man unten links den Apostel Petrus, der vor einer Gruppe von Personen predigt, unten rechts Apostel, die wie bei der Himmelfahrt Jesu nach oben schauen, oben links das Lamm Gottes und oben rechts die ecclesia lactans (stillende Kirche), an deren Brüsten Moses, der Vertreter des Gesetzes, und der Apostel Paulus, der Vertreter der Gnade, saugen.

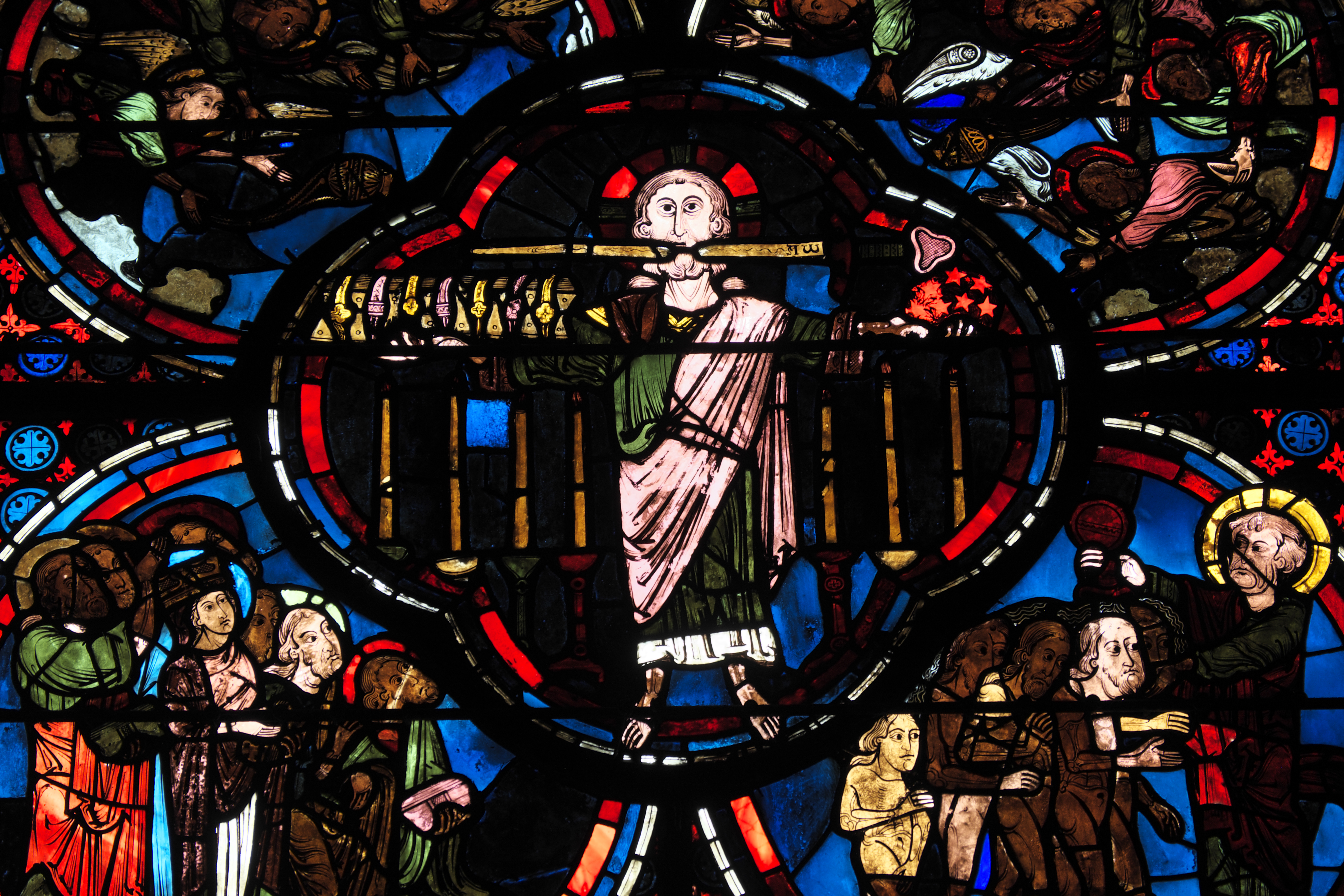
Christus mit einem Schwert im Mund, umgeben von sieben Leuchtern
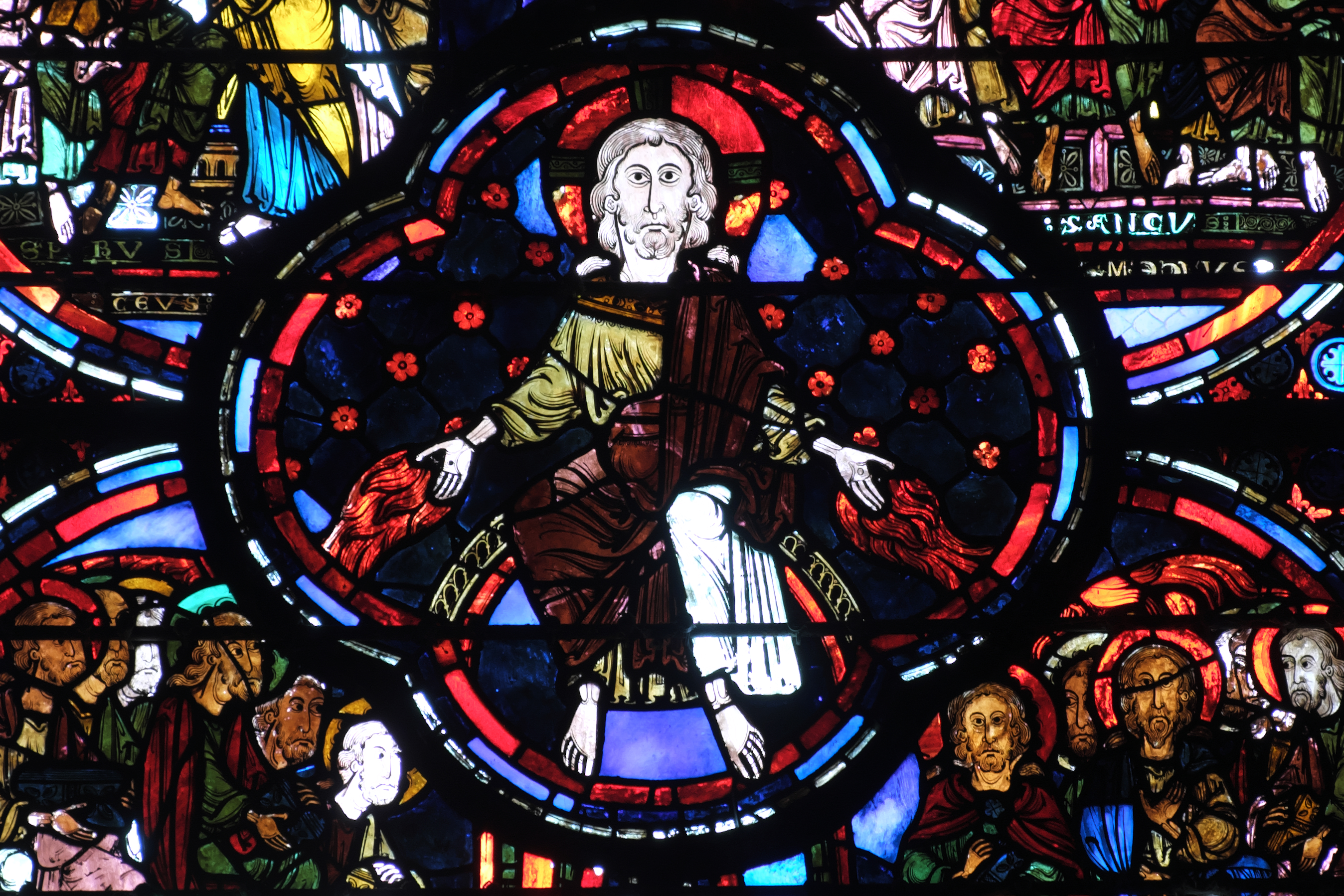
Thronender Christus
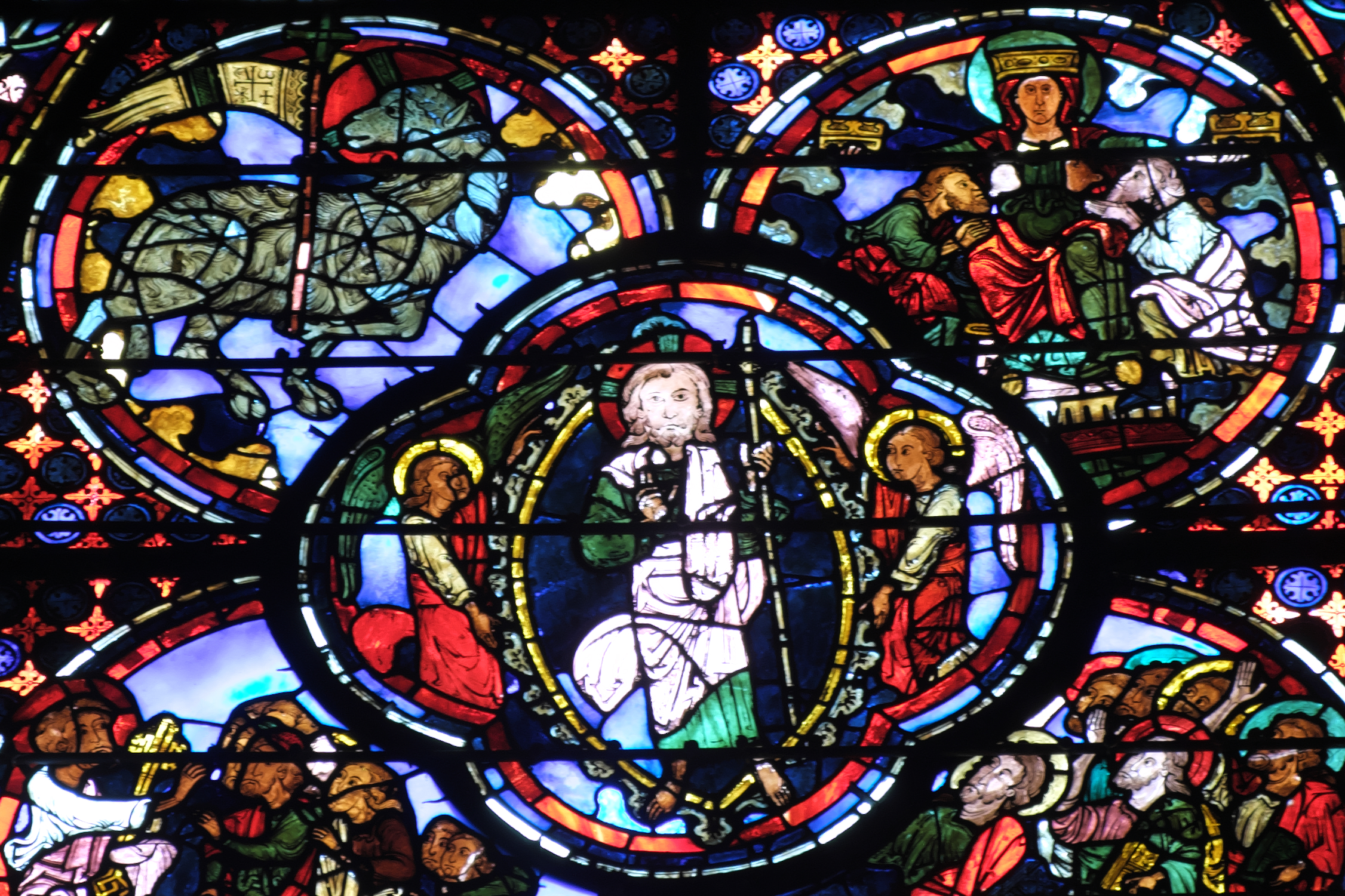
Christus in der Mandorla, Lamm Gottes (links), Ecclesia lactans (links)

Fenster 16

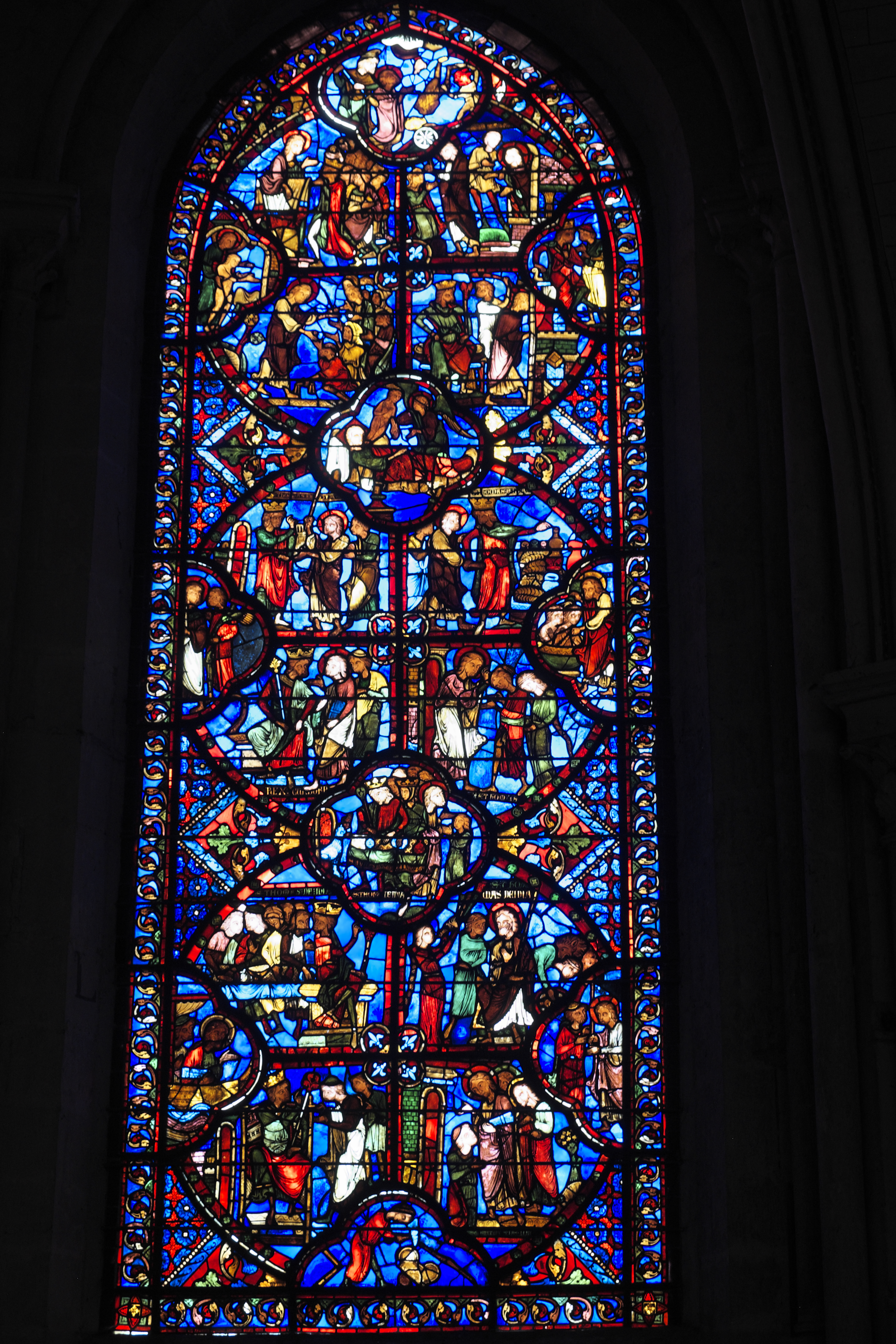
Fenster 16: Leben des Apostels Thomas

Das Fenster ist in Rund- und Vierpassscheiben gegliedert, auf denen die Geschichte des Apostels Thomas dargestellt ist. Die Szenen erinnern an seine in den apokryphen Schriften erwähnten Wunder am Hofe des indo-parthischen Königs Gondophares, seine Missionstätigkeit in Indien, seine Predigten und Taufen sowie sein Martyrium. Die kleine Szene unten in der Mitte stellt einen Steinmetz bei der Arbeit dar und weist die Zunft der Steinmetze als Stifter des Fensters aus.

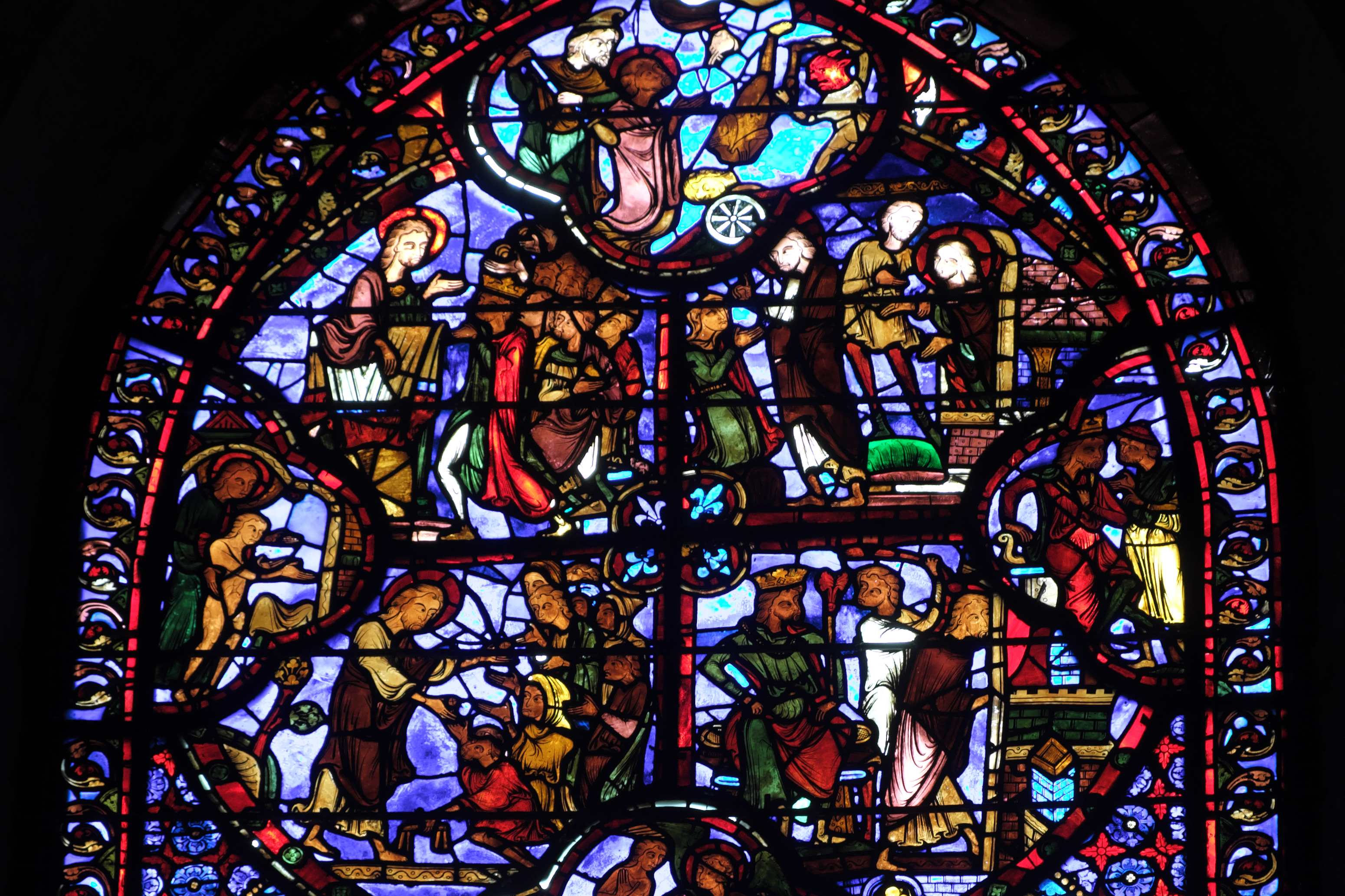
Leben und Wirken des Apostels Thomas
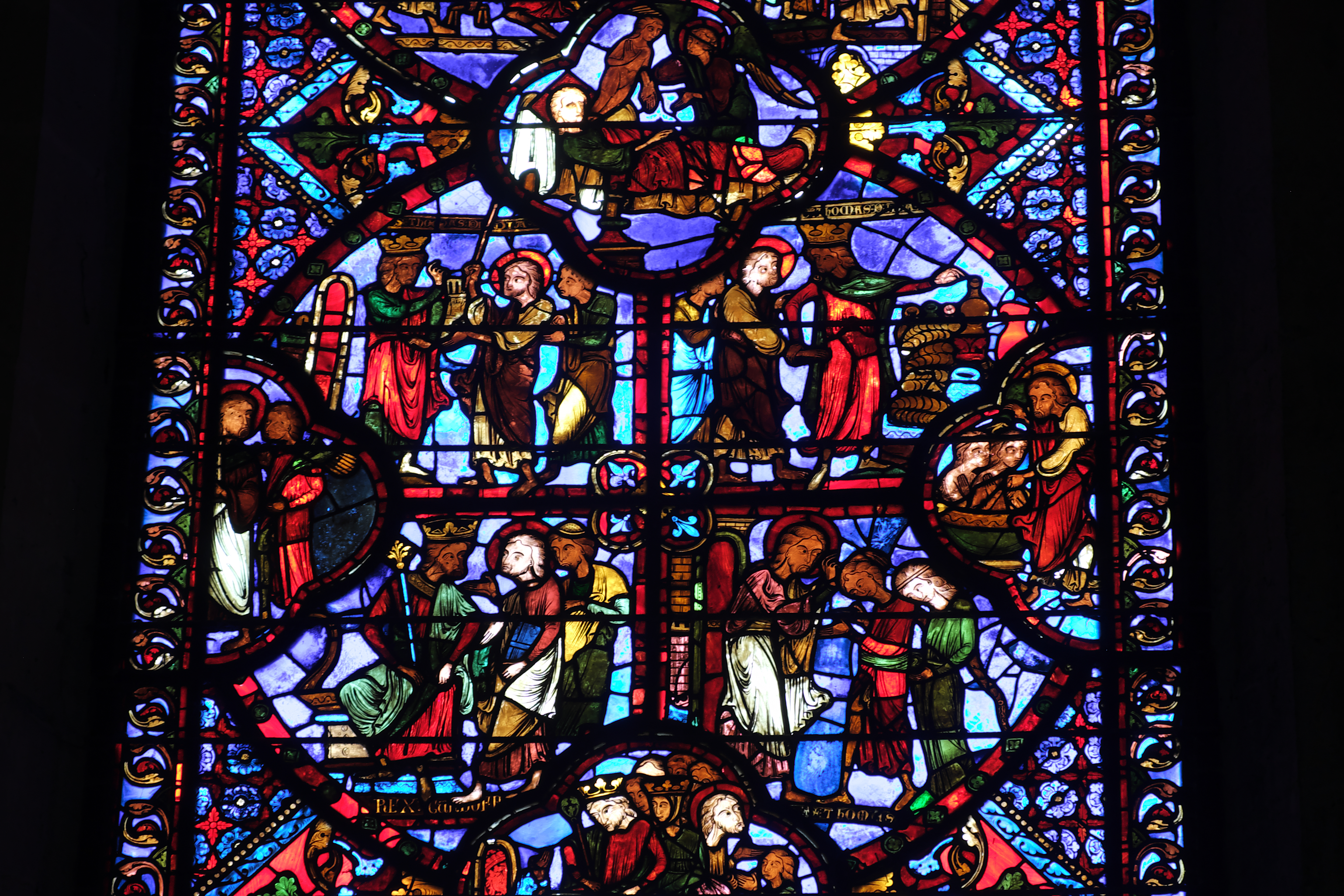
Leben und Wirken des Apostels Thomas
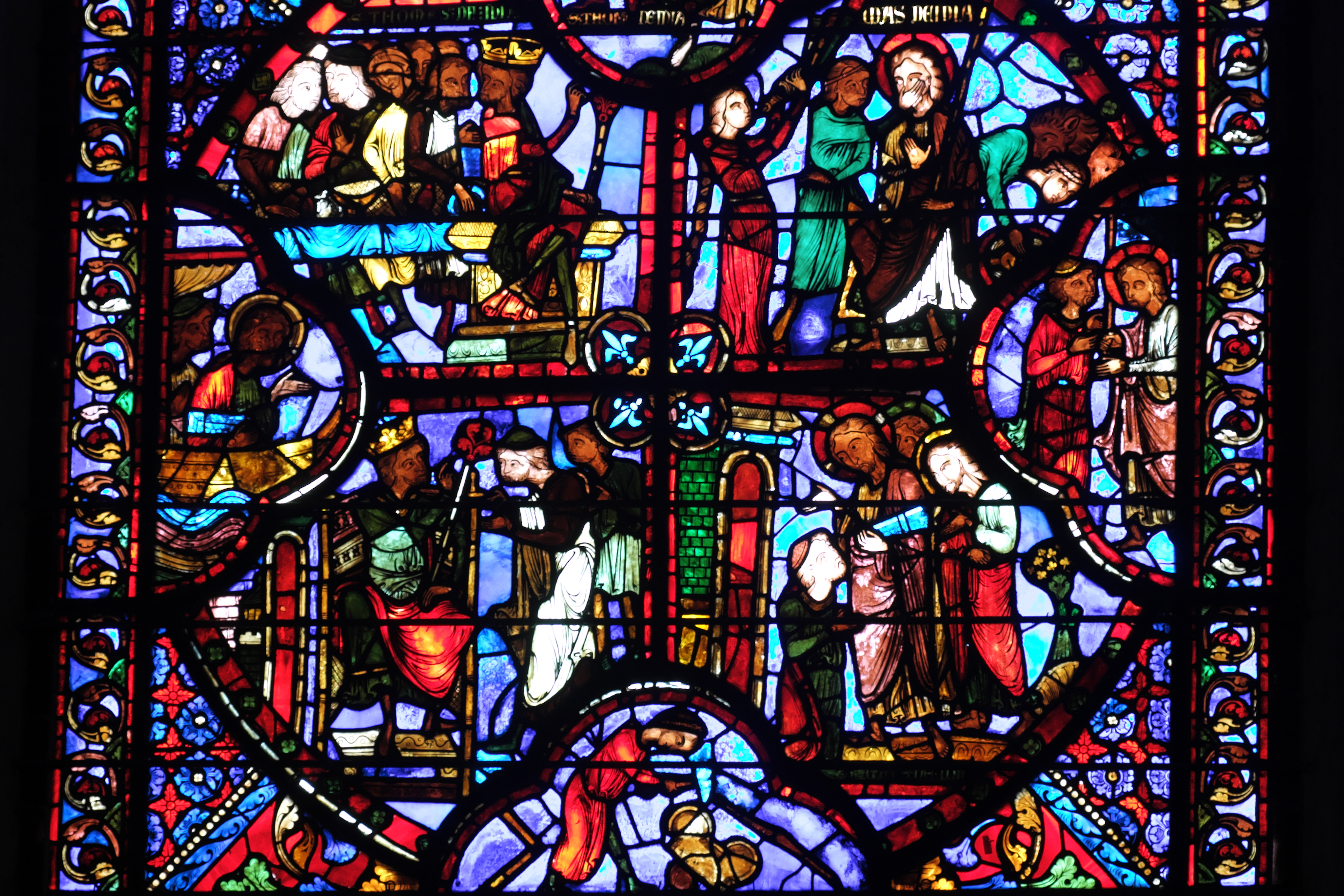
Leben und Wirken des Apostels Thomas, unten Steinmetz

Fenster in der Kapelle Notre-Dame-des-Blancs-Manteaux (Fenster 18, 20, 22)
- Fenster 18

Auf dem Fenster sind Szenen aus dem Leben des Apostels Jakobus des Älteren, seine Predigt, seine Wunder und sein Märtyrertod durch Enthauptung mit dem Schwert dargestellt. Auf dem Fenster sind fünf große Achtpassscheiben angeordnet, die jeweils in vier Felder unterteilt sind. Die untere rechte Scheibe und alle Scheiben der linken Seite wurden im 19. Jahrhundert erneuert.

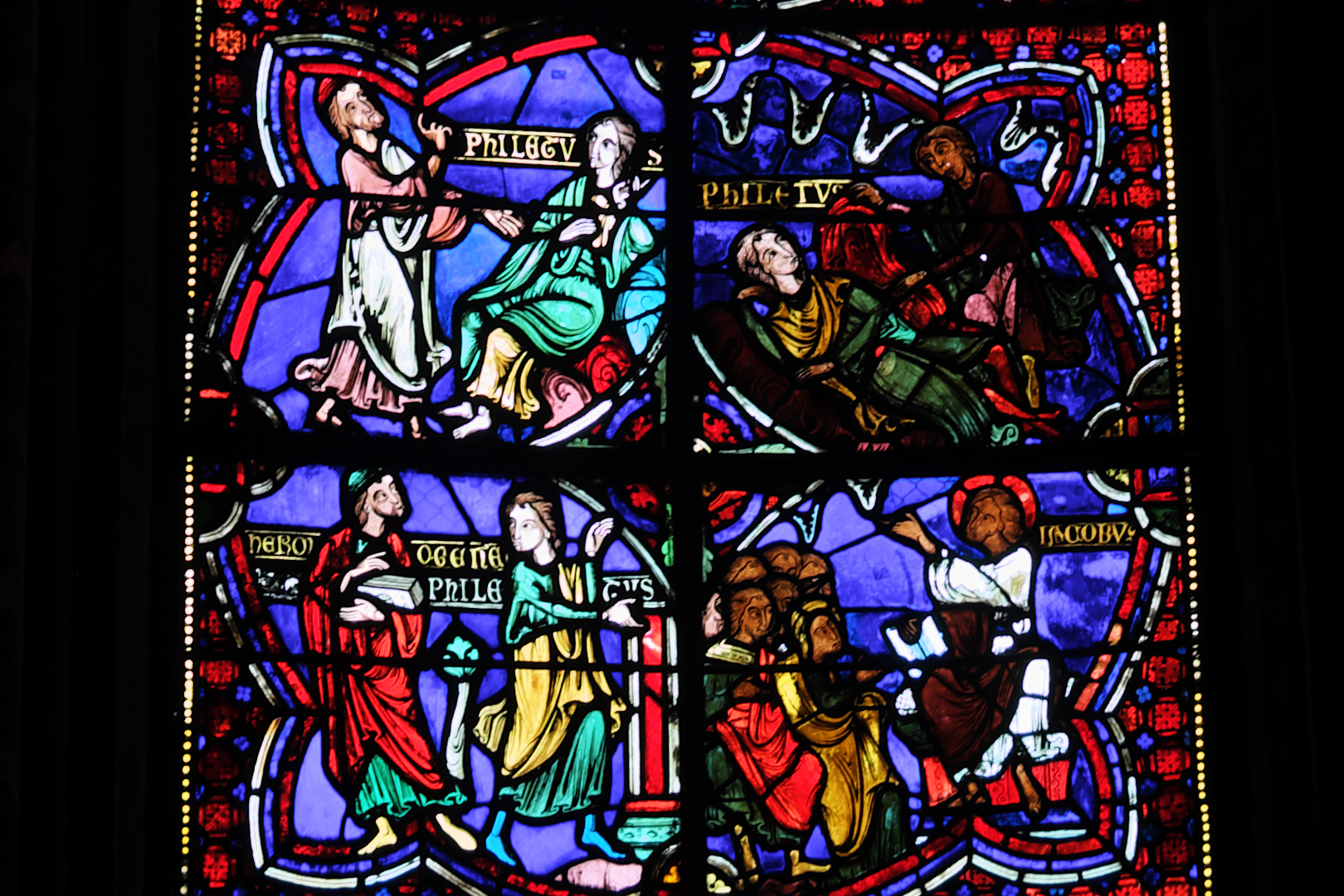
Predigt des Apostels Jakobus
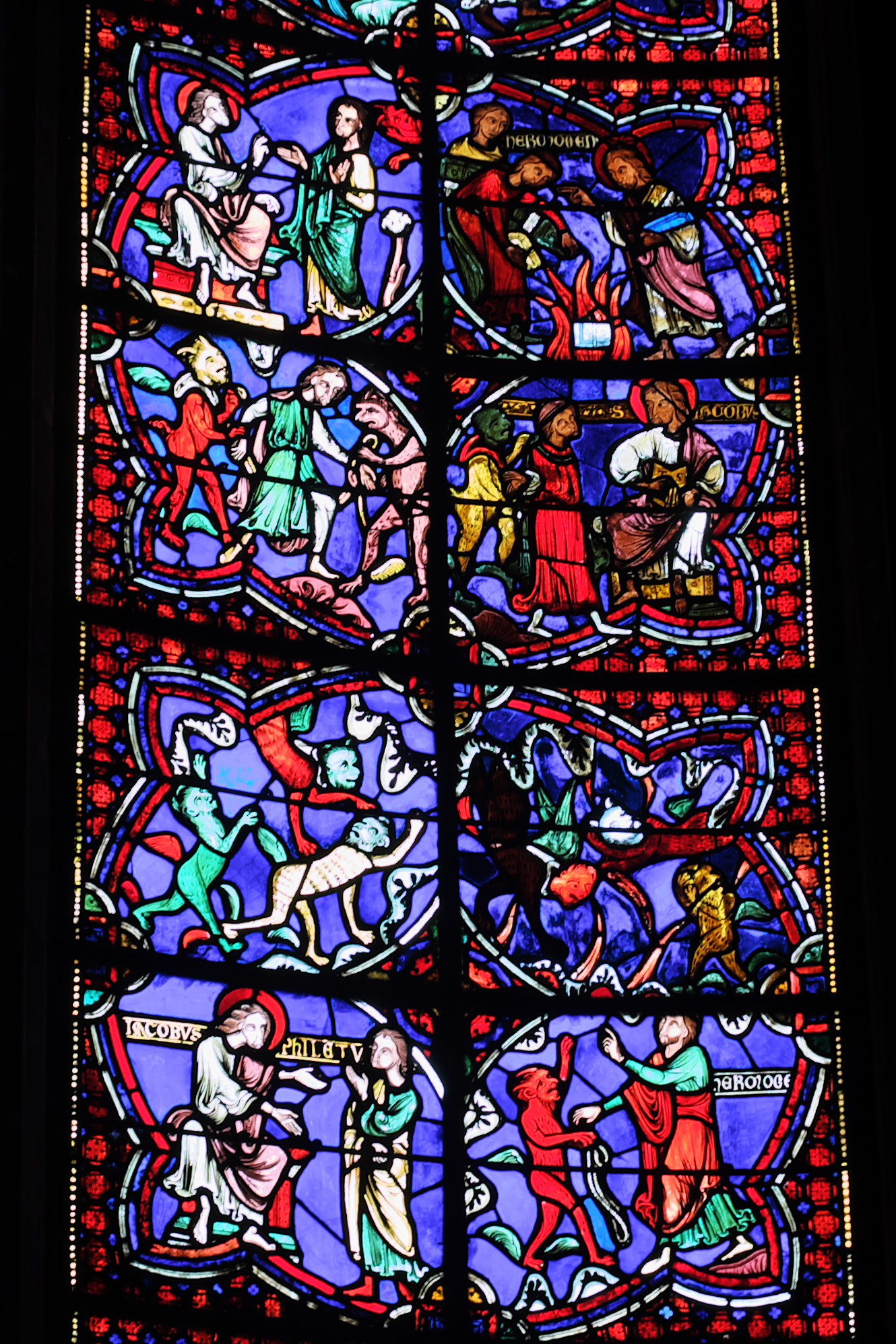
Wunder des Apostels Jakobus
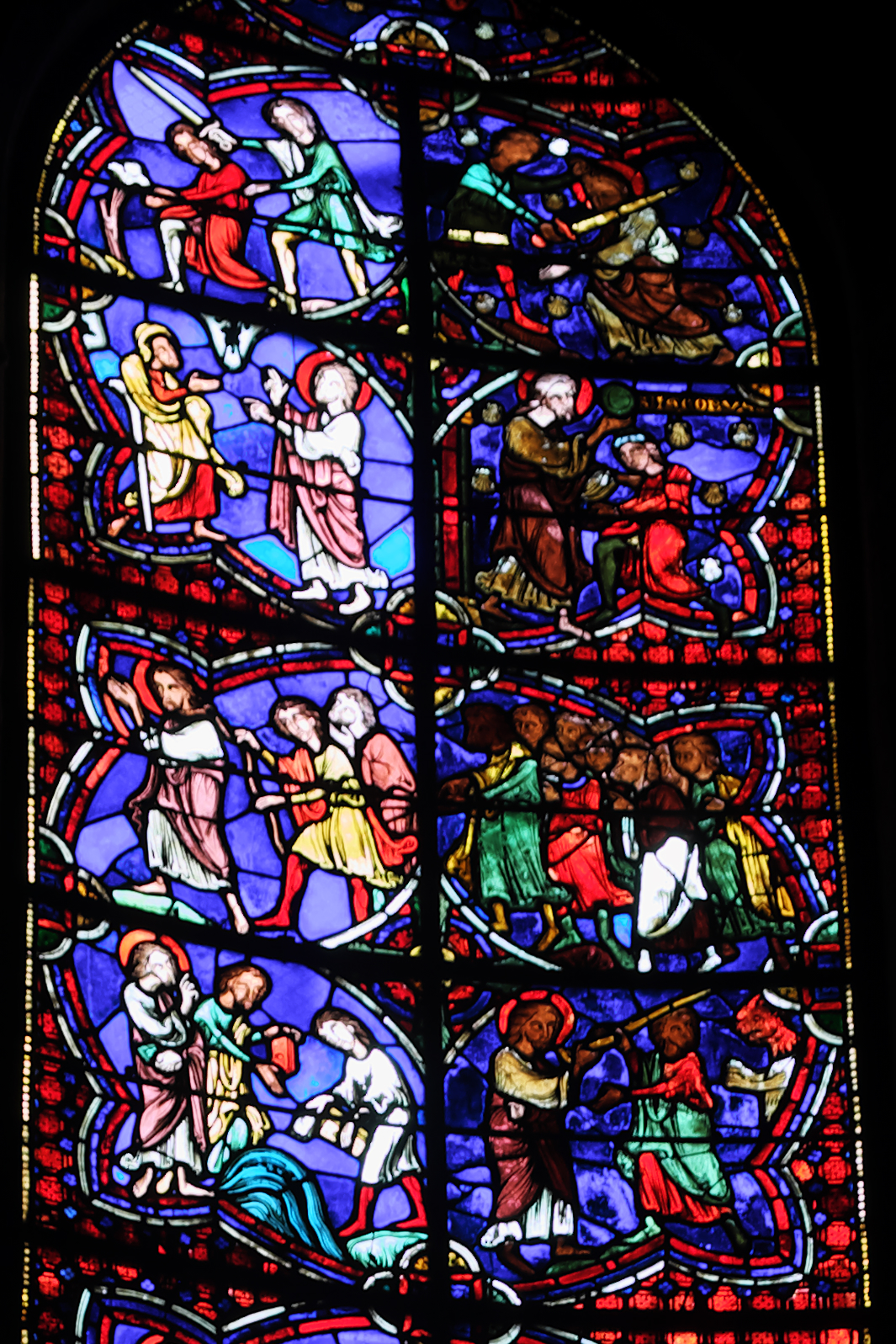
Enthauptung des Apostels Jakobus

- Fenster 20

Auf dem Fenster werden Szenen aus der Legende Johannes des Täufers geschildert. Die Scheiben der unteren sieben Ebenen wurden im 19. Jahrhundert erneuert. Auf diesen Scheiben sind seine Eltern, Elisabeth und Zacharias, und seine Geburt dargestellt, darüber seine Predigten und die Taufe Jesu im Jordan. Auf den Scheiben der oberen drei Ebenen sind das Festmahl bei Herodes, der Tanz Salomes, die Enthauptung des Heiligen und die Übergabe seines abgeschlagenen Hauptes an Salome zu sehen. Auf der obersten linken Scheibe präsentiert Salome sein Haupt ihrer Mutter Herodias, auf der rechten Scheibe bergen zwei Engel seine Seele in einem Tuch.

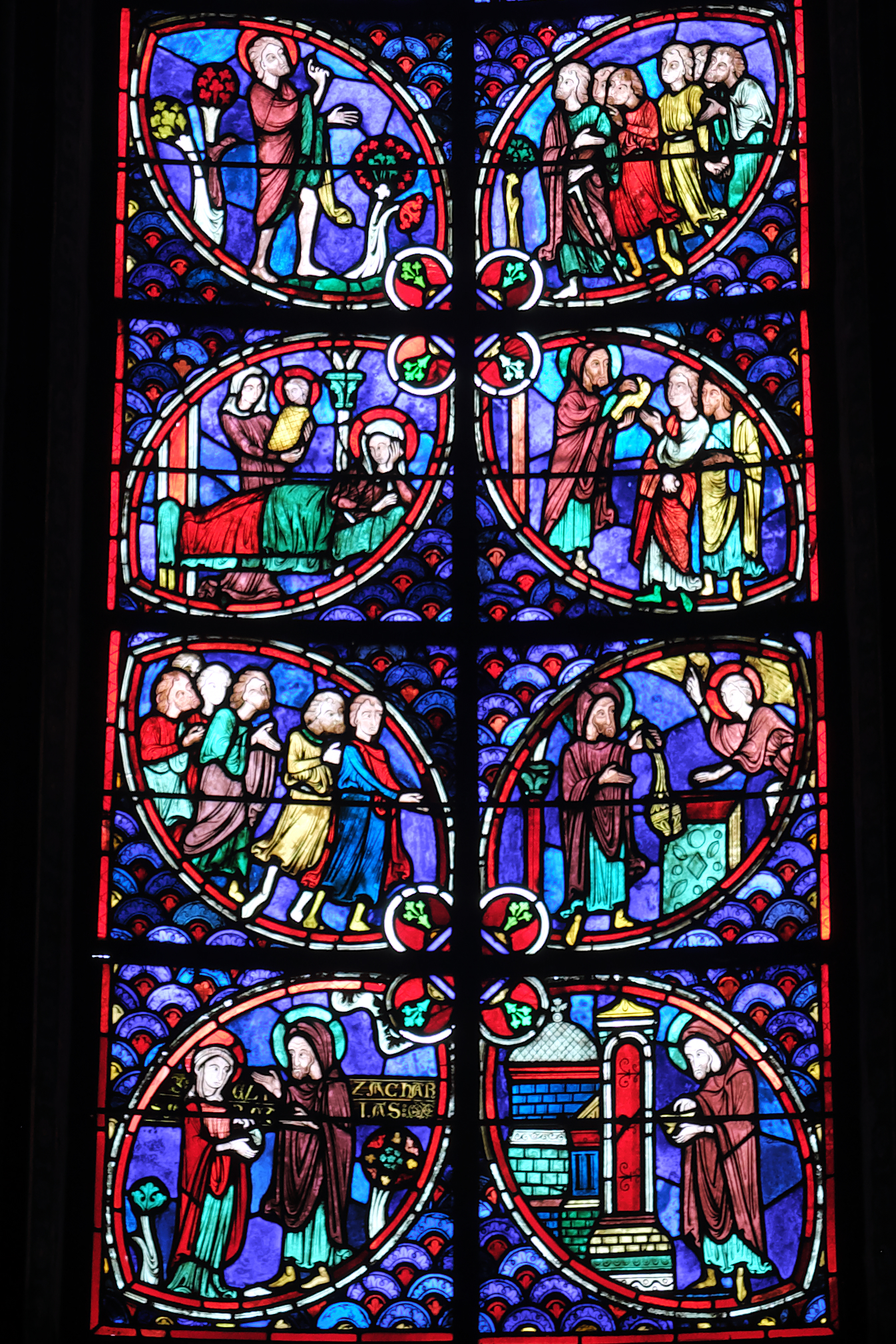
Szenen aus der Legende von Johannes dem Täufer
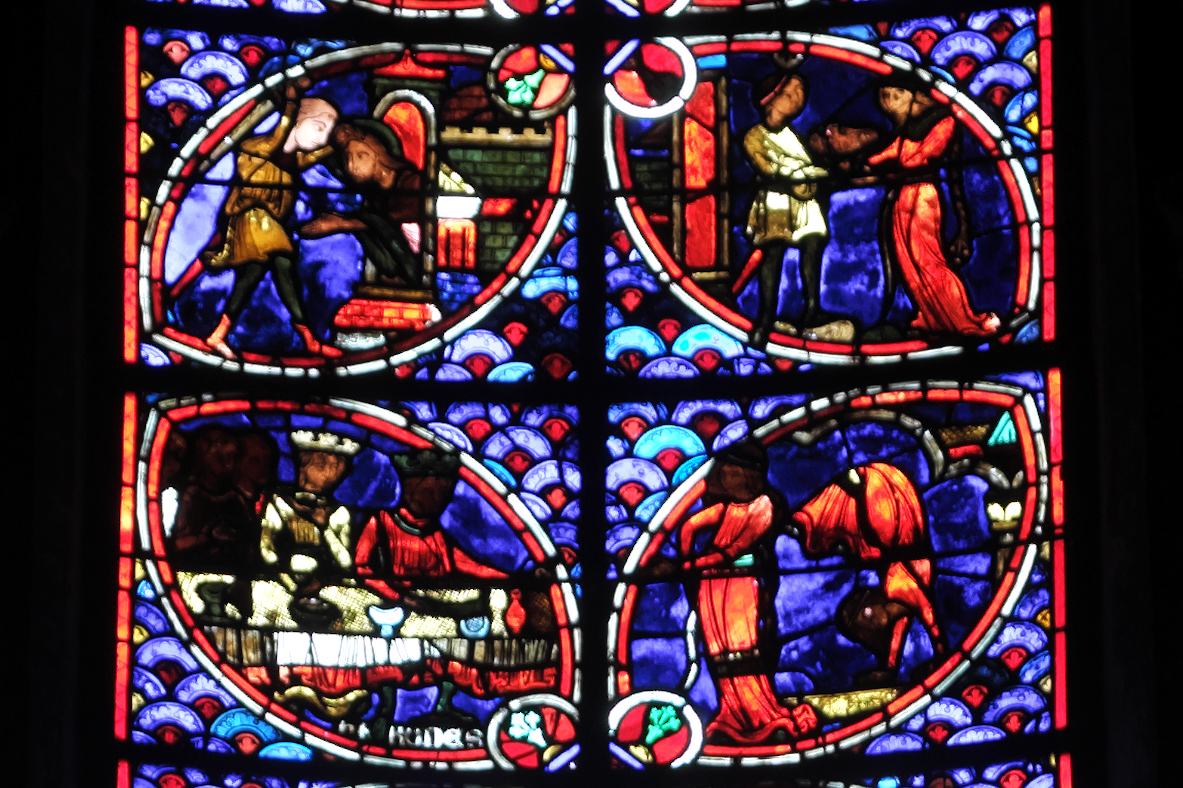
Festmahl und Tanz der Salome, Enthauptung Johannes des Täufers
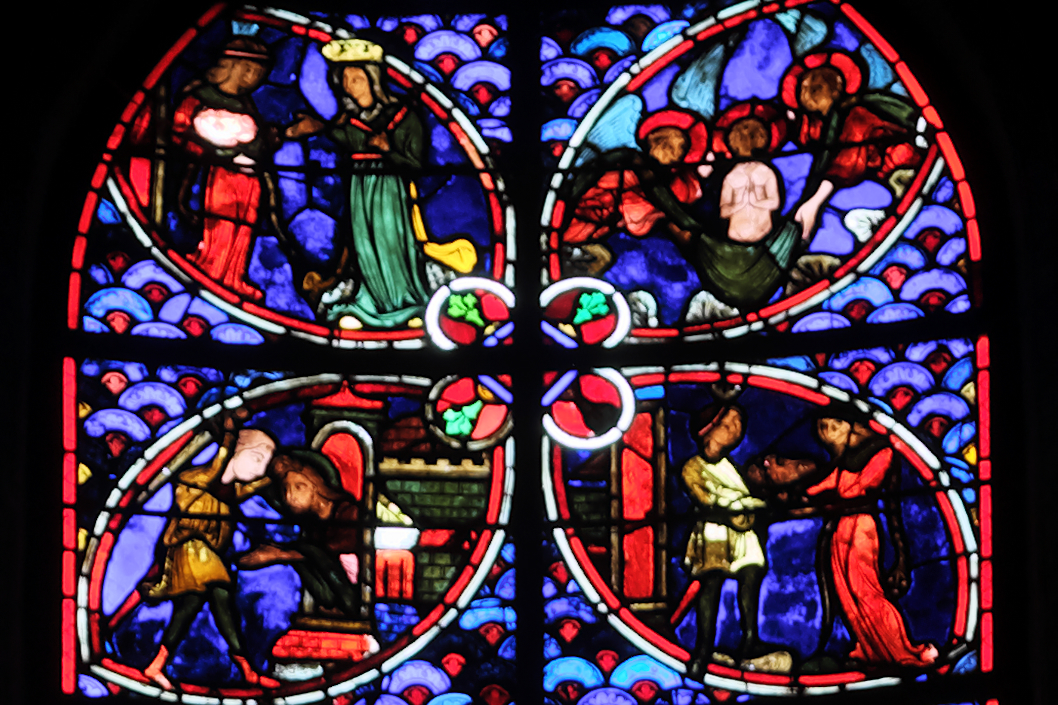
Salome präsentiert Herodias das abgeschlagene Haupt Johannes des Täufers

- Fenster 22

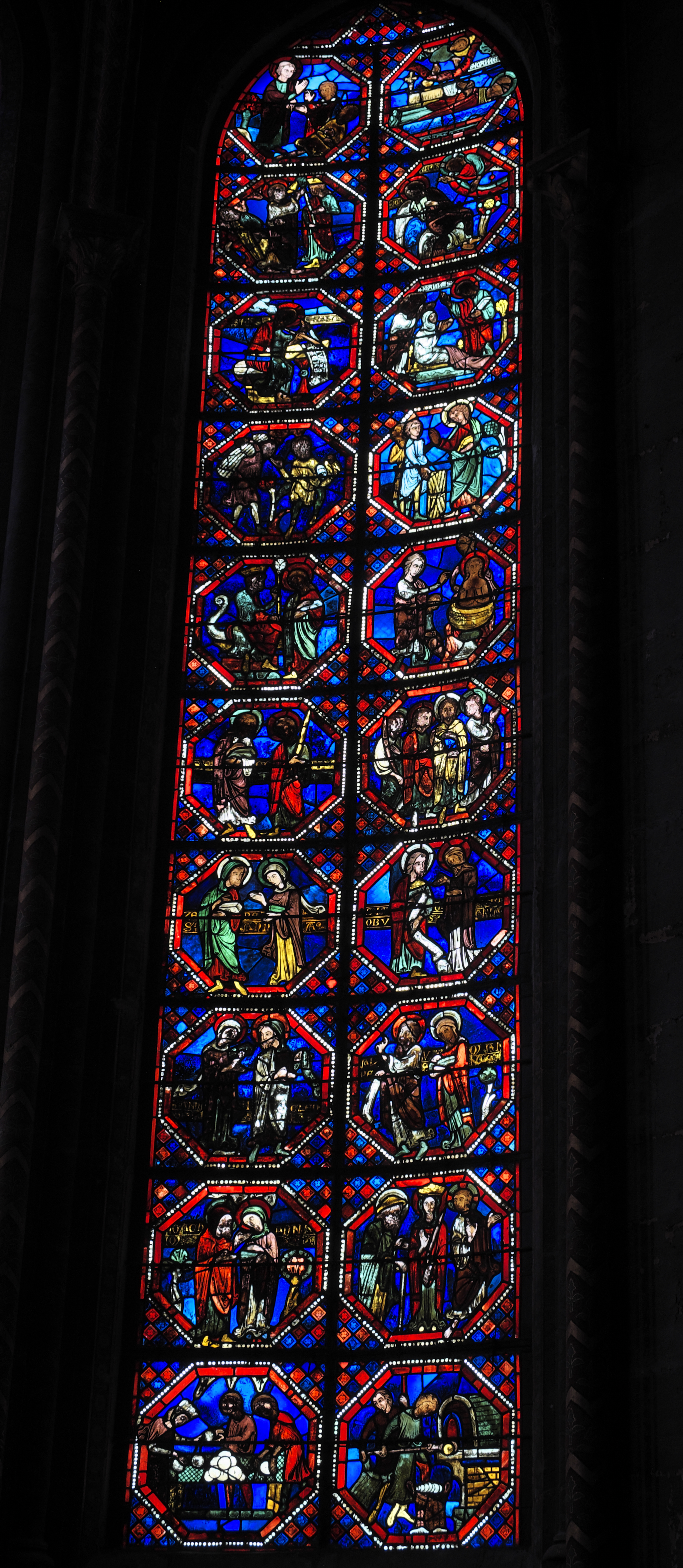
Fenster 22: Fenster Johannes des Evangelisten

Das Fenster schildert, in zwanzig Achteckscheiben gegliedert, Szenen aus dem Leben des Evangelisten Johannes. Auf den unteren Scheiben ist der Stammbaum Jesu dargestellt, auf den oberen Scheiben das Wirken des Evangelisten nach der Himmelfahrt Jesu bis zu seinem Tod. Auf den beiden unteren Scheiben sieht man Bäcker, die rechts in einem Backofen Brote backen, links liegen die Brote auf einem Tisch zum Verkauf. Das Fenster wurde von der Zunft der Bäcker gestiftet.

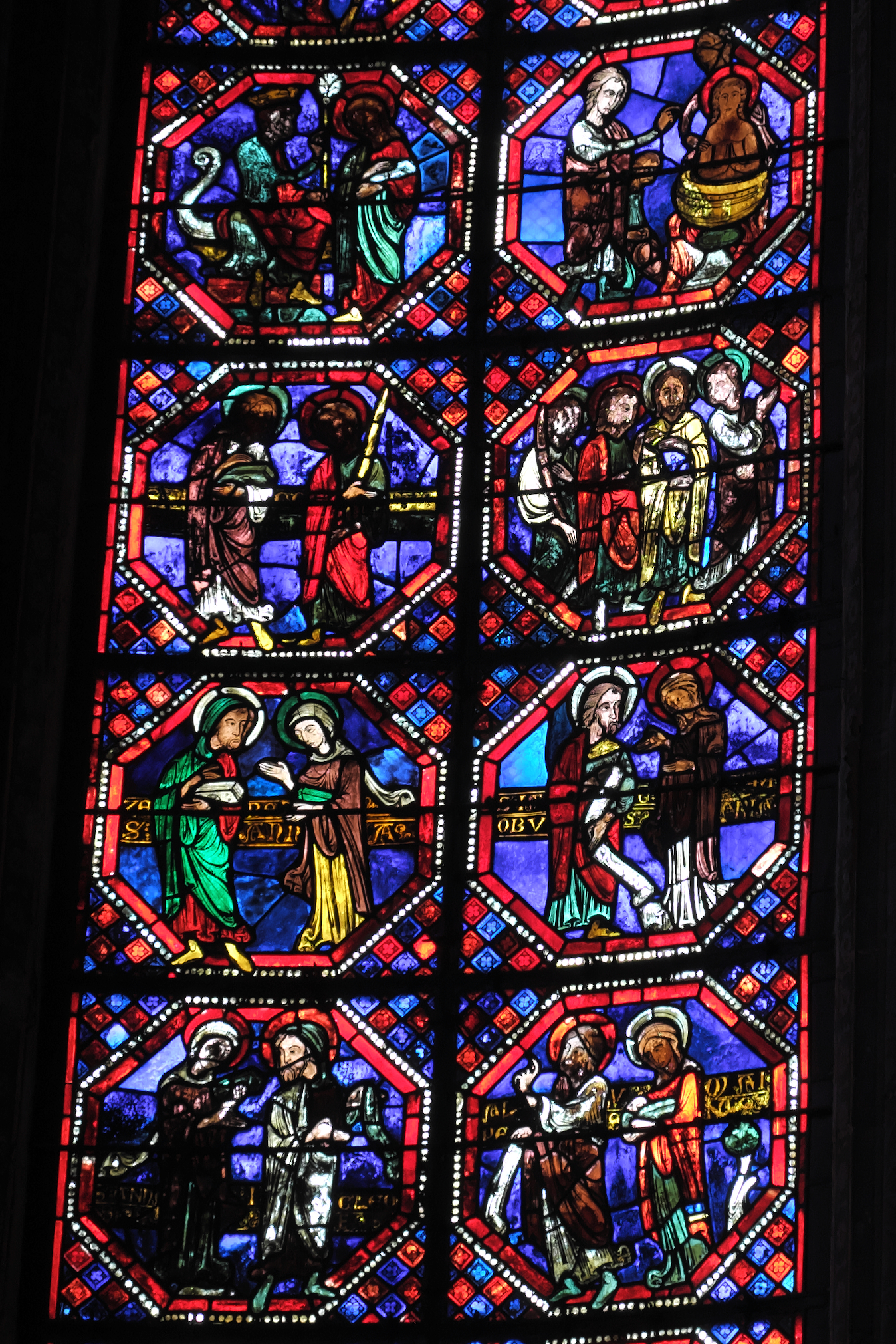
Martyrium des Evangelisten Johannes
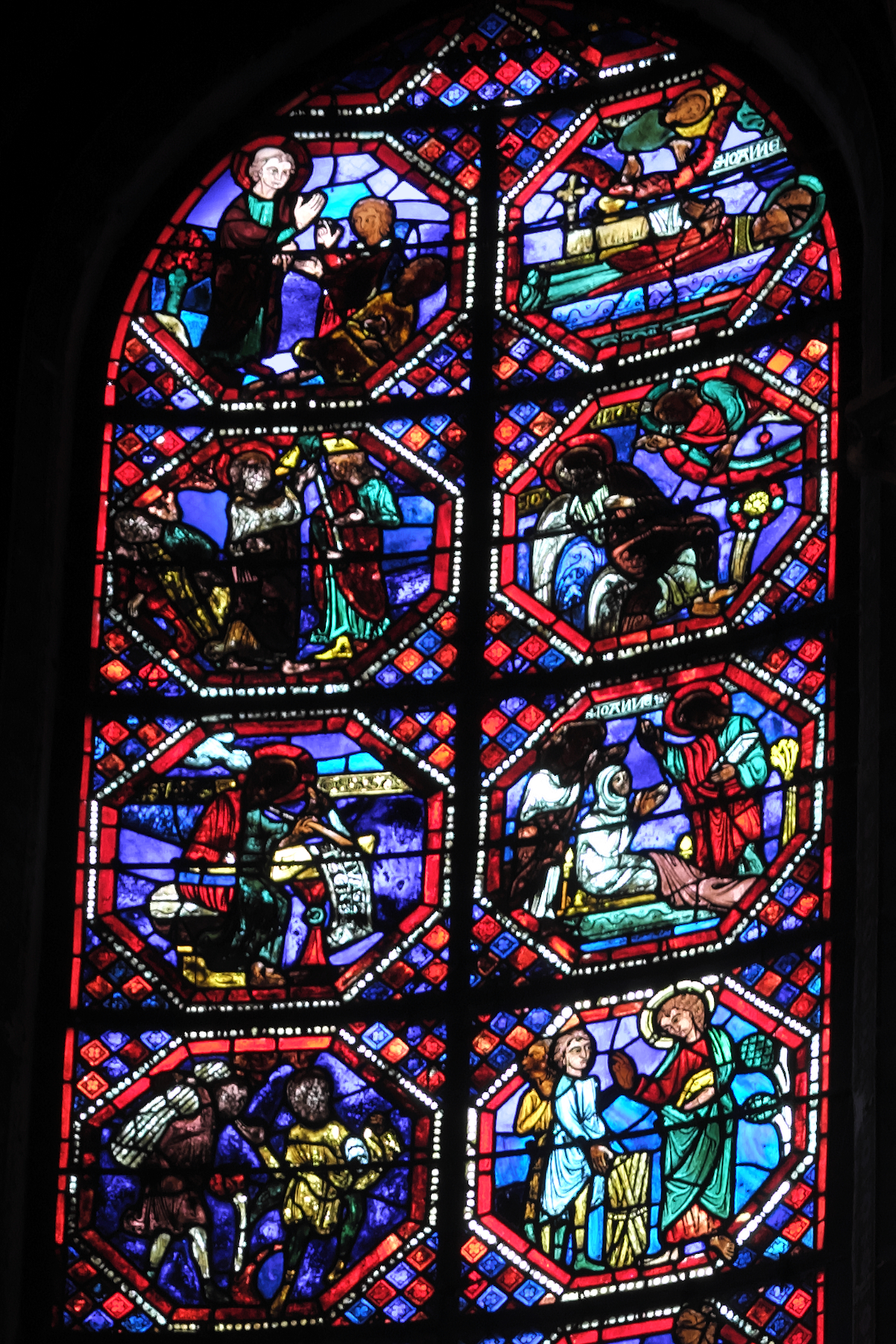
Tod des Evangelisten Johannes
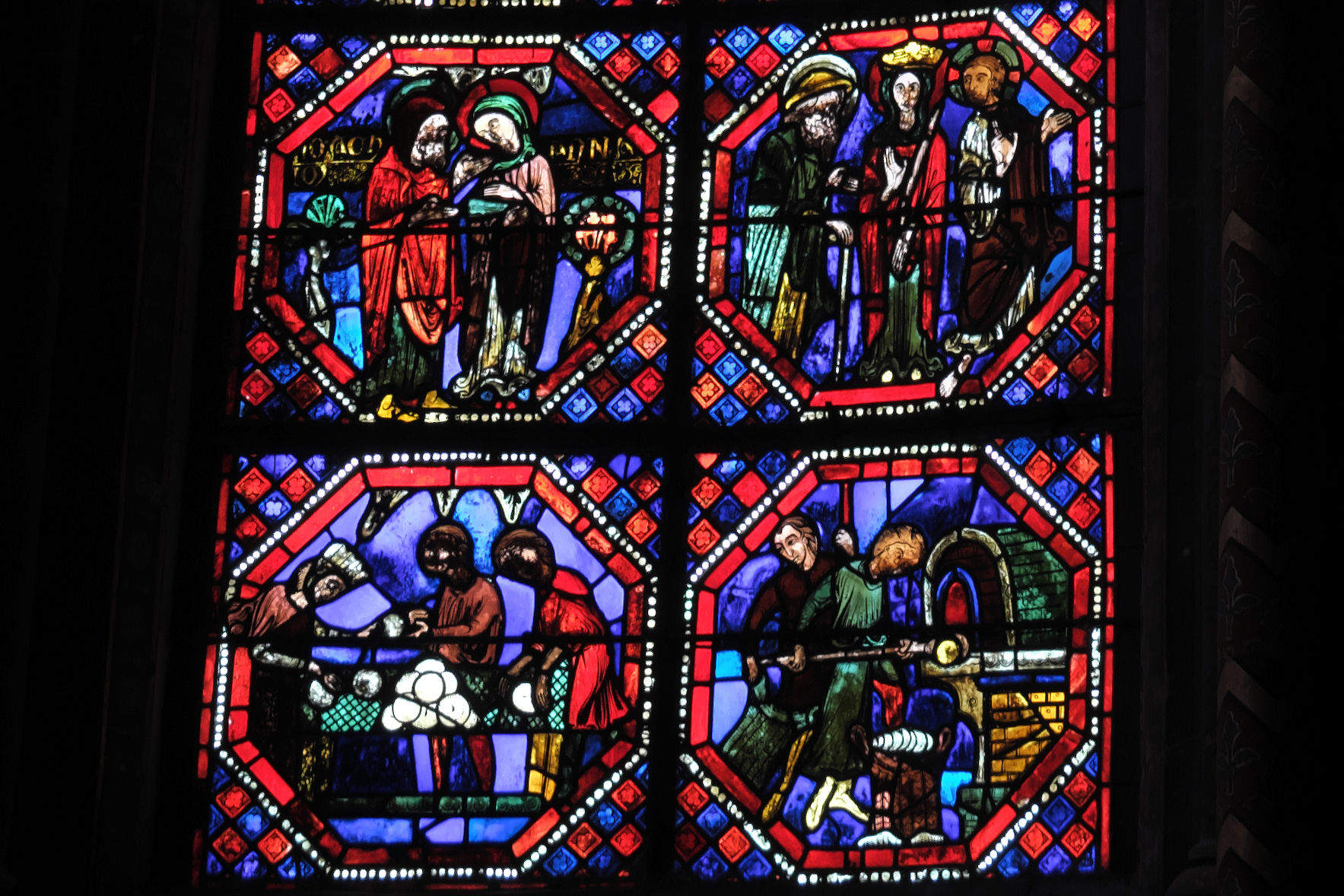
Bäcker

Fenster 24
Auf dem Fenster werden Szenen der biblischen Josefsgeschichte geschildert. Das Fenster ist in Kreise, Halbkreise und auf die Spitze gestellte Quadrate gegliedert. Im unteren Quadrat mit der Inschrift „JOSEPH SOMIDIAT“ (Joseph träumt) ist Josefs schlafend dargestellt, links mit seinem Vater Jakob, rechts sieht man seine Brüder. In weiteren Szenen erhält Josef als Lieblingssohn seines Vaters von diesem ein besonders wertvolles Kleidungsstück zum Geschenk, mit diesem Gewand wird er von seinen Brüdern in einen Brunnen geworfen. Die oberen Scheiben schildern den Traum des Potifar, Josefs Aufstieg in Ägypten und das Wiedersehen mit seinen Brüdern. Die unteren Scheiben mit der Darstellung von Zimmerleuten, Küfern und Wagnern weisen deren Zünfte als Stifter des Fensters aus.

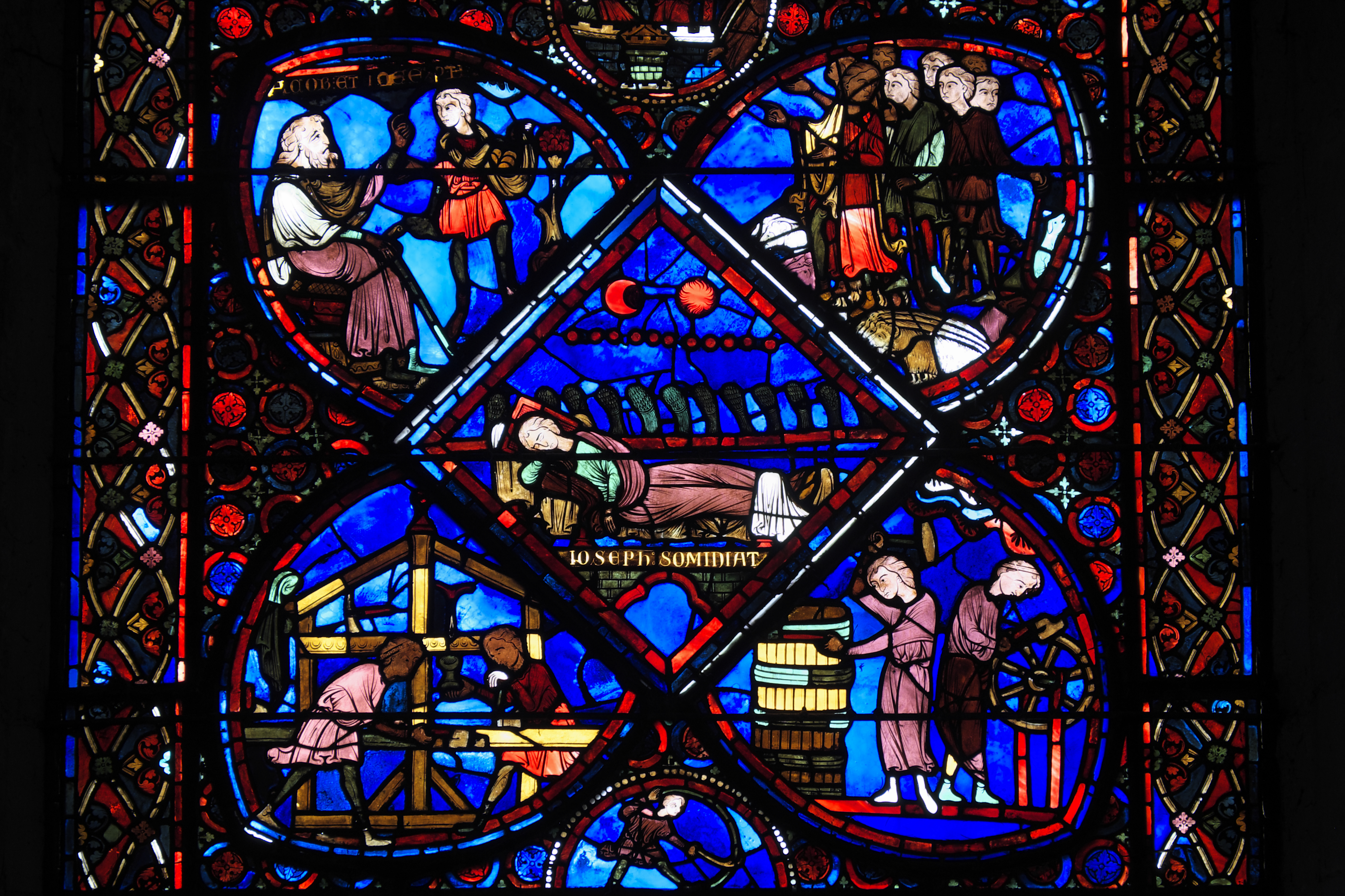
Traum Josefs, Zimmerleute, Küfer, Wagner (unten)
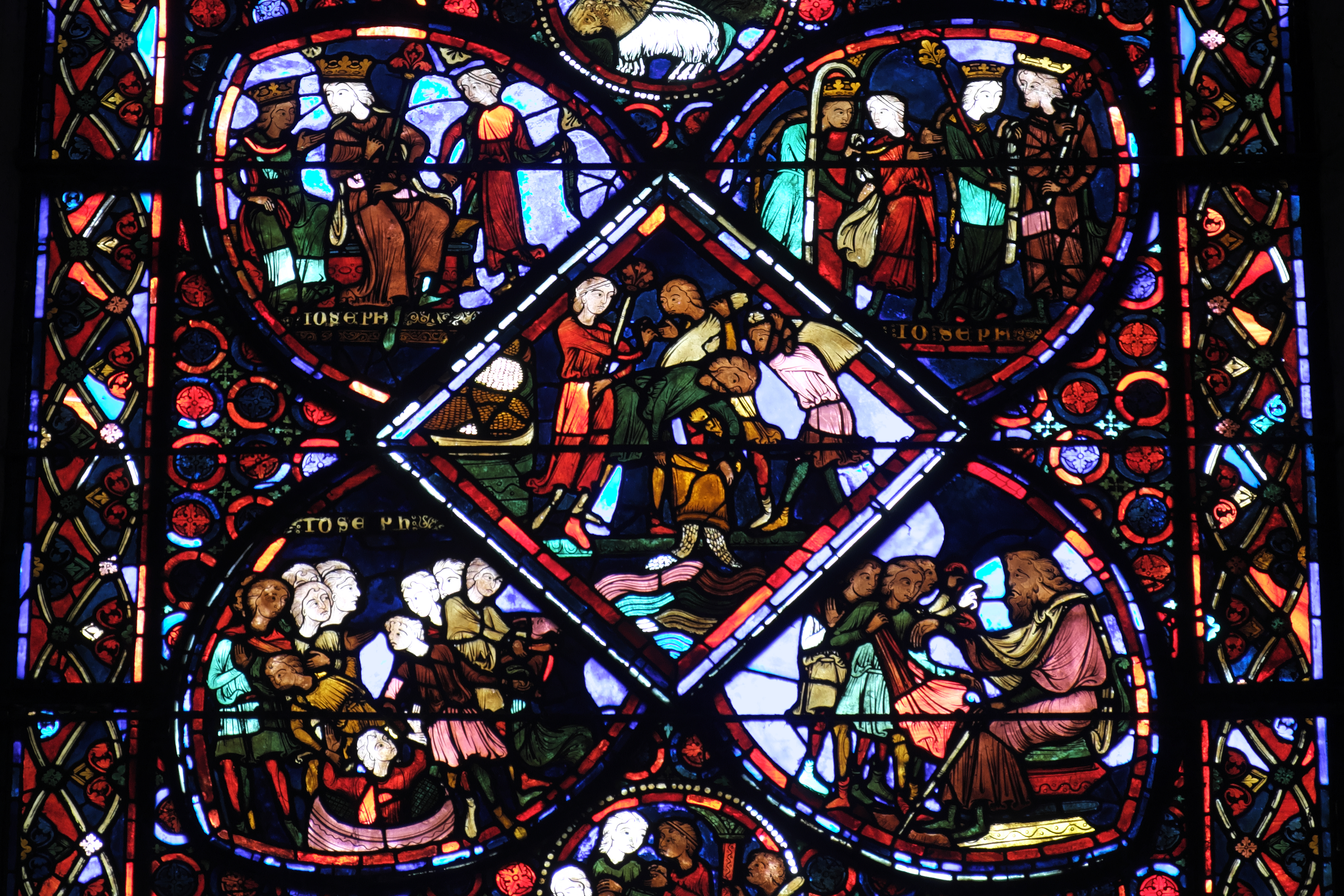
Josef wird von seinen Brüdern in einen Brunnen geworfen
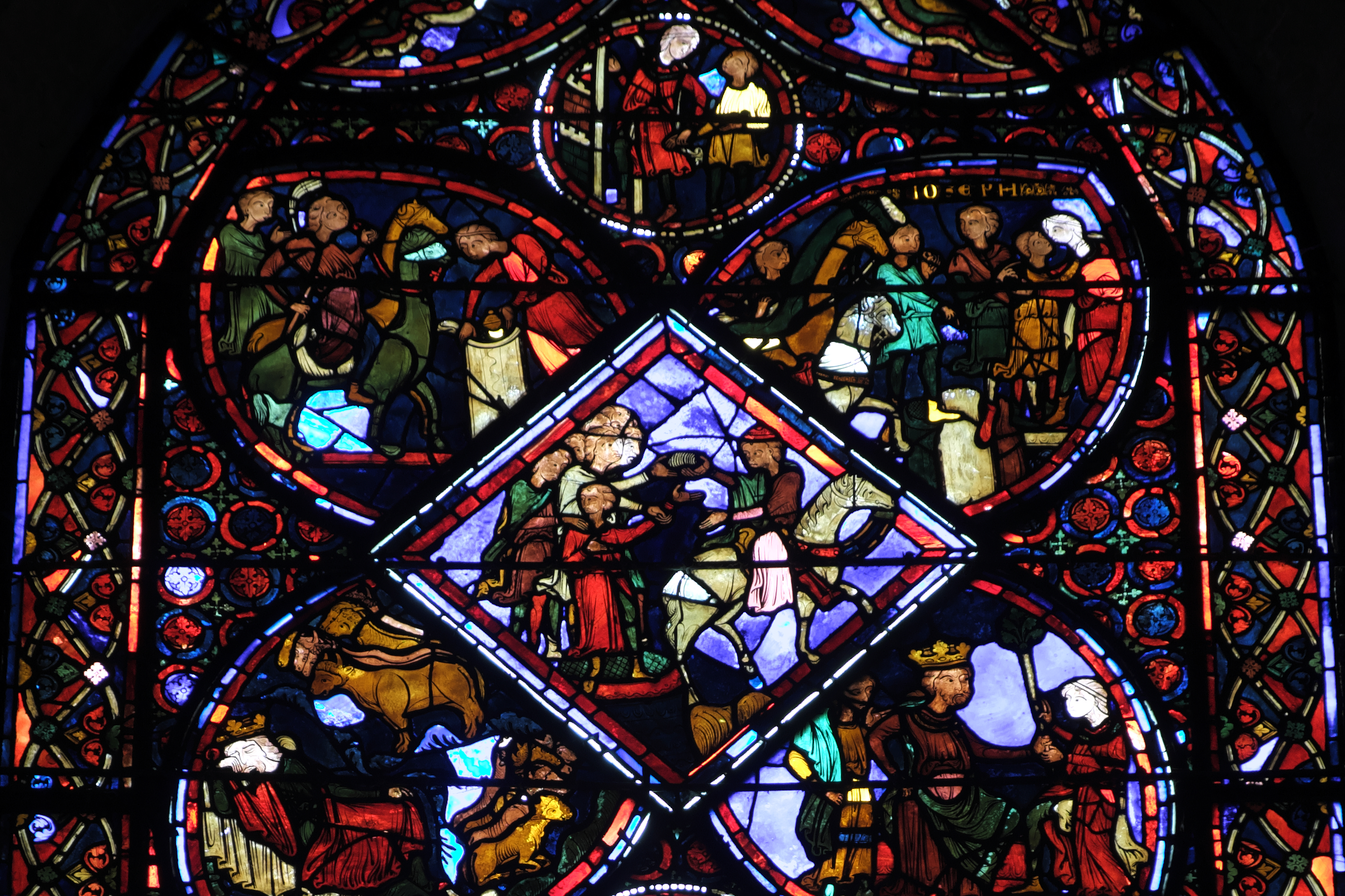
Traum des Potifar, Wiedersehen Josefs mit seinen Brüdern

### Fenster der Kapellen im Chor und im Langhaus
Fenster aus dem 15./16. Jahrhundert (Fenster 25 bis 27, 29 bis 32, 35, 37, 38, 42, 44, 46)
Ab dem frühen 15. Jahrhundert wurden an den Chor und an die Seitenschiffe Kapellen angebaut und mit großen Bleiglasfenstern ausgestattet. Die Fenster dieser Kapellen entstanden im 15. und frühen 16. Jahrhundert. Die Fenster 31, 32 und 46 werden dem Glasmaler Jean Lécuyer zugeschrieben.
Linke Seite (Nordseite)
Fenster 25 in der Kapelle Jacques Cœur

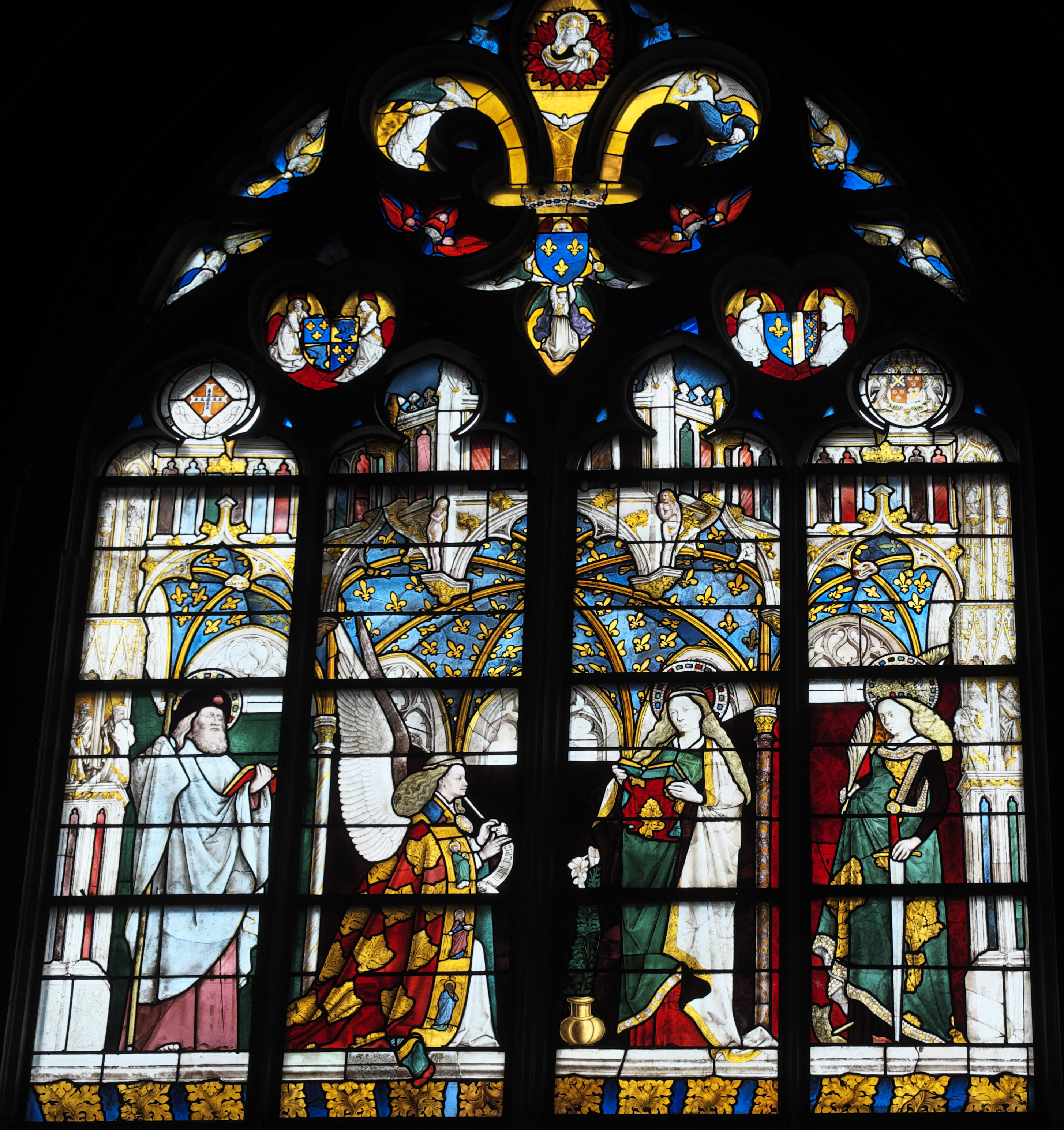
Fenster 25: Verkündigung

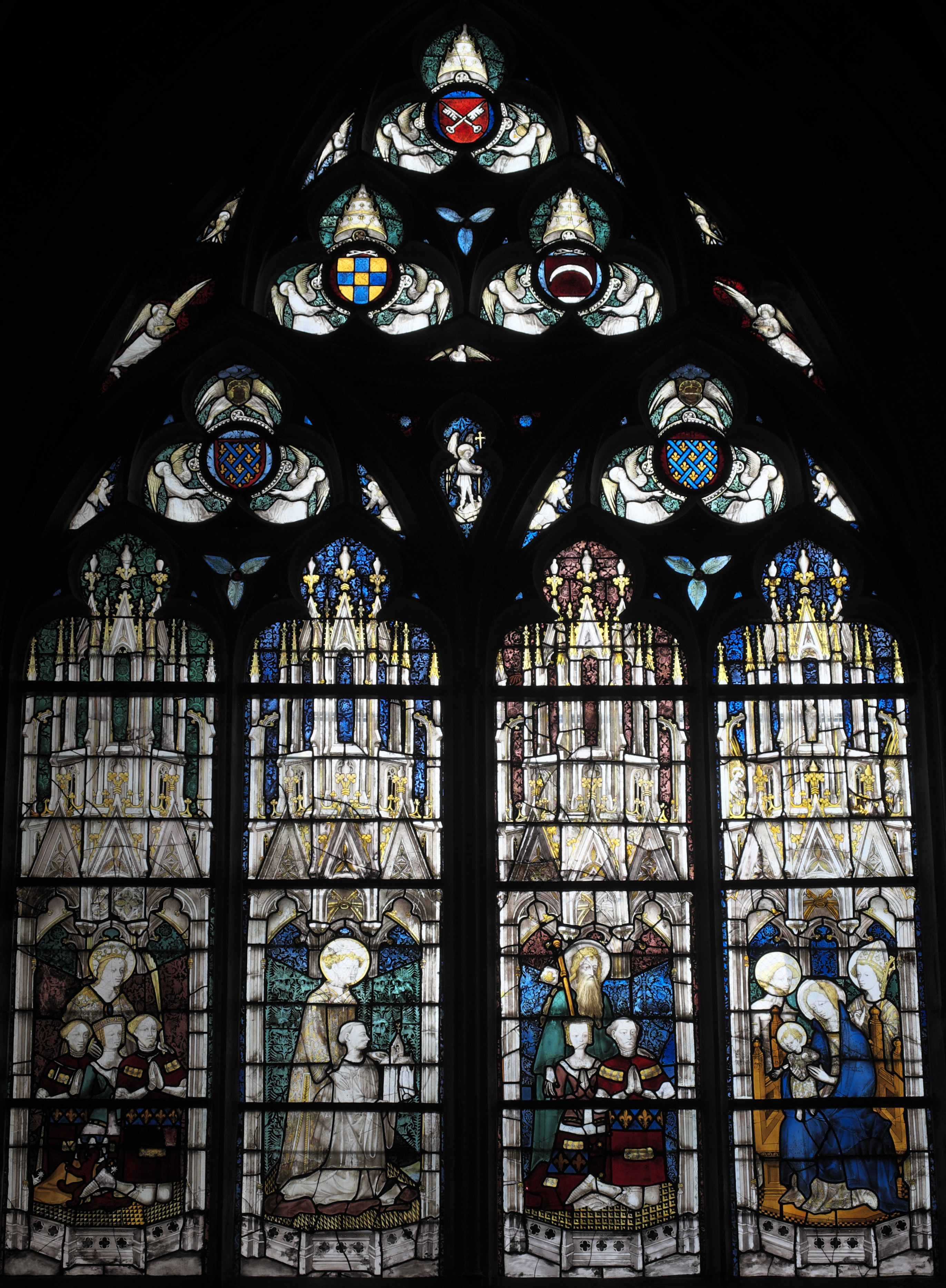
Fenster 27: Familie Trousseau

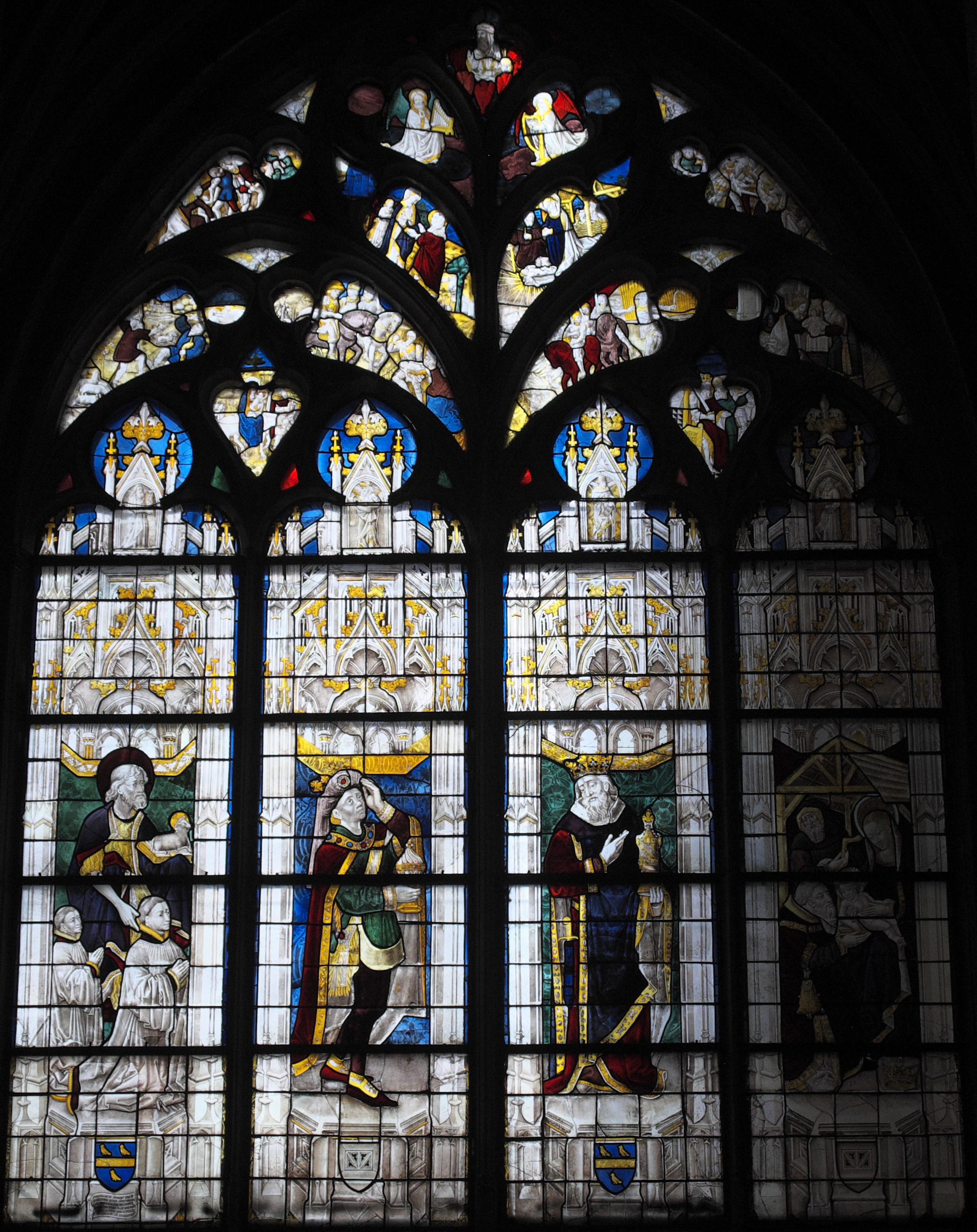
Fenster 29: Anbetung der Heiligen Drei Könige

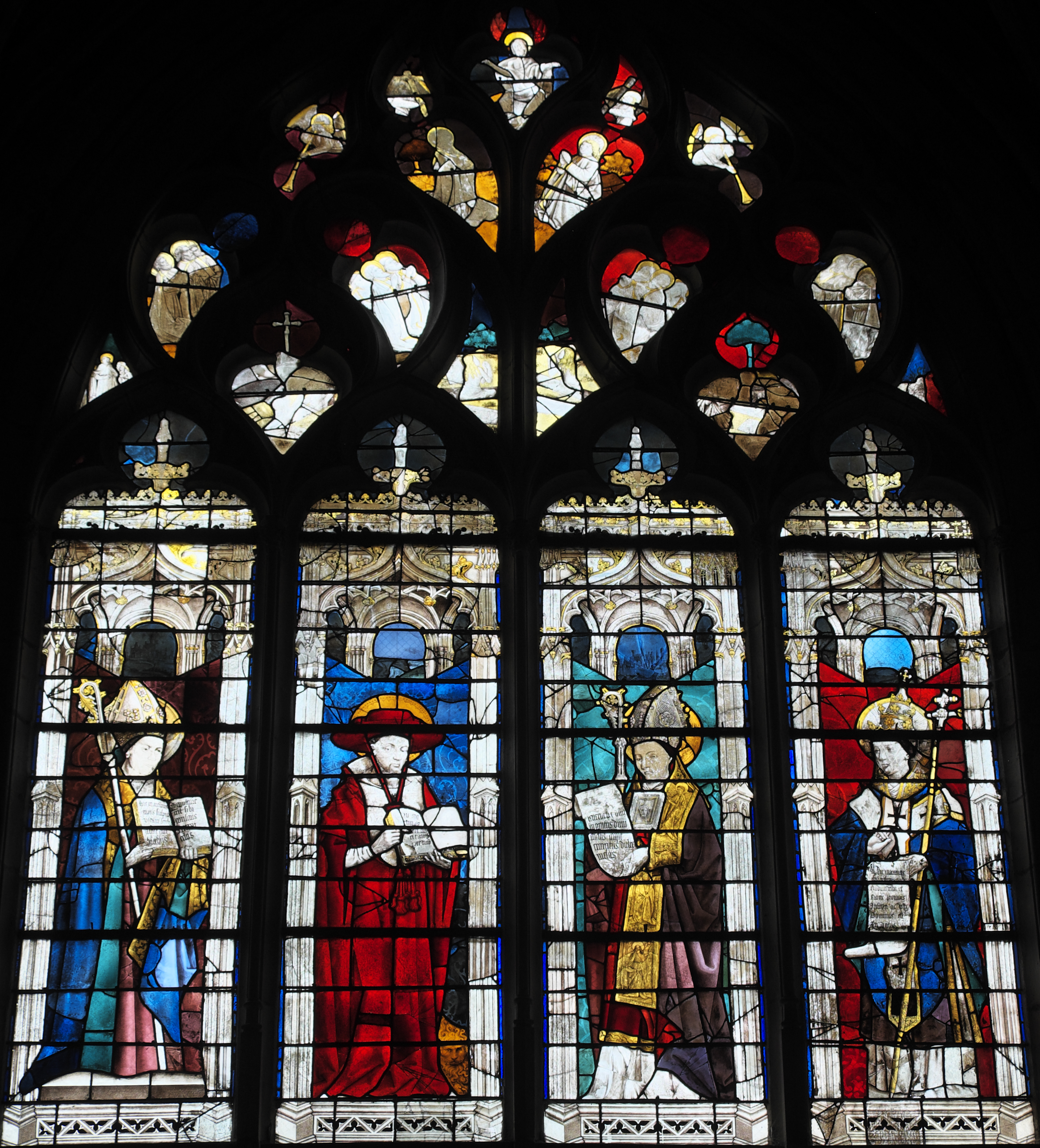
Fenster 35: Kirchenväter

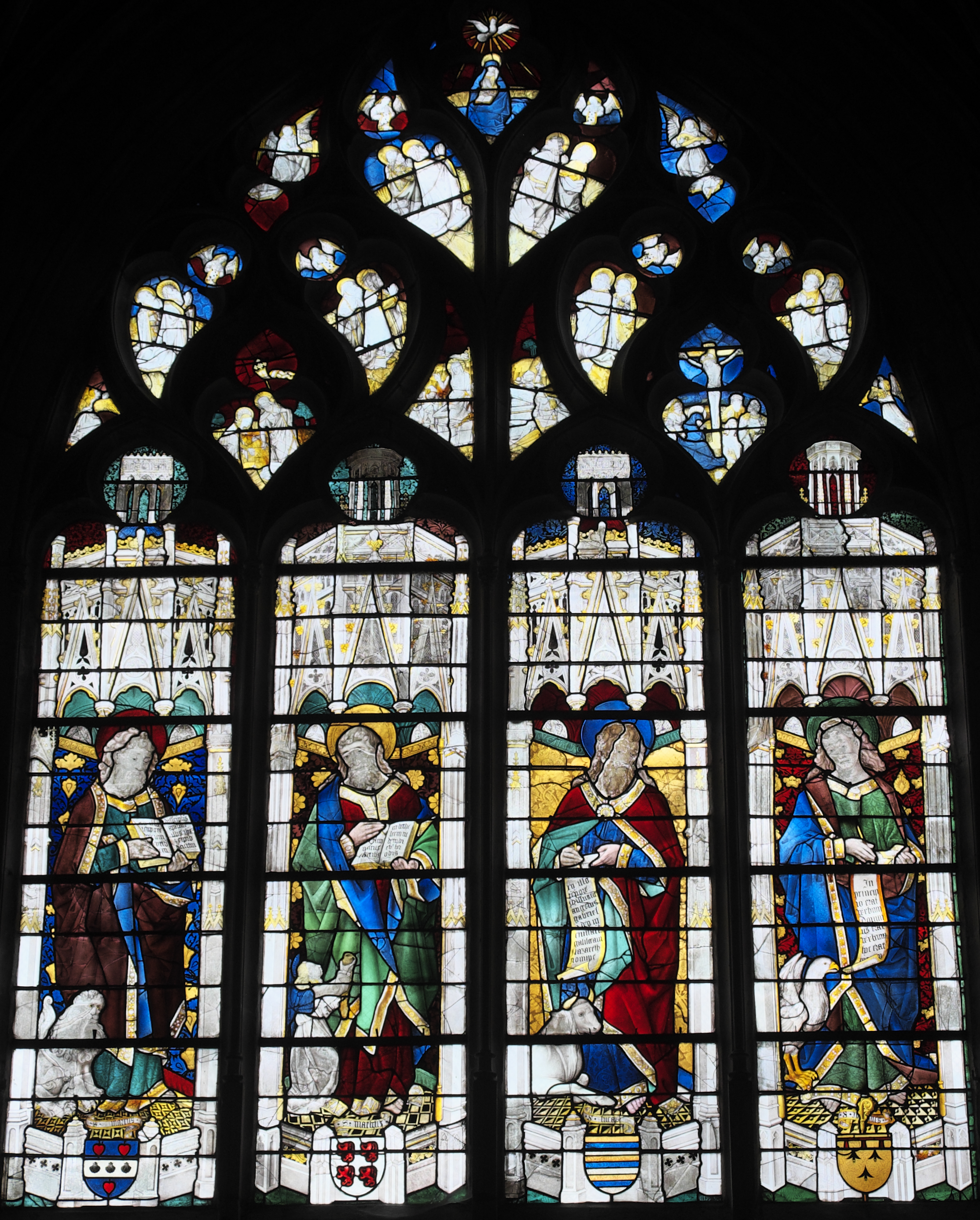
Fenster 37: Evangelisten

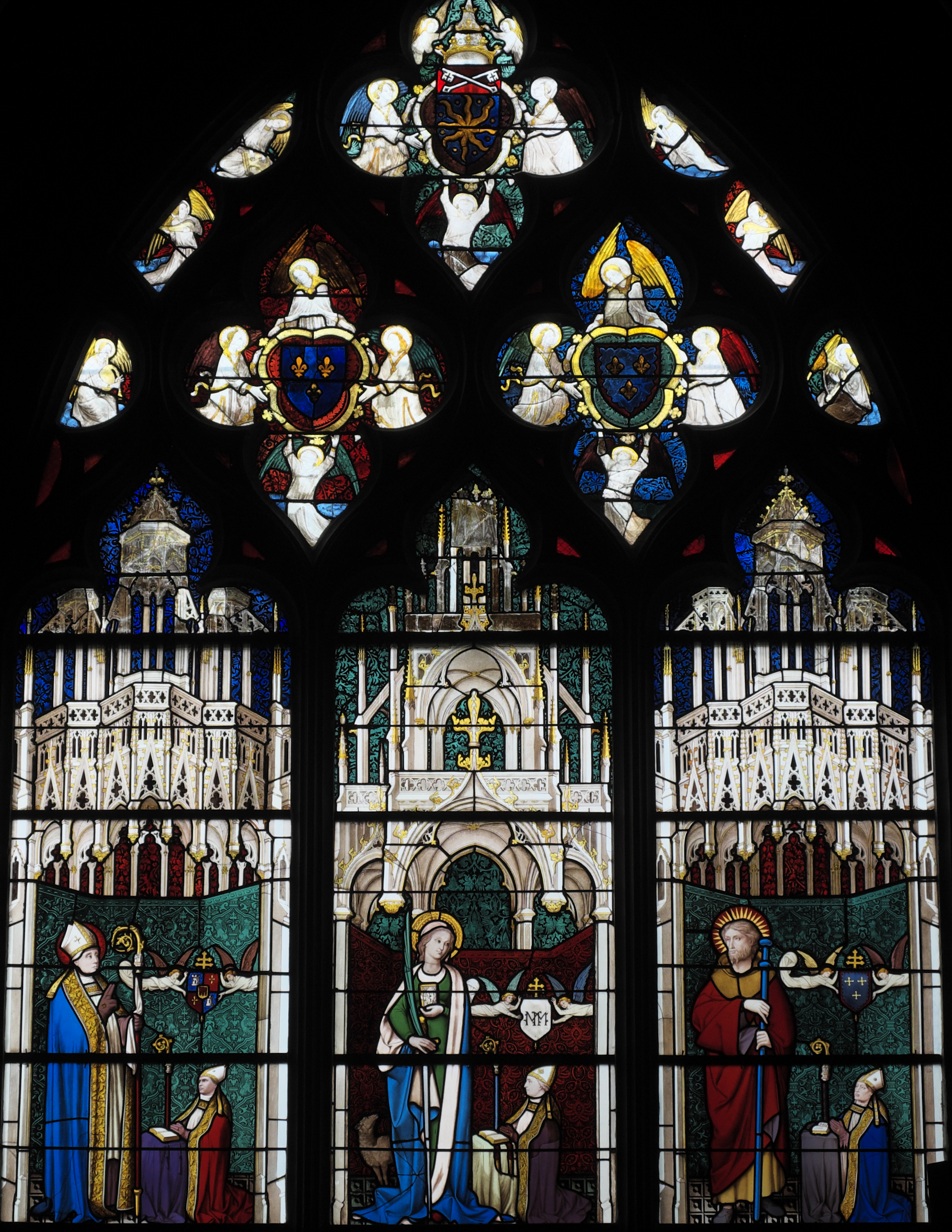
Fenster 26: Erzbischöfe von Bourges

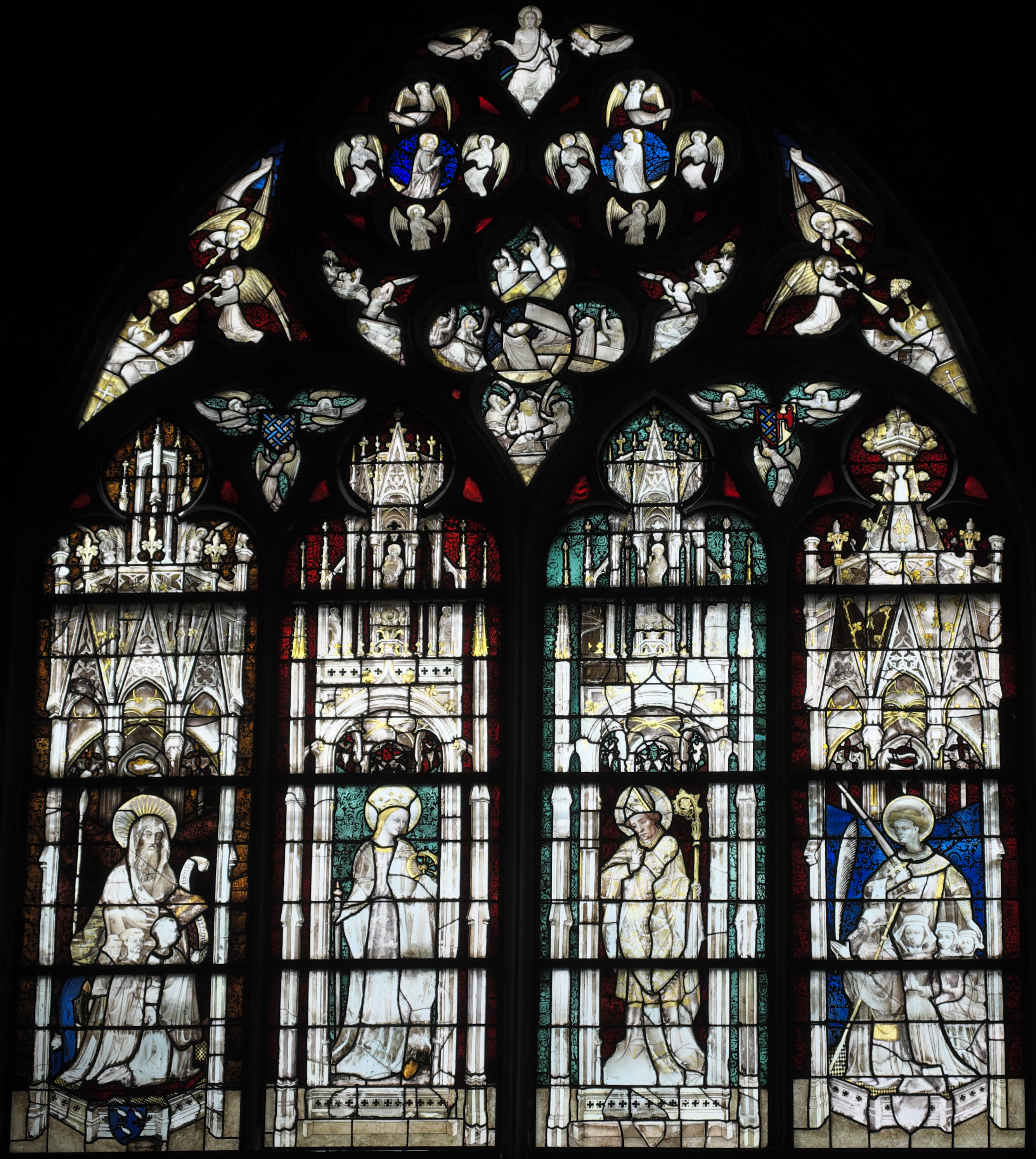
Fenster 30: Familie Aligret

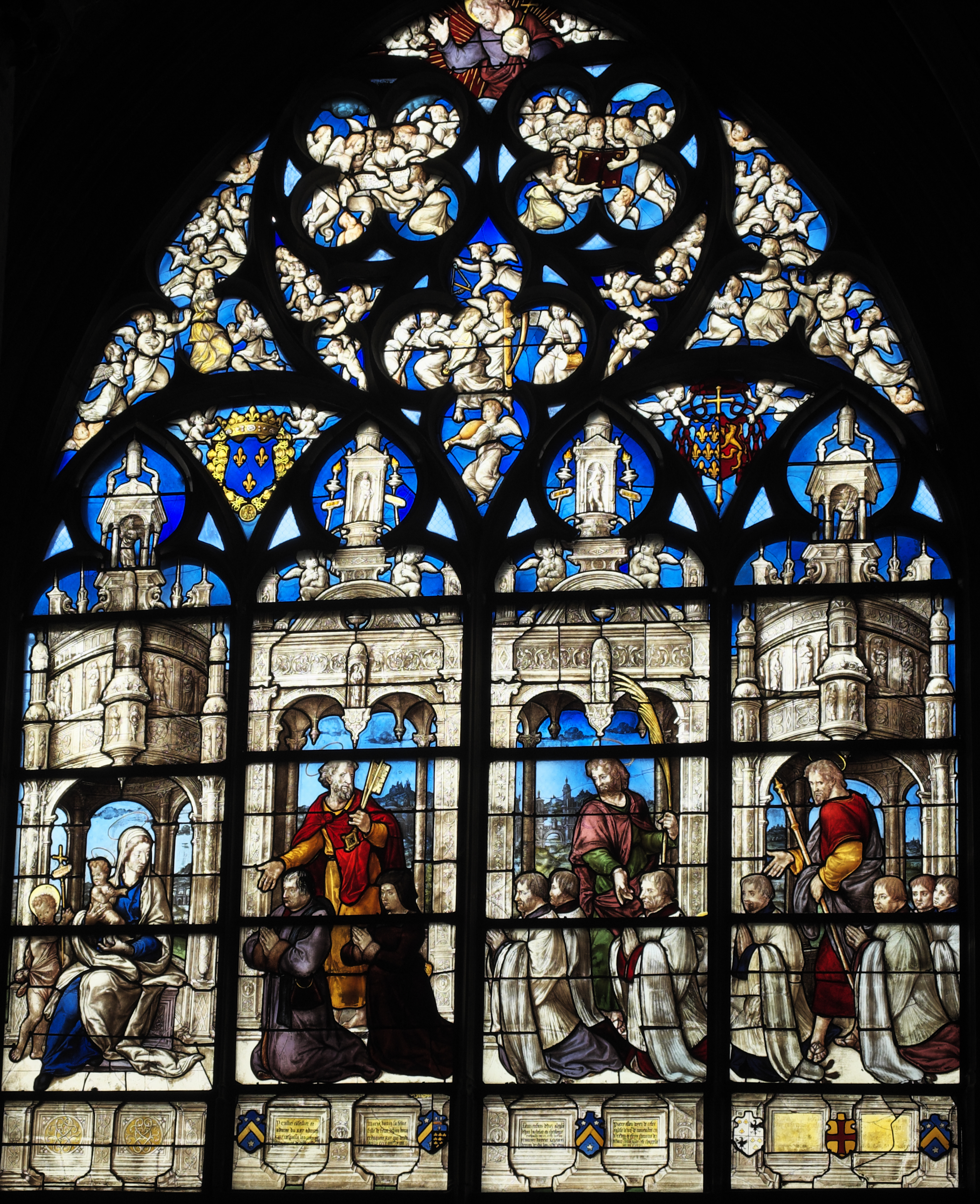
Fenster 32: Familie Tullier

Die Kapelle wurde von dem aus Bourges stammenden Kaufmann Jacques Cœur (1395–1456) gestiftet, das Fenster wurde zwischen 1448 und 1450 vermutlich nach einem Karton von Jacob de Litemont ausgeführt, dem aus dem Umfeld von Jan van Eyck stammenden Hofmaler Karls VII. Das Fenster stellt in der Mitte die Verkündigungsszene dar, links den Apostel Jakobus den Älteren und rechts die heilige Katharina von Alexandrien. Jakobus ist mit einem Pilgerstab dargestellt, auf seinem Hut ist die Jakobsmuschel zu erkennen. Katharina hält die Märtyrerpalme und ein Schwert in ihren Händen, zu ihren Füßen ist ihr Attribut, ein Rad, angedeutet. Die Szene ist in eine Scheinarchitektur mit Maßwerkbögen und einem Kreuzrippengewölbe eingebettet. Das Gewölbe ist mit goldenen Lilien auf blauem Grund bemalt. Die kleineren Figuren, die seitlich unter Baldachinen mit Dreipassbögen stehen und Schriftbänder in den Händen halten, stellen Propheten dar. Auf den Konsolen, auf denen die Kielbögen unter der vorgetäuschten Balustrade aufliegen, stehen die nackten Figuren von Adam und Eva, die ihre Blöße mit einem Feigenblatt bedecken. Im Maßwerk sind oben Gottvater und die Taube des Heiligen Geistes dargestellt, seitlich zwei Engel mit Psalterium, darunter sieht man Engel, die Wappenschilder mit dem Lilienwappen halten.

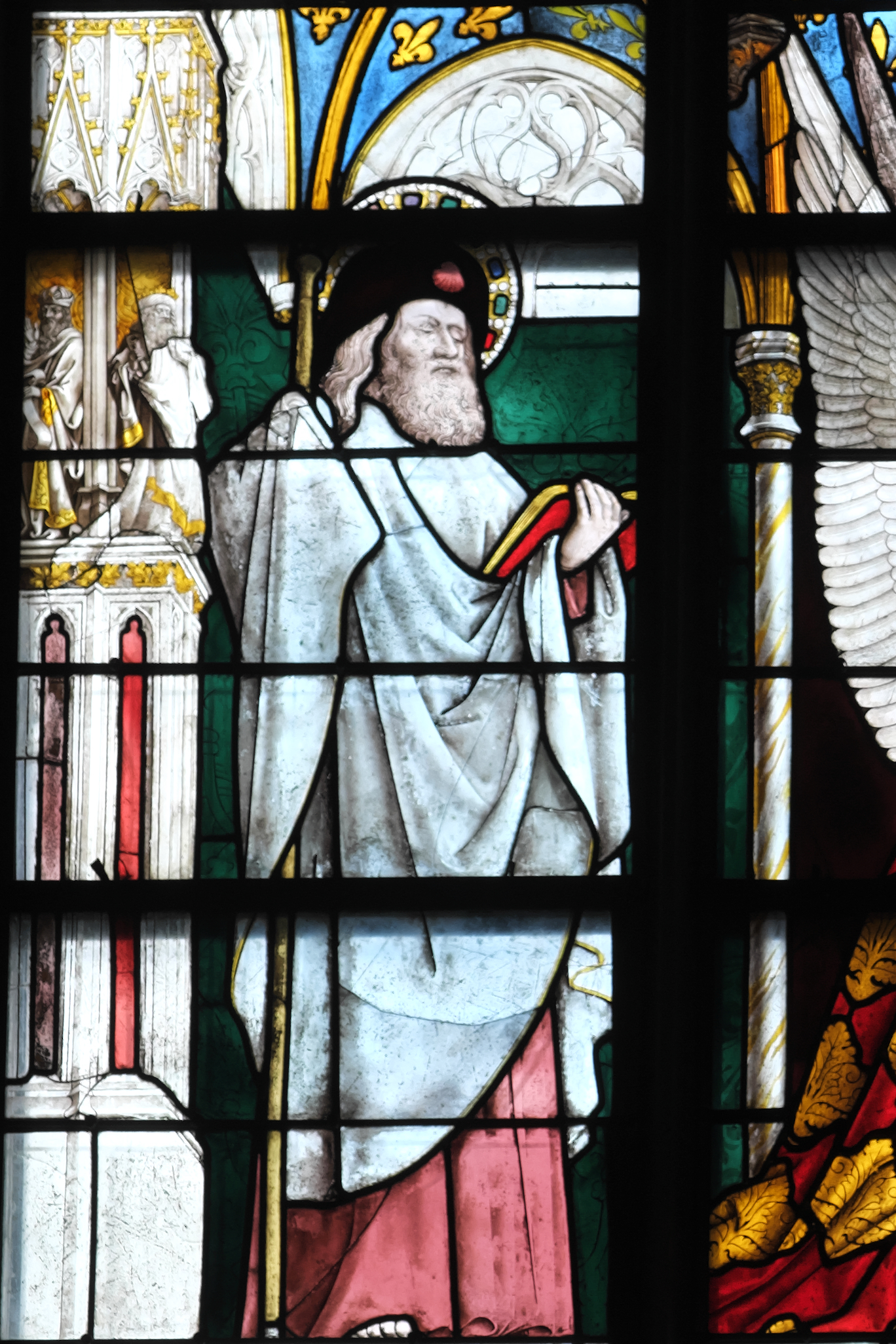
Apostel Jakobus der Ältere
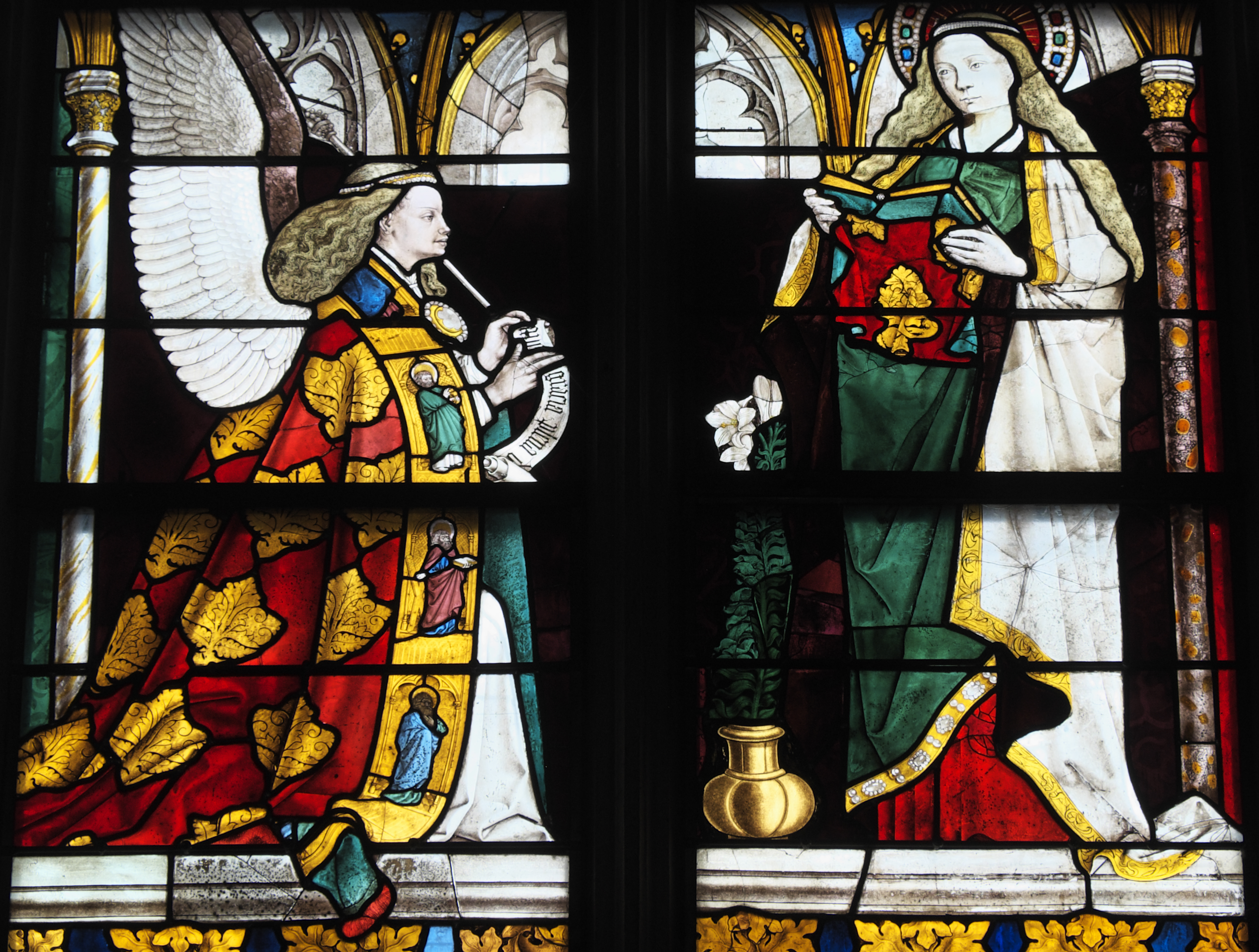
Verkündigungsszene
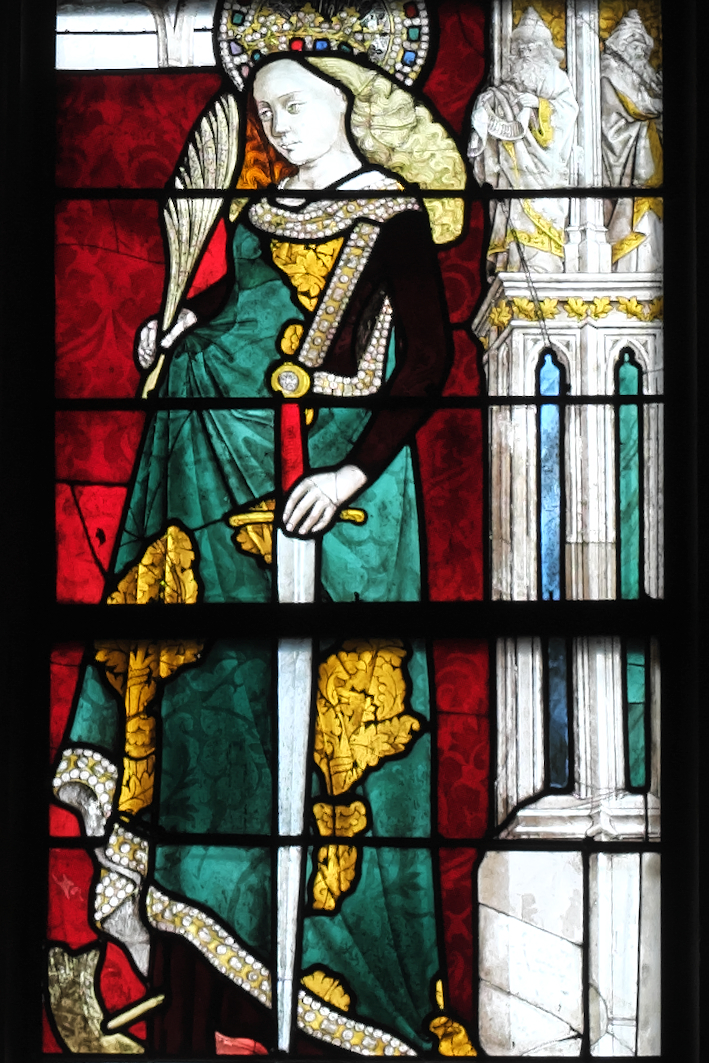
Katharina von Alexandrien
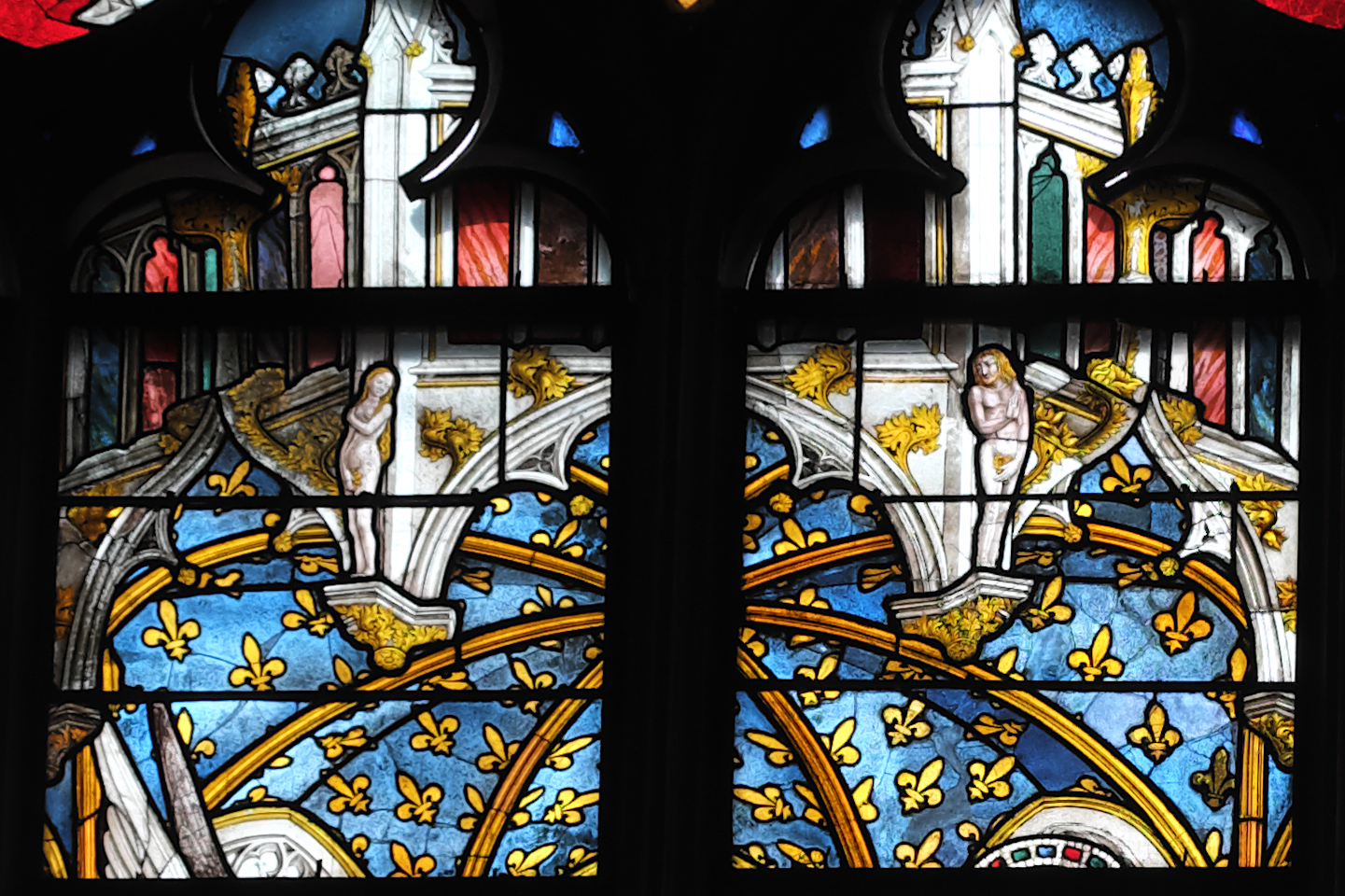
Adam und Eva

Fenster 27 in der Trousseau-Kapelle
Die Kapelle wurde von dem Chorherren Pierre Trousseau gestiftet, das Fenster wurde zwischen 1400 und 1405 ausgeführt. Auf der linken äußeren Lanzette sind zwei Brüder und eine Schwester des Stifters mit einer Märtyrerin dargestellt, vermutlich der heiligen Agnes, daneben Pierre Trousseau selbst, der das Modell einer Kirche in Händen hält, mit dem heiligen Stephanus. Daneben sieht man die Eltern von Pierre Trousseau mit ihrem Schutzpatron, dem Apostel Jakobus dem Älteren, und rechts außen eine Madonna mit Kind mit dem heiligen Sebastian und einem Bischof. Im Maßwerk sind Engel und Seraphim dargestellt, die Wappen halten. In den oberen Scheiben sieht man die Papstkrone über zwei Wappen und einem Medaillon mit zwei Schlüsseln, den Attributen des Apostels Petrus. Eine kleinere Szene zeigt den Erzengel Michael, der Luzifer besiegt.

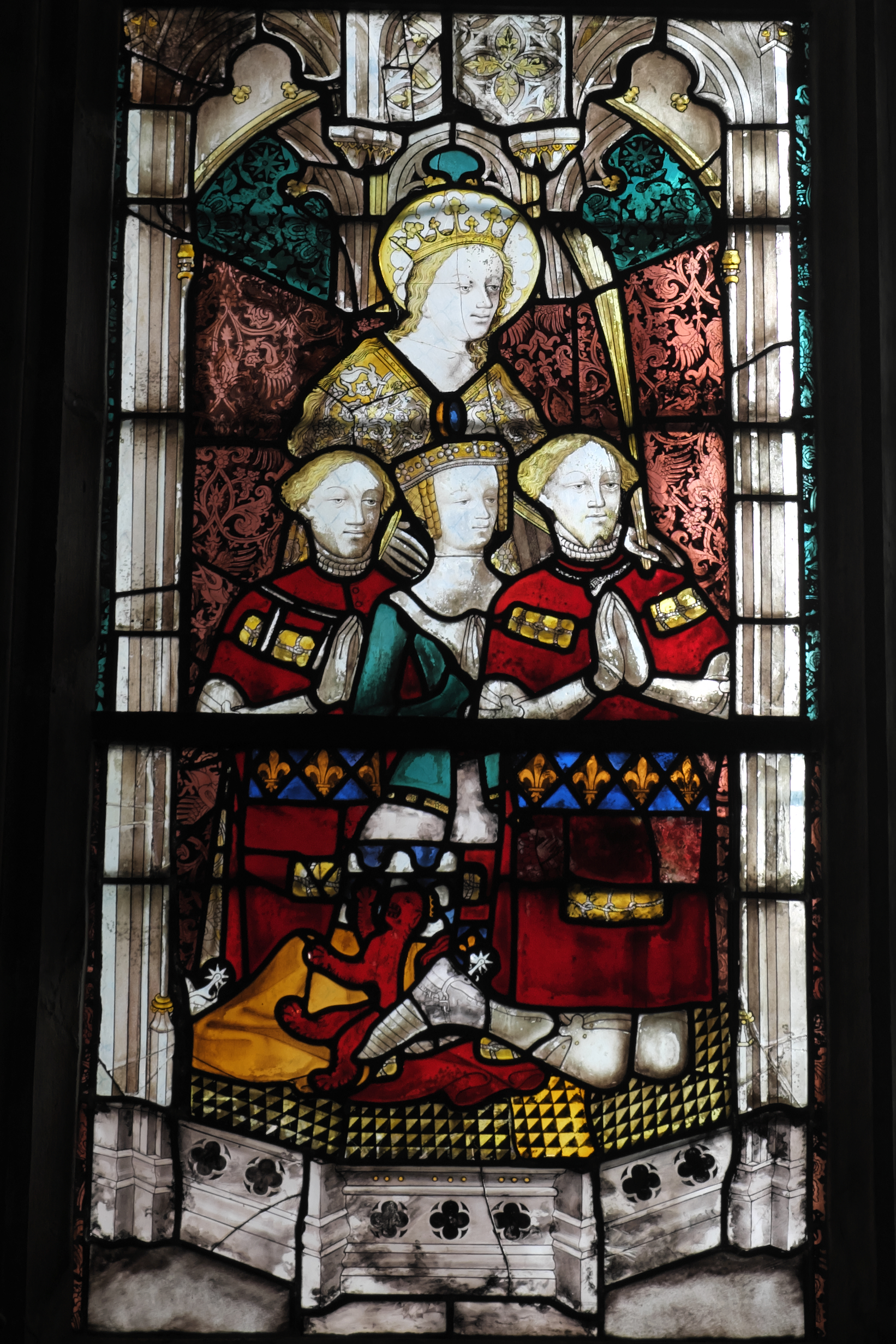
Zwei Brüder und eine Schwester von Pierre Trousseau mit der heiligen Agnes (?)
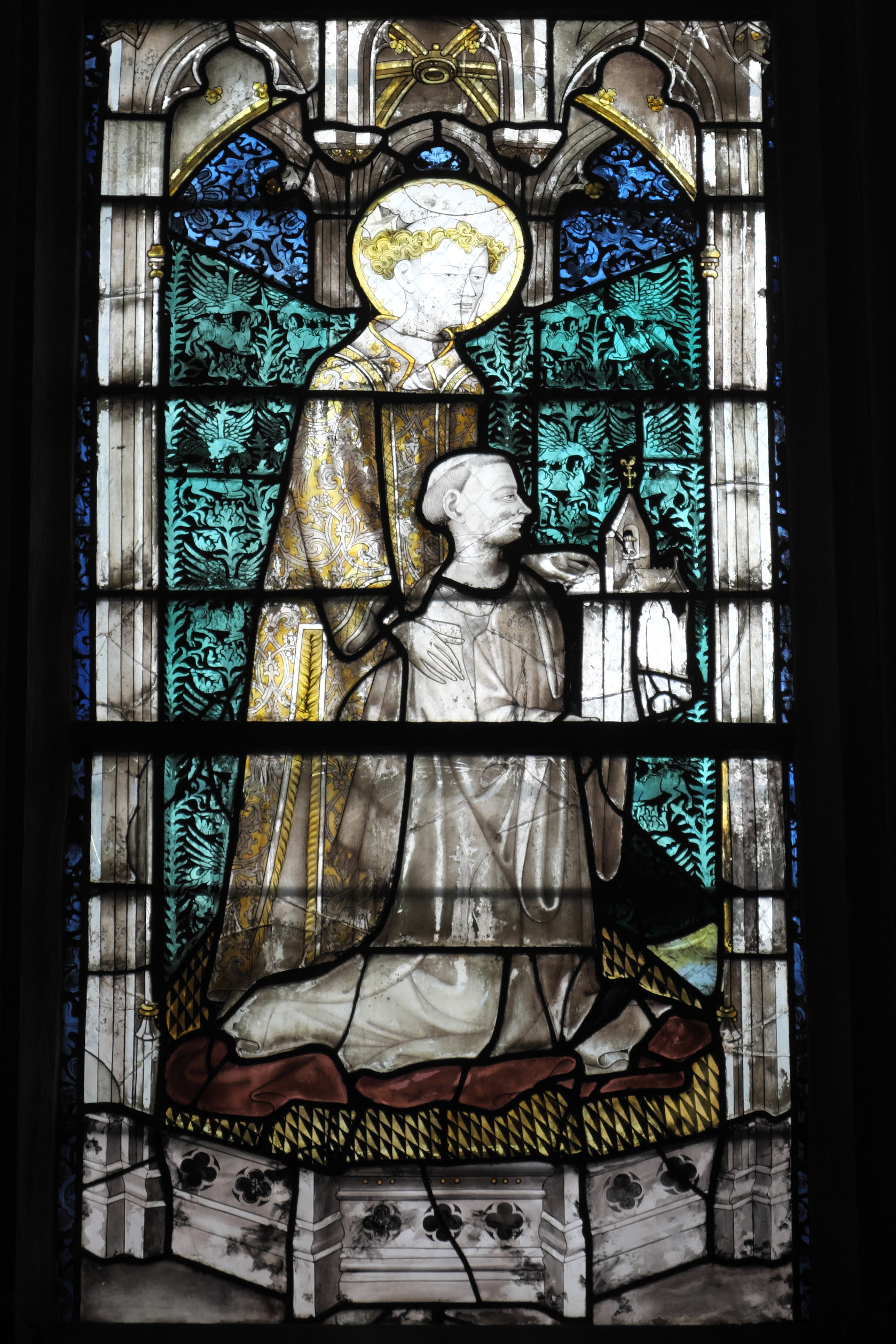
Pierre Trousseau mit dem heiligen Stephanus
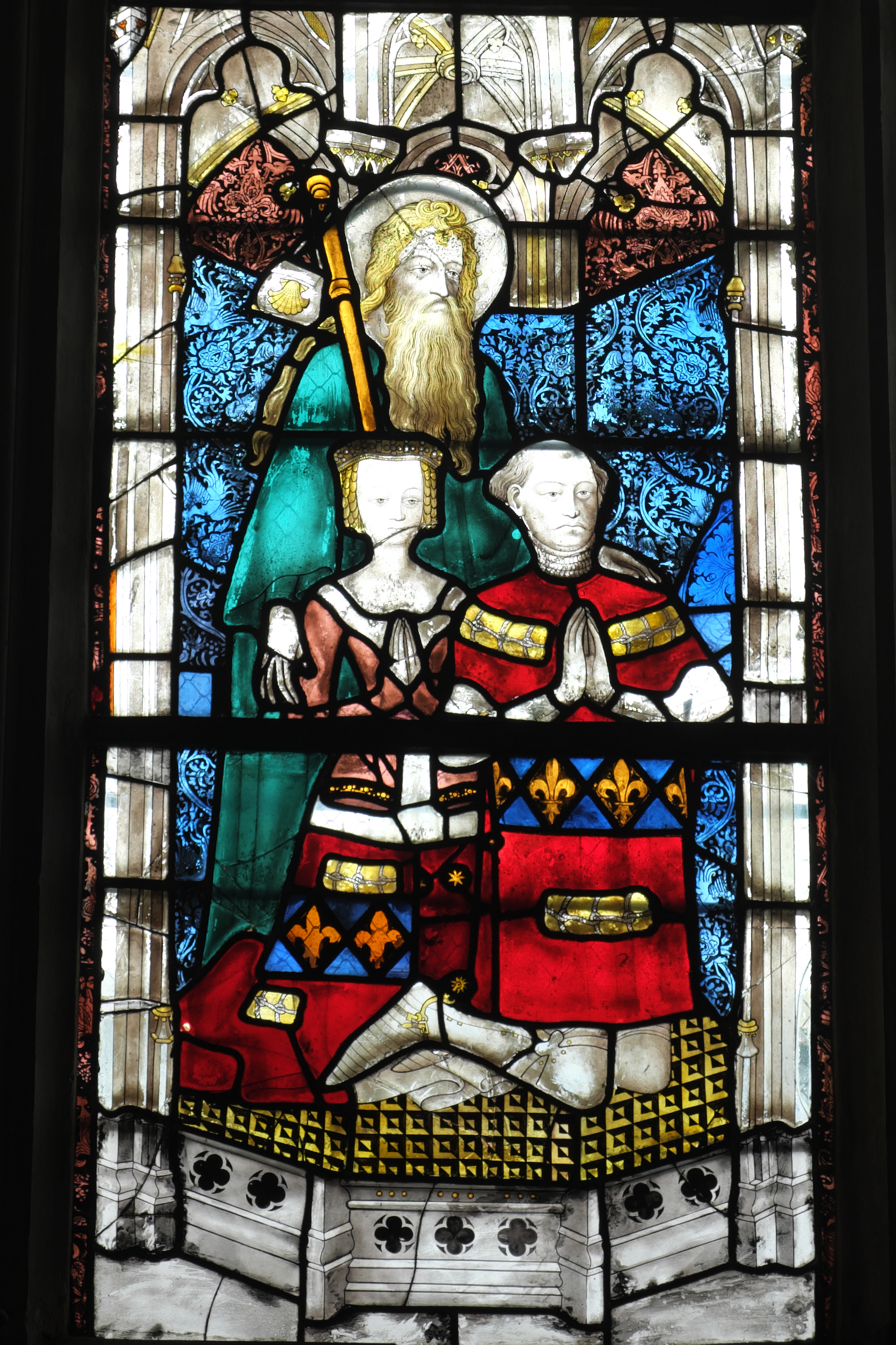
Eltern von Pierre Trousseau mit dem Apostel Jakobus dem Älteren
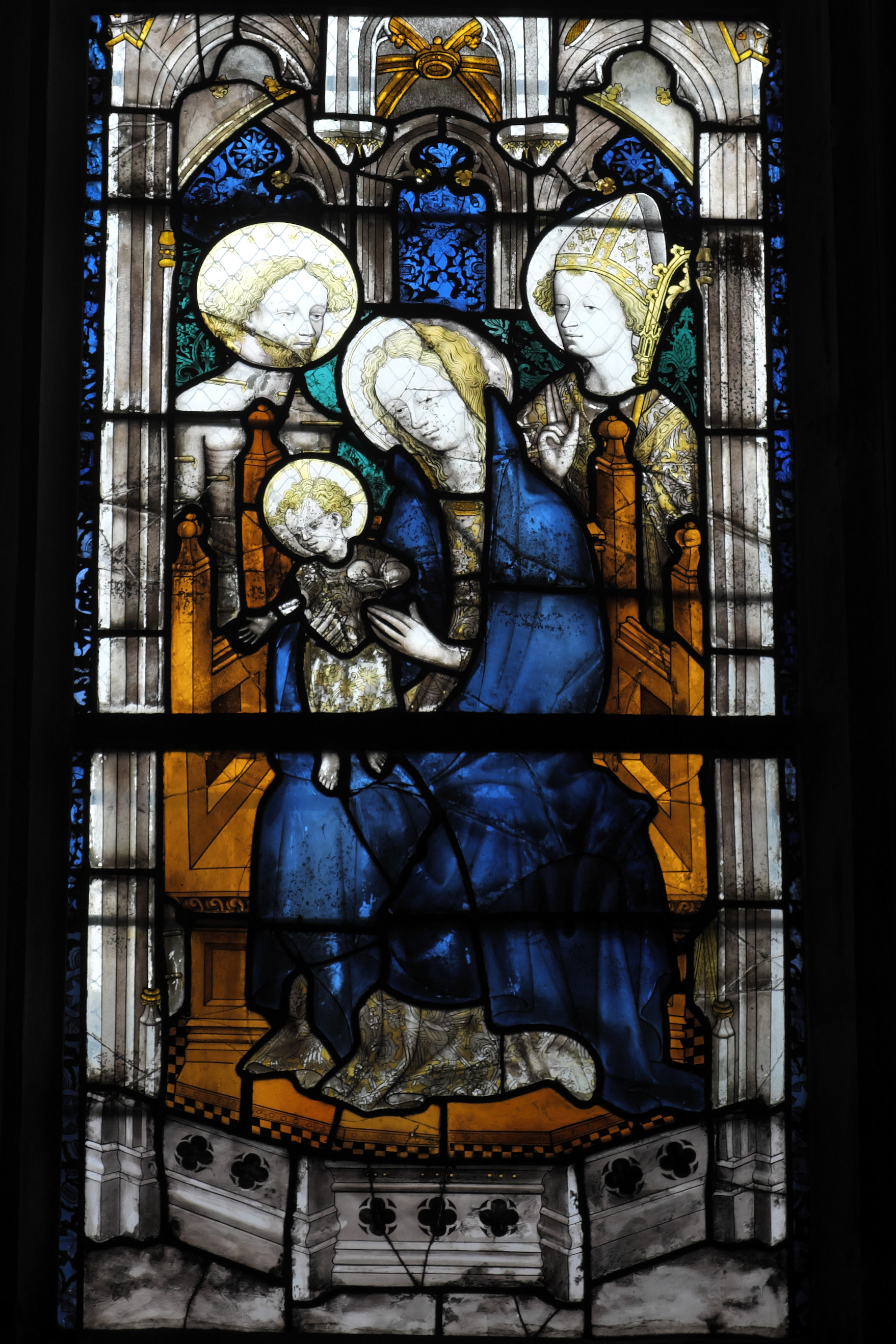
Madonna mit Kind mit dem heiligen Sebastian und einem Bischof

Fenster 29 in der Kapelle der Familie de Breuil
Die Kapelle wurde von dem Generalvikar Jean de Breuil gestiftet, das Fenster wurde im Jahr 1467 geschaffen. Auf der linken Lanzette sind die Stifter des Fensters Jean und Martin de Breuil mit Johannes dem Täufer dargestellt, auf den drei folgenden Lanzetten ist die Anbetung der Heiligen Drei Könige zu sehen. Auf den beiden mittleren Lanzetten sieht man zwei Könige, auf der rechten äußeren Lanzette kniet einer der Könige vor Maria mit dem Jesuskind, im Hintergrund ist der heilige Josef zu erkennen. Die Personen stehen auf Podesten, auf denen Wappen zu sehen sind, und unter einer Scheinarchitektur aus Baldachinen mit Ziergiebeln und Kreuzblumen. In den Ziergiebeln sind Nischen mit den Figuren der vier sogenannten Großen Propheten (Jesaja, Jeremias, Ezechiel, Daniel) eingeschnitten. Auf den kleineren Scheiben im Maßwerk sind Szenen aus dem Marienleben und der Kindheit Jesu dargestellt wie die Heimsuchung und die Geburt Christi, die Verkündigung an die Hirten, die Heiligen Drei Könige, Herodes und die Tötung der Unschuldigen Kinder, die Flucht nach Ägypten und die Präsentation Jesu im Tempel. Ganz oben ist der segnende Gottvater, mit der Weltkugel in der linken Hand und von musizierenden Engeln umgeben, dargestellt.

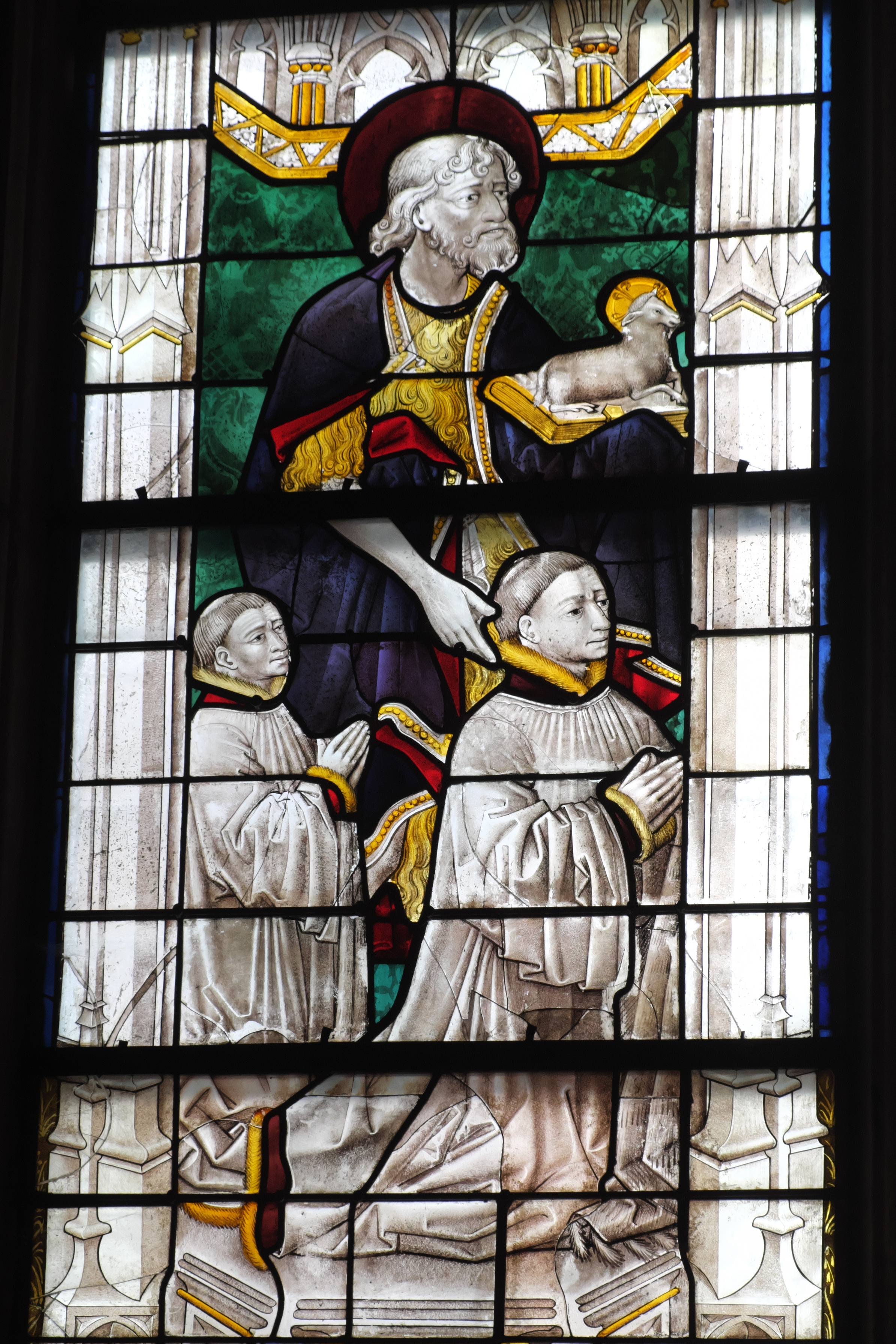
Jean und Martin de Breuil mit Johannes dem Täufer
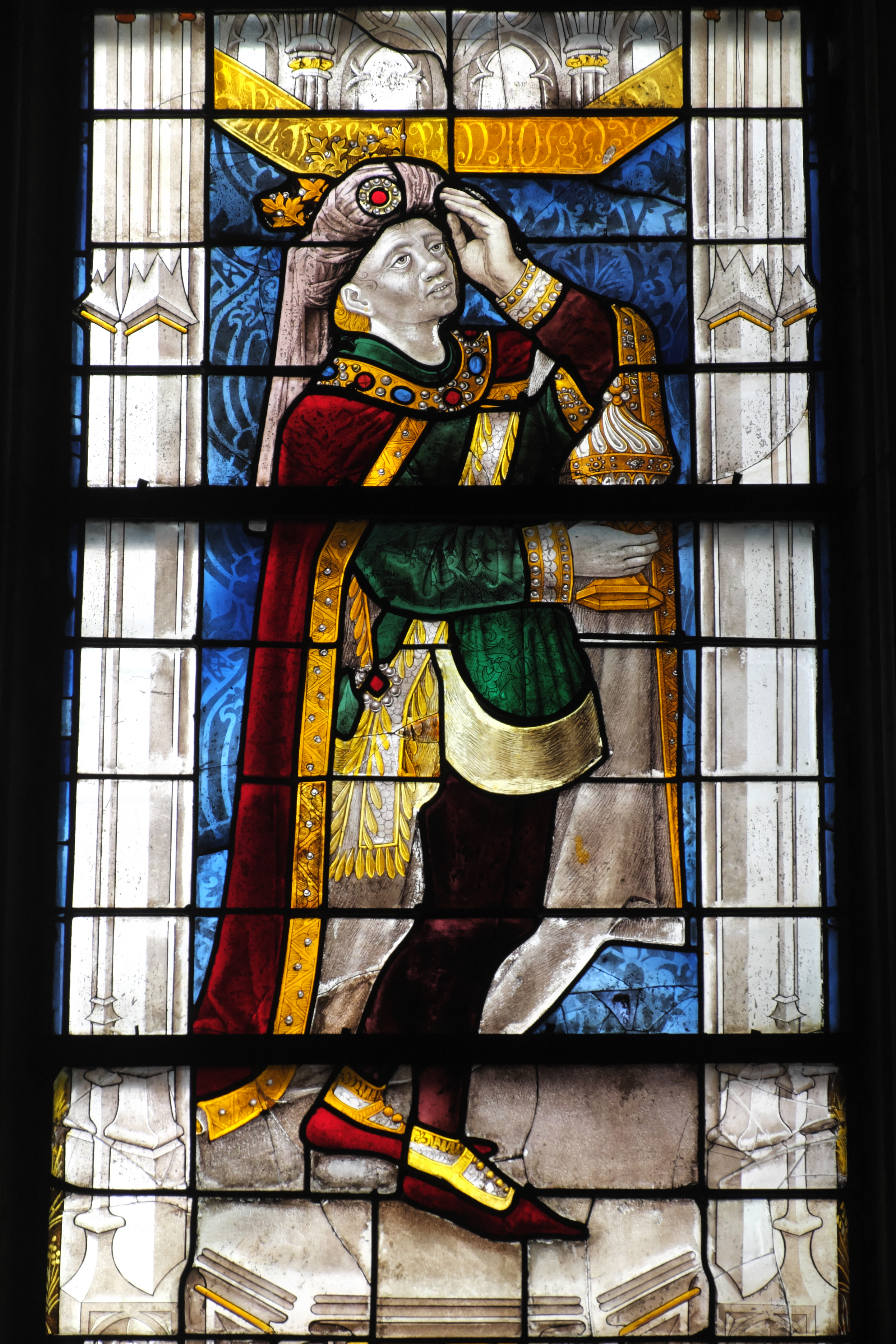
Einer der Heiligen Drei Könige
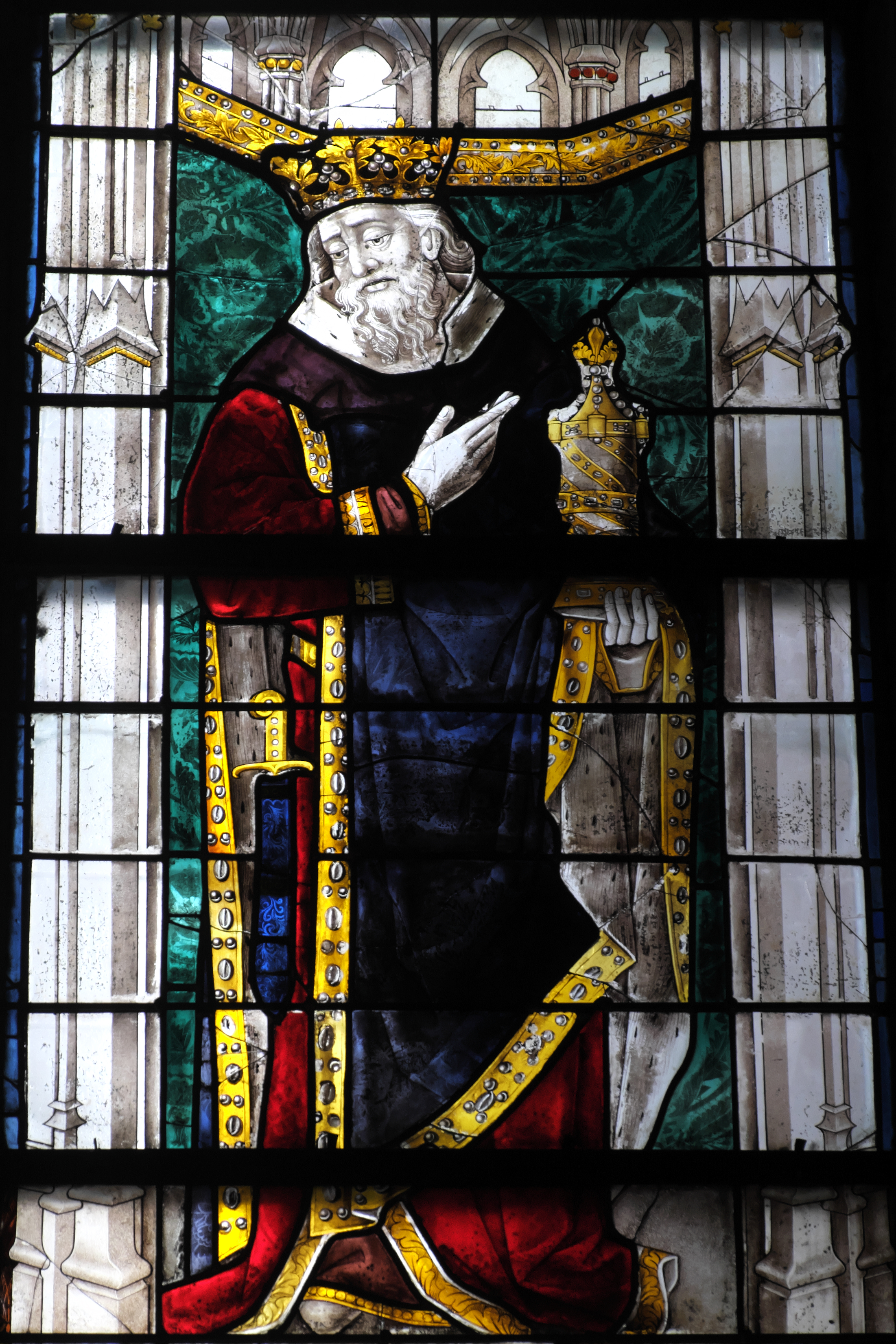
Einer der Heiligen Drei Könige
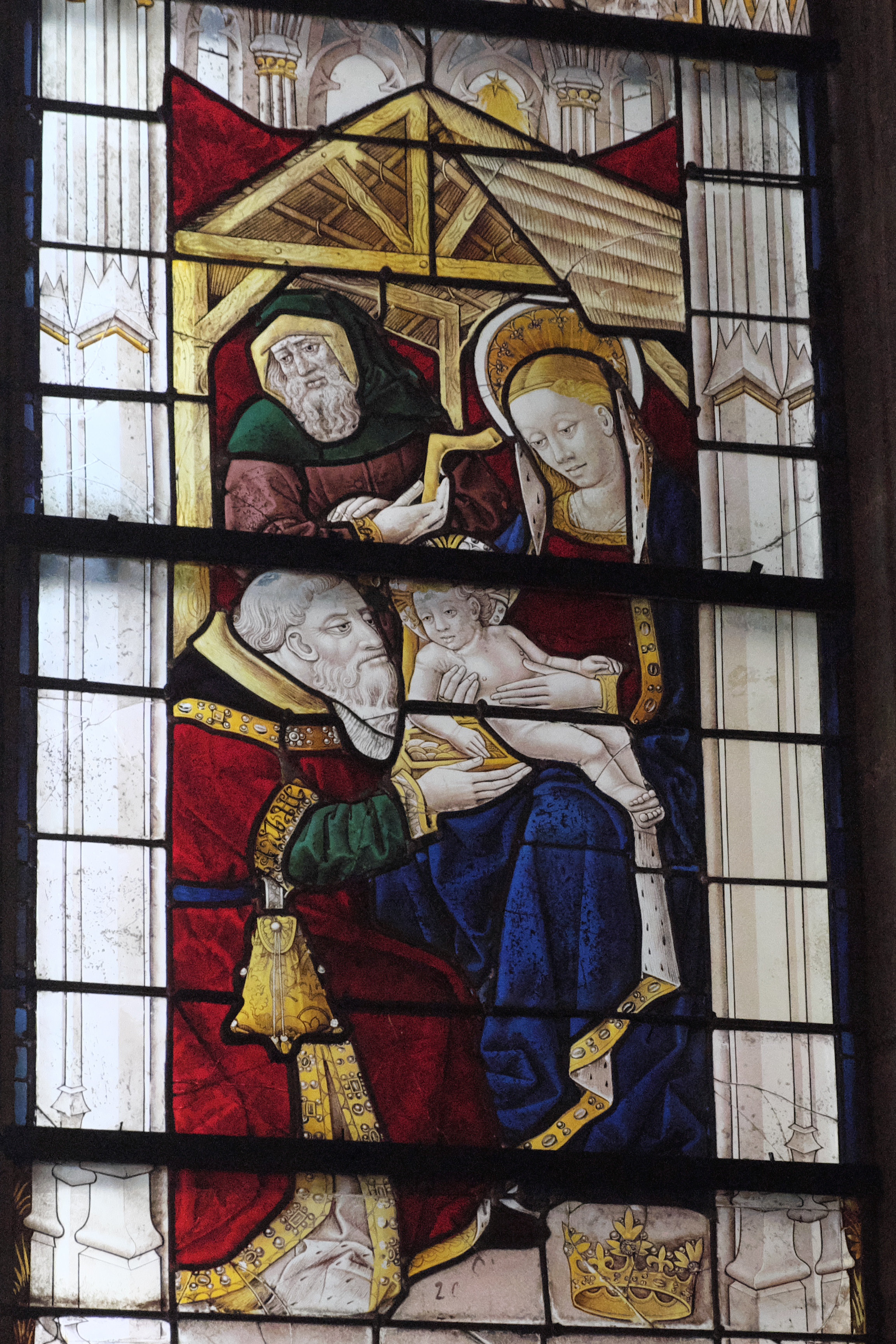
Einer der Heiligen Drei Könige vor Maria mit dem Jesuskind, dahinter Josef

Fenster 31 in der Bar-Kapelle

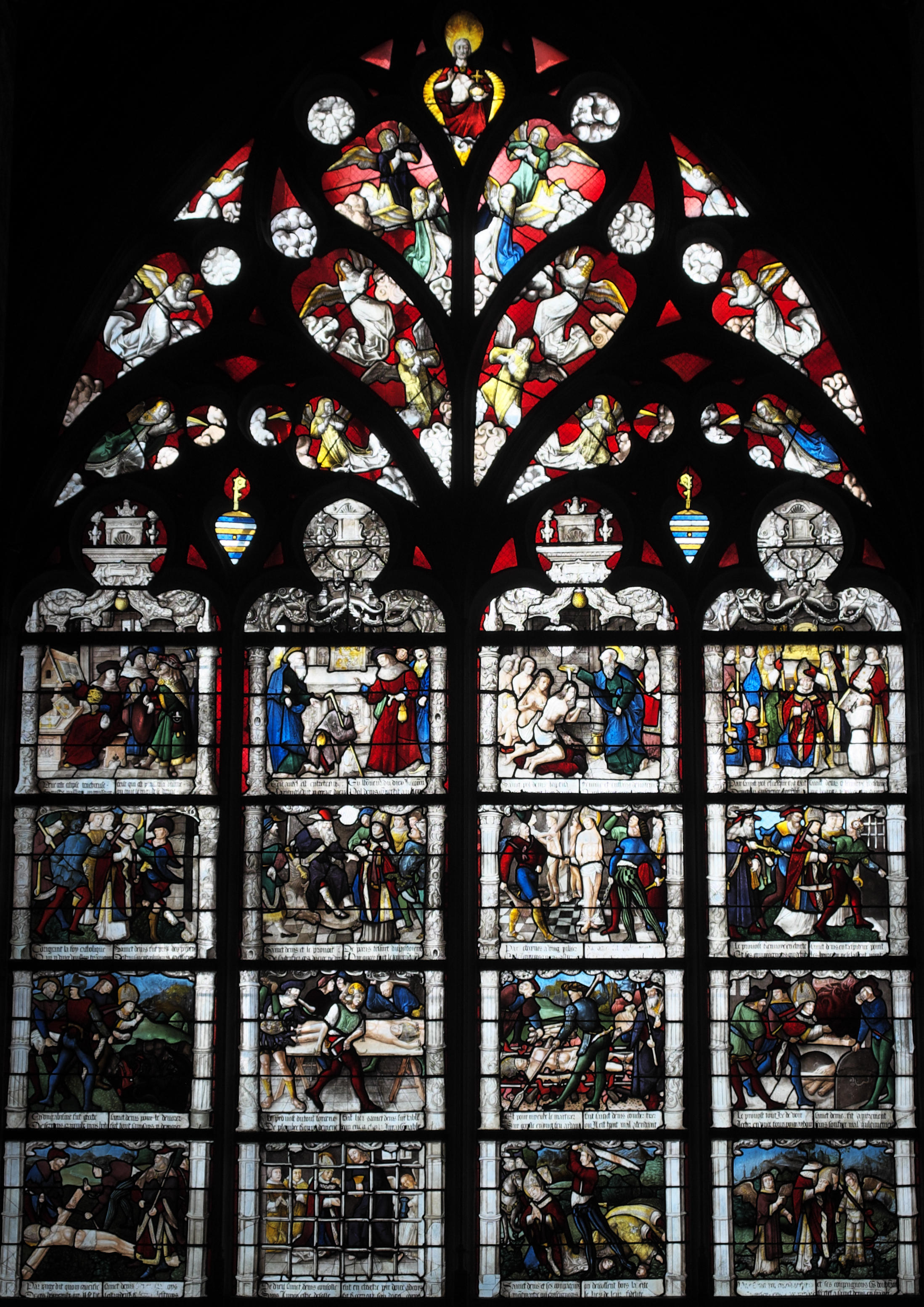
Fenster 31: Legende des heiligen Dionysius

Die Kapelle wurde 1468 von Denis de Bar († 1517), der von 1472 bis 1495 Bischof von Tulle war, gestiftet. Das Fenster wurde um 1517/18 ausgeführt und wird, wie die Fenster 32 und 46, Jean Lécuyer zugeschrieben. Es stellt Szenen aus der Legende des heiligen Dionysius von Paris, des Namenspatrons des Stifters, dar, wobei die Lebensgeschichte des späteren Märtyrers, der im 3. Jahrhundert als erster Bischof von Paris wirkte, mit derjenigen des Dionysius Areopagita, eines Zeitgenossen des Apostels Paulus, der in der Mitte des ersten Jahrhunderts Bischof von Athen wurde, vermischt wird. Auf den vier Lanzetten des Fensters sind 16 Szenen dargestellt, die von links nach rechts und von oben nach unten zu lesen sind. Alle Szenen werden durch Inschriften kommentiert. Im Maßwerk sind Engel und oben Christus dargestellt.

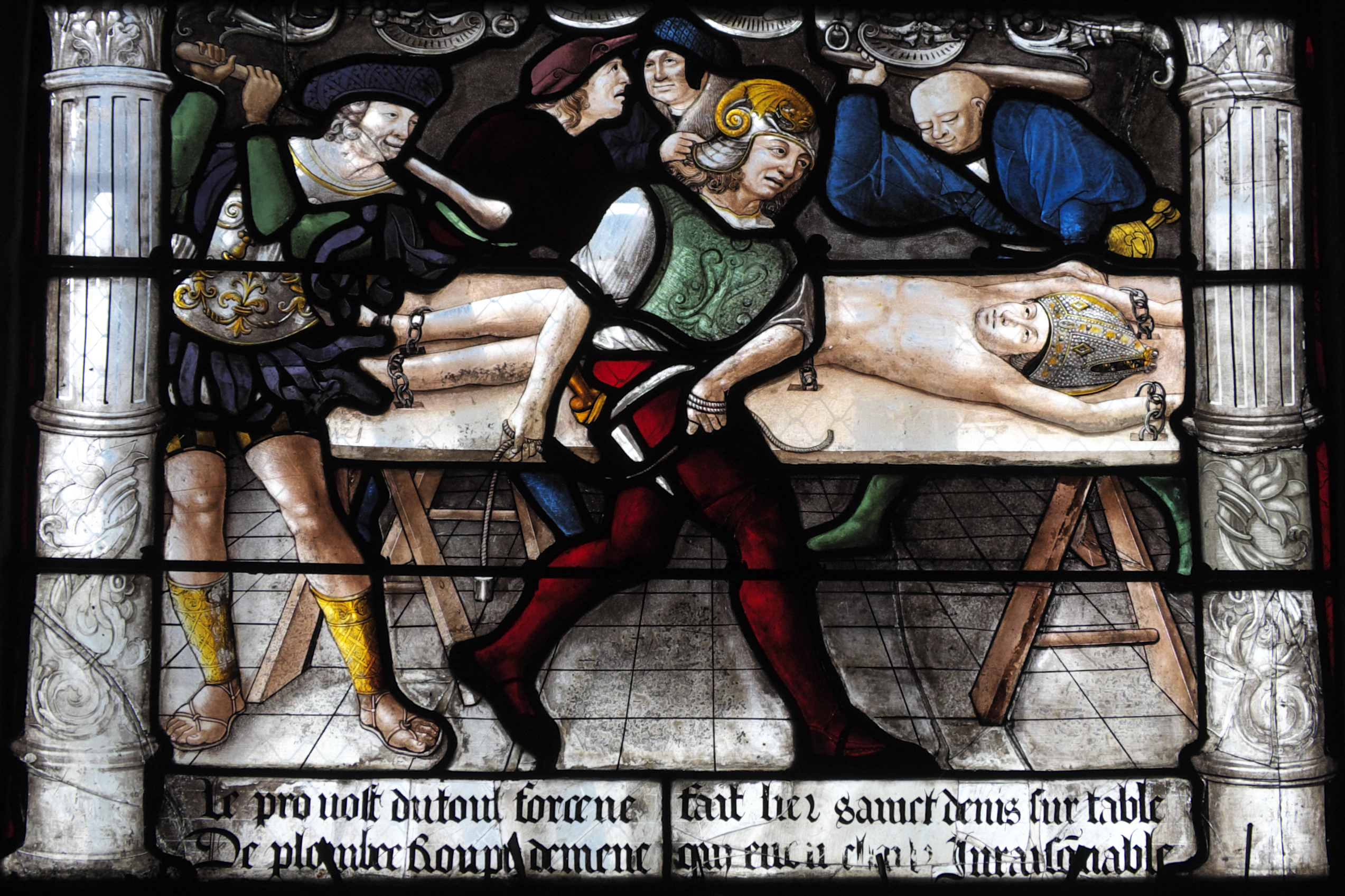
Folter des heiligen Dionysius
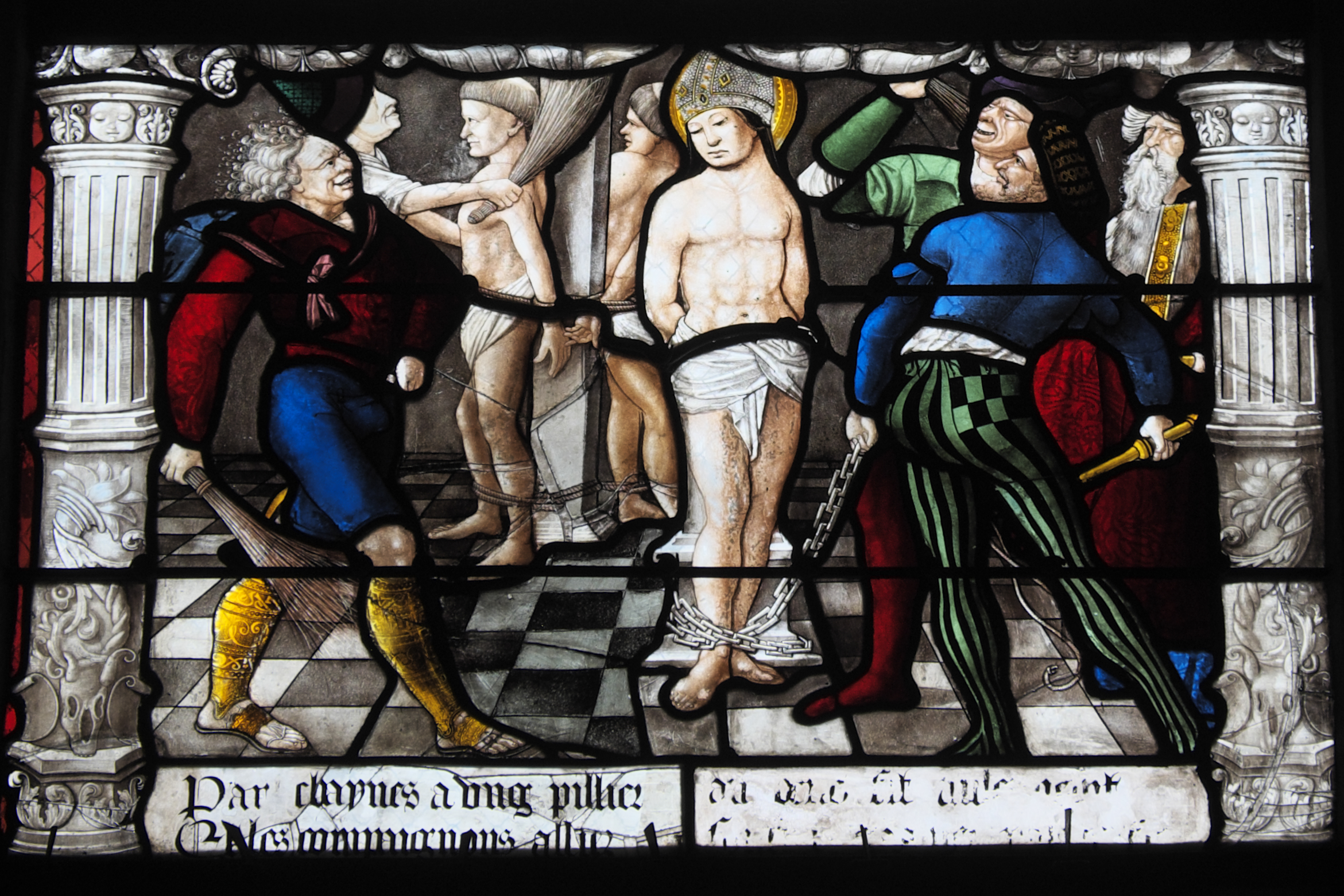
Geißelung des heiligen Dionysius und seiner Begleiter
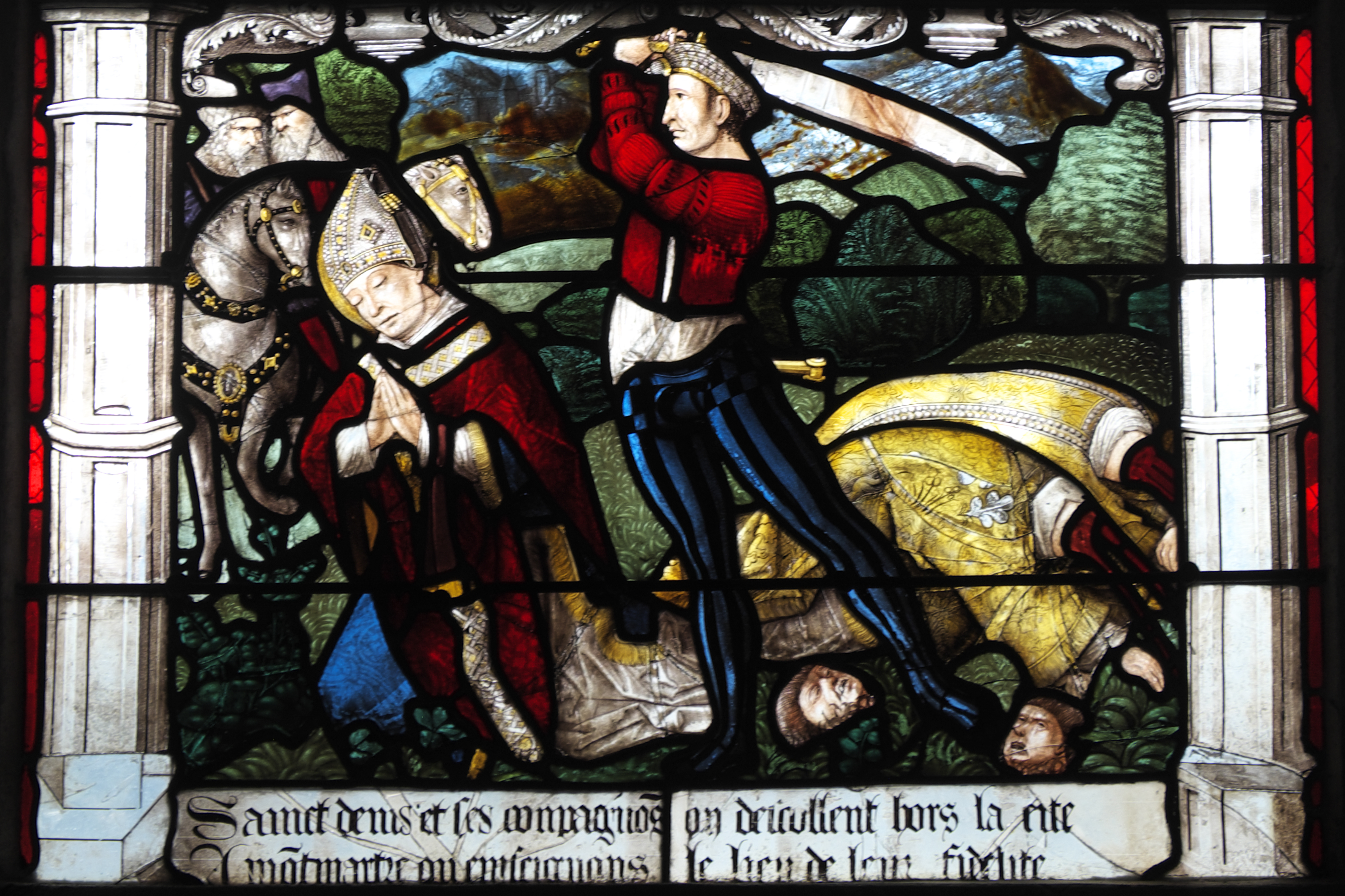
Enthauptung des heiligen Dionysius und seiner Begleiter
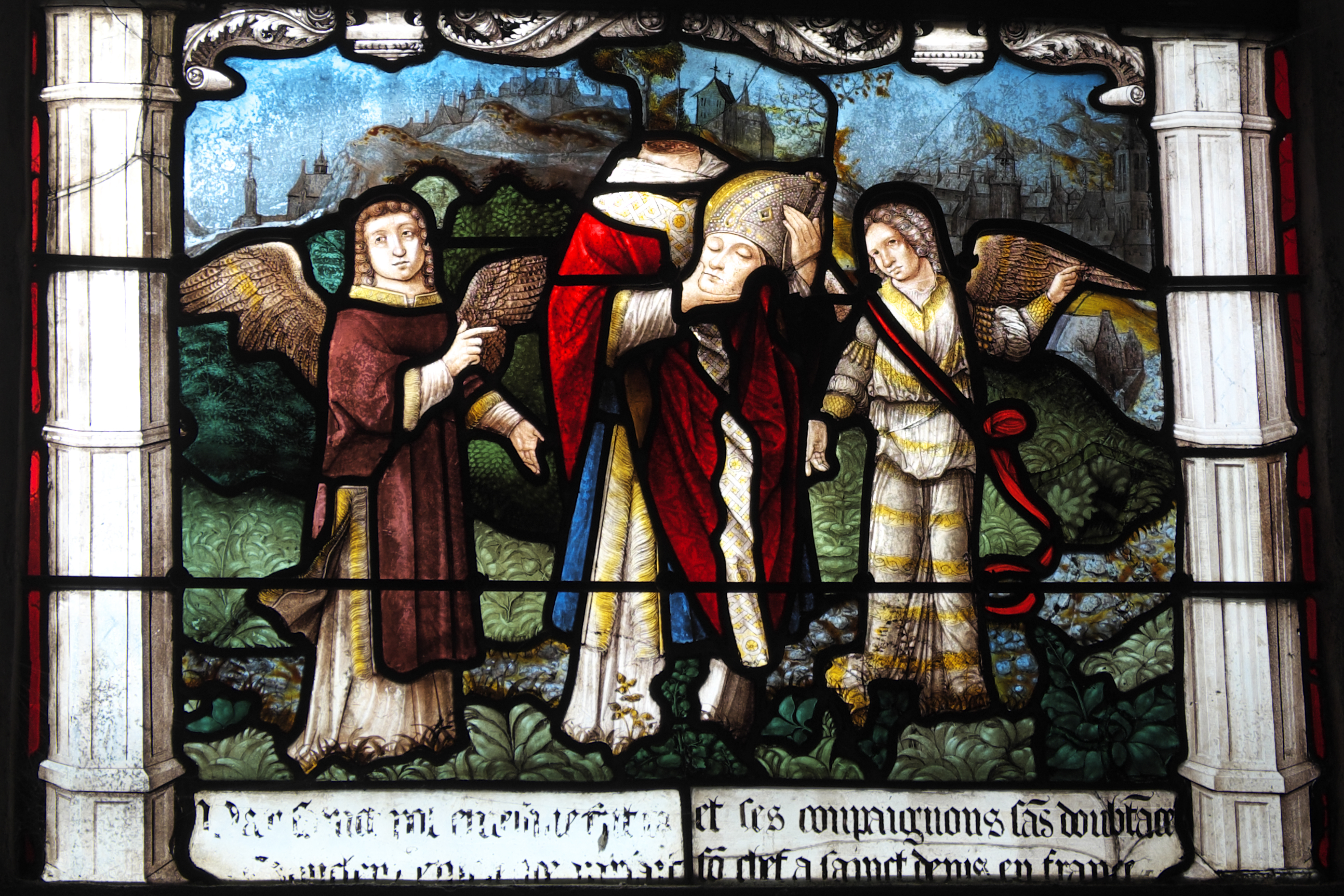
Dionysius, der sein Haupt in Händen hält, und zwei Engel

Fenster 35 in der Beaucaire-Kapelle
Die Kapelle wurde von dem Chorherrn Pierre de Beaucaire gestiftet, das Fenster wurde um 1462 ausgeführt. Auf den vier Lanzetten sind die Kirchenväter Ambrosius von Mailand, Hieronymus, Augustinus von Hippo und Papst Gregor der Große in den Nischen einer gotischen Scheinarchitektur dargestellt. Im Maßwerk sieht man zwei Tote aus ihren Gräbern steigen, betende Chorherren, Engel mit Posaunen und den Leidenswerkzeugen wie Kreuz und Geißelsäule und ganz oben Gottvater.

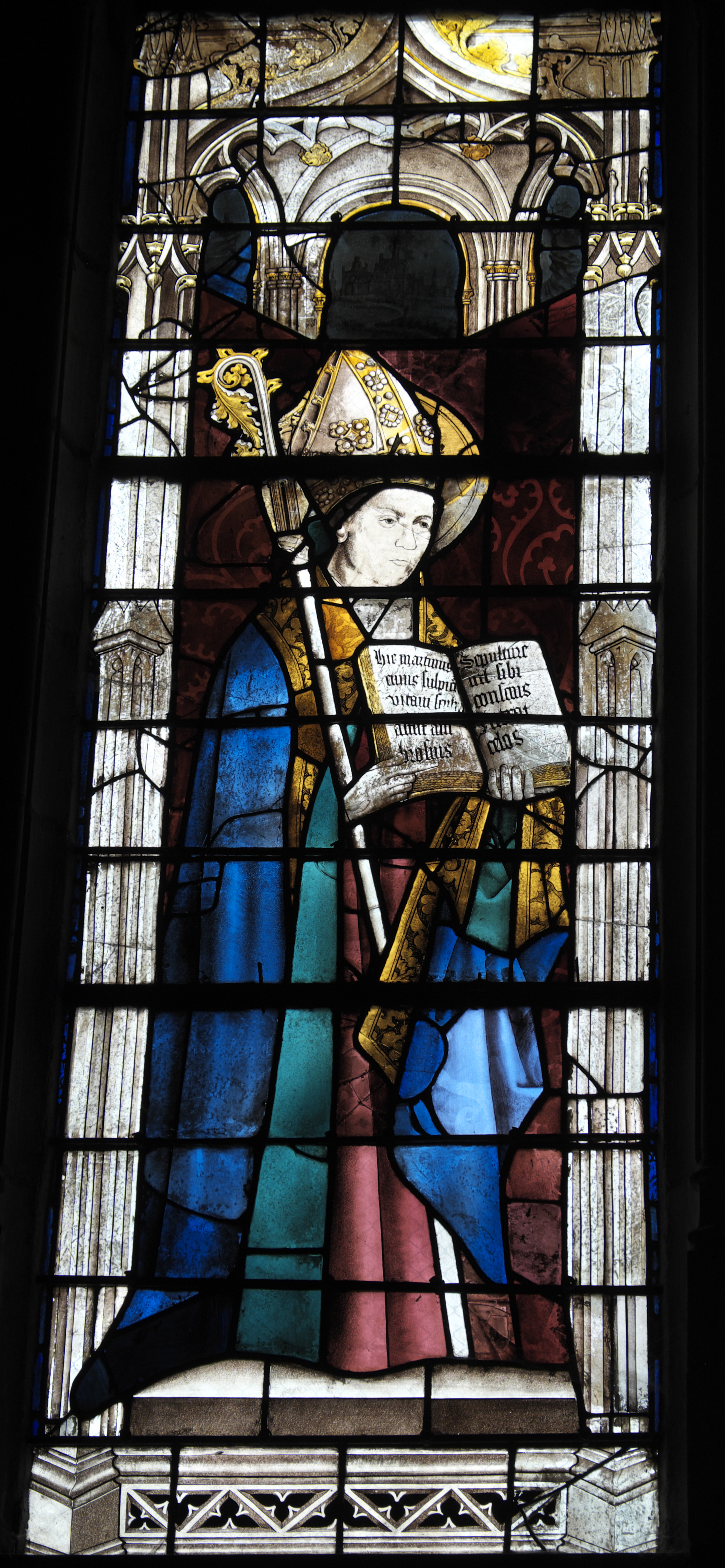
Ambrosius
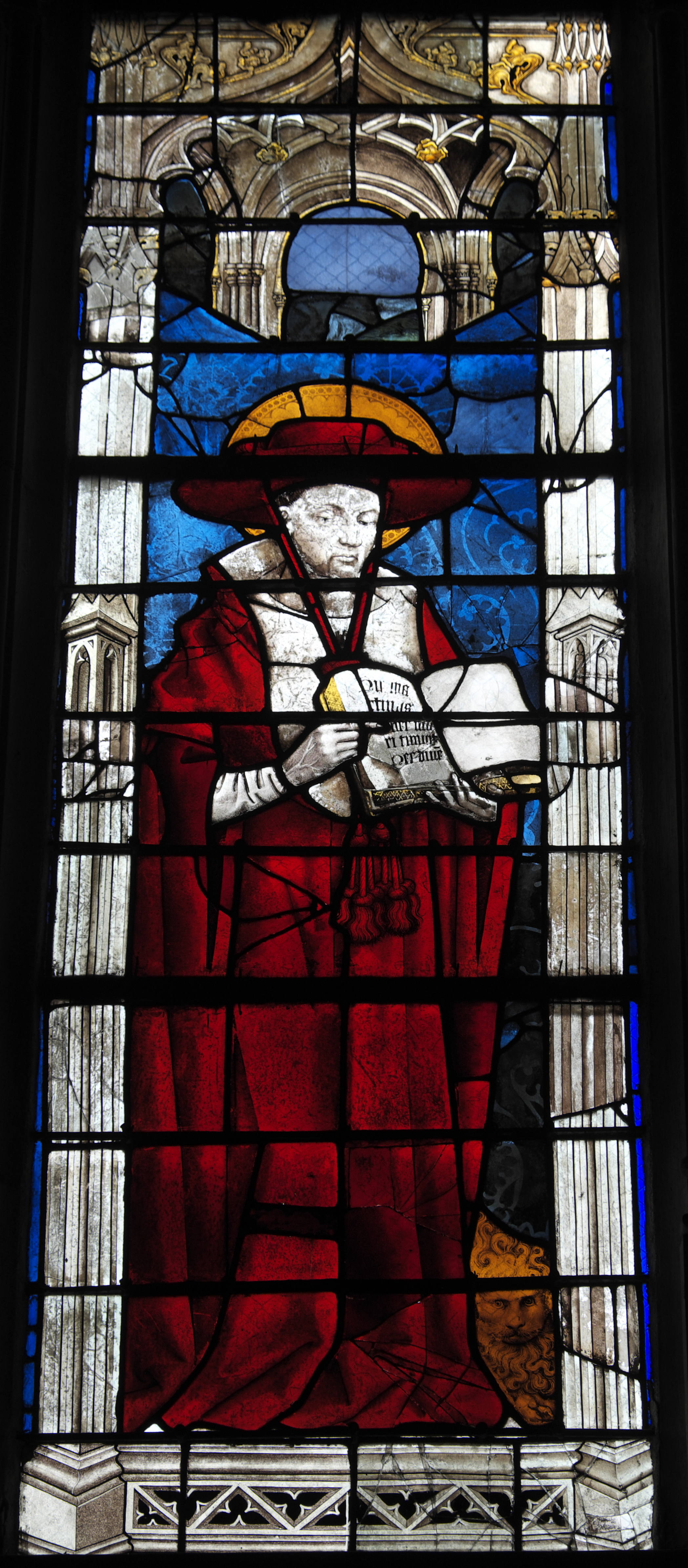
Hieronymus
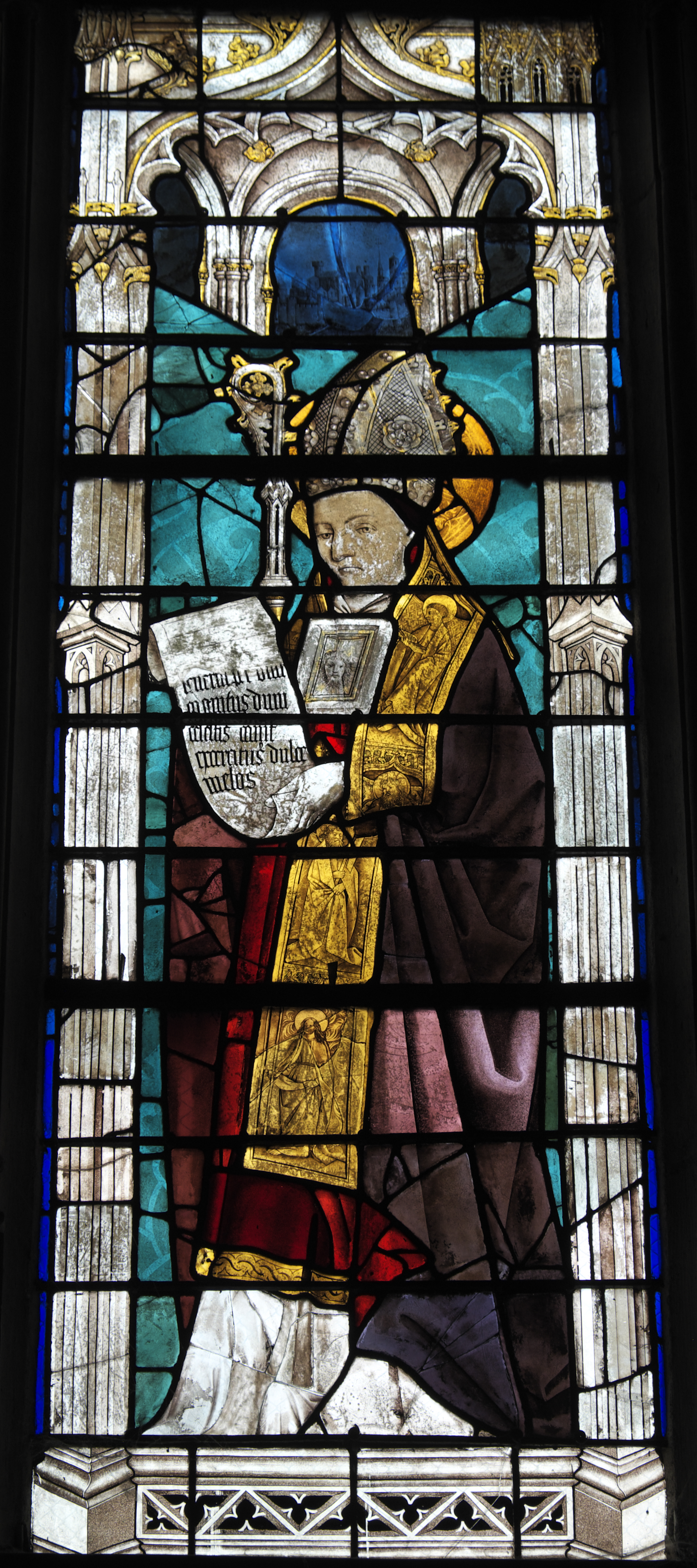
Augustinus
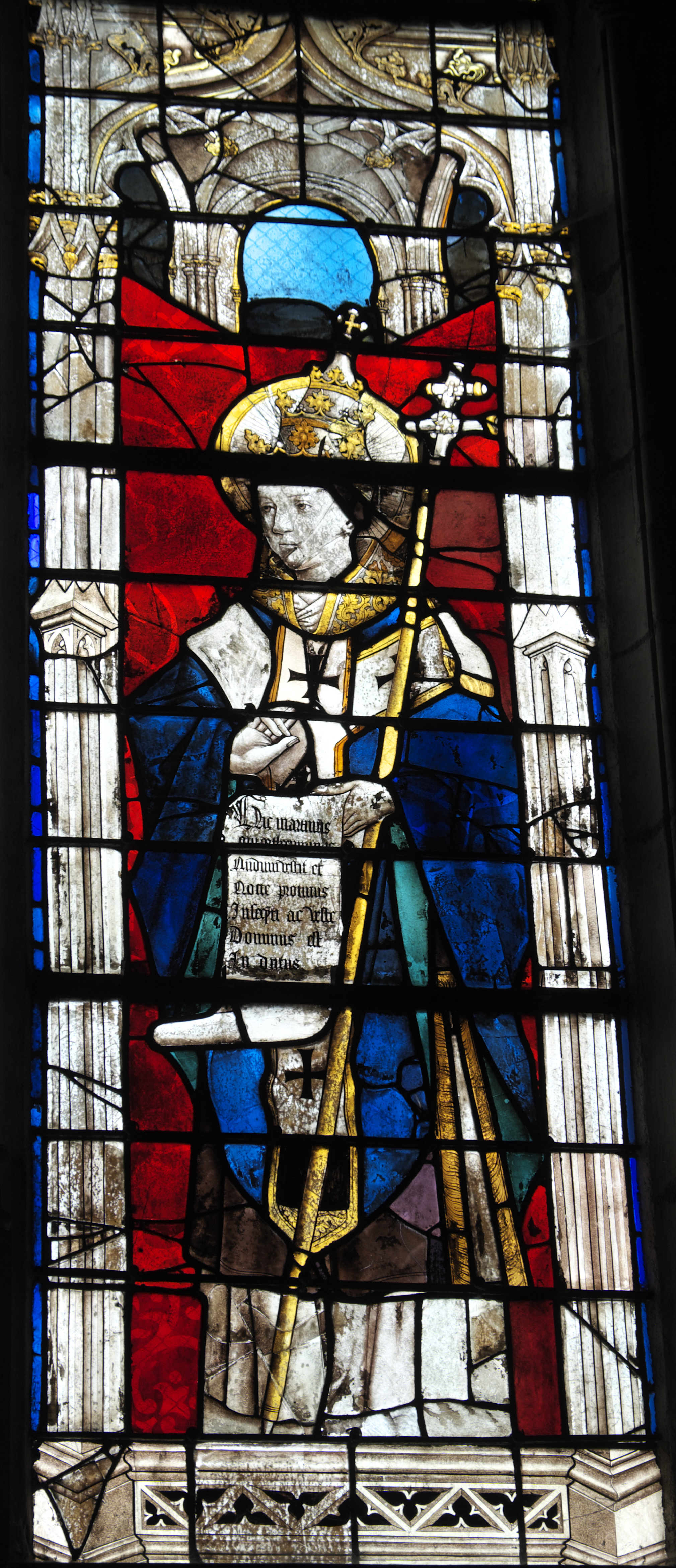
Gregor der Große

Fenster 37 in der Fradet-Kapelle
Die Kapelle wurde von dem Domdekan Pierre Fradet gestiftet, das Fenster wurde zwischen 1462 und 1464 ausgeführt. Auf den vier Lanzetten sind die Evangelisten dargestellt, die, in Nischen unter Baldachinen, auf Podesten mit Wappen stehen und aufgeschlagene Bücher oder Schriftrollen in den Händen halten. Zu Füßen der Evangelisten sind ihre Symbole zu erkennen, der Löwe zu Füßen des Evangelisten Markus, die menschliche Gestalt zu Füßen des Evangelisten Matthäus, der Stier zu Füßen des Evangelisten Lukas und der Adler zu Füßen des Evangelisten Johannes. Die Scheiben des Maßwerks stellen von rechts nach links die Kreuzigung Christi, die Auferstehung Christi und die Begegnung Maria Magdalenas mit dem auferstandenen Christus (Noli me tangere) dar und oben, unter der Taube des Heiligen Geistes, Maria und darunter Heilige, die zu ihr beten.

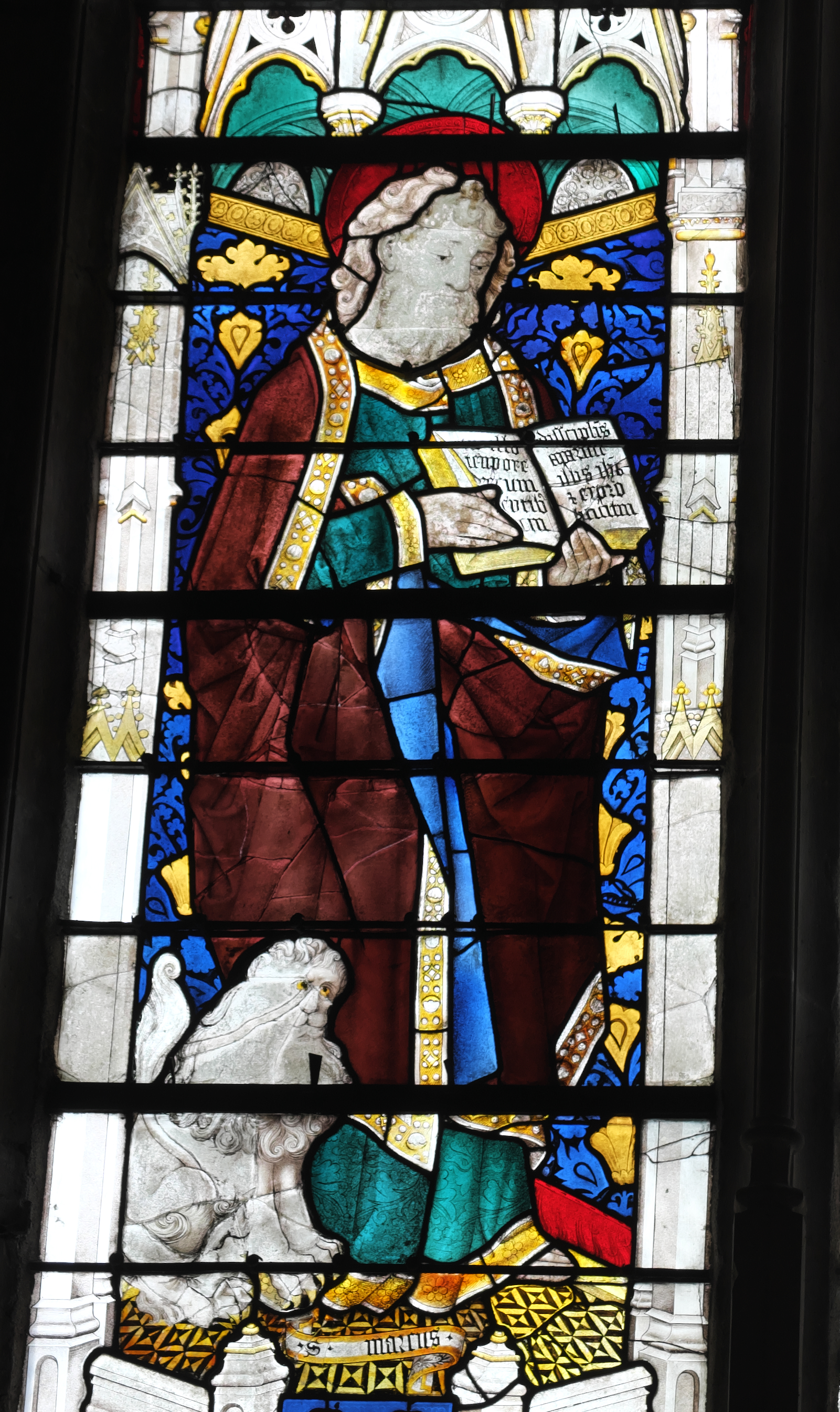
Evangelist Markus und Löwe
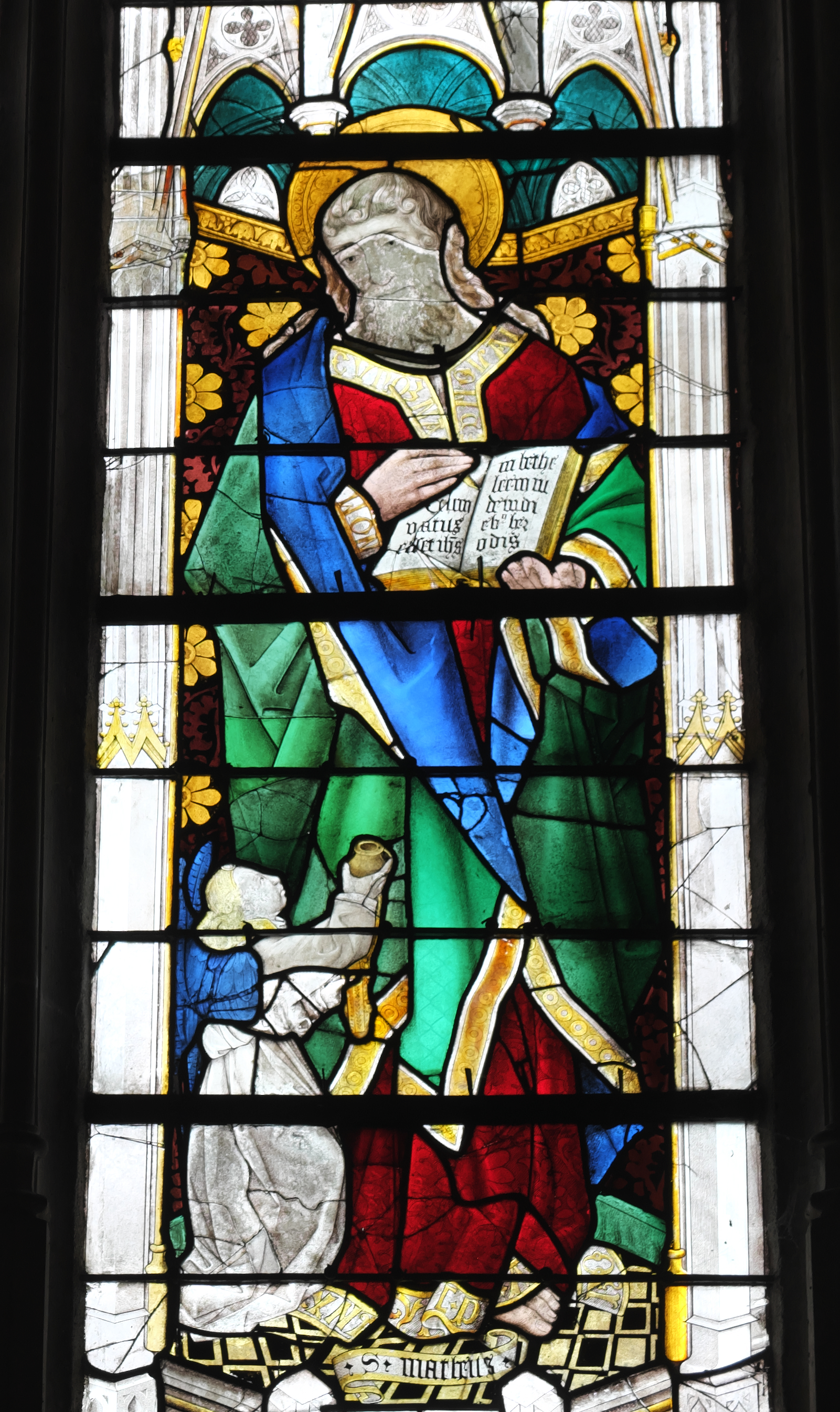
Evangelist Matthäus und menschliche Gestalt
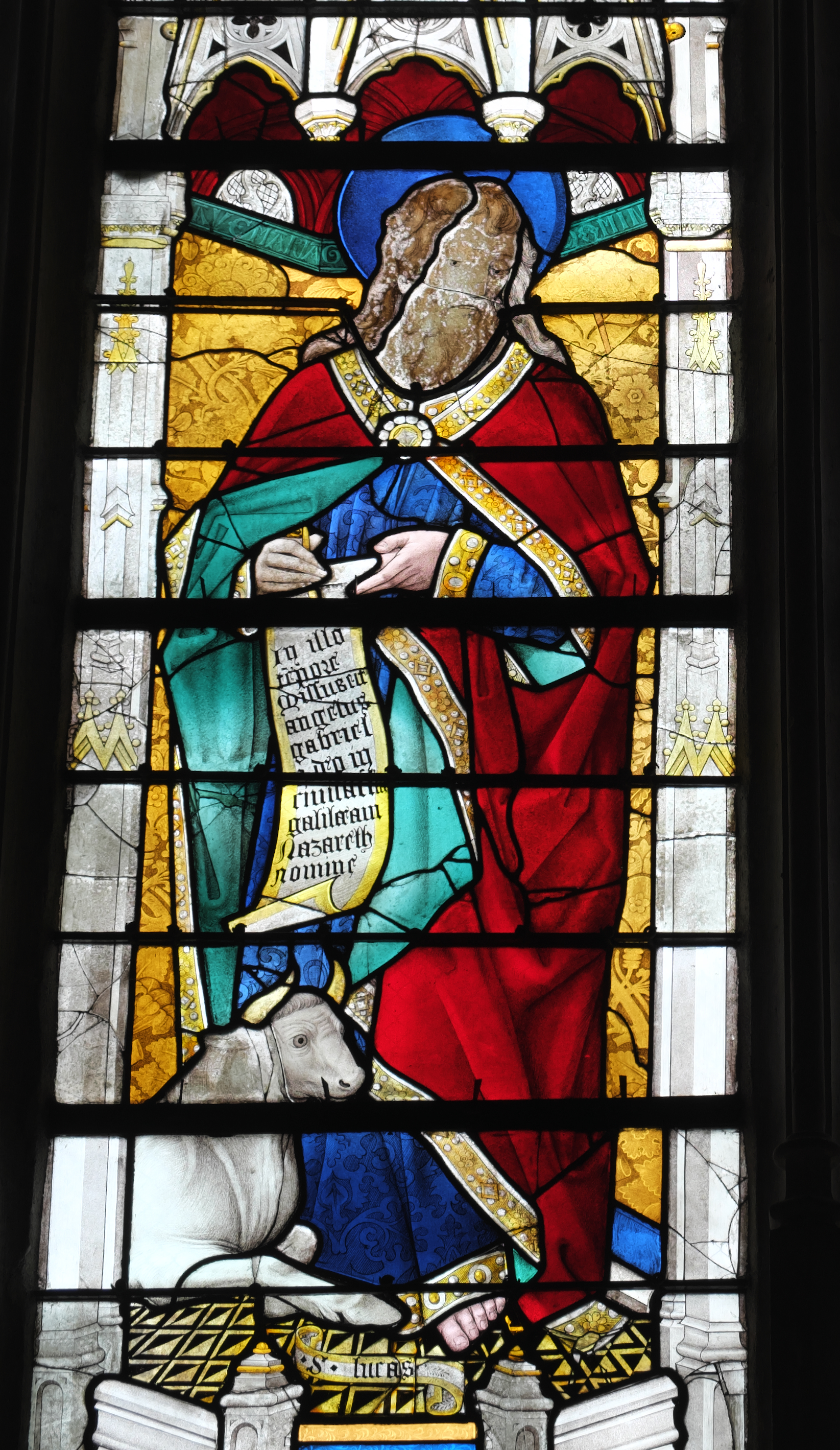
Evangelist Lukas und Stier
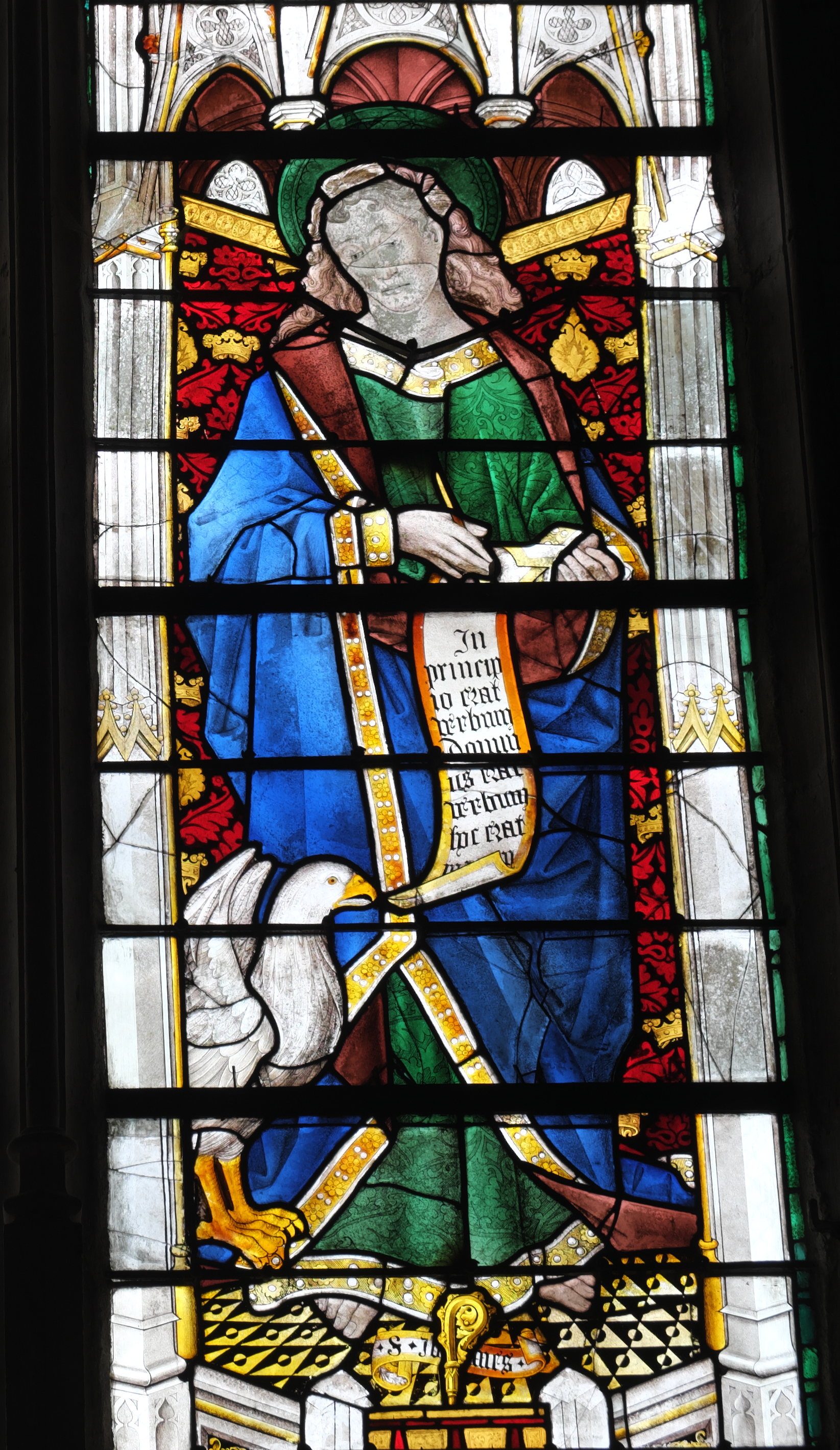
Evangelist Johannes und Adler

Rechte Seite (Südseite)
Fenster 26 in der Boisratier-Kapelle
Die Kapelle wurde von dem Erzbischof von Bourges, Guillaume de Boisratier, gestiftet. Das Fenster wurde 1409/10 ausgeführt und 1869 ergänzt. Im Maßwerk sind nur noch einzelne Scheiben des ursprünglichen Fensters erhalten, das bei einem Sturm im Jahr 1645 zerstört wurde. Auf den Scheiben im Maßwerk sieht man das Wappen von Alexander V., der von 1409 bis 1410 als Gegenpapst in Pisa residierte, und die Lilienwappen des französischen Königshauses und der Herzöge von Berry. Der erste Herzog von Berry, Johann von Berry, ein Sohn des französischen Königs Johann II., hatte seine Residenz in Bourges, sein prächtiges Grabmal befindet sich in der Kathedrale. Auf den drei Lanzetten aus dem 19. Jahrhundert sind Erzbischöfe von Bourges mit ihren Schutzpatronen dargestellt.

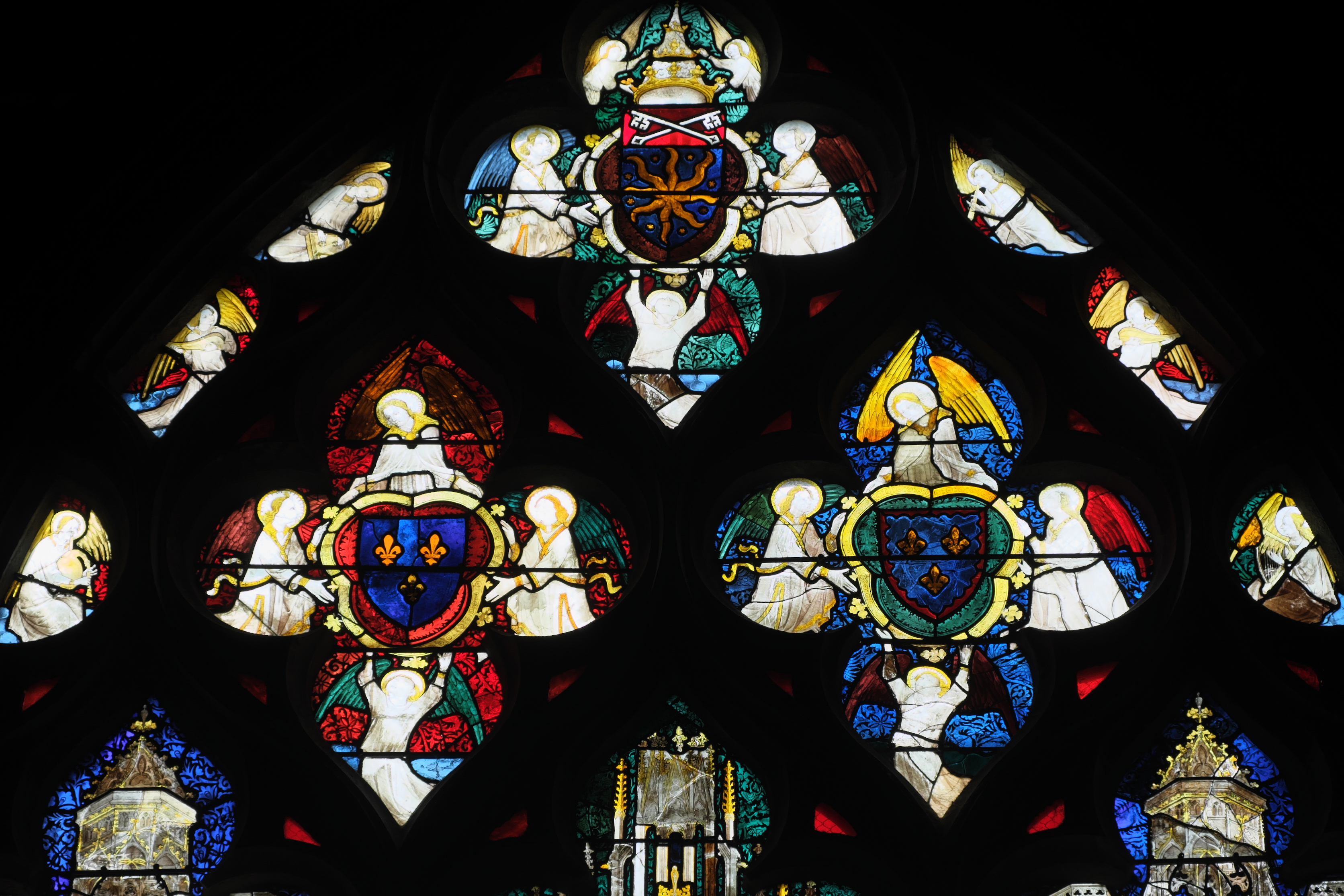
Maßwerk mit den Wappen des Gegenpapstes Alexander V. und den Lilienwappen des französischen Königshauses und des Herzogtums Berry
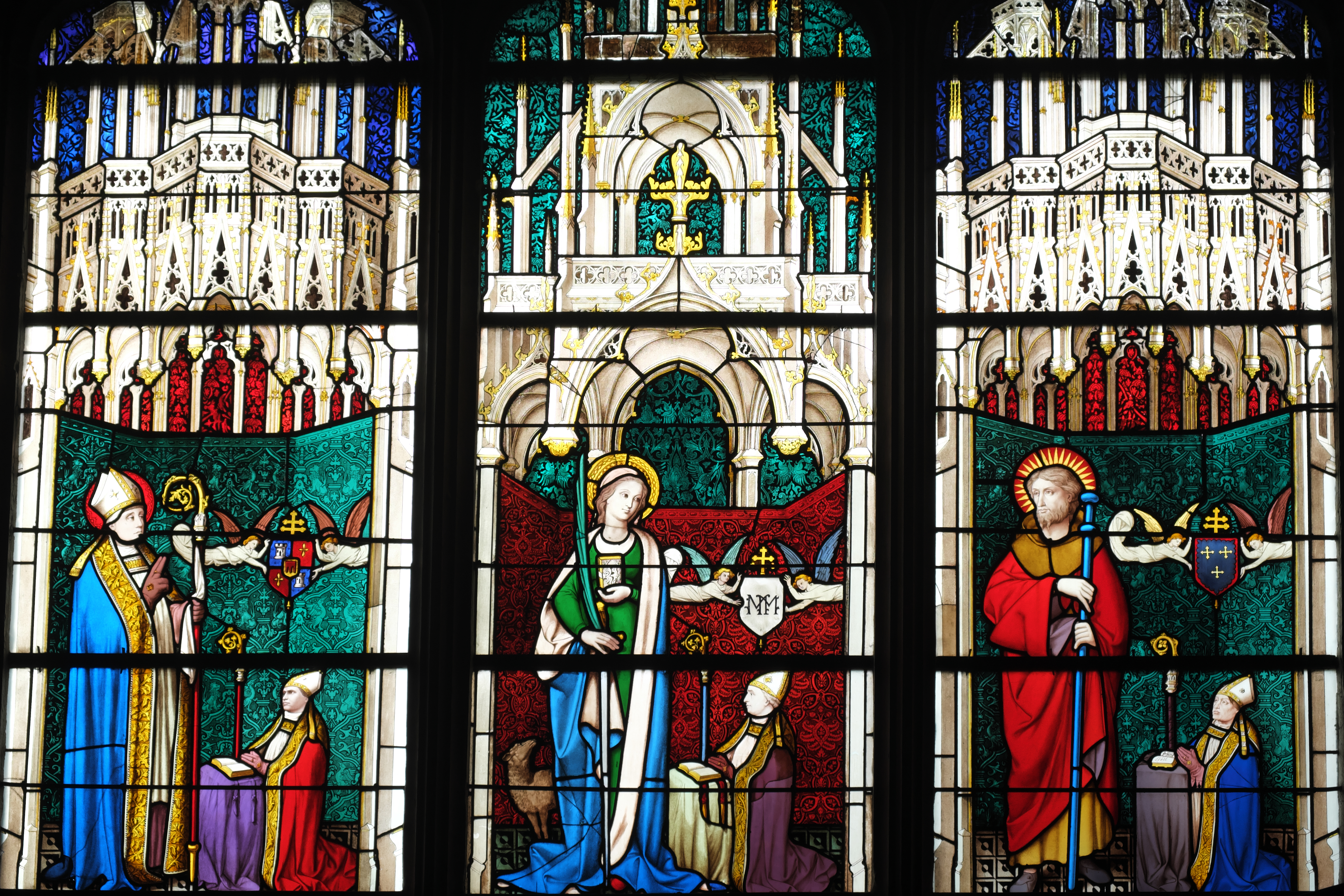
Erzbischöfe von Bourges mit ihren Schutzpatronen

Fenster 30 in der Aligret-Kapelle
Die Kapelle wurde von dem Chorherren Simon Aligret gestiftet, das Fenster wurde zwischen 1405 und 1412/15 ausgeführt. Auf der linken Lanzette sind Simon Aligret und seine beiden Neffen mit dem Apostel Simon (?) dargestellt, auf den folgenden Lanzetten sieht man die heilige Katharina und den heiligen Hilarius von Poitiers und auf der äußeren rechten Lanzette Mitglieder der Familie Aligret, eine Mutter mit ihren drei Töchtern und dem heiligen Georg. Die Figuren stehen in vorgetäuschten Nischen unter filigranen Baldachinen. Im Maßwerk sind Szenen des Jüngsten Gerichts dargestellt.

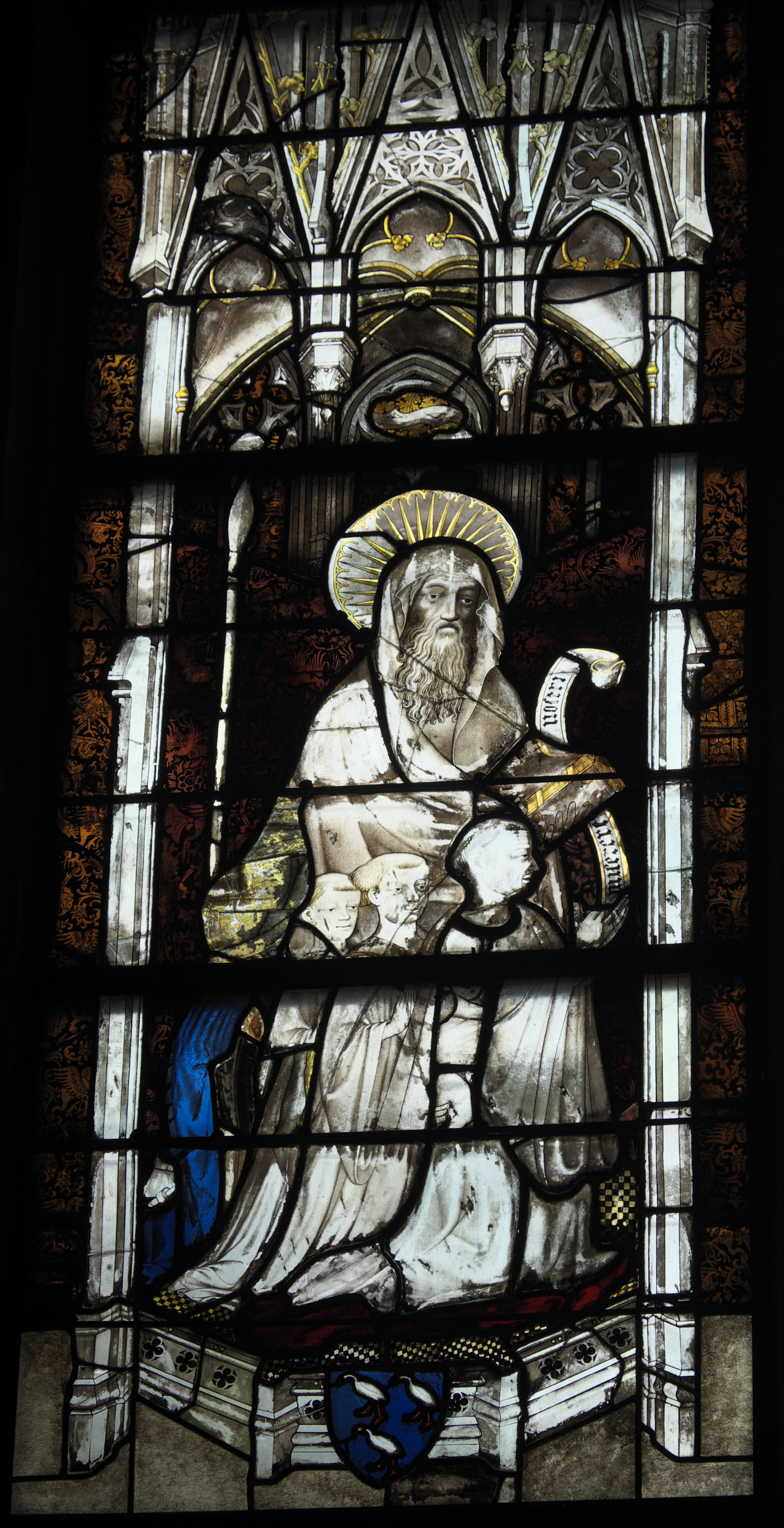
Simon Aligret mit seinen beiden Neffen und dem Apostel Simon
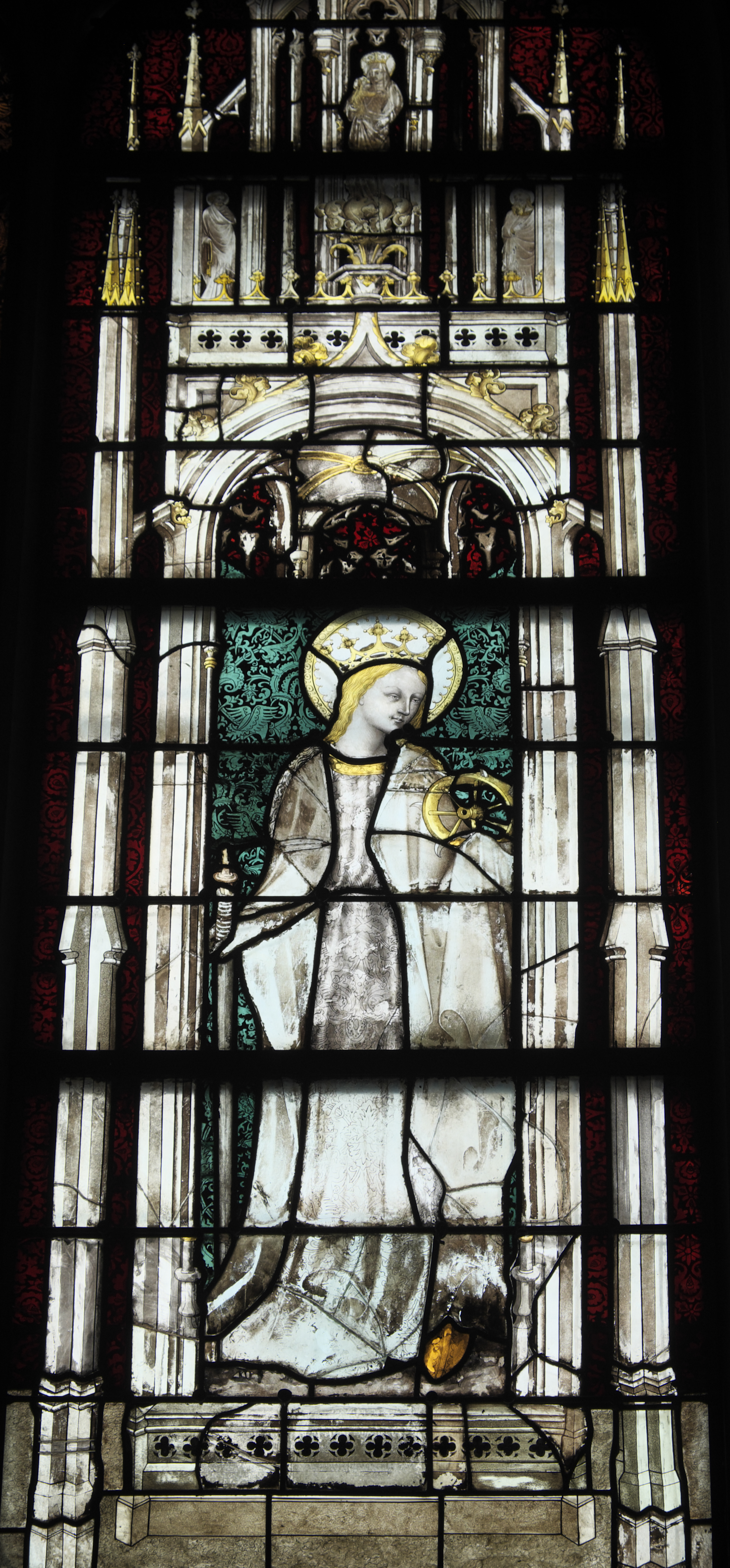
Heilige Katharina
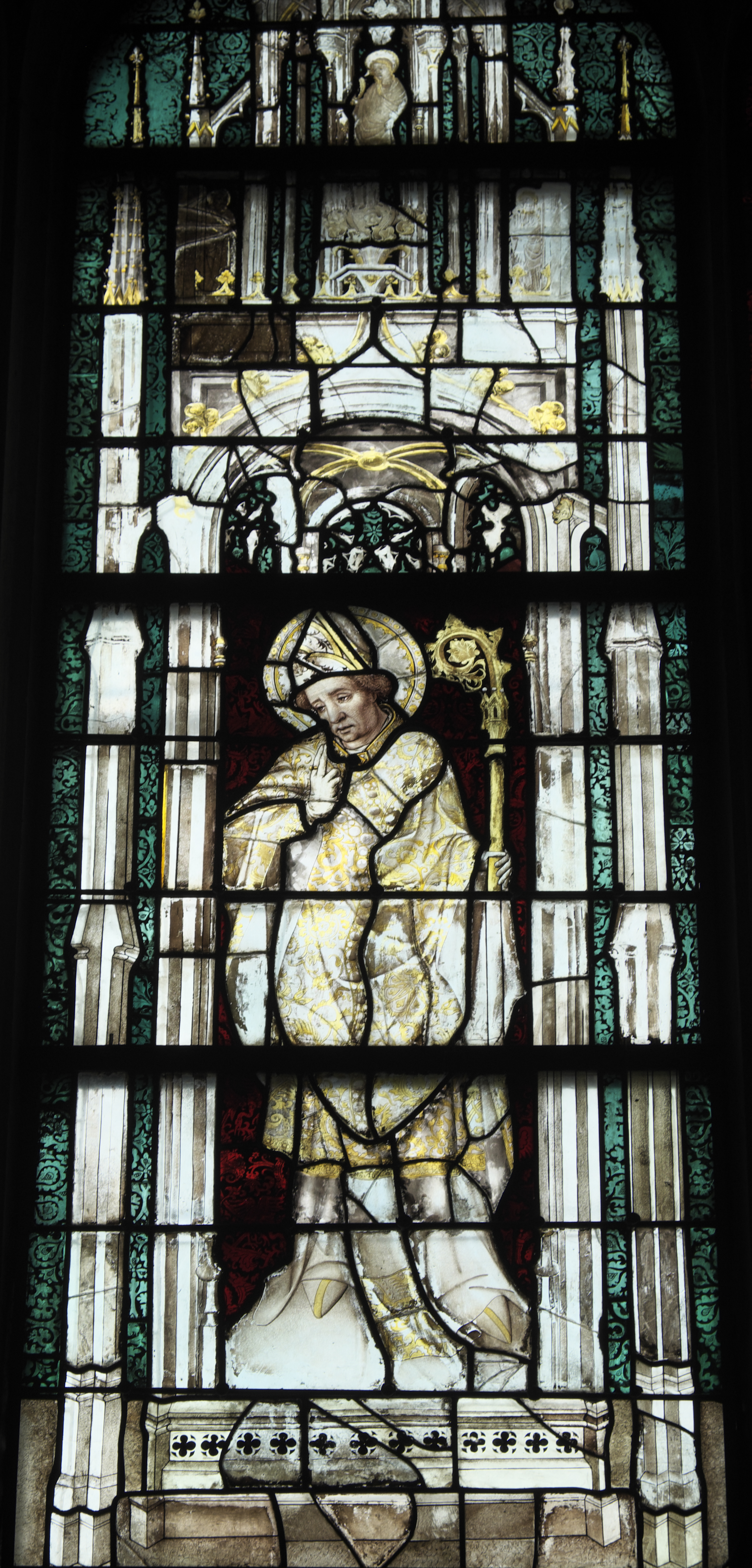
Hilarius von Poitiers
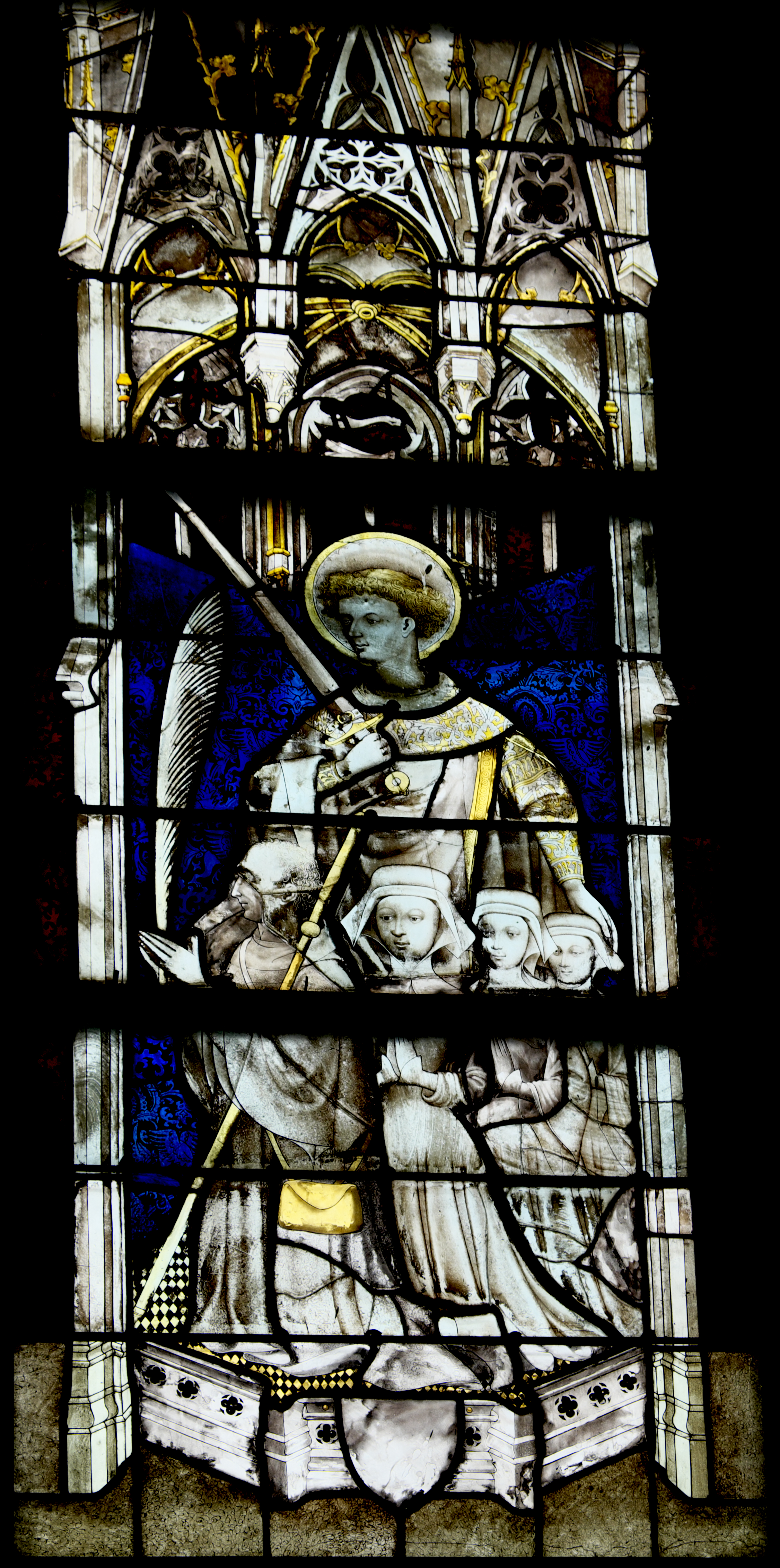
Mutter mit drei Töchtern und dem heiligen Georg

Fenster 32 in der Tullier-Kapelle
Die Kapelle wurde von dem Domdekan Pierre Tullier gestiftet, das Fenster wurde 1532 (1523?) von Jean Lécuyer ausgeführt. Auf den vier Lanzetten sind von links nach rechts Maria mit dem Jesuskind und Johannes dem Täufer als Kind, die Eltern des Stifters mit ihrem Schutzpatron, dem Apostel Petrus, Pierre Tullier und seine Brüder Jehan und François mit Johannes dem Täufer, der die Märtyrerpalme in der Hand hält, sowie vier weitere Chorherren unter dem Schutz des Apostels Jakobus dargestellt. Die Personen stehen auf einem Sockel mit Inschriften und Wappen unter Renaissanceädikulä mit kunstvollen Baldachinen. Auf den beiden mittleren Lanzetten ist neben den Aufbauten über den Baldachinen die Jahreszahl 1523 zu lesen. Im Maßwerk sieht man Gottvater mit singenden und musizierenden.

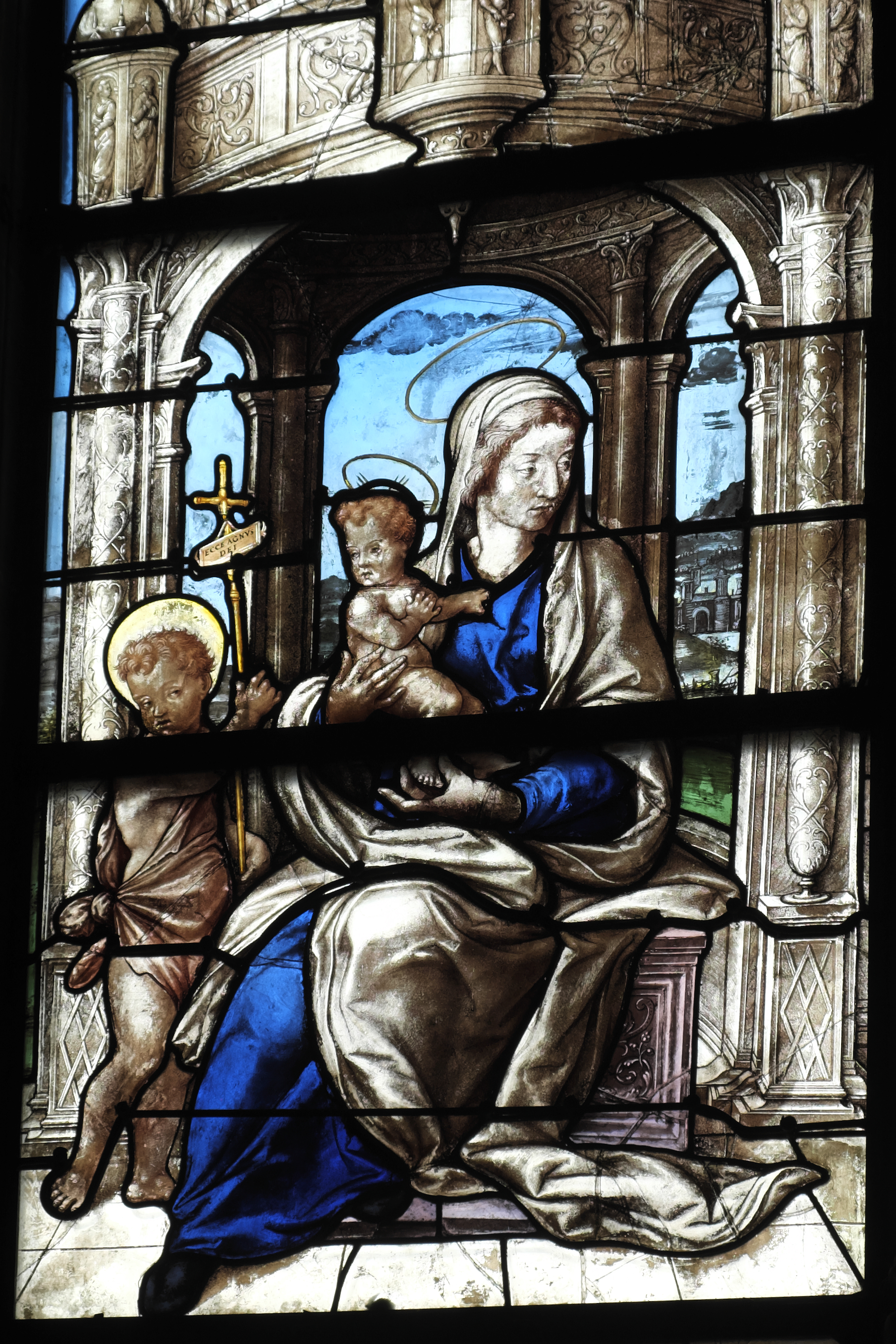
Madonna mit Kind und Johannes dem Täufer
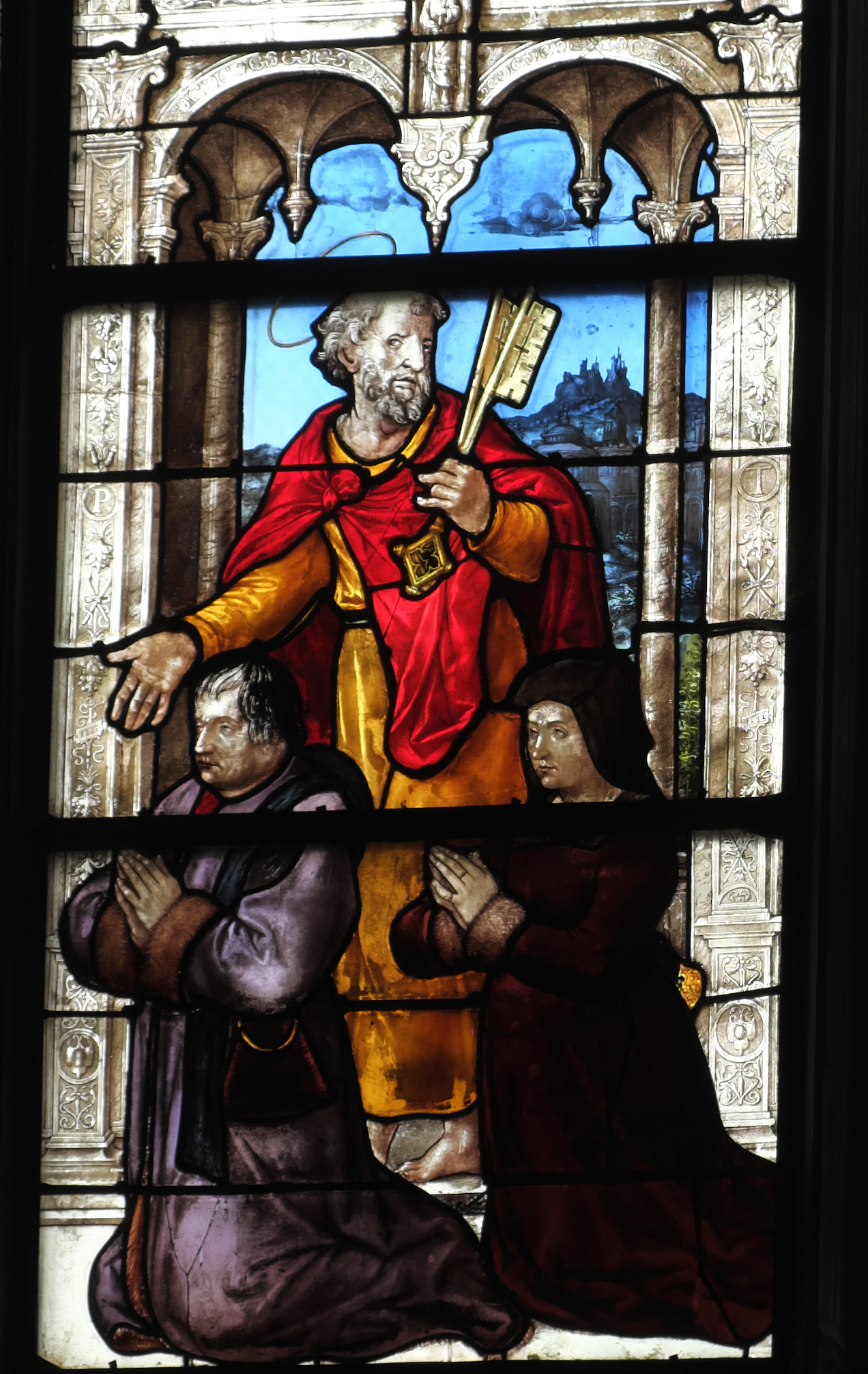
Eltern des Stifters mit dem Apostel Petrus
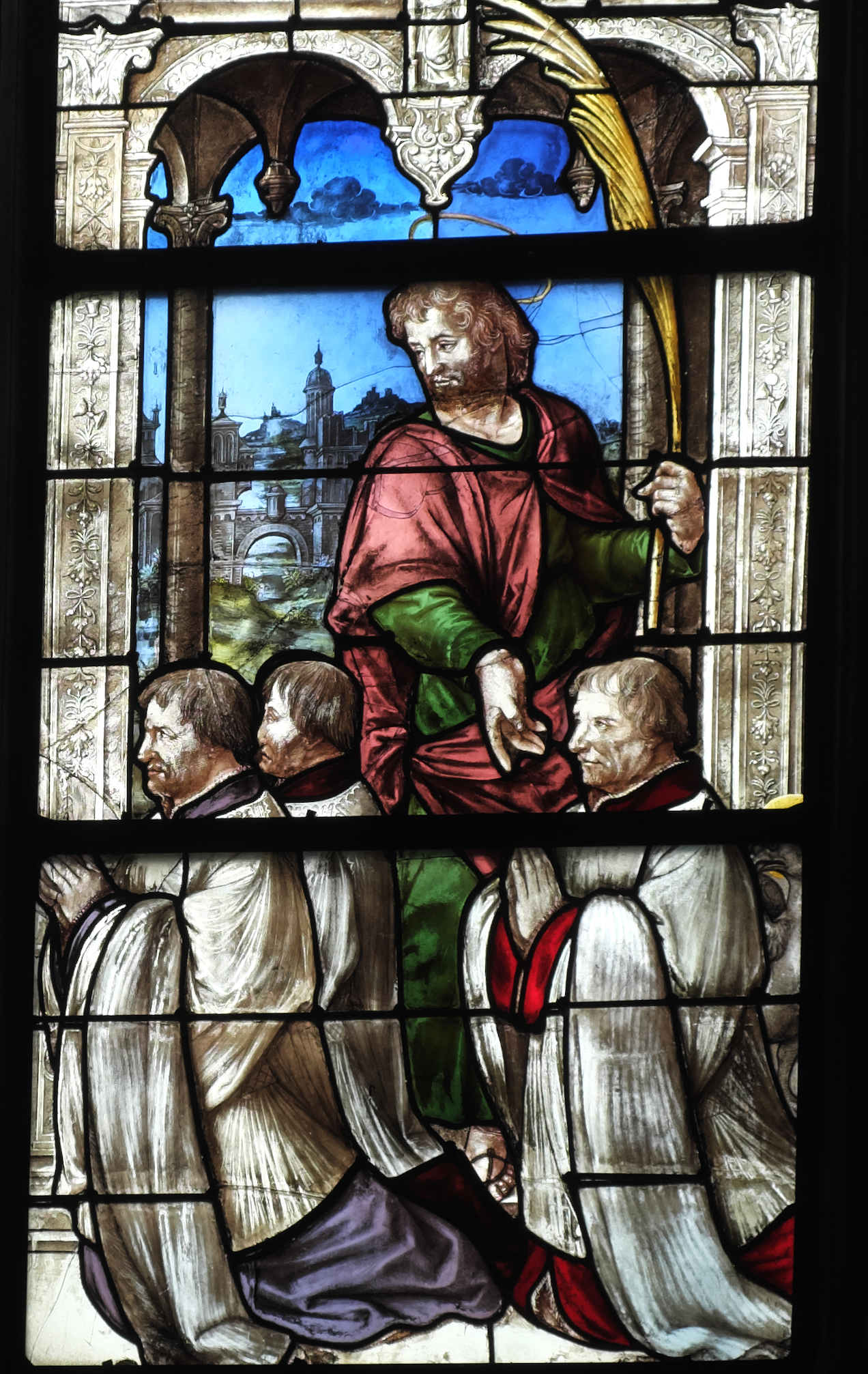
Pierre Tullier und seine Brüder mit Johannes dem Täufer
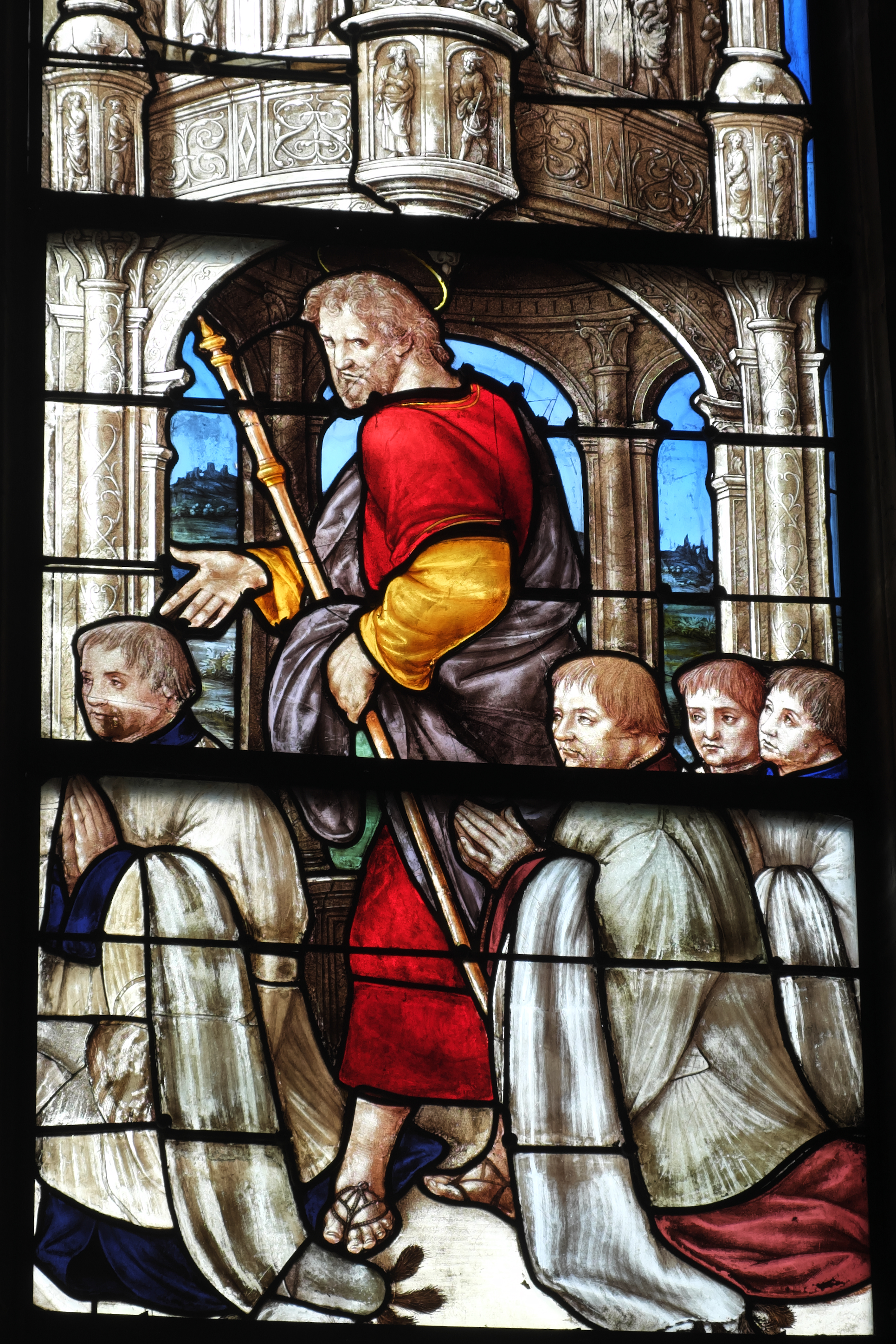
Chorherren mit dem Apostel Jakobus

Fenster 38 und 42 in der Étampes-Kapelle
Die Kapelle, auch Herz-Jesu-Kapelle (Chapelle du Sacré-Cœur), wurde von Robinet d′Étampes, einem Mitglied des königlichen Rates am Hofe Karls VI., gestiftet. Die in der Mitte des 15. Jahrhunderts ursprünglich für diese Kapelle geschaffenen Fenster wurden bei einem Sturm im Jahr 1645 zerstört. Die beiden seitlichen Fenster (Fenster 38 und 42), die heute in der Kapelle eingebaut sind, stammen aus der im Jahr 1757 abgebrochenen Sainte-Chapelle des ehemaligen Palastes des Herzogs Johann von Berry in Bourges und wurden um 1404/05 ausgeführt. Auf den zwei Lanzetten der beiden Fenster sind jeweils Engel mit dem Lilienwappen der Herzöge von Berry dargestellt. Die Scheiben des Maßwerks mit den Darstellungen des Herzen Jesu, von einem Schwert durchbohrt bzw. von der Dornenkrone umgeben, stammen wie das mittlere Fenster der Kapelle (Fenster 40) aus dem 19. Jahrhundert und gaben der Kapelle ihren späteren Namen.

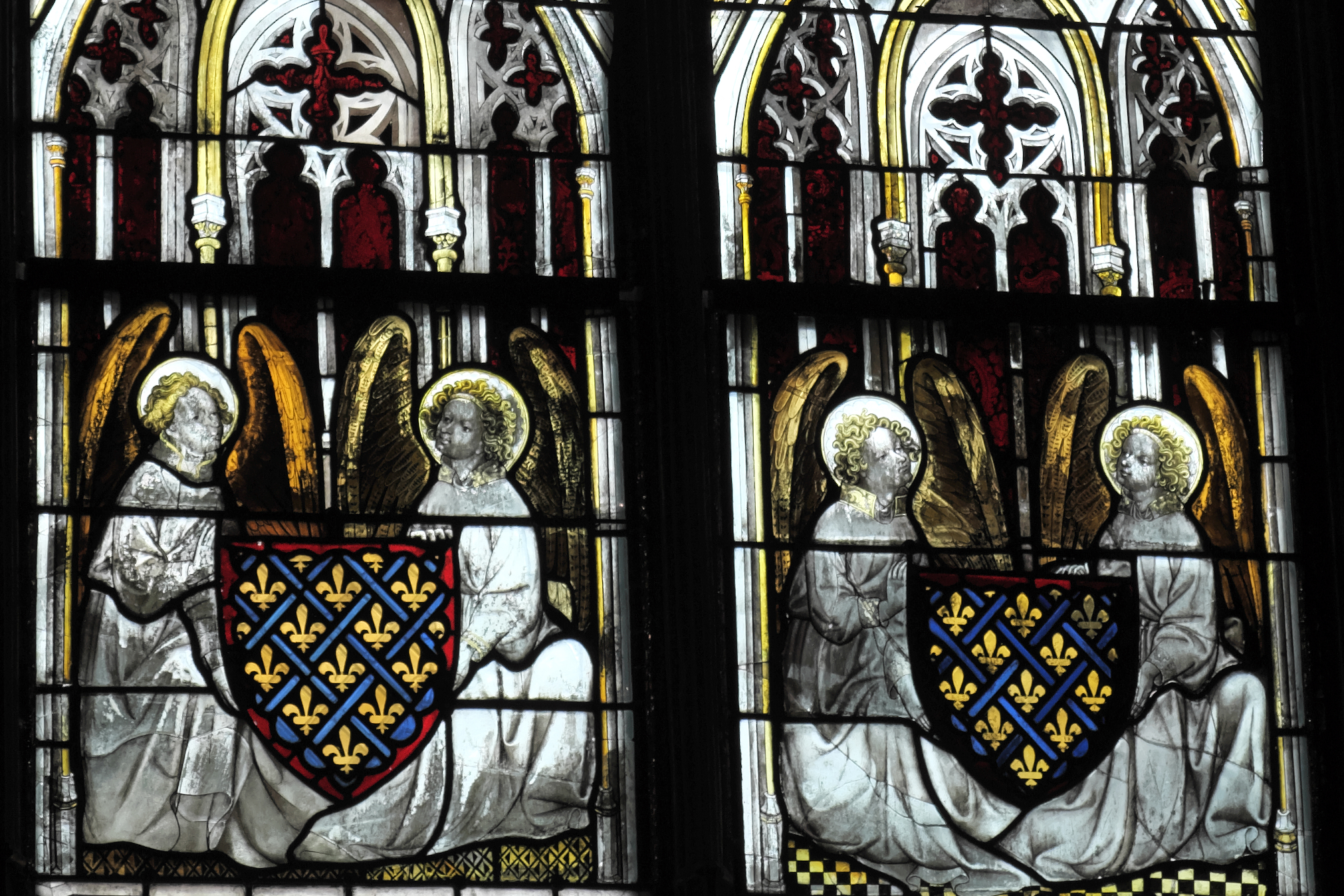
Fenster 38: Engel mit Lilienwappen
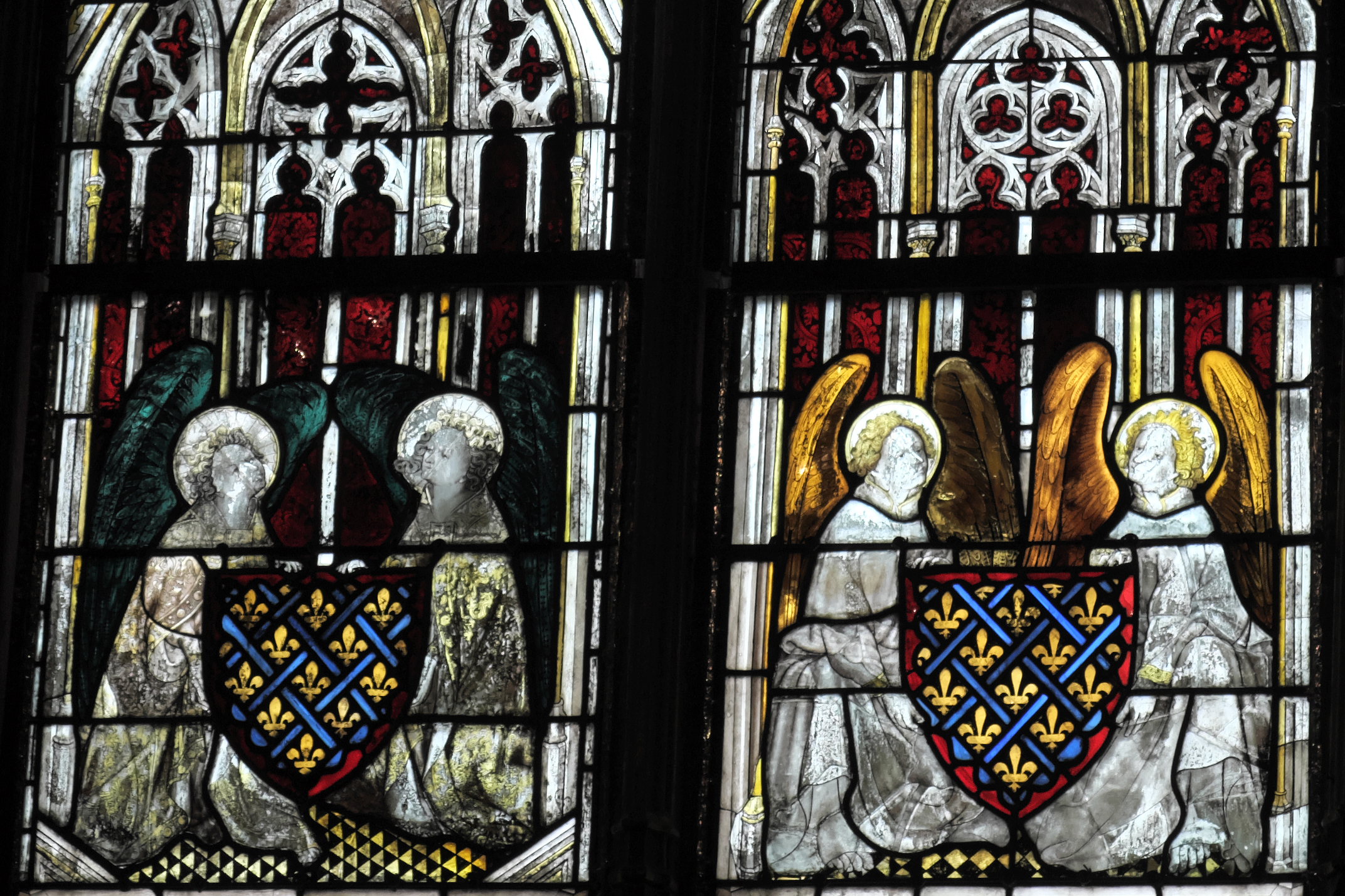
Fenster 42: Engel mit Lilienwappen

Fenster 44 in der Kapelle der Familie Le Roy

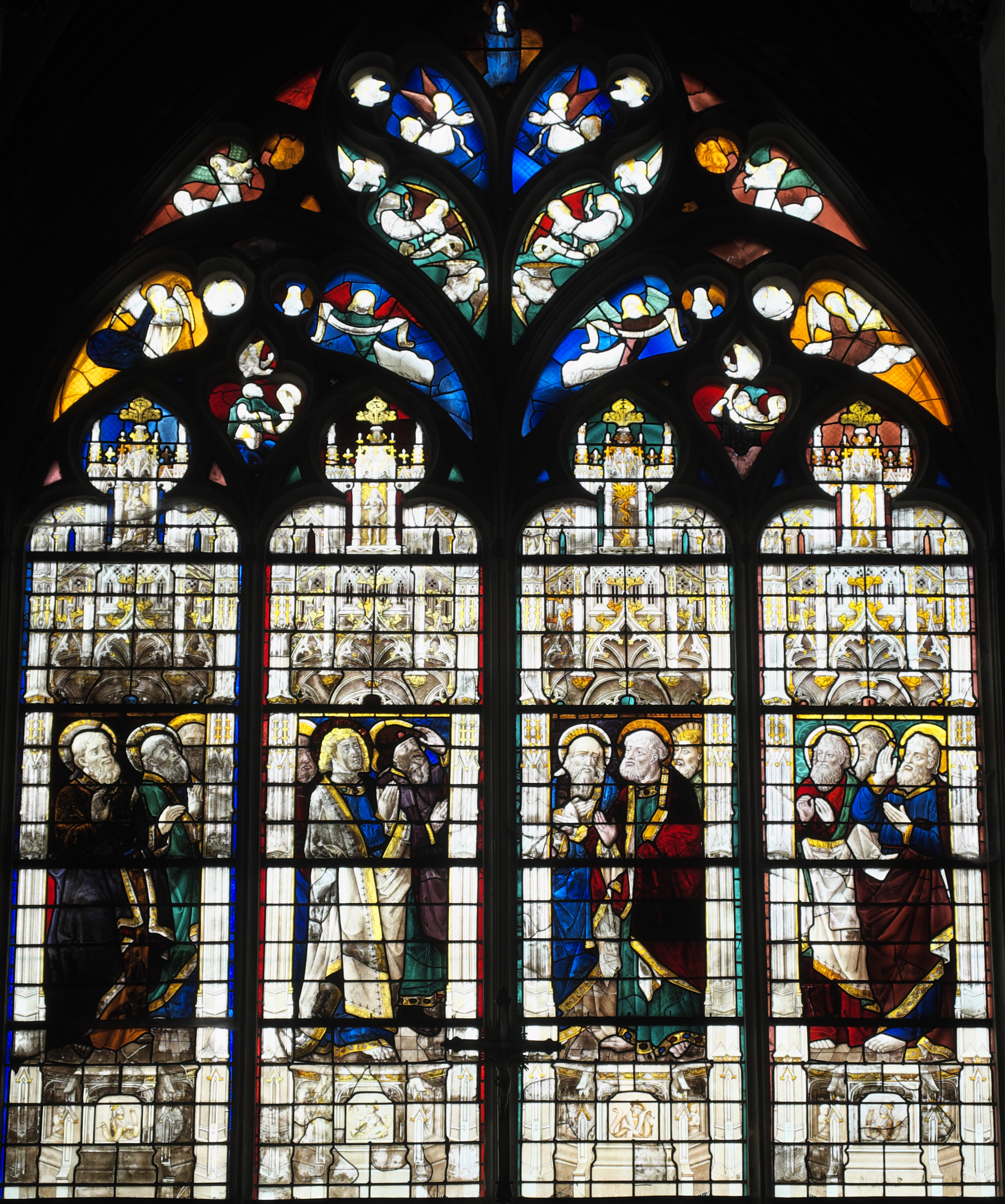
Fenster 44: Apostel

Die Kapelle wurde 1472 von Jean Le Roy, dem Herrn von Contres, gestiftet, das Fenster wurde 1473/74 ausgeführt. Auf den vier Lanzetten sind die zwölf Apostel dargestellt. Sie sind in Dreiergruppen angeordnet und stehen in Nischen mit aufwändigen Baldachinen, die mit kleinen Figuren besetzt sind. Im oberen Abschluss der linken Lanzette ist eine kniende Figur zu erkennen, auf den anderen drei Lanzetten stellen Adam, der Baum mit der Schlange und Eva den Sündenfall dar.

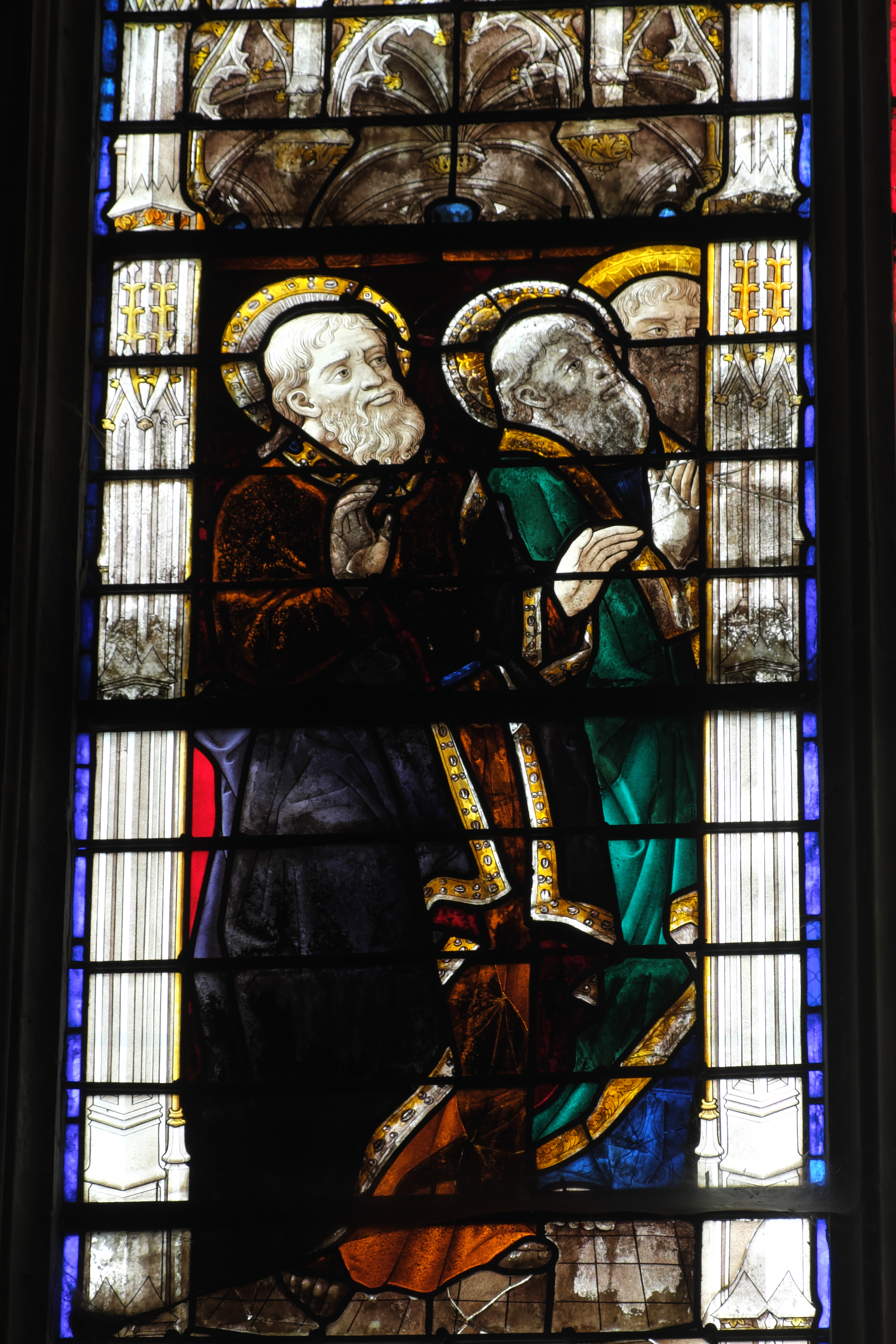
Drei Apostel
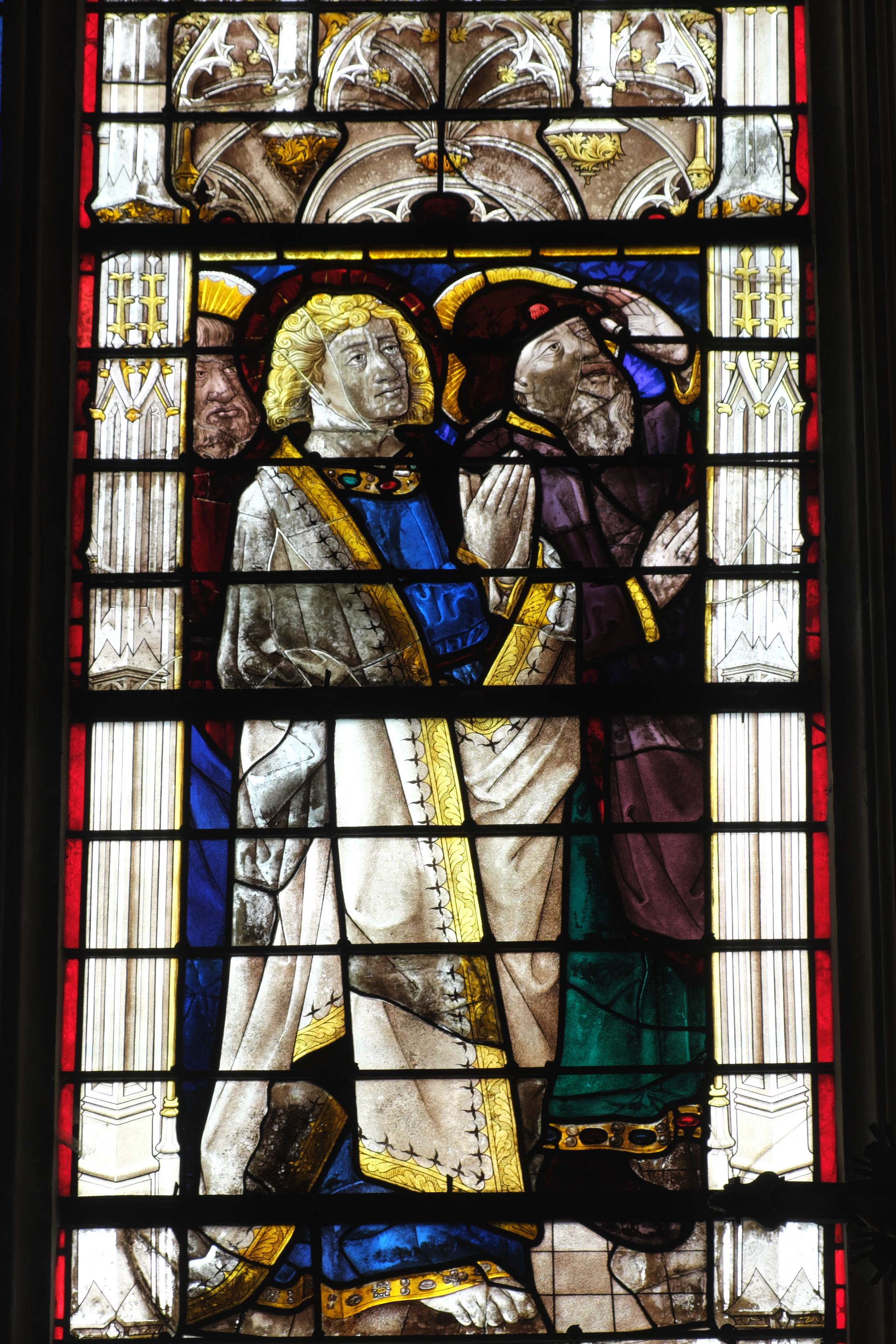
Drei Apostel, im Vordergrund Johannes und Jakobus der Ältere
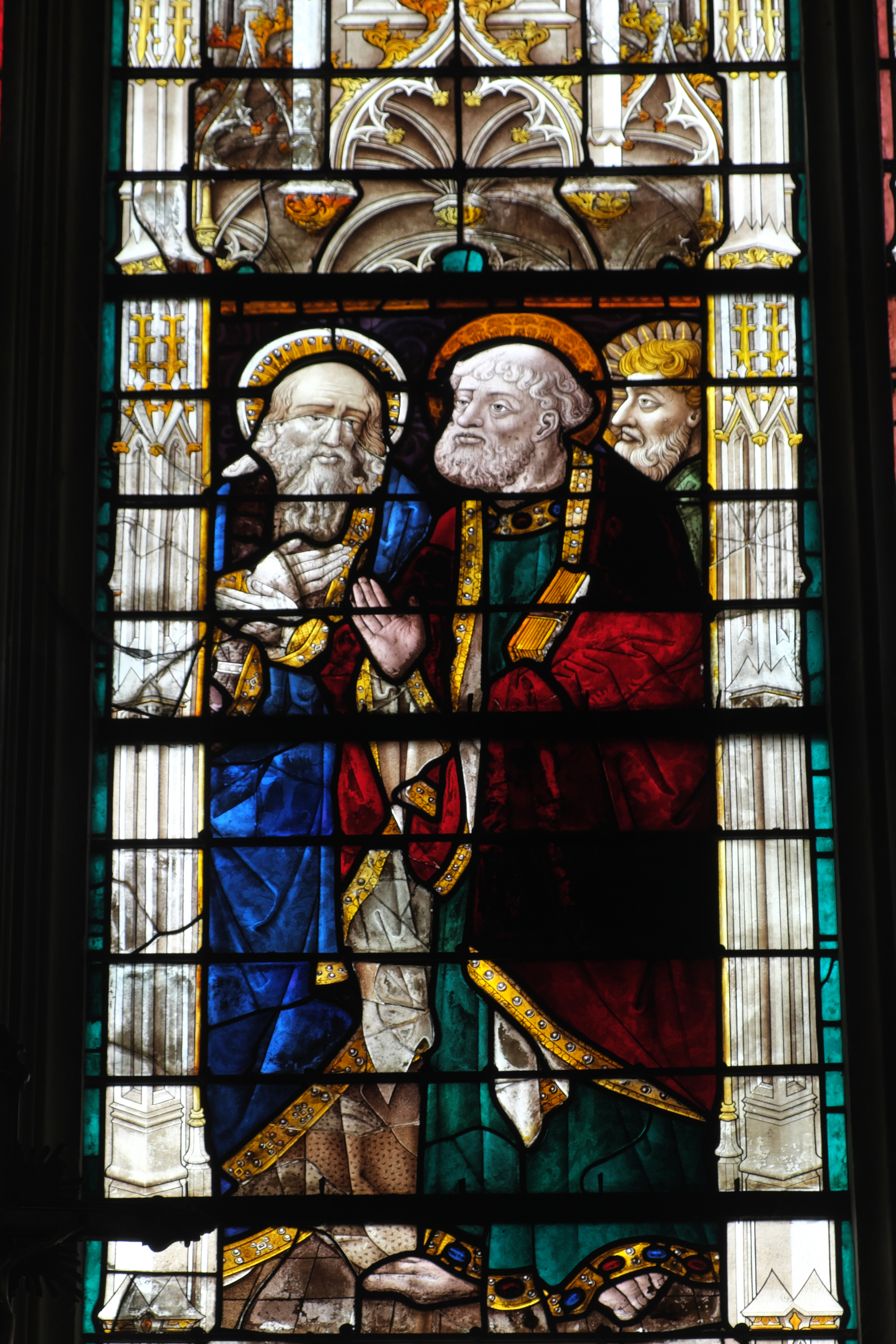
Drei Apostel
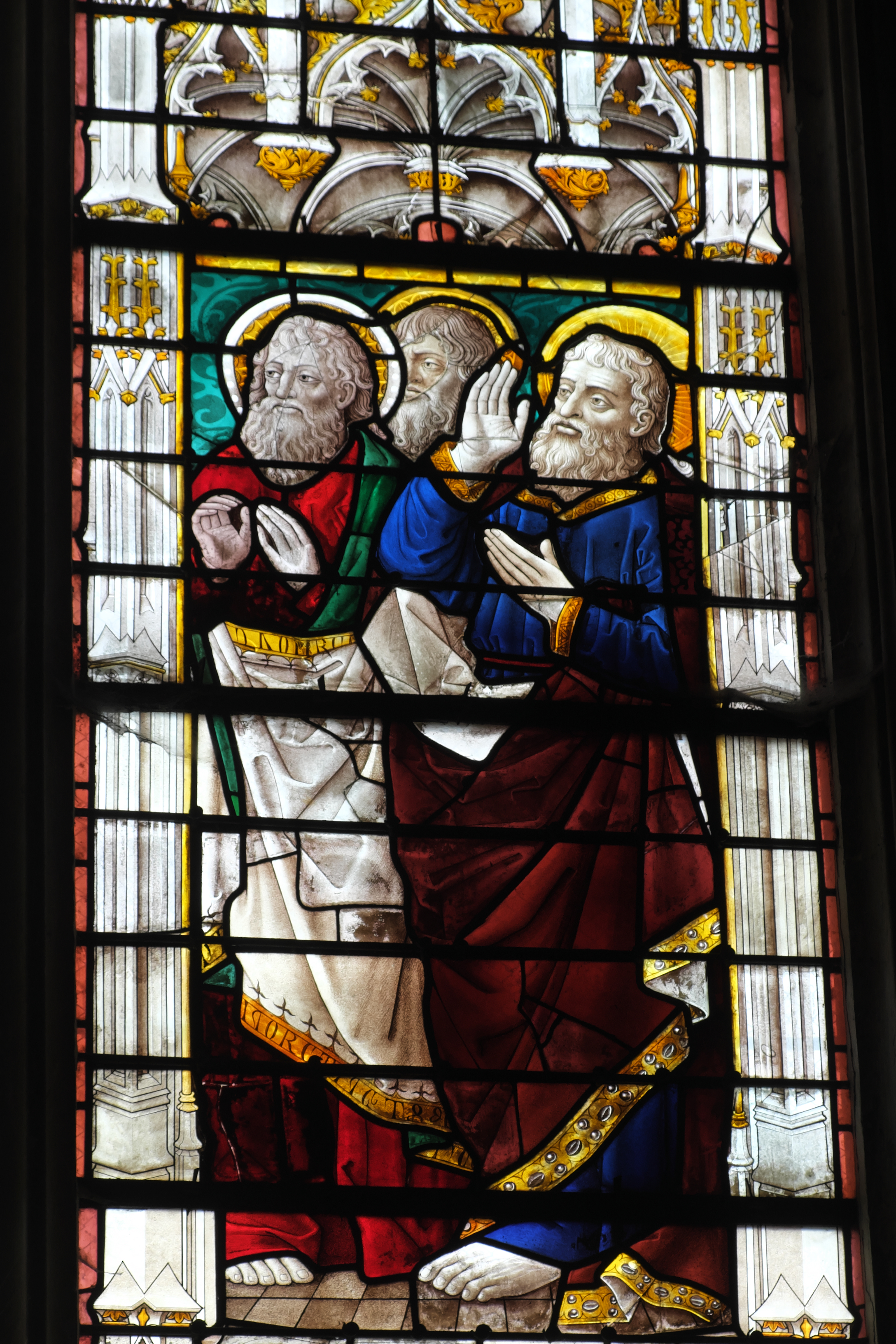
Drei Apostel

Fenster 46 in der Copin-Kapelle

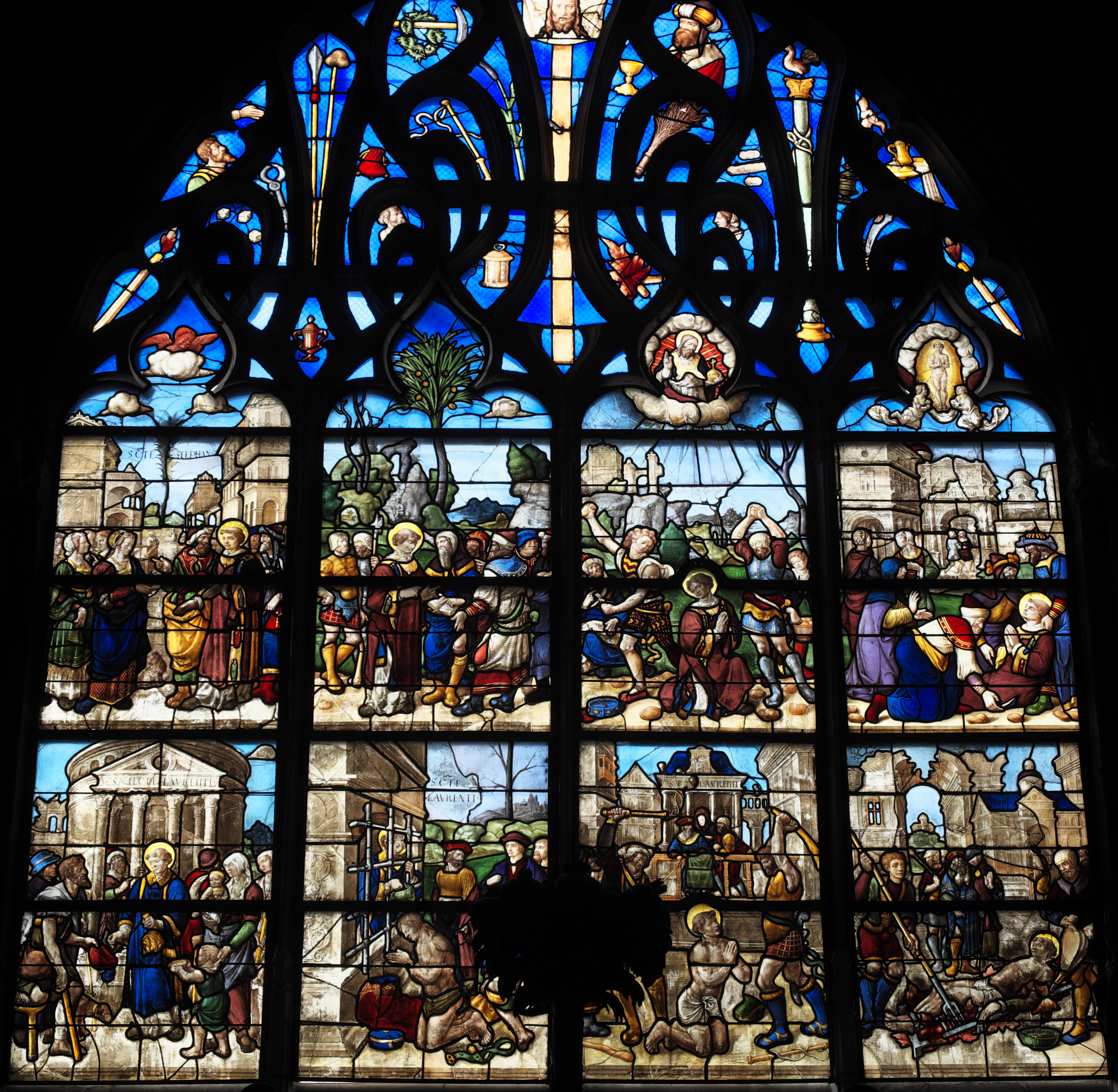
Fenster 46: Martyrium des heiligen Stephanus und des heiligen Laurentius

Die Kapelle wurde 1517 von Pierre Copin, einem Chorherren der Sainte-Chapelle des ehemaligen Herzogspalastes in Bourges, gestiftet. Das Fenster wurde um 1518 ausgeführt und wird wie die Fenster 31 und 32 dem Glasmaler Jean Lécuyer zugeschrieben. Auf den vier Lanzetten, die in zwei Bildebenen mit je vier Feldern unterteilt sind, werden oben die Steinigung des heiligen Stephanus und unten das Martyrium des heiligen Laurentius von Rom geschildert. Im Maßwerk sind die Leidenswerkzeuge und Symbole der Passion Jesu wie das Schweißtuch der Veronika, die Dornenkrone, die Lanze und der Essigschwamm, der Kelch, die Geißelsäule und die Geldbörse des Apostels Judas dargestellt.

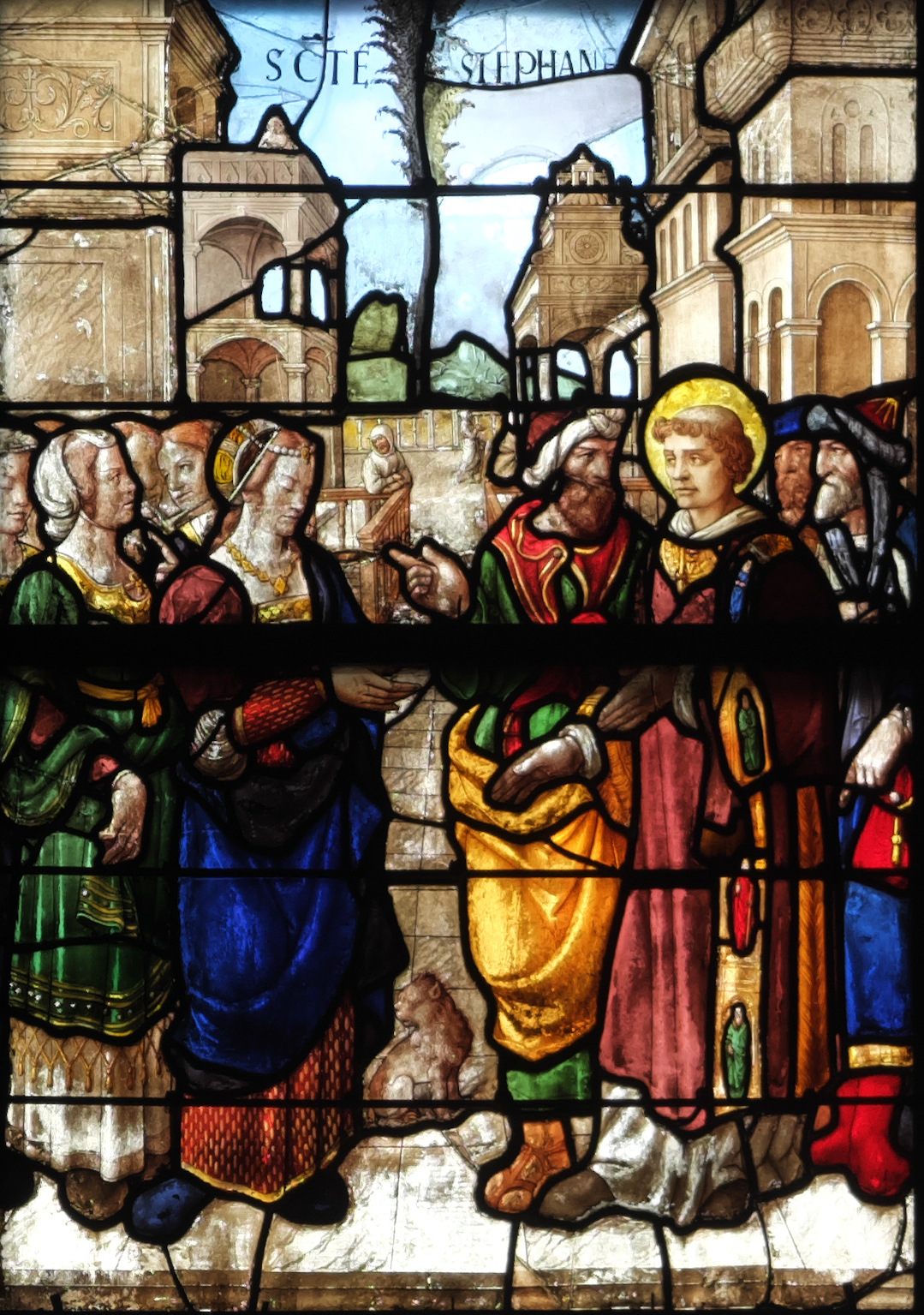
Heiliger Stephanus
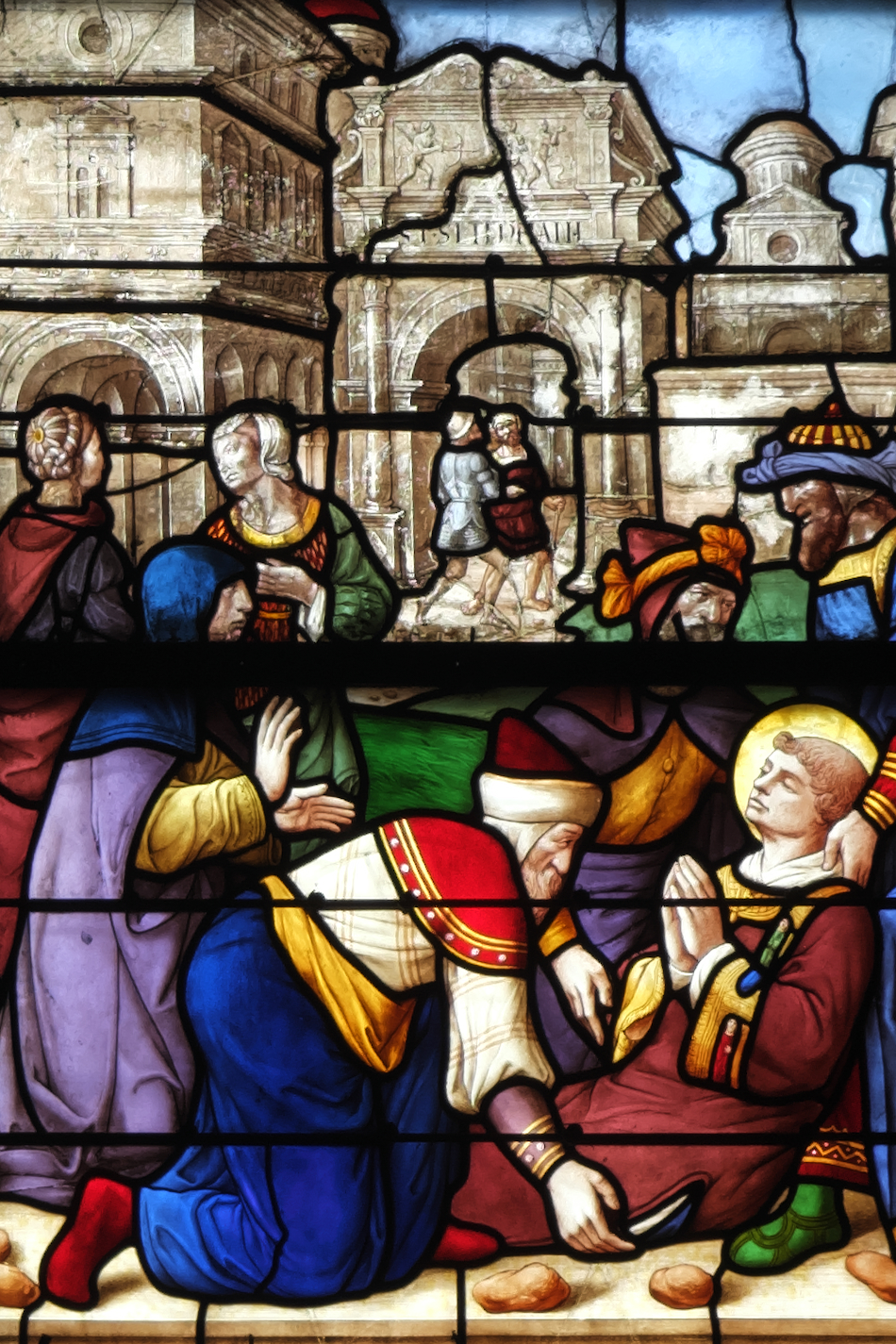
Tod des heiligen Stephanus
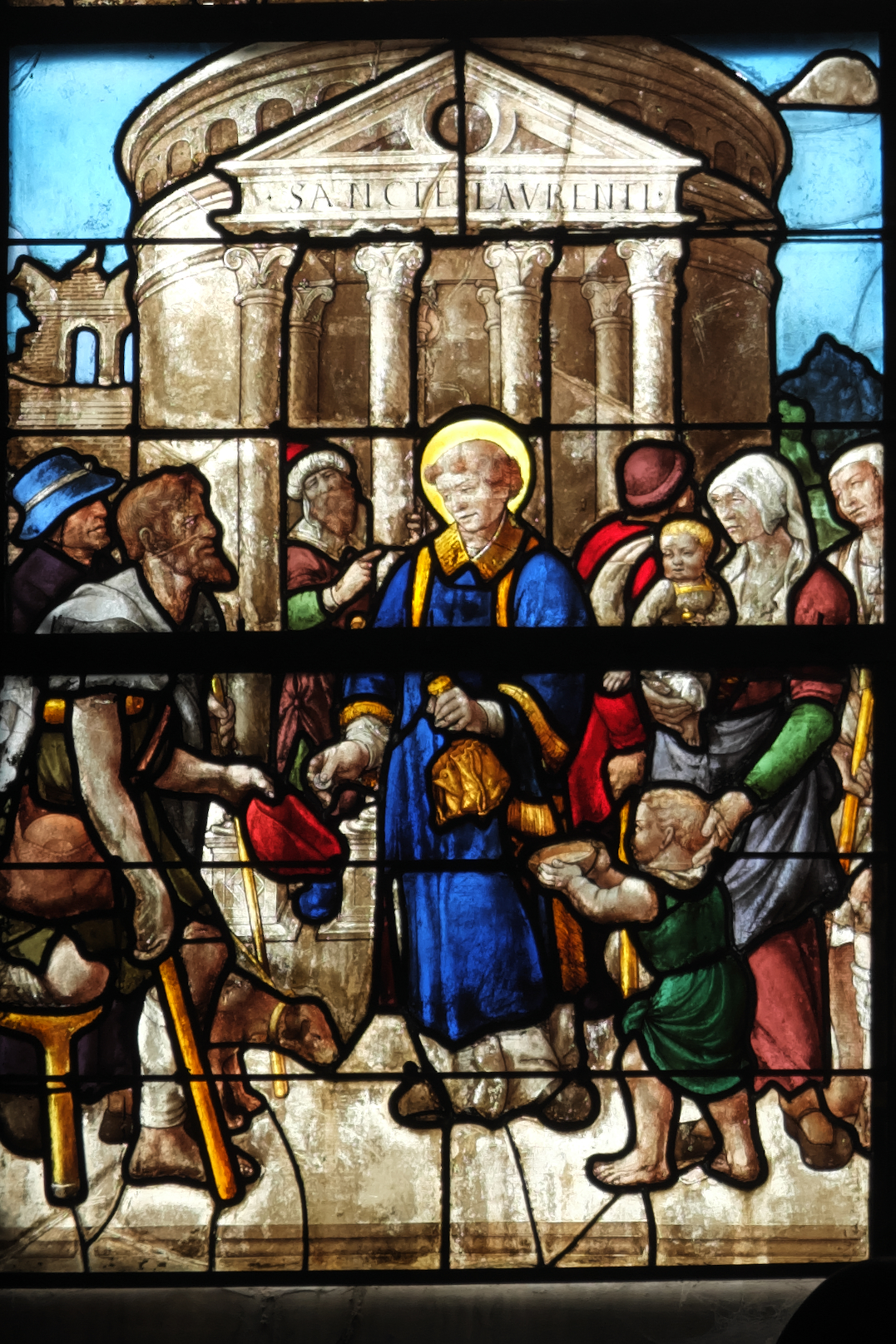
Heiliger Laurentius
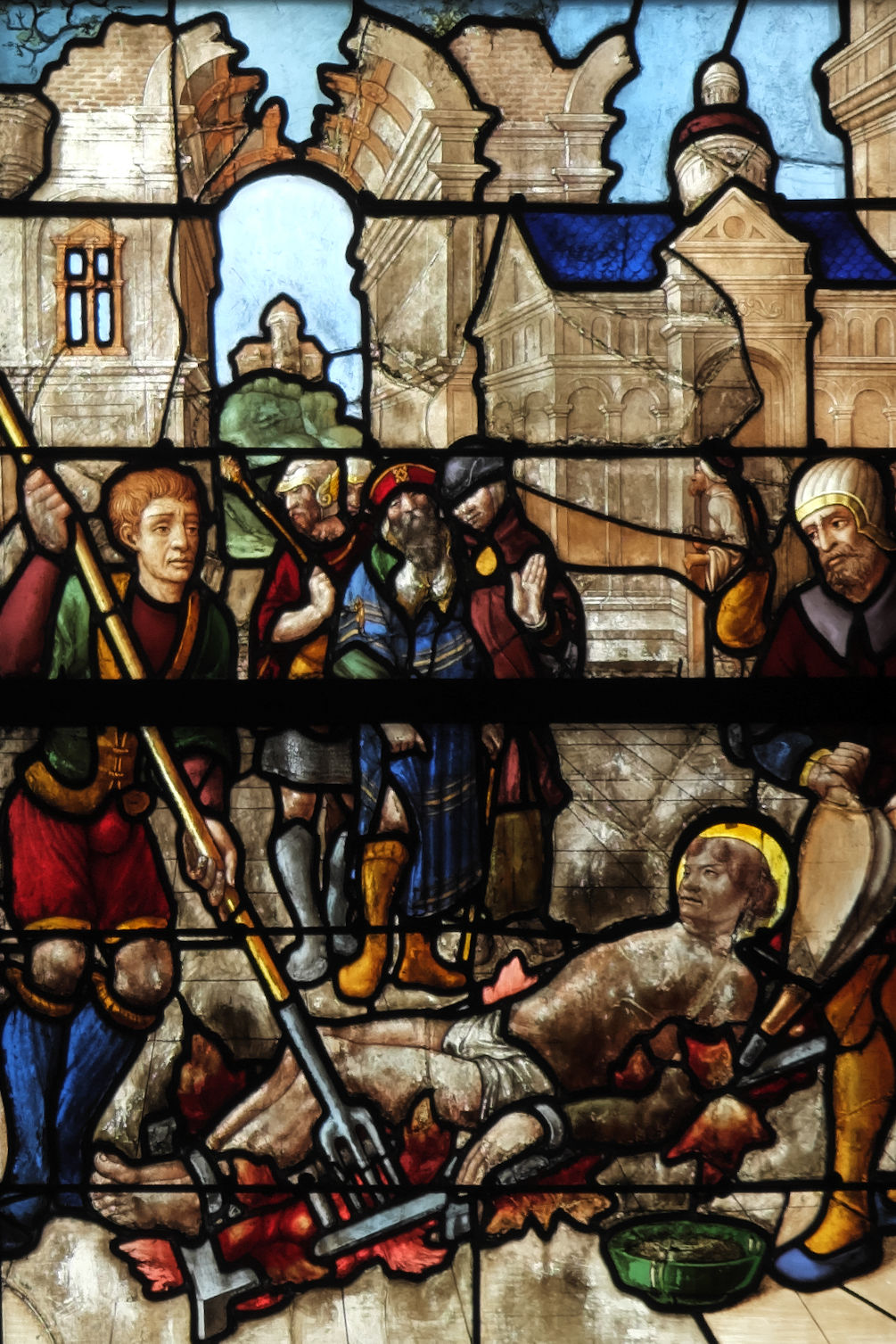
Martyrium des heiligen Laurentius

Fenster aus dem 12. Jahrhundert (Fenster 28, 34 und 36)

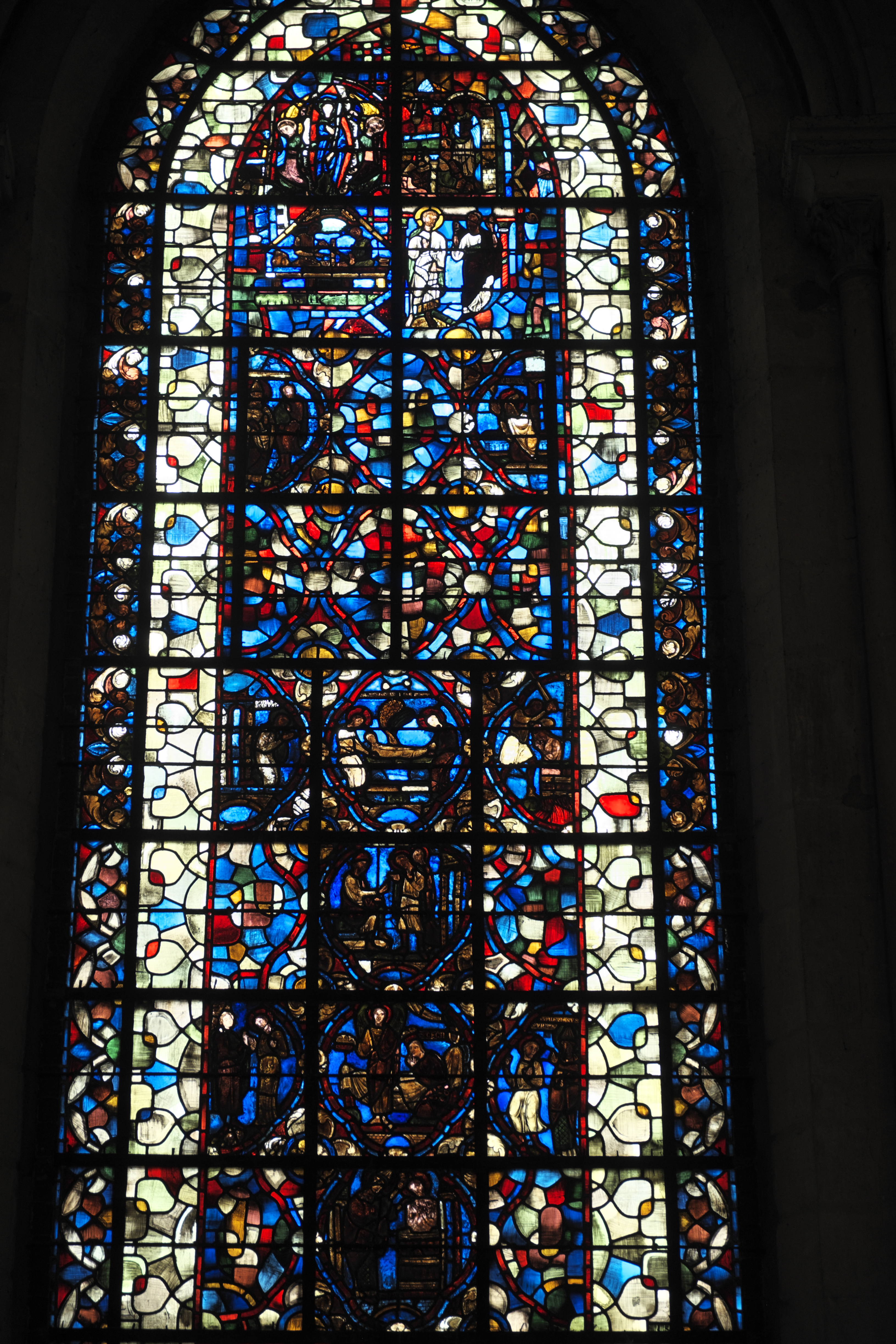
Fenster 28: Legende der heiligen Cäcilia

Drei Fenster an der Südseite des Langhauses enthalten Fragmente von Fenstern aus dem 12. Jahrhundert. Sie wurden 1956 von der Glasmalereiwerkstatt Lorin in Chartres durch Grisaille-Scheiben ergänzt.
Fenster 28
Das Fenster ist aus Scheiben verschiedener Fenster zusammengesetzt. Sie wurden bis 1922 im Musée des Monuments français (heute Cité de l’architecture et du patrimoine) in Paris aufbewahrt, bevor sie zurück in die Kathedrale von Bourges kamen. Die Scheiben werden in das 12. und frühe 13. Jahrhundert datiert. Auf einigen Scheiben sind Szenen aus der Legende der heiligen Cäcilia dargestellt, ihre Taufe und ihr Martyrium. In einer Szene sind Weber zu erkennen.
Fenster 34
Das Fenster enthält zwei Scheiben, die um 1160 datiert werden. Auf der linken Scheibe ist die Verkündigung dargestellt, auf der rechten die Anbetung der Heiligen Drei Könige. Die kleineren Scheiben am unteren Rand, auf denen Handwerker dargestellt sind, werden in das frühe 13. Jahrhundert datiert.
Fenster 36
Das Fenster enthält zwei Fragmente, auf denen die Wiedererweckung des Lazarus und Maria Magdalena, die Jesus die Füße salbt, dargestellt sind. Die Scheiben werden um 1170 datiert, die Palmettenbordure wurde im frühen 13. Jahrhundert ergänzt.

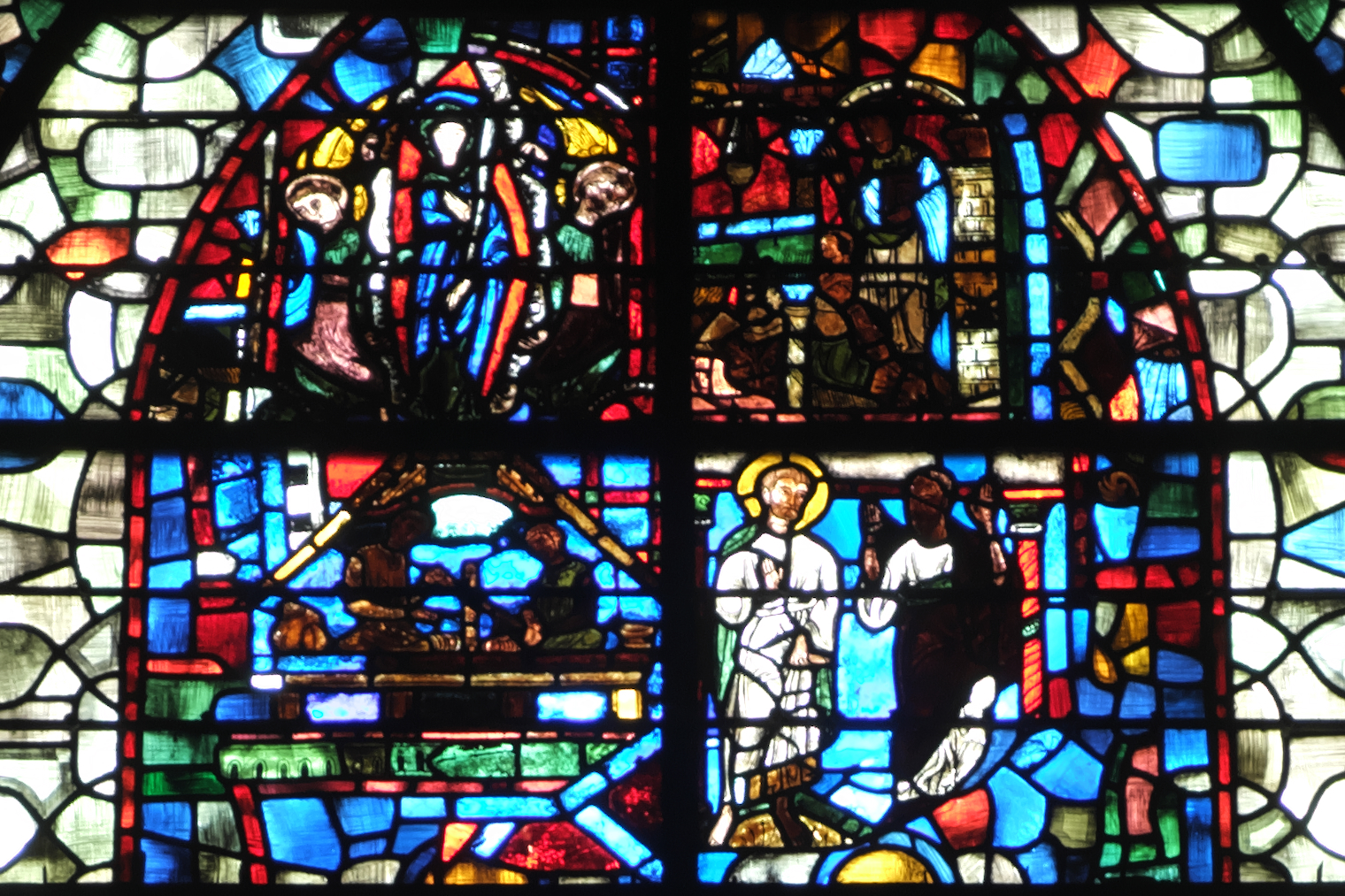
Szenen aus der Legende der heiligen Cäcilia, Weber am Webstuhl (links unten)
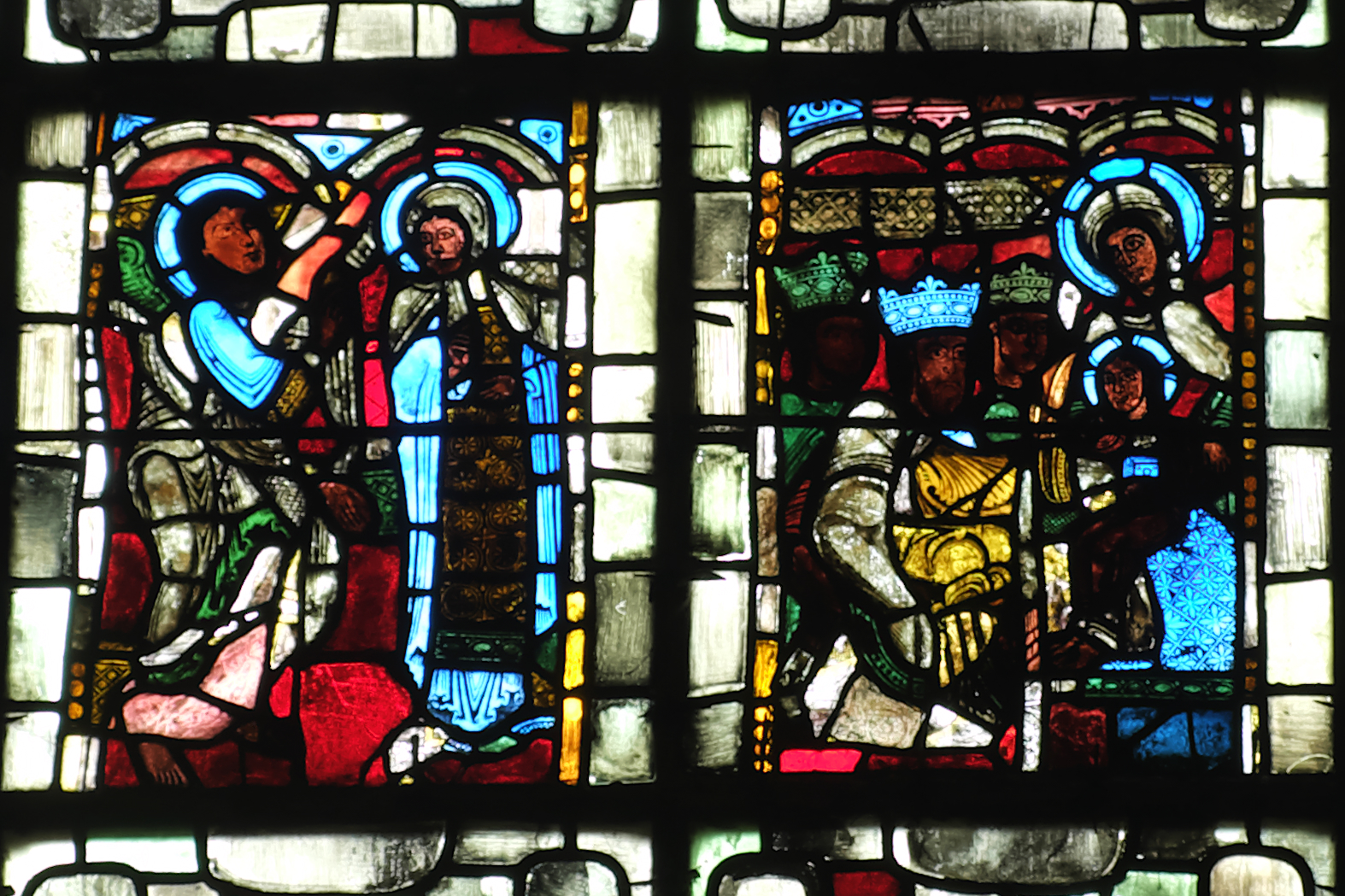
Verkündigung und Anbetung der Heiligen Drei Könige
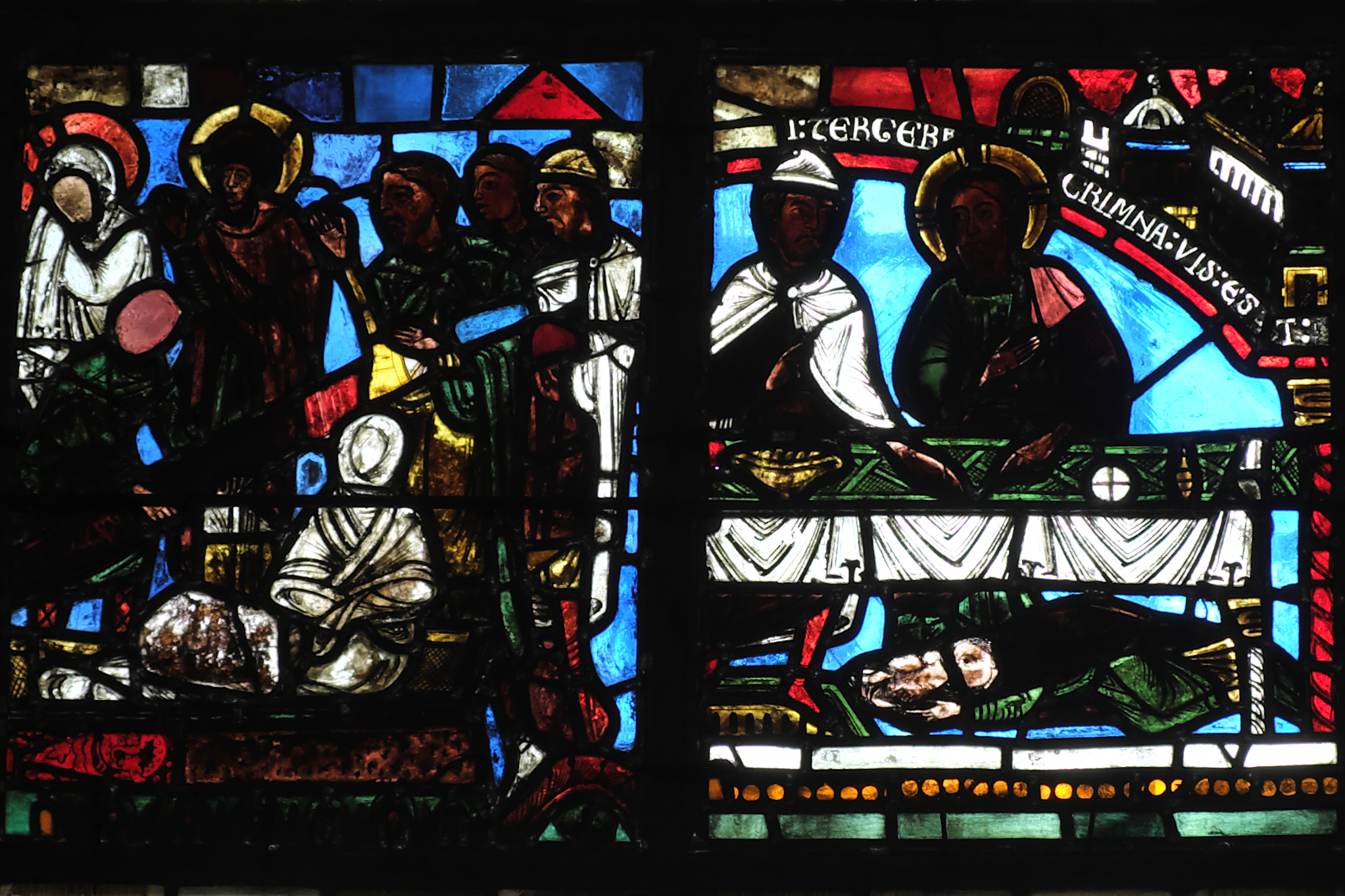
Wiedererweckung des Lazarus, Maria Magdalena salbt Jesus die Füße

Fenster aus dem 17. JahrhundertFenster 39 in der Montigny-Kapelle an der Nordseite des Langhauses

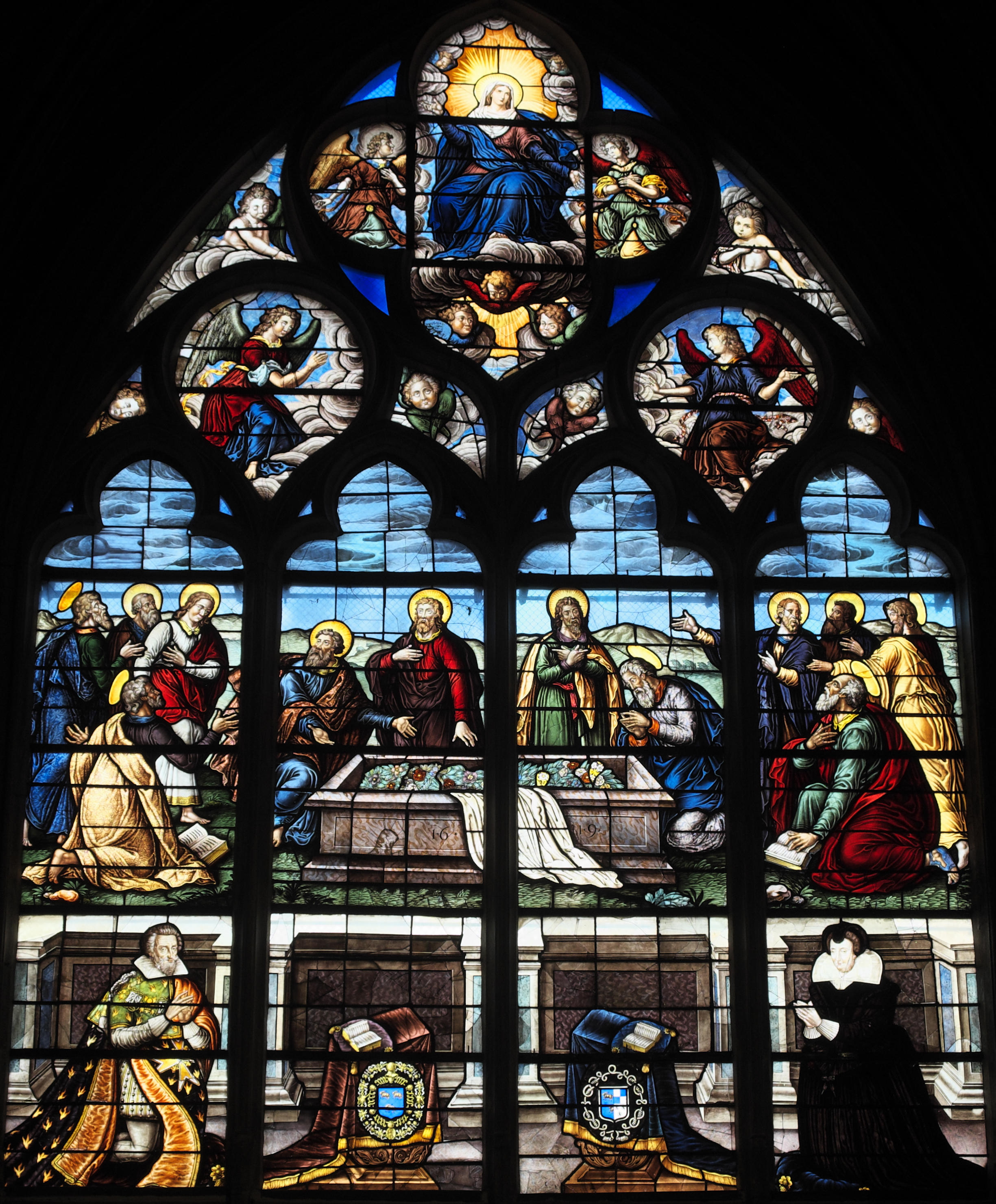
Fenster 39: Mariä Himmelfahrt

Die Montigny-Kapelle, auch Taufkapelle (Chapelle des fonts baptismaux), wurde nach 1611 von François de La Grange (um 1554–1617), Marschall von Frankreich, genannt Maréchal de Montigny, wiedererrichtet. Das Fenster wurde im Jahr 1619 von Louis Pinaigrier ausgeführt und von Gabrielle de Crevant gestiftet, der Witwe des Marschalls, der in der Kapelle bestattet ist. Das Fenster ist in vier Lanzetten und zwei Bildebenen gegliedert. Auf der oberen Ebene sind die Apostel dargestellt, die ein leeres, mit Blumen übersätes Grab umringen, auf dem nur noch das Leichentuch liegt. Einige der Apostel weisen nach oben, wo im Maßwerk, von Engeln begleitet, die Aufnahme Marias in den Himmel zu sehen ist. Auf der unteren Ebene sind links François de La Grange und rechts seine Witwe, Gabrielle de Crevant, dargestellt, in der Mitte ihre Betstühle, auf denen ein aufgeschlagenes Buch liegt. Auf den Samtbehängen über den Betstühlen sind ihre Wappen angebracht. François de La Grange ist mit einem Mantel bekleidet, auf dem groß der Stern des Ordens vom Heiligen Geist prangt, dessen Mitglied er war. Auf dem leeren Grab steht die Jahreszahl 1619.

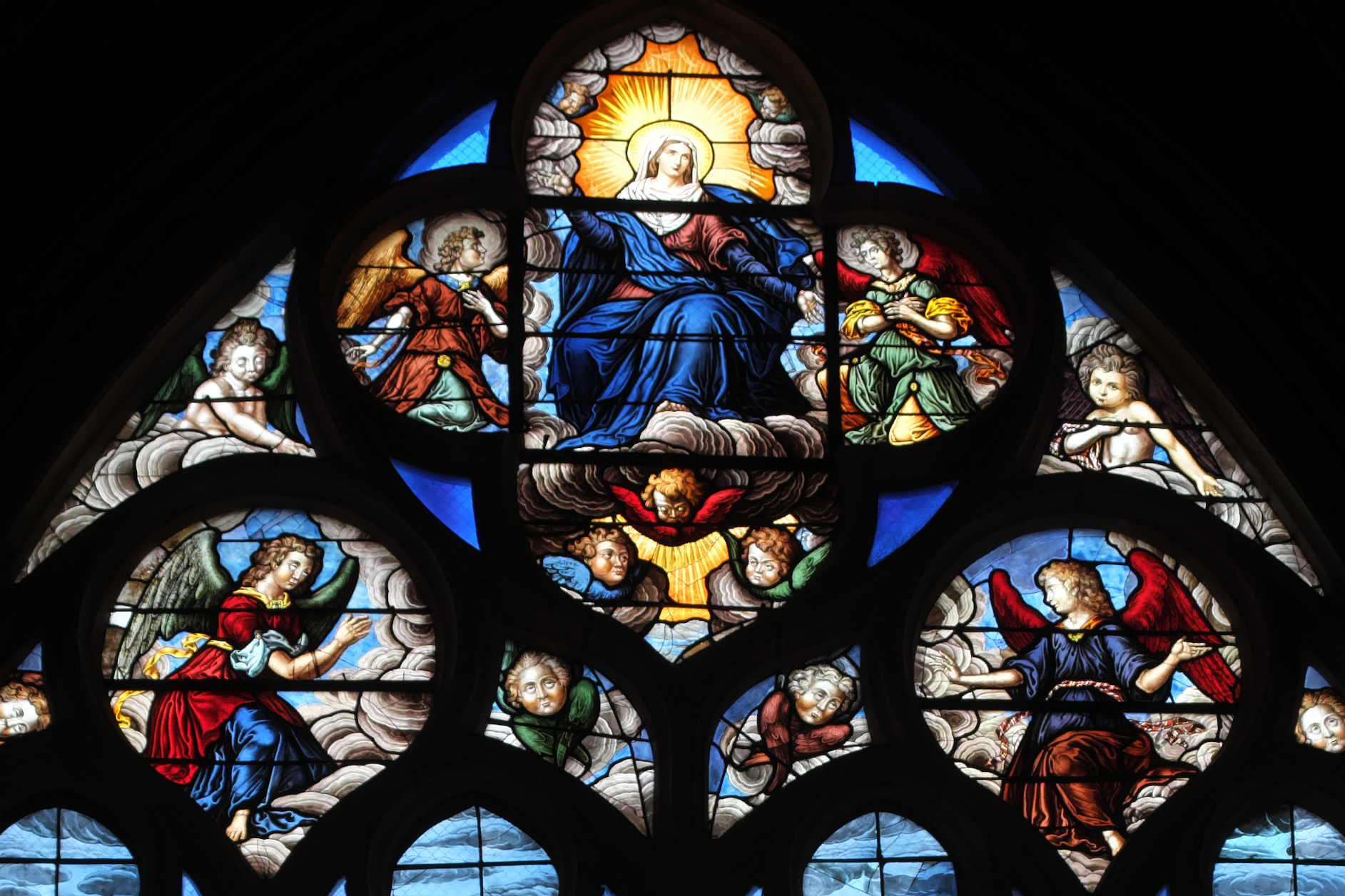
Maßwerk mit der Aufnahme Mariens in den Himmel
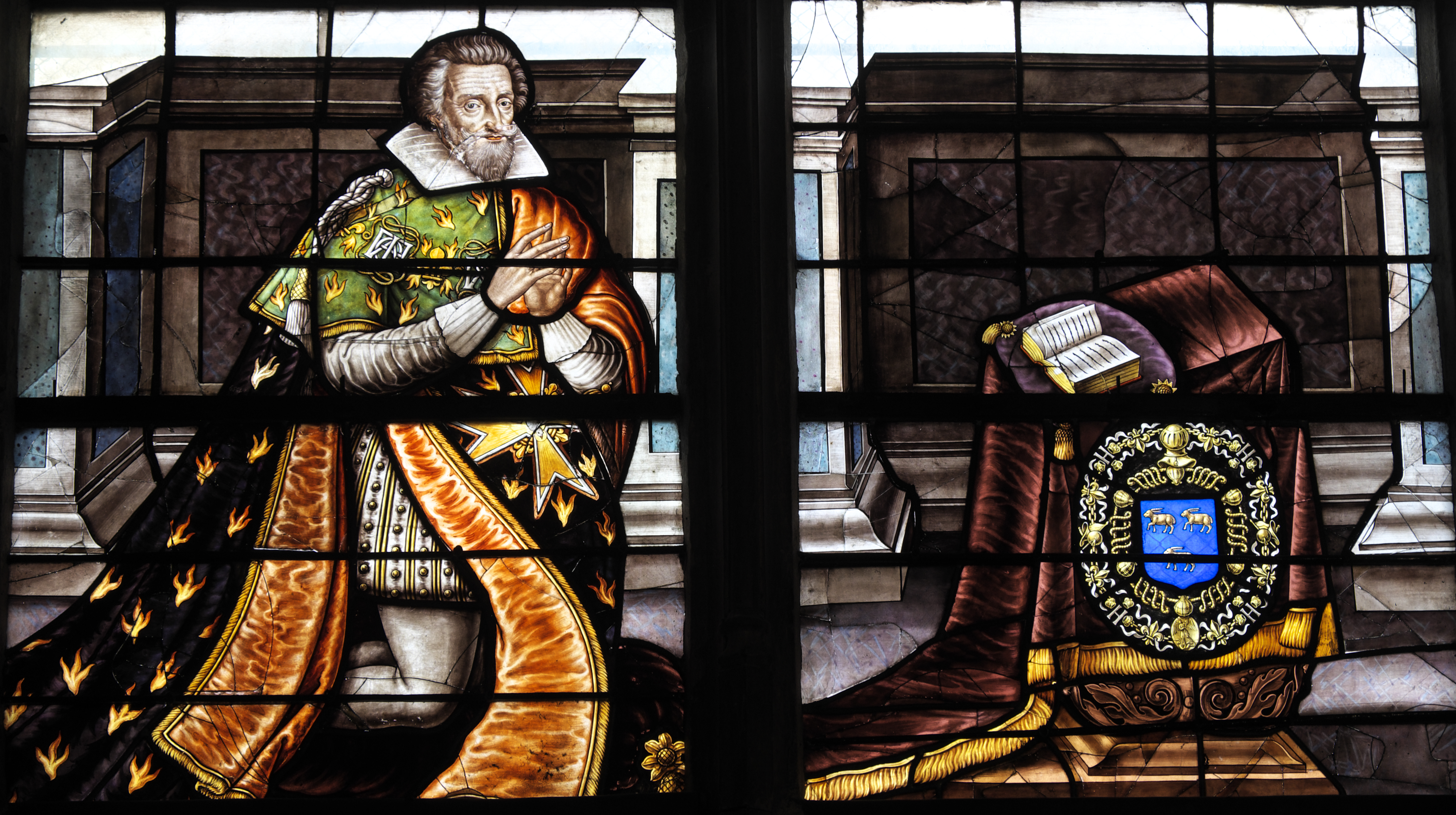
François de La Grange
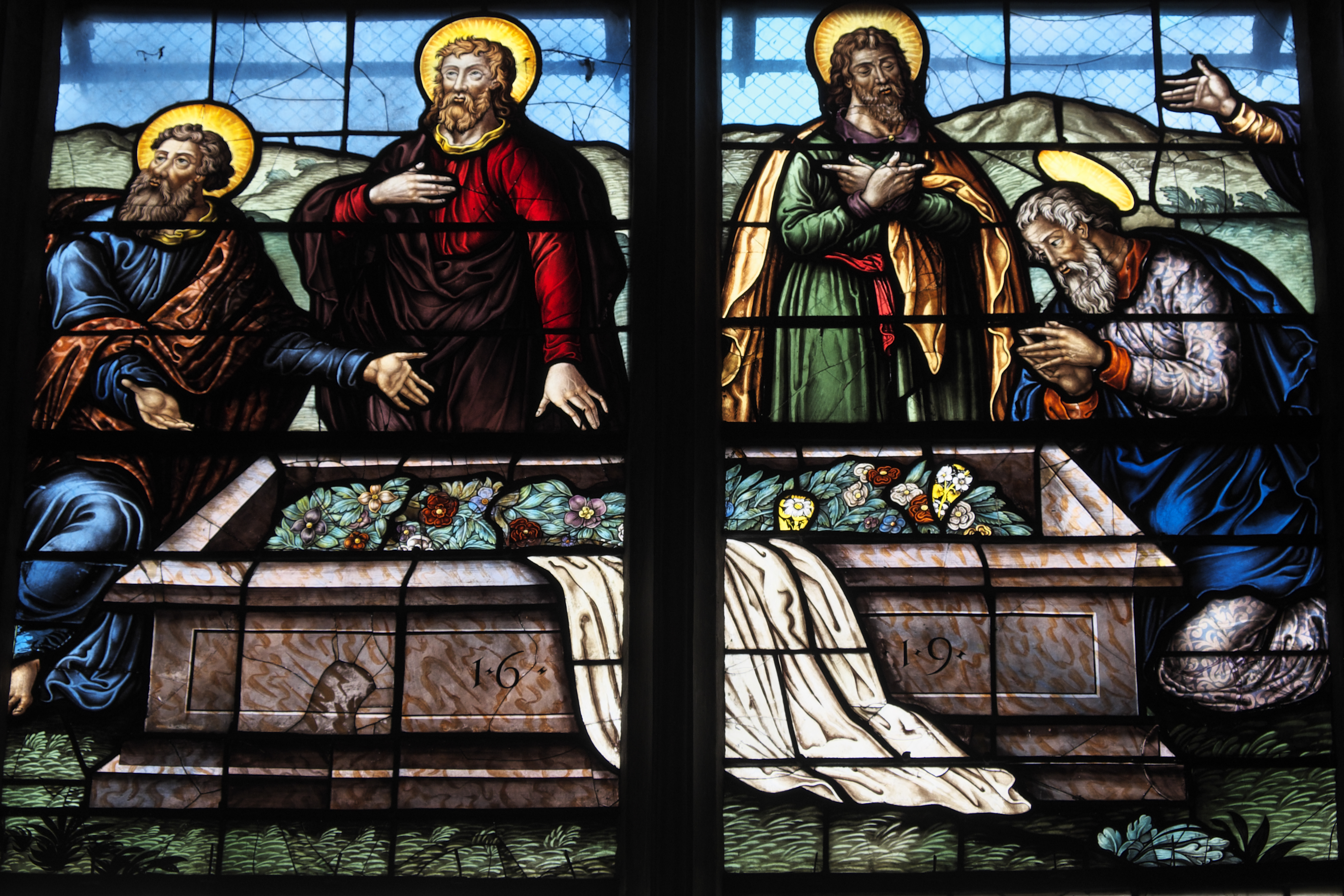
Leeres Grab
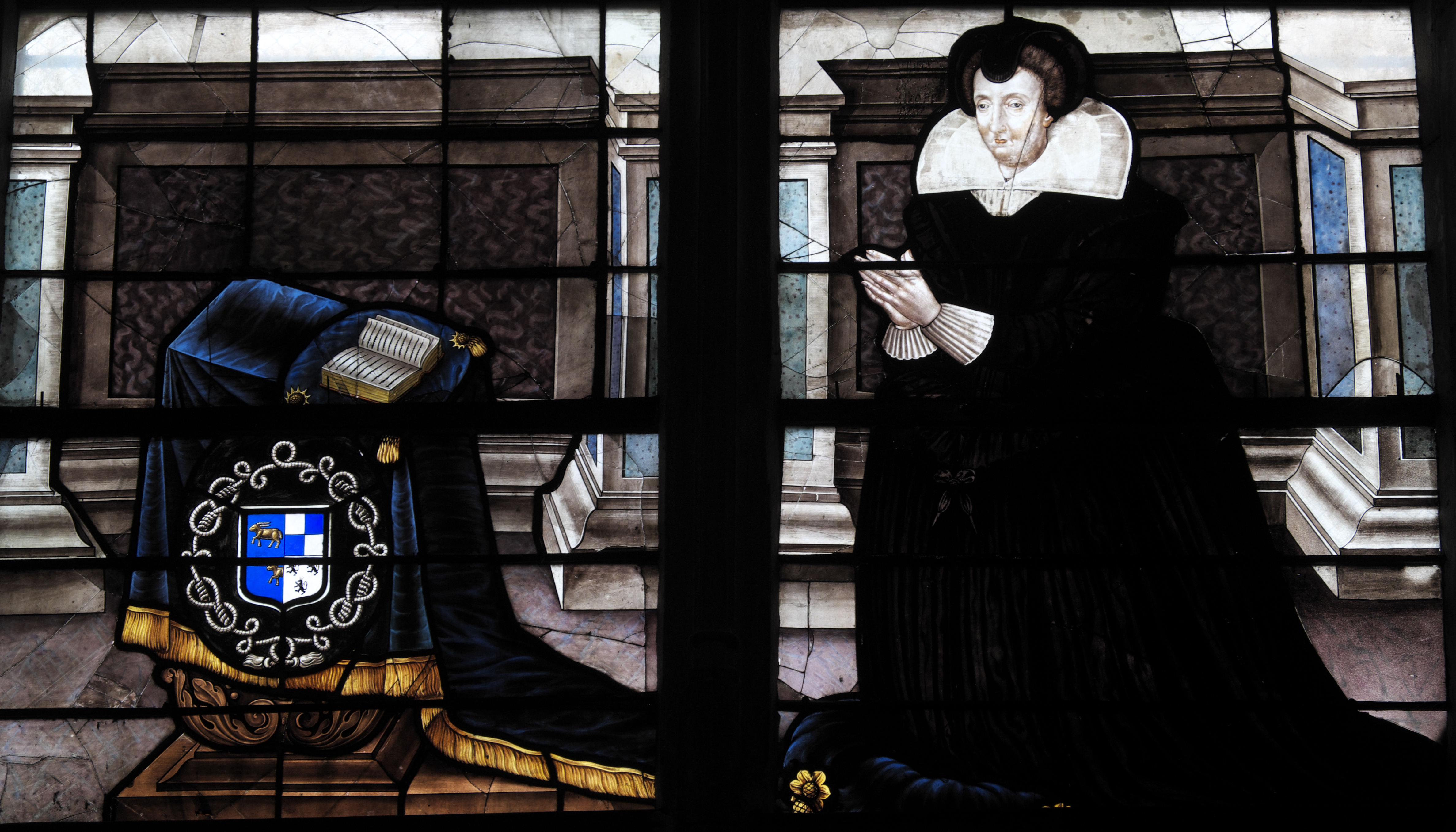
Gabrielle de Crevant

Fenster aus dem 19. JahrhundertFenster 40 in der Étampes-Kapelle an der Südseite des Langhauses

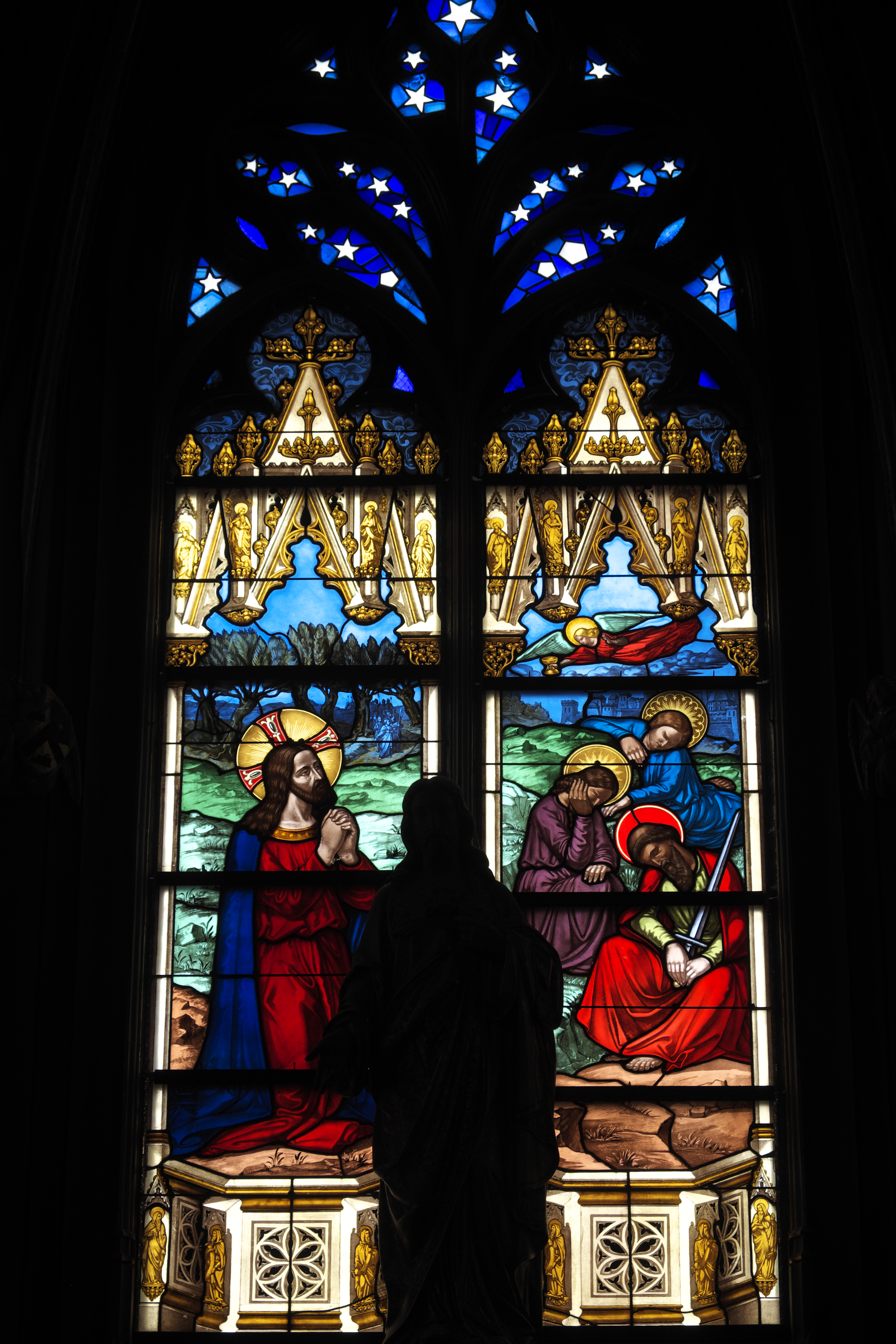
Fenster 40: Christus am Ölberg

Das mittlere Fenster der Kapelle wurde in der Mitte des 19. Jahrhunderts von Étienne Thevenot ausgeführt, der auch die erste Restaurierung der Fenster in der Kathedrale durchführte. Auf den beiden Lanzetten des Fensters sind Christus und die schlafenden Jünger am Ölberg dargestellt. In der Spitze der rechten Lanzette sieht man einen Engel mit einem Kelch in der Hand.

## Fenster der mittleren Ebene

### Chorfenster der mittleren Ebene

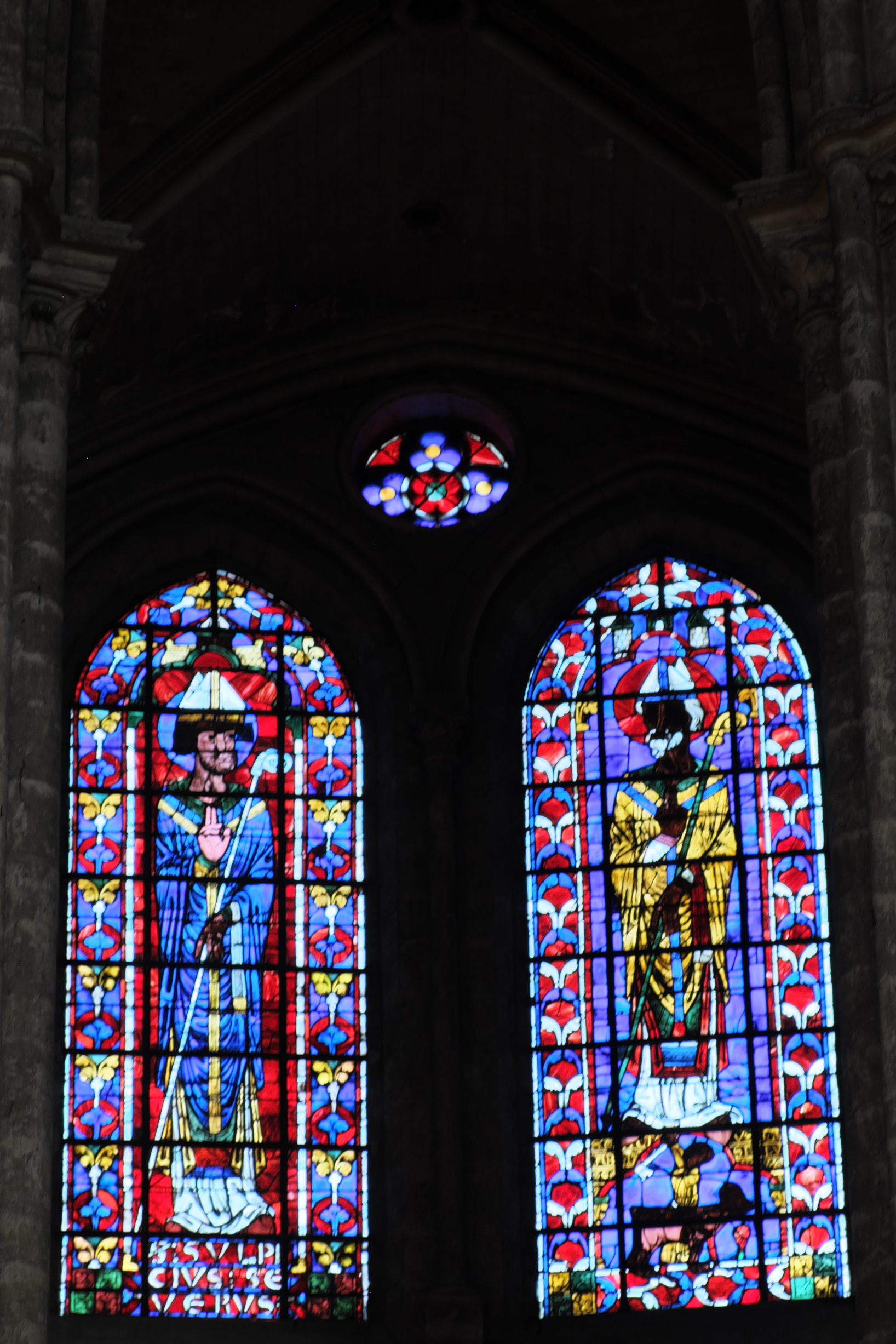
Fenster 103: Sulpicius I. von Bourges (links) und ein weiterer Bischof

Fenster aus dem 13. Jahrhundert (Fenster 100, 101, 102, 103, 105, 107)
Die Chorfenster auf der mittleren Ebene wurden um 1230 geschaffen, die seitlichen Fenster sind vor allem Bischöfen von Bourges gewidmet.
Fenster 100
Das zentrale Fenster besteht aus zwei Lanzetten. Auf der linken Lanzette ist die thronende Muttergottes mit dem Jesuskind, umgeben von einer Mandorla, dargestellt. Sie trägt eine Krone auf dem Haupt und hält einen Apfel in der rechten und das Lilienzepter in ihrer linken Hand. Auf der rechten Lanzette thront Christus als Weltenrichter, ebenfalls von einer Mandorla umgeben. Zu seinen Füßen sind zwei Engel zu sehen, die Posaune blasen, und Tote, die aus ihren Gräbern steigen.
Fenster 101
Auf den beiden Lanzetten des Fensters ist links der heilige Ursinus, der erste Bischof von Bourges, und rechts der heilige Laurentius dargestellt. Unter der Figur des heiligen Ursinus sind zwei Würfelspieler zu erkennen, hinter der rechten Figur ist ein Hahn zu sehen. Auf dem kleinen Rundfenster über den Lanzetten ist ein Heiliger im Gebet dargestellt.
Fenster 102
Die beiden Lanzetten stellen links den heiligen Stephanus und rechts den heiligen Wilhelm von Bourges (um 1150–1209), der von 1200 bis 1209 Erzbischof von Bourges war, dar. Unter der Figur Wilhelms kniet die Stifterin des Fensters, Mathilde von Courtenay (um 1188–1257), die das Modell des Fensters in der Hand hält.
Fenster 103
Das Fenster stellt zwei Bischöfe dar, Sulpicius I. von Bourges († 591), mit dem Beinamen Severus (der Strenge), und einen namentlich nicht bekannten Bischof. Unter dem letzten sieht man einen Metzger, der mit einem Beil ein Tier schlachtet, ein Hinweis auf die Stifter des Fensters.
Fenster 105
Auf den beiden Lanzetten sind zwei Bischöfe zu sehen, die ihre rechte Hand zum Segen erhoben haben. Unter der linken Figur sind Kürschner, die Stifter des Fensters, dargestellt, unter der rechten Figur eine Blumenvase.
Fenster 107
Auf dem Fenster sind ebenfalls zwei namentlich nicht genannte Erzbischöfe von Bourges mit der Segensgeste dargestellt.

### Fenster der mittleren Ebene im Langhaus
Fenster aus dem 13. Jahrhundert (Fenster 109, 111 bis 116, 118, 120 bis 124, 126, 128 und 130)
Diese Fenster auf der mittleren Ebene im Langhaus und an der Westfassade stammen aus dem 13. Jahrhundert. Sie bestehen, außer dem einbahnigen Fenster 128, aus zwei Lanzetten und sind vorwiegend mit ornamentalen Motiven, meist mit Grisaillen, verziert. Die Fenster wurden ab dem 18. Jahrhundert überarbeitet und ergänzt.
Fenster aus dem 16. Jahrhundert (Fenster 125, 127 und 129)
Diese drei Fenster auf der mittleren Ebene der Nordseite des Langhauses wurden um 1519 nach dem Einsturz des Nordturms im Jahr 1506 ausgeführt. Das Fenster 127 ist zu zwei Drittel zugemauert, die Fenster 125 und 129 bestehen aus zwei Lanzetten und sind mit dem Wappen des Domkapitels und dem Wappen von Antoine Bohier (um 1460–1519), der von 1514 bis 1519 Erzbischof von Bourges war, verziert.

## Fenster der oberen Ebene

### Chorfenster der oberen Ebene
Fenster aus der ersten Hälfte des 13. Jahrhunderts (Fenster 200 bis 214)
Die Fenster 200 bis 212 wurden zwischen 1220 und 1225 ausgeführt, die Fenster 213 und 214 zwischen 1230 und 1240. Die Fenster über dem Chorumgang bestehen aus zwei Lanzetten, die seitlichen Fenster aus drei Lanzetten. Auf den Lanzetten des mittleren Fensters (Fenster 200) ist Maria mit dem Jesuskind und der heilige Stephanus dargestellt, auf den anderen Fenstern Apostel, Evangelisten und Propheten. Die sechsteiligen Rosetten über den Fenstern erhielten ihre Mosaikverglasung um 1215 bis 1225.

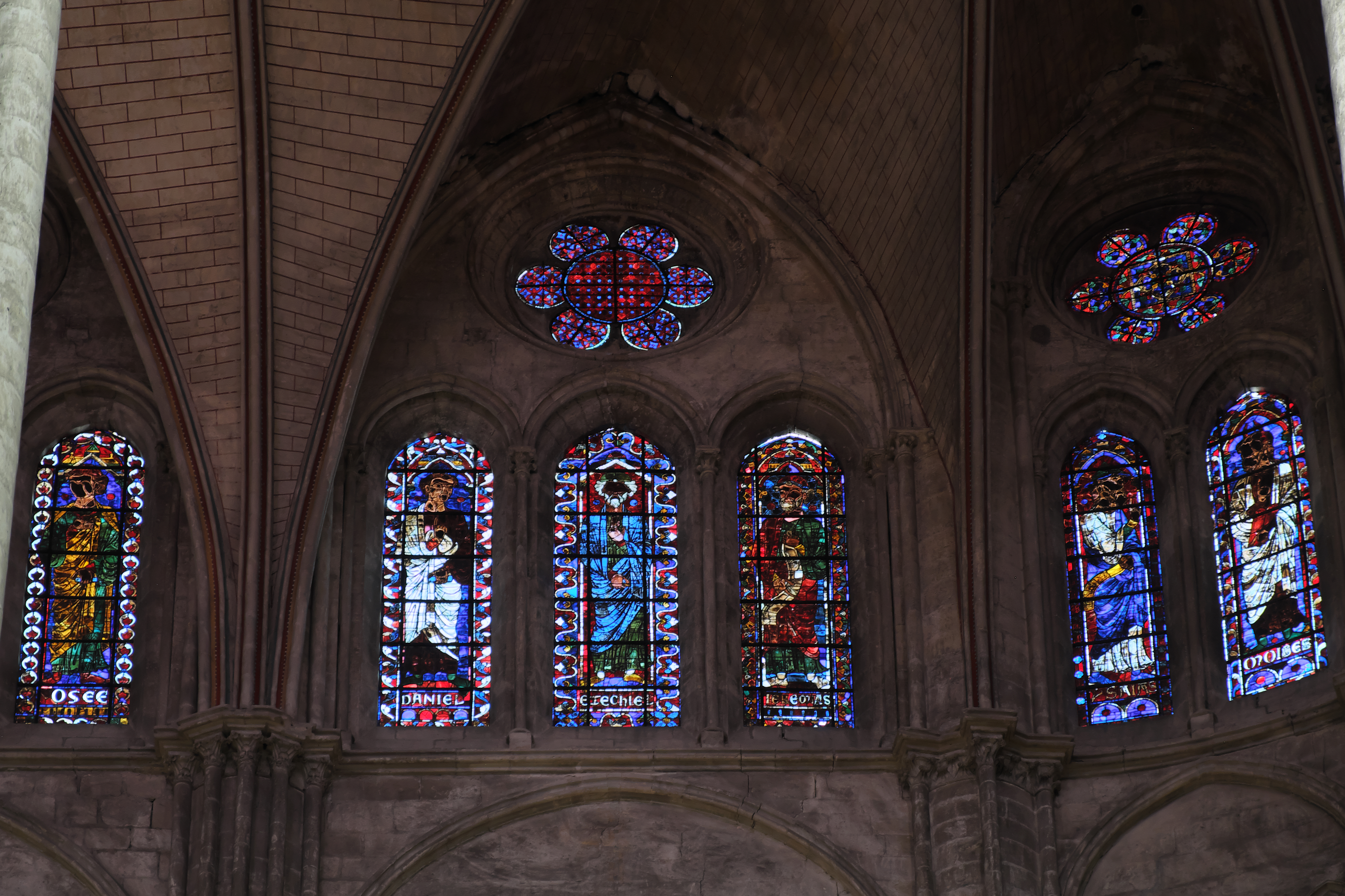
Fenster 207 links: Prophet Hosea;  Fenster 205 Mitte: Propheten Daniel, Ezechiel, Jeremias; Fenster 205 rechts: Prophet Isaias
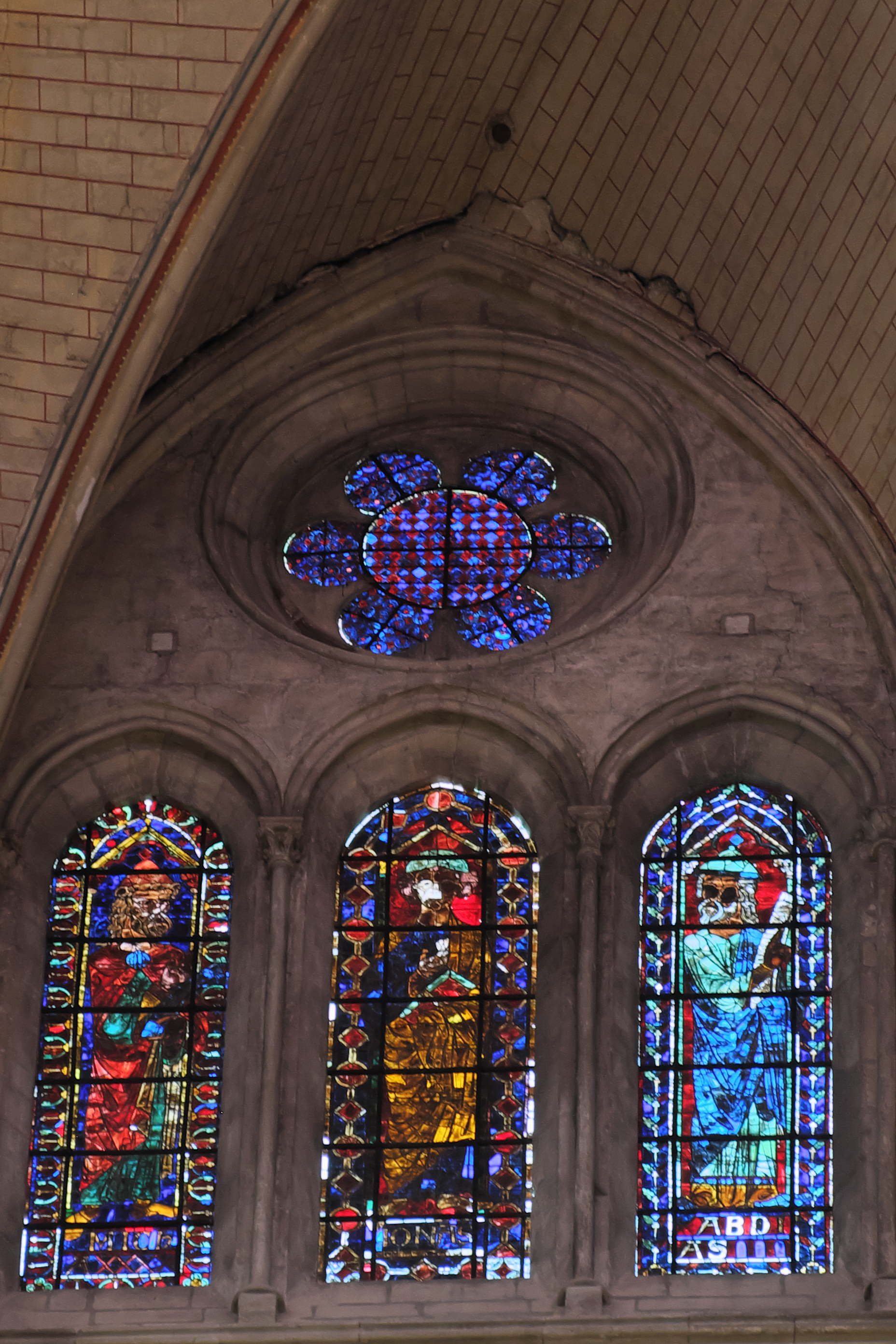
Fenster 209: Propheten Micha, Jonas, Abdias
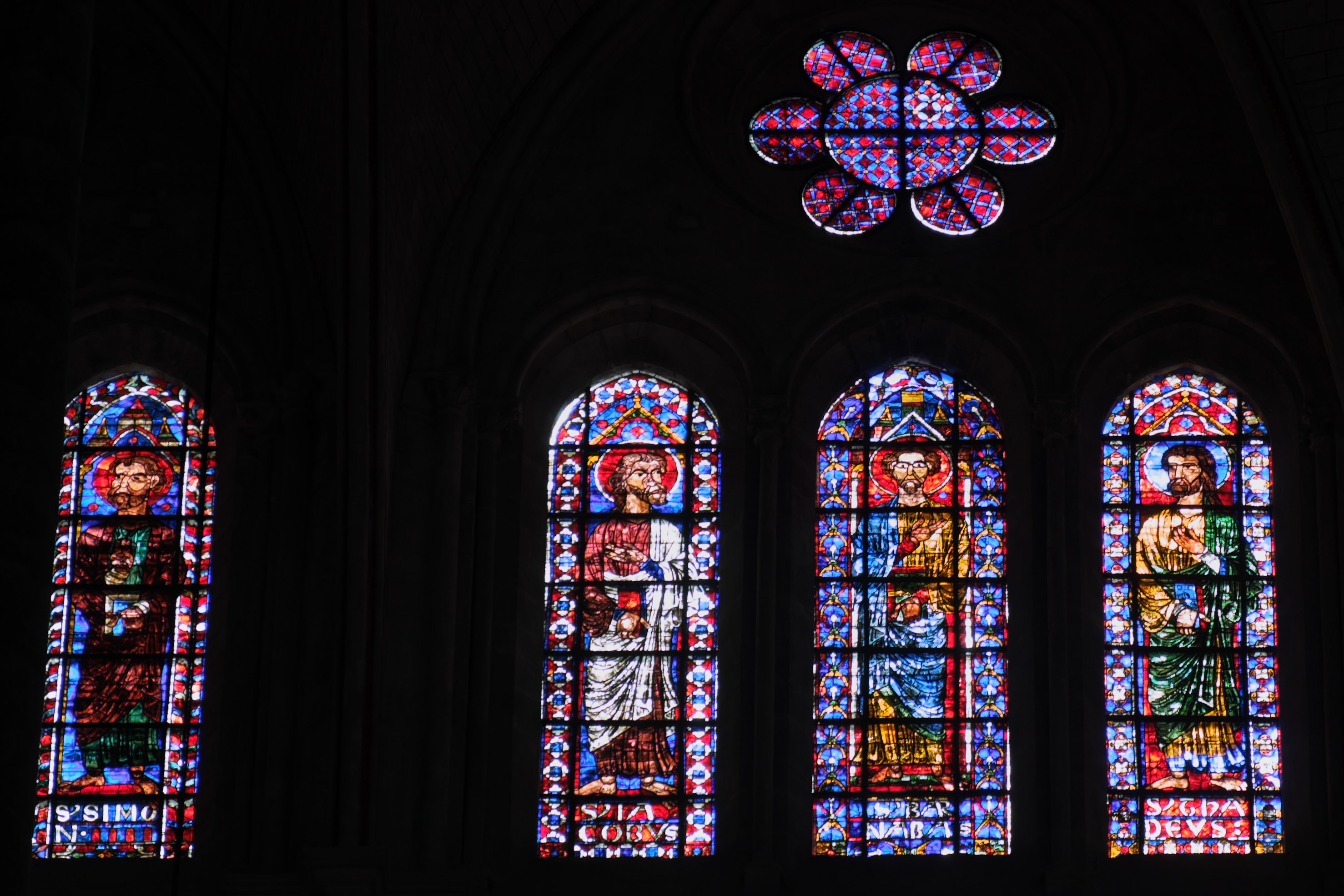
Fenster 208 links: Apostel Simon; Fenster 210 rechts: Apostel Jakobus der Jüngere, Barnabas, Judas Thaddäus

### Fenster der oberen Ebene im Langhaus
Fenster aus dem 13. Jahrhundert (Fenster 215 bis 224, 226 und 228)
Die Fenster bestehen aus drei Lanzetten und stammen aus dem 13. Jahrhundert. Die Fenster 215, 217, 219 und 221 wurden im 19. Jahrhundert durch Grisaillen ergänzt, die Fenster 223 und 228 wurden fast vollständig erneuert. Auf den Fenstern sind die Verkündigung, die Marienkrönung, Apostel und Bischöfe dargestellt.
Fenster aus dem 16. Jahrhundert (Fenster 225 und 227)
Die beiden Fenster auf der oberen Ebene der Nordseite des Langhauses sind in drei Lanzetten gegliedert. Sie wurden wie die Fenster 125, 127 und 129 um 1519 nach dem Einsturz des Nordturms im Jahr 1506 ausgeführt und sind mit den Wappen des Domkapitels und des Erzbischofs Antoine Bohier verziert.

## Fenster der Westfassade

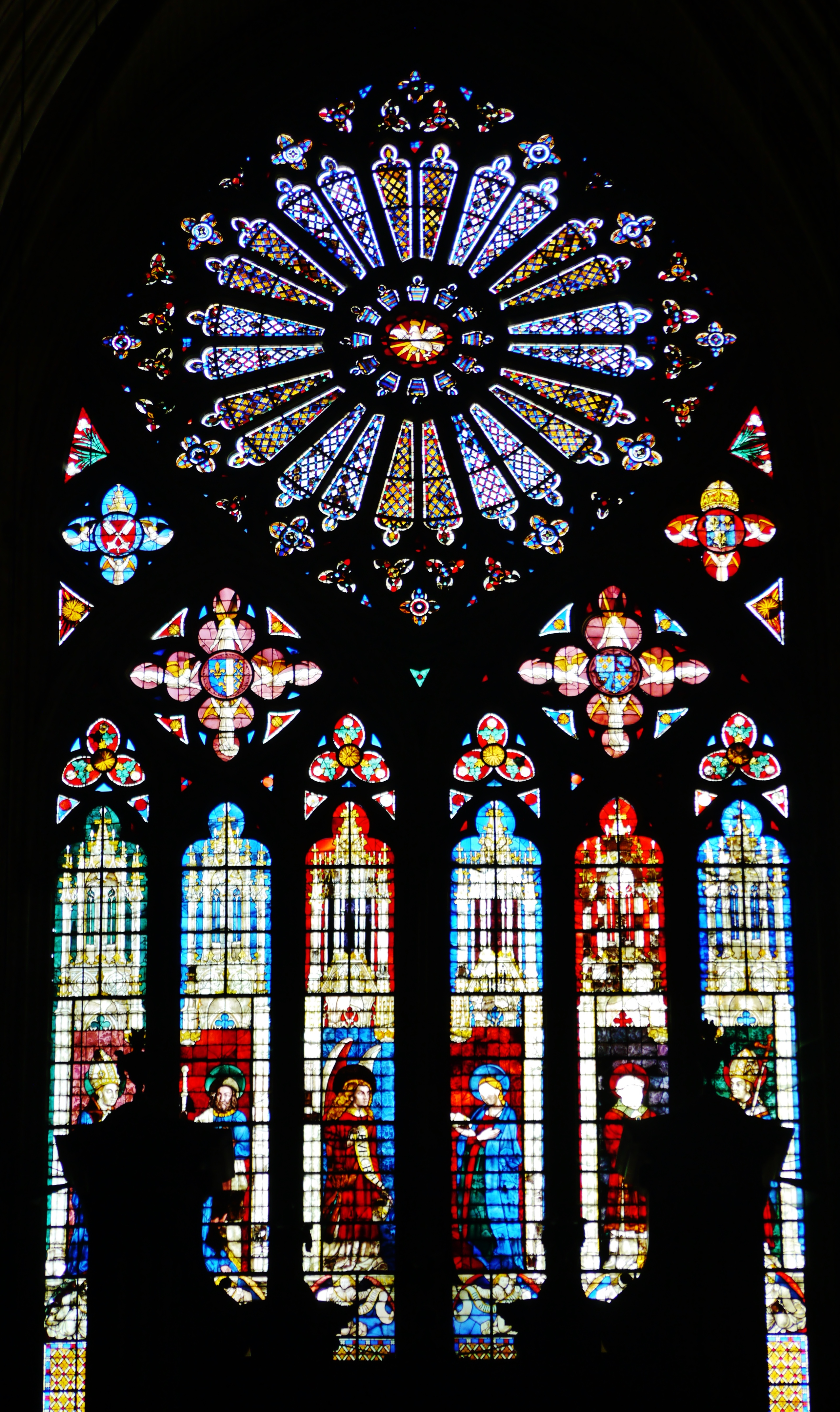
Fenster 230 (le Housteau)

Fenster aus dem 14./15. Jahrhundert (Fenster 230)
Das große Fenster (genannt le Housteau) über dem Portal des Jüngsten Gerichts, dem mittleren Portal der Westfassade, besteht aus sechs Lanzetten und einer 24-strahligen Rosette. Die Rosette ist in ein auf der Spitze stehendes Quadrat mit leicht abgerundeten Seiten eingebettet und wird von Drei- und Vierpassfeldern gerahmt. Die Mitte der Rosette bildet ein Rundfenster mit einer kleinen, zwölfstrahligen Rosette. In den Zwickeln zwischen der Rosette und den Lanzetten sind Vierpassfenster eingeschnitten. Jeweils drei Lanzetten werden von einem Maßwerk mit einem großen Vierpassfeld und zwei kleineren Dreipassfeldern bekrönt.
Die große Fensterrose wurde 1395 von Guy de Dammartin ausgeführt, die Vierpassfenster und die Lanzetten entstanden nach 1452. Auf den Vierpassfenstern sind Wappenschilder mit den Wappen des Papstes Nikolaus V., der Herzöge von Berry, der Dauphiné und dem Lilienwappen des französischen Königshauses zu sehen, die von jeweils vier Engeln gehalten werden. Auf den beiden linken Lanzetten sind der heilige Wilhelm und der Apostel Jakobus der Ältere dargestellt, auf den beiden mittleren Lanzetten die Verkündigungsszene und auf den beiden rechten Lanzetten der heilige Stephanus und der heilige Ursinus (?). Unter den Dargestellten knien Engel, die Schriftbänder mit den Namen der dargestellten Personen in Händen halten. Das Fenster wurde bereits im 16. Jahrhundert restauriert, im 20. Jahrhundert wurden die Köpfe der Personen durch Francis Chigot teilweise erneuert.